# Historia contemporánea de España

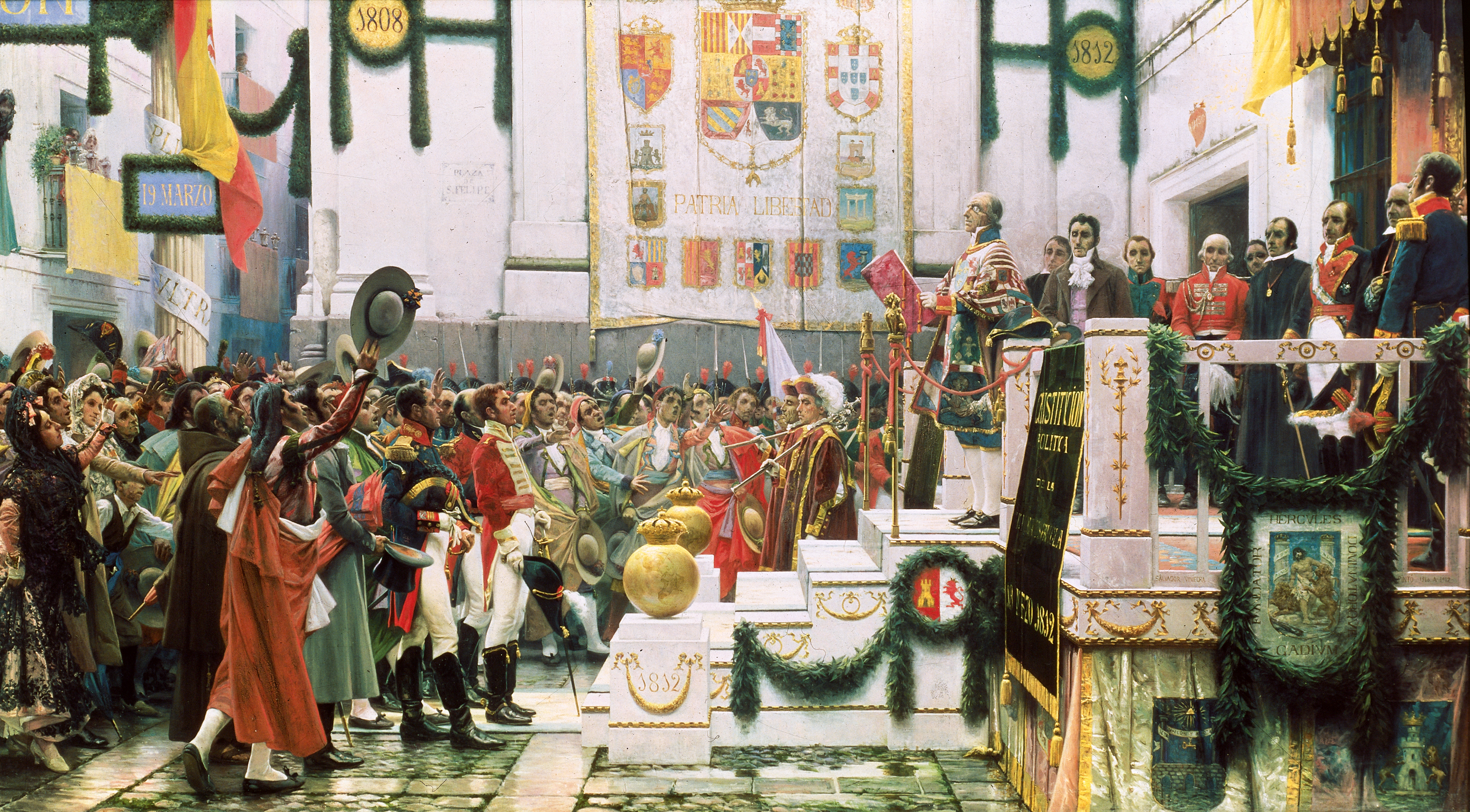
La promulgación de la Constitución de 1812, obra de Salvador Viniegra (Museo de las Cortes de Cádiz).

La historia contemporánea de España es la disciplina historiográfica y el periodo histórico de la historia de España que corresponde a la Edad Contemporánea en la historia universal. Sin embargo, convencionalmente la historiografía española suele considerar como hito inicial no a la Revolución francesa, ni la Independencia de Estados Unidos o la Revolución industrial inglesa, sino un acontecimiento local decisivo: el inicio de la guerra de la Independencia de España (1808).

## Reinado de Carlos IV (1788-1808)

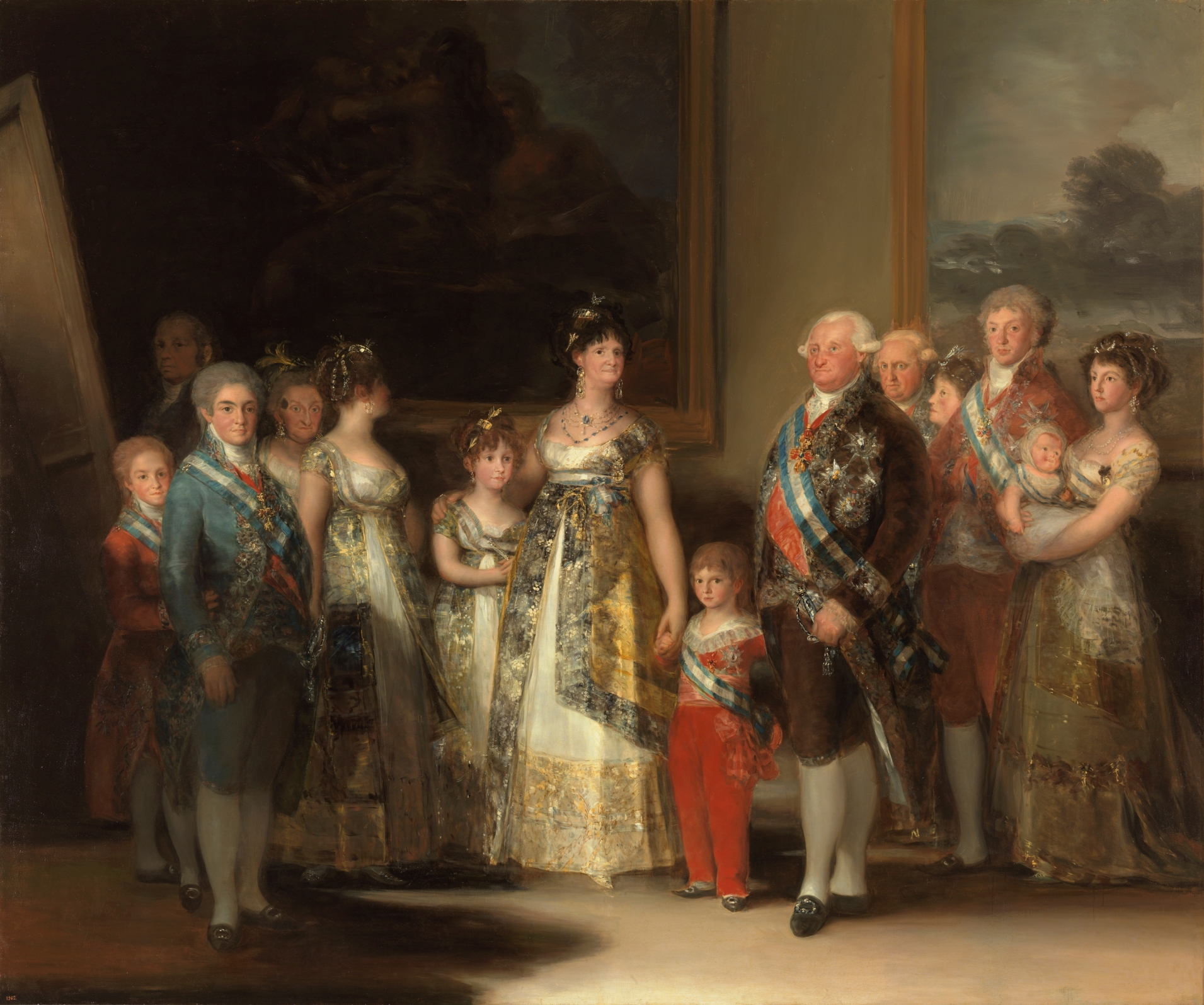
La familia de Carlos IV, por Goya (1800). En el centro, Carlos IV y la reina María Luisa de Parma flanquean al infante Francisco de Paula de Borbón (cuya partida de Palacio provocará el levantamiento del 2 de mayo de 1808, al grito de «¡Que nos lo llevan!»). A la izquierda, justo delante del pintor, aparece el primogénito, futuro Fernando VII, y Carlos María Isidro de Borbón el futuro pretendiente carlista.

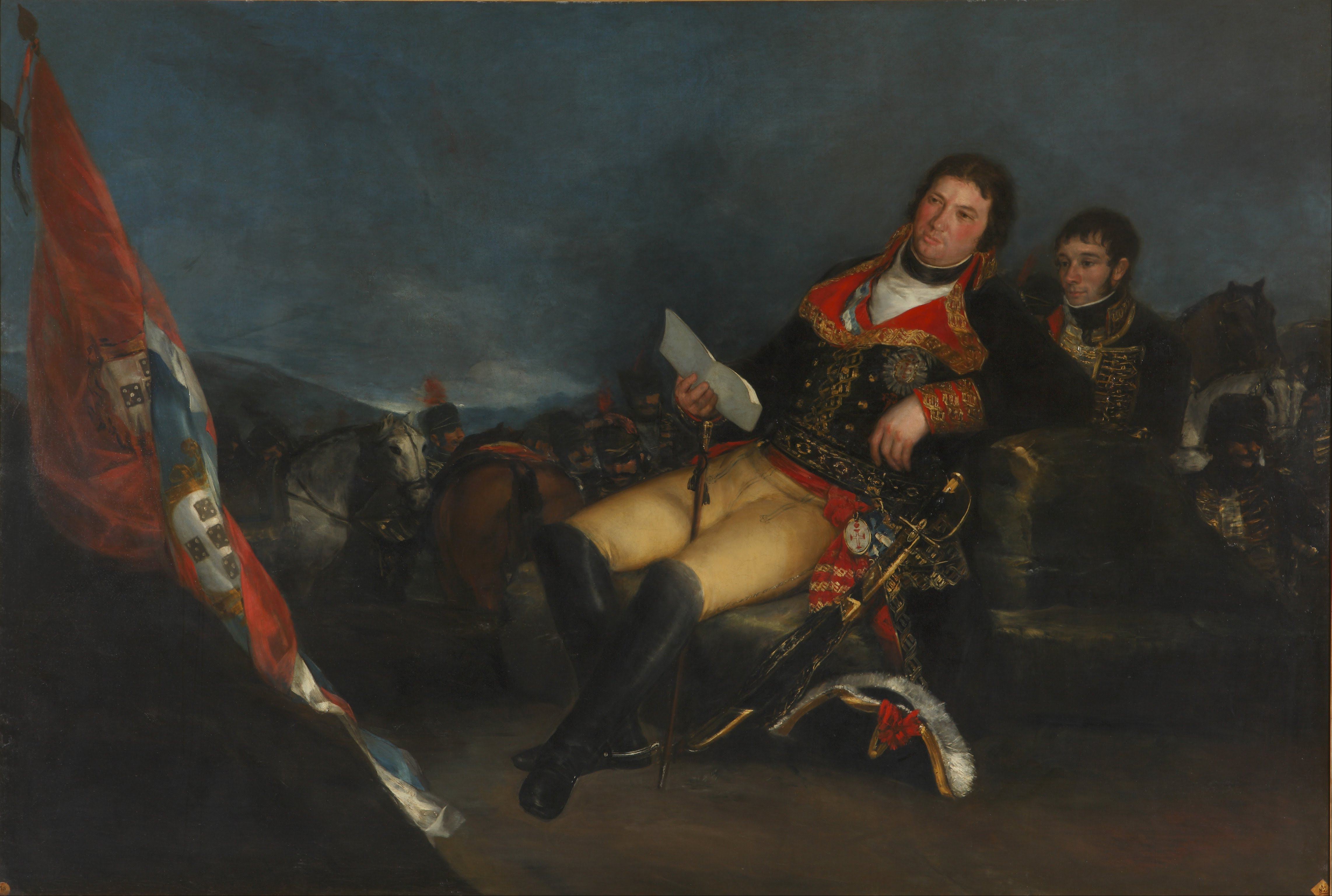
Manuel Godoy, duque de Alcudia y Príncipe de la Paz, por Goya (1801).

El estallido de la Revolución francesa (1789) alteró el equilibrio internacional europeo, poniendo a España en una de las fronteras del foco revolucionario. Las medidas destinadas a evitar el contagio fueron eficaces, pues más allá de aislados grupos de simpatizantes (conspiración de Picornell, 1795), el consenso social en España fue contrarrevolucionario, activamente impulsado por el clero y controlado por la Inquisición, que actuó de cordón sanitario. En cambio, fracasó el intento de la Primera Coalición de acabar militarmente con la Francia revolucionaria (que en la frontera hispano-francesa se concretó en la guerra de los Pirineos o del Rosellón, 1793-1795). Tras la reconducción del proceso interno francés (reacción thermidoriana, 1794) hacia el poder personal de Napoleón (1799), las prioridades españolas cambiaron, y se optó por renovar la tradicional alianza franco-española (Pactos de Familia) a pesar de que no fuera ya un rey Borbón sino políticos plebeyos, o un autocoronado emperador Bonaparte, quienes ocuparan el poder o se sentaran en el trono de París, y de que tales advenedizos mantuvieran la legitimidad revolucionaria que había llevado a la guillotina a Luis XVI, primo del rey de España.
Desde 1792, el validazgo de Manuel Godoy, un ambicioso militar de oscuro origen protegido por la reina, ennoblecido con el título de príncipe de la Paz (por la Paz de Basilea, 1795), desplazó del poder a la élite aristocrática ilustrada que venía gobernando el país desde el reinado de Carlos III (Floridablanca, Aranda, Jovellanos), en algunos casos llevándoles literalmente al destierro o a la cárcel. El limitado éxito de la guerra de las naranjas contra Portugal (1801) consiguió un mínimo reajuste fronterizo (Olivenza); pero mucho más decisivas fueron las graves consecuencias de la batalla de Trafalgar (21 de octubre de 1805), donde se perdió la mejor parte de la Marina española. A pesar de la derrota, la vinculación de la posición de Godoy a la subordinación al emperador (que había conseguido victorias decisivas en las campañas terrestres en Europa central) llevó a la firma del Tratado de Fontainebleau de 1807, que preveía la invasión conjunta de Portugal (punto débil en el bloqueo continental contra Inglaterra) y que de hecho sirvió para que varios cuerpos de ejército francés ocuparan zonas estratégicas de España.

¿A quién se ofende y se daña?
A España
¿Quién prevalece en la guerra?
Inglaterra
¿Y quién saca la ganancia?
Francia
Tonadilla popular

La profunda crisis económica del cambio de siglo mostró de forma dramática la debilidad estructural del Antiguo Régimen en España, ante la que la crisis fiscal de la Monarquía (Francisco Cabarrús, Banco de San Carlos), y la crisis comercial y financiera provocada por las guerras, solo eran un aspecto coyuntural. De causas mucho más profundas era el agotamiento del ciclo demográfico alcista del siglo XVIII, no acompañado por reformas agrarias que permitieran un aumento significativo de la producción (el Informe de Jovellanos en el interminable Expediente de la Ley Agraria (1795), como el resto de proyectos ilustrados desde el Catastro de Ensenada (1749), no se llegó a materializar por la oposición de los poderosos grupos privilegiados a los que afectaba; las únicas excepciones habían sido el recorte de los privilegios de la Mesta por Campomanes entre 1779 y 1782 y las tímidas políticas liberalizadoras del mercado de granos —moderada tras el motín de Esquilache de 1766— o del comercio con América (1765 y 1778)) lo que condujo a crisis de subsistencias, al hambre y al aumento del descontento social.
La importancia científica y estratégica que habían alcanzado las expediciones españolas (expedición de la vacuna, 1803) y la prometedora situación de la ciencia y la tecnología españolas, que había alcanzado una posición solo algo más retrasada que la de los países europeos más avanzados; se deterioraron dramáticamente ante la incapacidad del Estado de seguir sosteniendo unos esfuerzos que el atraso de la estructura socioeconómica no estaba en condiciones de suplir por una iniciativa privada incomparablemente más débil que la que en la Inglaterra de la época estaba protagonizando la revolución industrial. La persecución o el desprecio a los que fueron sometidos algunos de los principales impulsores de la modernización científico-tecnológica española (Alejandro Malaspina, Agustín de Betancourt) terminó beneficiando a otras naciones (como ocurrió con la más prometedora de todas las empresas: las investigaciones americanas de Alexander von Humboldt, iniciadas bajo patrocinio español).
La impopularidad cada vez mayor de Godoy llevó a la formación de un partido fernandino dentro de la Corte, que preparó el motín de Aranjuez, un golpe de Estado que logró deponer al válido y la abdicación del rey Carlos IV en su hijo mayor Fernando VII, quien, a pesar de ello, no consiguió asentarse en el trono a causa de la intervención de Napoleón, que consiguió llevar a toda la familia real a reunirse con él en Francia, virtualmente como prisioneros.

## Guerra de Independencia (1808-1814)

Los fusilamientos del 3 de mayo, de Goya.

El escandaloso comportamiento de la corte, la familia real y los altos funcionarios de la burocracia y el ejército ante la ocupación militar francesa y las maniobras políticas de Napoleón condujeron a un estallido social cuya expresión documental quedó fijada en el Bando de los alcaldes de Móstoles posterior al levantamiento del 2 de mayo de 1808 en Madrid. La rápida difusión del documento se hizo simultáneamente a la creación de Juntas locales que, de forma más o menos explícita, se arrogaban una representación soberana en nombre de un rey cautivo (Fernando VII el Deseado); lo que condujo a formas políticas cada vez más revolucionarias: primero una Junta Suprema de Asturias (25 de mayo de 1808) proclamada soberana por Flórez Estrada y apoyada por otros singificativos ilustres asturianos como Jovellanos, después la Junta Suprema Central (25 de septiembre de 1808), dominada por figuras ilustradas (Floridablanca), y luego un Consejo de Regencia que convocó las Cortes de Cádiz (24 de septiembre de 1810), donde el grupo político de los liberales (denominación autóctona que se terminó extendiendo al vocabulario político internacional —Diego Muñoz Torrero, Agustín Arguelles, el conde de Toreno—) consiguió imponerse al de los absolutistas (Bernardo Mozo de Rosales, Pedro de Quevedo y Quintano —obispo de Orense e inquisidor general—) en la redacción de la Constitución de 1812 (19 de marzo, por lo que fue llamada la Pepa) y en una legislación que desmontaba las bases económicas, sociales y jurídicas del Antiguo Régimen (bienes eclesiásticos, mayorazgos, señoríos, Inquisición, etc.)
Paralelamente, buena parte de la élite social e intelectual, por convicción o por comodidad, pasó a colaborar con las autoridades impuestas por Napoleón, recibiendo el nombre de afrancesados (Mariano Luis de Urquijo, Cabarrús, Meléndez Valdés, Juan Antonio Llorente, Leandro Fernández de Moratín y un larguísimo etcétera, en el que se incluyó el propio Goya). José I de España (José Bonaparte o Pepe Botella), hermano de Napoleón, que ya había sido designado por este como rey de Nápoles, fue llamado a ocupar el trono vacante de España. El hecho de que fuera el primer rey que gobernó teóricamente bajo una constitución o carta otorgada (el Estatuto de Bayona de 8 de julio de 1808) le convierte en el primer rey constitucional de una España constituida en Estado liberal según los criterios del Nuevo Régimen, en este caso impuestos por los ocupantes cuatro años antes de que los diputados gaditanos consiguieran construir de forma autónoma el concepto de soberanía nacional.
Las campañas militares se sucedieron con espectaculares alternativas. A un inicial éxito del ejército español dirigido por el general Castaños, que consiguió derrotar y capturar en la batalla de Bailén (19 de julio de 1808) a un cuerpo de ejército francés, en lo que constituyó la primera gran derrota terrestre de las guerras napoleónicas, respondió el propio Emperador con su presencia física en la Península, y una masiva ocupación del territorio que dejó únicamente unos pocos enclaves asediados, entre ellos, el propio Cádiz, protegido por la flota inglesa con base en Gibraltar. 
Los sitios de Zaragoza y de Gerona mostraron una resistencia épica. La resistencia popular en forma de guerrillas (el Empecinado, Espoz y Mina y el cura Merino) y el avance de tropas regulares españolas, inglesas y portuguesas comandadas por el duque de Wellington terminaron por hacer retroceder al ejército francés (batalla de los Arapiles, 22 de julio de 1812 y batalla de Vitoria, 21 de junio de 1813). Las consecuencias de la guerra en términos de muerte, hambre y destrucción de equipamiento y de la infraestructura científica española (resultado de la violencia, y en algunos casos de la premeditación, de ambas partes) fueron inmensas. La salida al exilio de los afrancesados abre el ciclo de exilios políticos españoles que se renovará sucesivamente con cada cambio de régimen hasta 1977.

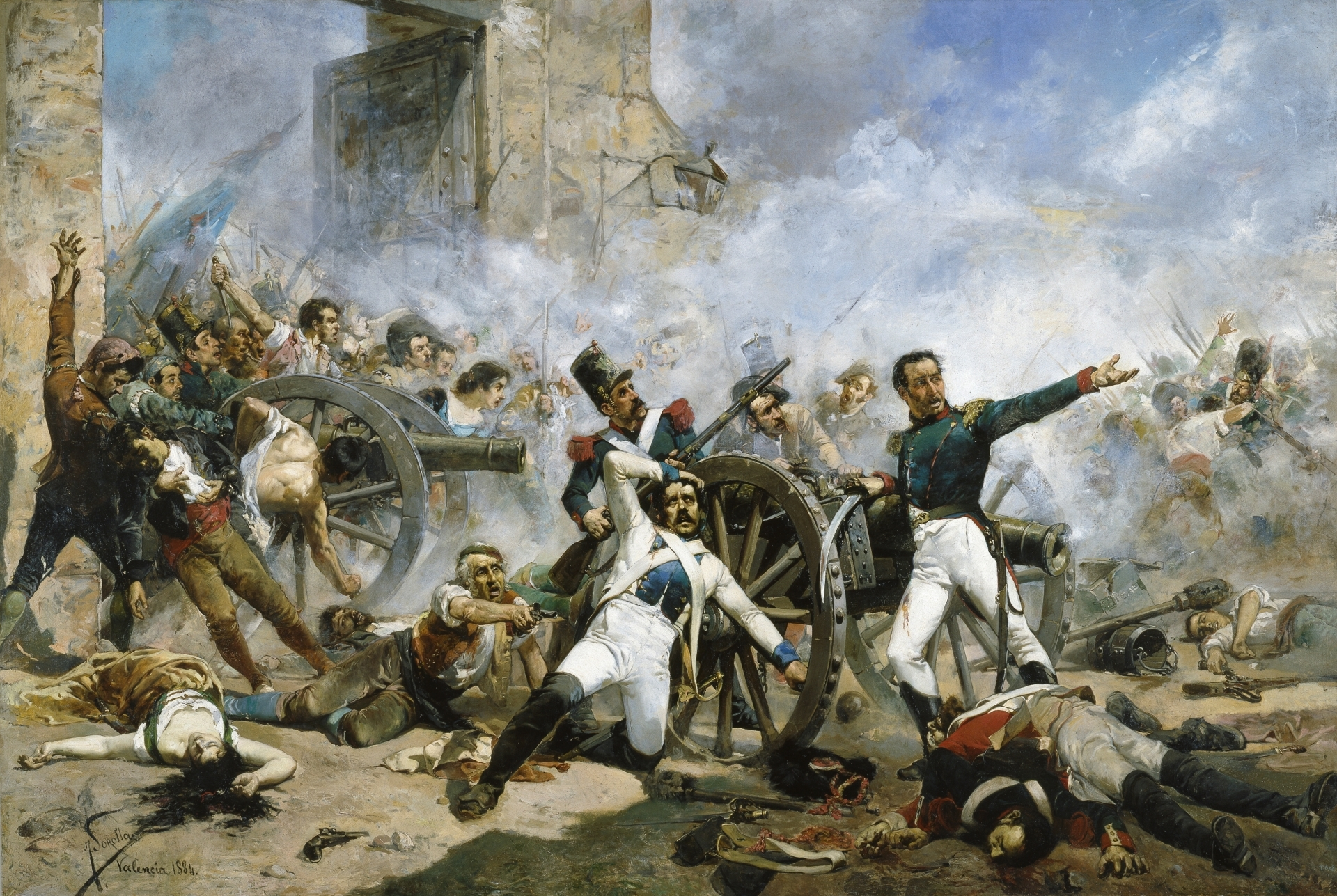
Defensa del Parque de Artillería de Monteleón, por Sorolla, pintura de historia sobre un episodio del levantamiento del 2 de mayo de 1808 en Madrid.
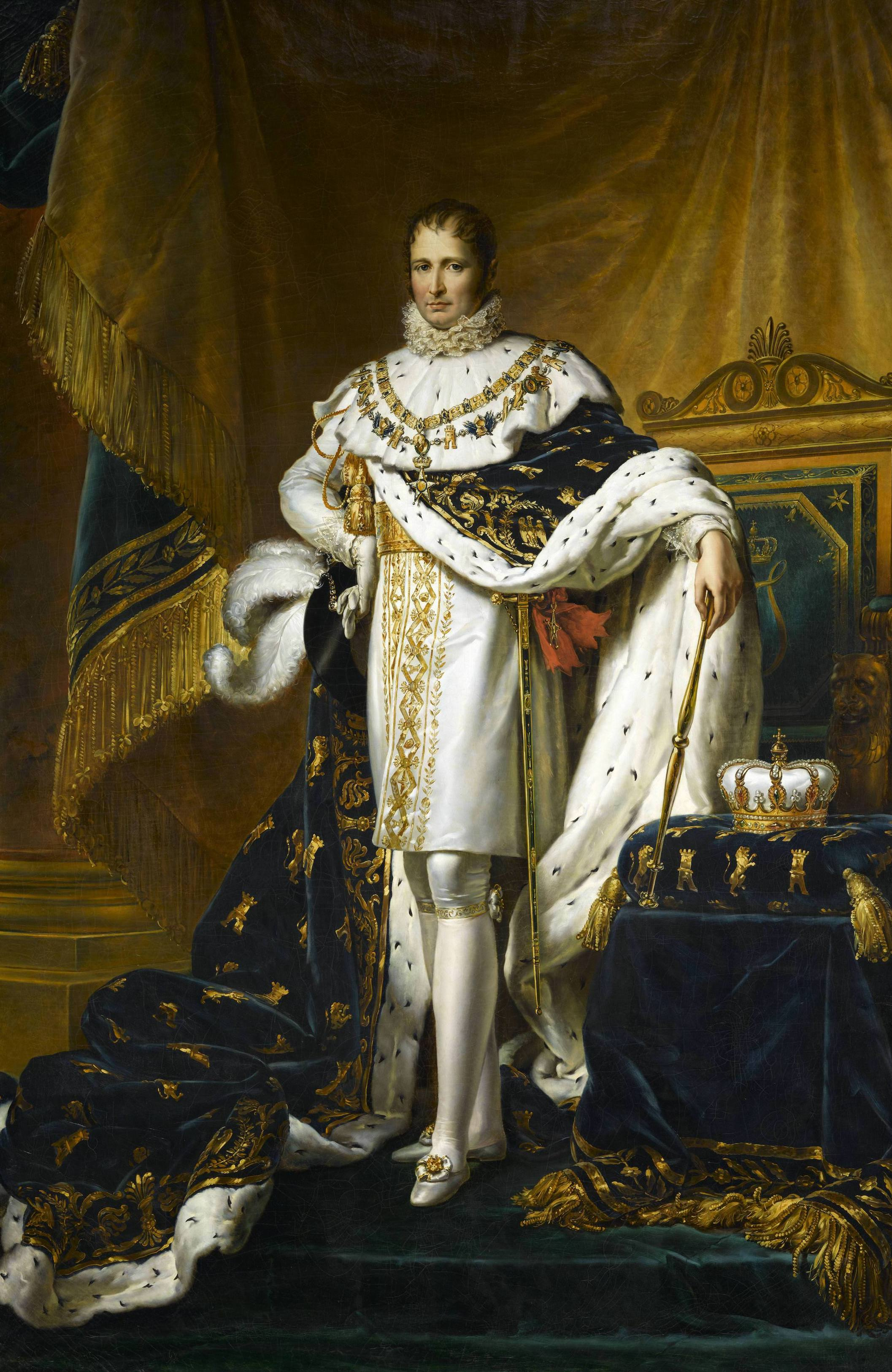
José Bonaparte, rey de España, por Gérard.
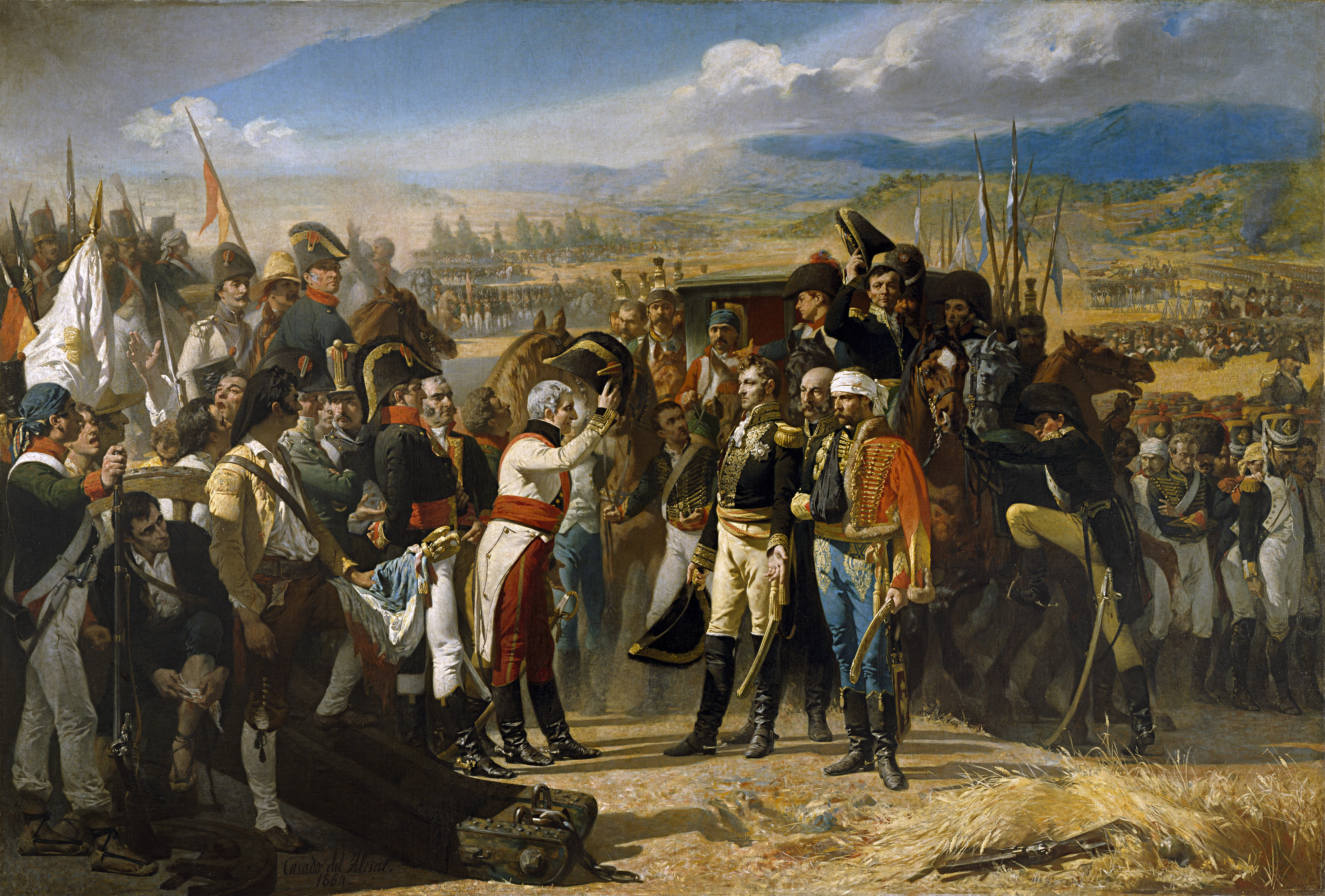
La rendición de Bailén, por José Casado del Alisal, pintura de historia sobre la batalla de Bailén de 1808, con una composición basada en La rendición de Breda, de Velázquez.
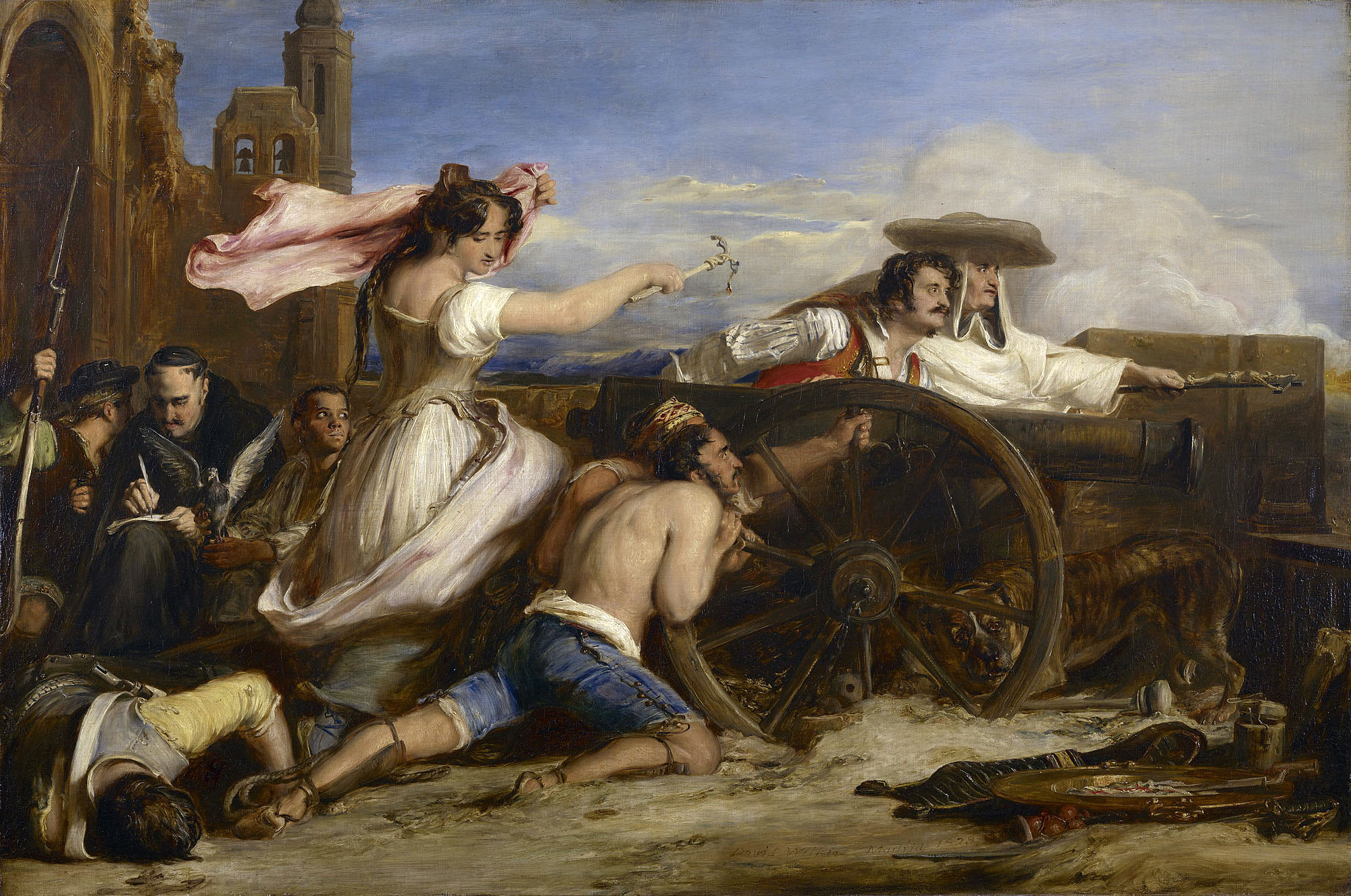
Agustina de Aragón durante los sitios de Zaragoza, en un cuadro pintado por David Wilkie en 1828.

## Independencia hispanoamericana

Nación española en ambos hemisferios según la Constitución de 1812

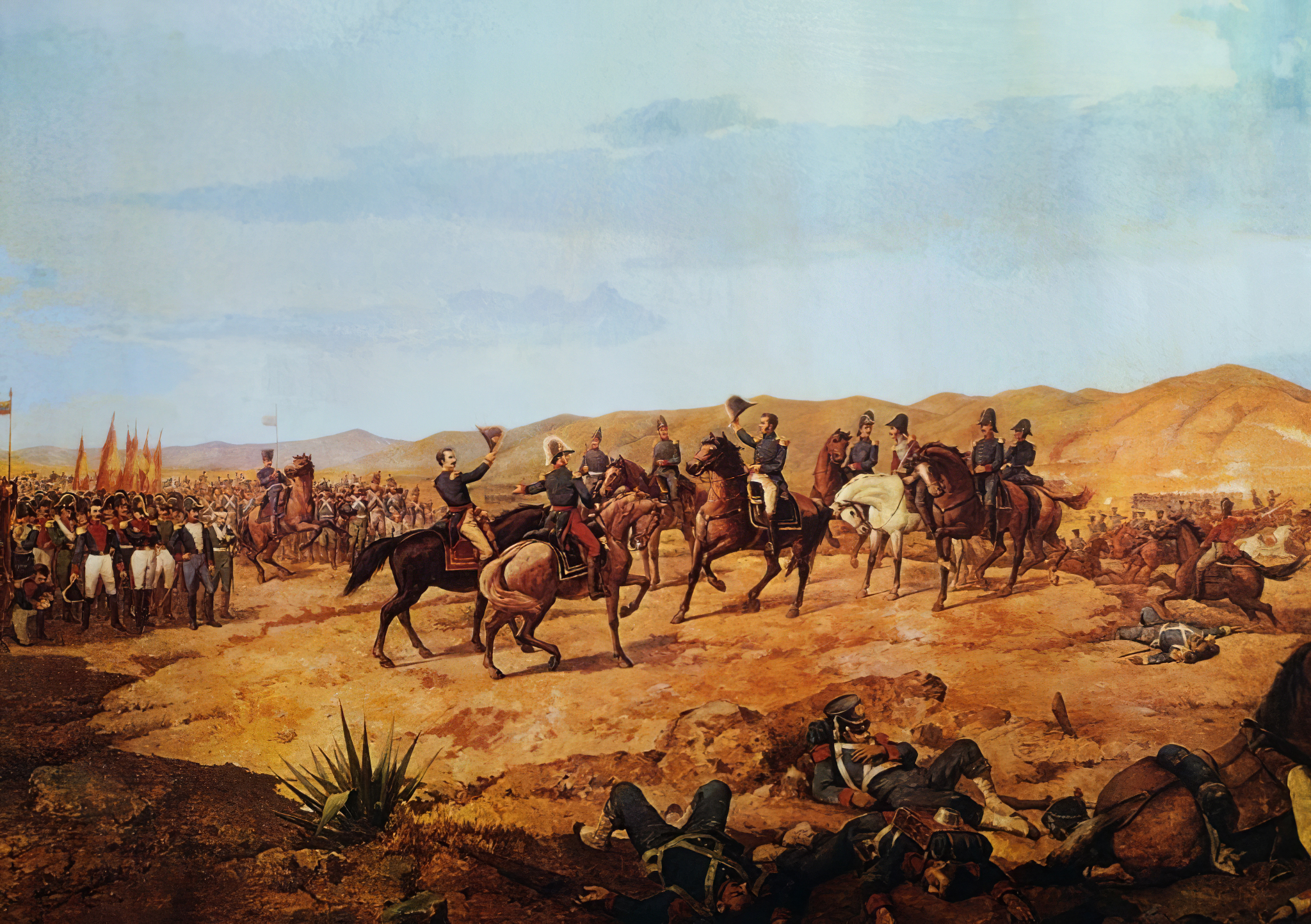
La batalla de Ayacucho, 9 de diciembre de 1824, puso fin a las guerras de independencia en Sudamérica.

En los territorios españoles de América, las noticias de 1808 causaron una movilización social semejante solo en parte a la que ocurrió en la Península. El vacío de poder fue también cubierto con Juntas locales, que también fueron derivando en posturas cada vez más revolucionarias. En su caso, caracterizadas por el independentismo cada vez más obvio del grupo social de los criollos, que culminó en declaraciones de independencia. La acogida a los diputados americanos en las Cortes de Cádiz, que concibió la nación española definida en la Constitución como la reunión de los españoles de ambos hemisferios, no representó una oferta lo suficientemente atractiva como para impedir que los movimientos independentistas, apoyados por Inglaterra, siguieran el ejemplo de las anteriores emancipaciones de Estados Unidos y Haití, negándose a ningún tipo de solución intermedia que no fuera la independencia absoluta. La imposición militar de la autoridad española sobre los núcleos independentistas no consiguió ser lo suficientemente sólida, especialmente tras el pronunciamiento de Rafael del Riego en Cabezas de San Juan (enero de 1820), que desvió hacia el conflicto interno peninsular las tropas previstas para ser embarcadas hacia América. Las campañas de Simón Bolívar desde Venezuela y José de San Martín desde Argentina acorralaron en los Andes centrales a las últimas tropas españolas, que fueron derrotadas definitivamente en la batalla de Ayacucho (9 de diciembre de 1824). La independencia de México y América Central se produjo de forma autónoma y relativamente pacífica, estableciéndose el mandato personal, con título de Emperador, de Agustín de Iturbide. Solo Cuba y Puerto Rico, además de Filipinas, quedaron sujetas a la metrópoli, situación que duraría hasta 1898.

## Reinado de Fernando VII (1814-1833)

### Sexenio absolutista (1814-1820)

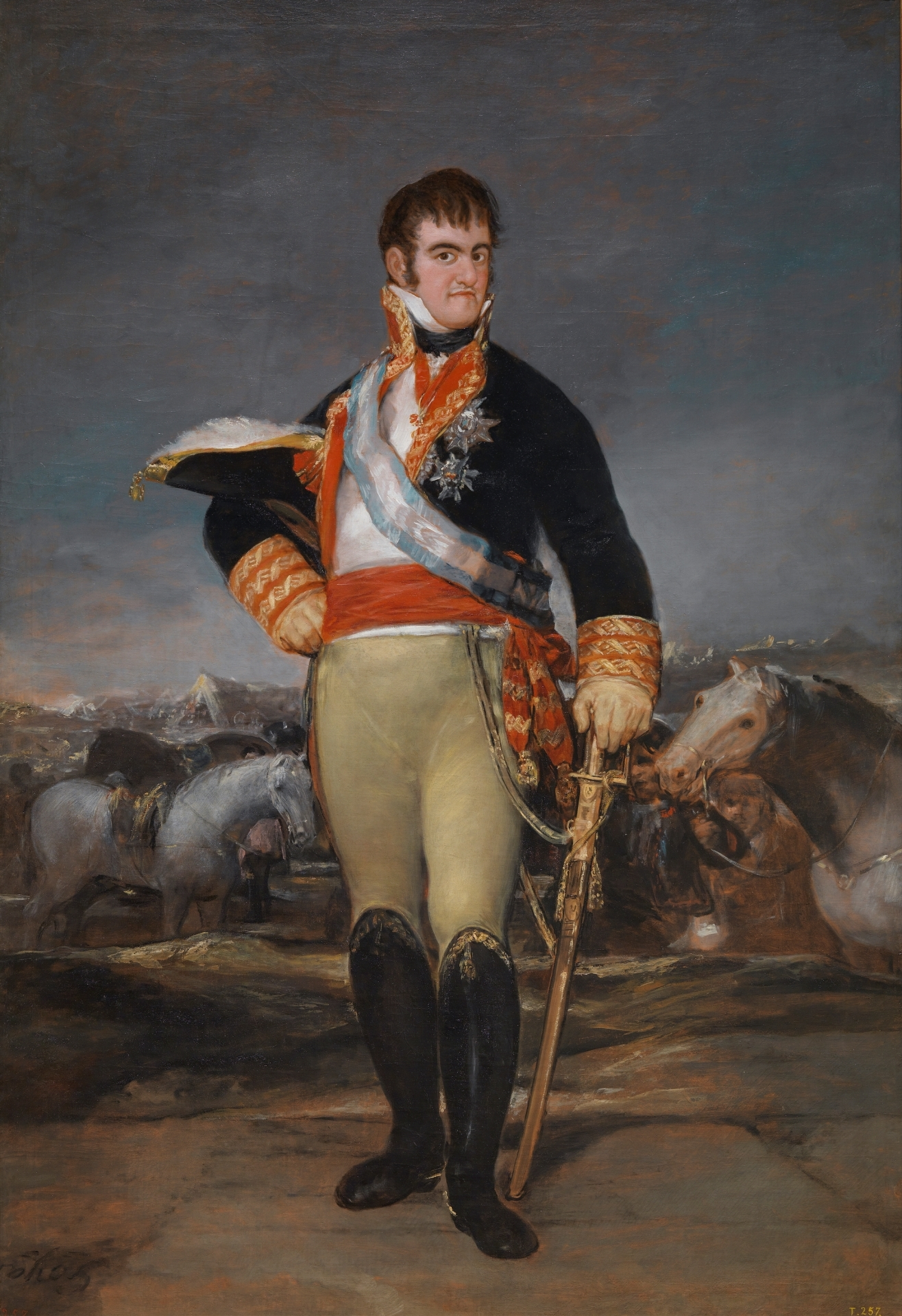
Retrato de Fernando VII, por Goya, Museo del Prado.

La liberación de Fernando VII por Napoleón (Tratado de Valençay, 11 de diciembre de 1813) significó la no continuación de las hostilidades por parte de España, lo que de cara al futuro significó la pérdida de todo apoyo británico. En el interior, los absolutistas (o serviles, como eran denominados por los liberales) se configuraron ideológicamente en torno a un documento: el Manifiesto de los Persas, que solicitaba al rey la restauración de la situación institucional y sociopolítica anterior a 1808. Incluso se escenificó una espontánea recepción del rey por el pueblo, que desenganchó los caballos de su carruaje para tirar de él por ellos mismos, al grito de ¡Vivan las cadenas!. Receptivo de esas ideas, Fernando se negó a reconocer ninguna validez a la Constitución o a la legislación gaditana, y ejerció el poder sin ningún tipo de límites. Comenzó una activa persecución política, tanto de los liberales (por muy fernandinos que fueran) como de los afrancesados.
Tampoco los militares se libraron de la purga, consciente el rey de que no podía fiarse de la mayor parte de un ejército que ya no era la institución estamental del Antiguo Régimen, sino formado en su mayor parte por jóvenes promocionados por méritos de guerra, hijos segundones que en otras circunstancias se hubieran convertido en clérigos, o incluso antiguos clérigos que habían colgado sus hábitos, o guerrilleros de cualquier origen social. Muchos de los que no salieron al exilio fueron encarcelados, desterrados o perdieron sus cargos (como el Empecinado). Más fiabilidad para el control social se esperaba de una institución restablecida: la Inquisición. 
La única posibilidad de retomar el proceso revolucionario liberal era el pronunciamiento militar, que se intentó repetidamente, siempre sin éxito, lo que condujo a nuevos exilios (Espoz y Mina). Juan Díaz Porlier, Joaquín Vidal o Luis Lacy y Gautier mueren en acción, o son detenidos y fusilados.
Los restaurados privilegios de nobleza y clero agravaron la quiebra del sistema fiscal, convertida en crónica por los intereses de la deuda y en imposible de equilibrar por la pérdida de las rentas americanas. Presionado por Estados Unidos, el rey obtiene algunos recursos financieros por la venta de las Floridas; que se emplean en la compra al zar ruso Alejandro I de una flota de barcos que debería transportar un ejército a América. Los retrasos resultantes del mal estado de esos barcos (algunos no estaban en condiciones de volver a navegar) estuvieron entre las causas de que la acumulación de tropas acantonadas en torno a Cádiz se volviera cada vez un elemento políticamente más peligroso.

### Trienio Liberal (1820-1823)

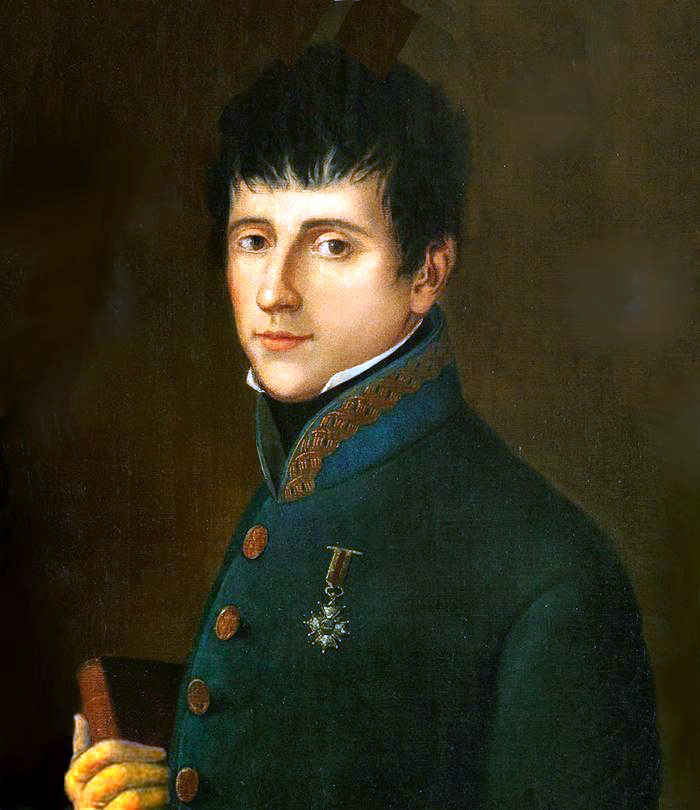
Rafael del Riego

El ejército expedicionario no partió a sofocar la revolución americana, sino que el 1 de enero de 1820 se convirtió él mismo en un ejército revolucionario, en nombre de la Constitución y bajo las órdenes del coronel Riego. Tras un accidentado periplo, se logró que las noticias de la rebelión convocaran la adhesión de las ciudades organizadas de nuevo en Juntas; mientras que el rey queda reducido a la inacción por falta de militares dispuestos a apoyarle. Finalmente jura la Constitución de Cádiz con la famosa frase «Marchemos francamente, y yo el primero, por la senda constitucional». La evidencia de la insinceridad de tal juramento quedó reflejada en la letra del Trágala, una canción satírica convertida en himno liberal.
Durante el Trienio las Sociedades Patrióticas y la prensa procuraron la extensión de los conceptos liberales; mientras que las Cortes, elegidas por el sistema de sufragio universal indirecto, repusieron la legislación gaditana (abolición de señoríos y mayorazgos, desamortización, cierre de conventos, supresión de la mitad del diezmo), y ejercieron el papel clave que les daba la Constitución de 1812 en nombre de la soberanía nacional, sin tener en cuenta la voluntad de un rey del que no podían esperar ninguna colaboración institucional. La división política en el espacio institucional se estableció entre los doceañistas o liberales moderados, partidarios de la continuidad de la Constitución vigente, incluso si eso significaba mantener un equilibrio de poderes con el rey); y los veinteañistas o liberales exaltados, partidarios de redactar una nueva constitución que acentuara todavía más el predominio del legislativo, y de llevar las reformas a su máximo grado de transformación revolucionaria (algunos de ellos, minoritarios, eran declaradamente republicanos). Los gobiernos iniciales fueron formados por los moderados (Evaristo Pérez de Castro, Eusebio Bardají Azara, José Gabriel de Silva-Bazán —marqués de Santa Cruz—, y Francisco Martínez de la Rosa). Tras las segundas elecciones, que tuvieron lugar en marzo de 1822, las nuevas Cortes, presididas por Riego, estaban claramente dominadas por los exaltados. En julio de ese mismo año, se produce una maniobra del rey para reconducir la situación política a su favor, utilizando el descontento de un cuerpo militar afín (sublevación de la Guardia Real), que es neutralizado por la Milicia Nacional en un enfrentamiento en la Plaza Mayor de Madrid (7 de julio). Se forma entonces un gobierno exaltado encabezado por Evaristo Fernández de San Miguel (6 de agosto).
La brevedad del periodo hizo que la mayor parte de la legislación del trienio no se llegara a hacer efectiva (la ley de venta de realengos y baldíos para los campesinos, el nuevo sistema fiscal proporcional, etc.) Únicamente cuestiones como la articulación del mercado nacional, eliminando las aduanas interiores y estableciendo un fuerte proteccionismo agrario, tuvieron alguna continuidad. También la nueva división provincial, que no obstante no se hizo efectiva hasta 1833. 
La influencia de los acontecimientos de España fue trascendente en Europa, especialmente en Portugal e Italia (donde se desencadenan revoluciones similares, basadas en el modelo conspirativo de sociedades secretas y el protagonismo de jóvenes militares, que incluso toman el texto de la Constitución de Cádiz como modelo), de modo que la historiografía denomina al conjunto del proceso como revolución de 1820.
La reacción absolutista en el interior se manifestó en la decidida resistencia de buena parte del clero (especialmente del alto clero y del clero regular); apoyaron partidas de campesinos desposeídos de tierra y promovieron conspiraciones, con el obvio apoyo del rey (la denominada Regencia de Urgel). No obstante, la fuerza decisiva vino del exterior: la legitimista y reaccionaria Europa de la Restauración o del Congreso de Viena, firme partidaria del intervencionismo, no podía consentir el contagio revolucionario. Las potencias de la Santa Alianza, reunidas en el Congreso de Verona (22 de noviembre de 1822) encomendaron a un ejército francés (que recibió la denominación de los Cien Mil Hijos de San Luis) el restablecimiento del poder absoluto del rey legítimo.

### Década ominosa (1823-1833)

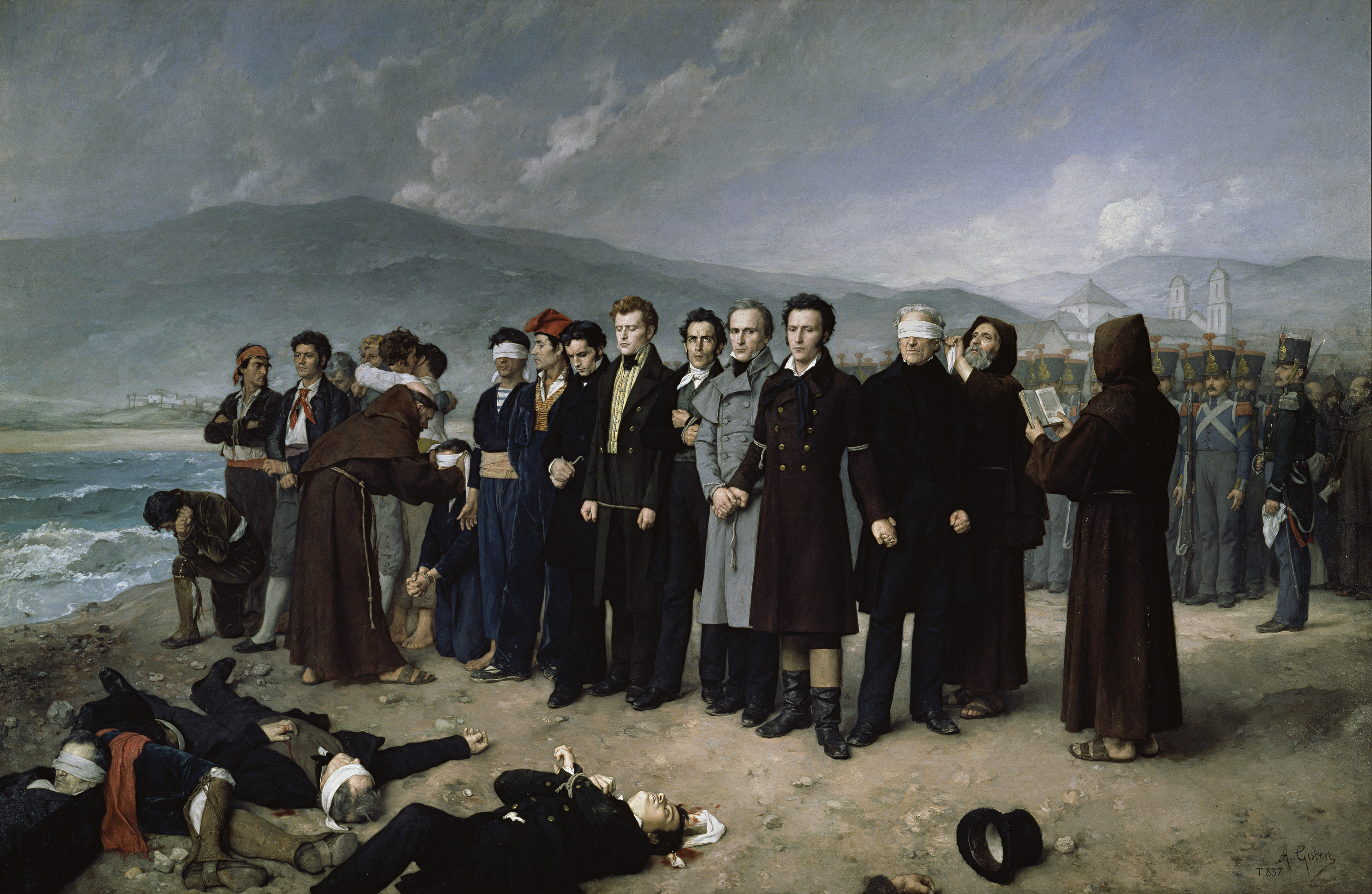
Fusilamiento de Torrijos y sus compañeros en las playas de Málaga, óleo de Antonio Gisbert. Museo del Prado.

La vuelta del absolutismo trajo consigo la vuelta a la represión política de los liberales. Se creó la policía política, se ahorcó a Rafael de Riego y otra nueva oleada de exiliados salió del país. Los militares liberales volvieron a recurrir a las sociedades secretas, las conspiraciones y los pronunciamientos, que de nuevo se saldaron con fracasos y ejecuciones (El Empecinado, Torrijos, Mariana Pineda, etc.) Las delaciones requeridas por la policía dieron lugar a personajes sórdidos, como la madrileña Tía Cotilla.
No obstante, a pesar de la denominación historiográfica (fruto de las vivencias de los afectados), la intensidad represiva de la ominosa fue menor que durante el sexenio absolutista; e incluso la relajación de la represión se hizo patente a medida que se acercaba el final del periodo, cuando la evidencia de que no habría un sucesor varón (incluso cuando tras tres matrimonios estériles el rey consiguió tener descendencia, fue una hija, Isabel, nacida en 1830) hizo que buena parte de la corte, en torno a la reina María Cristina y los aristócratas menos reaccionarios, presionaran al rey, cada vez más débil, para que derogara la Ley Sálica que impedía la sucesión femenina. Los elementos más absolutistas de nobleza y clero se agruparon en torno al hermano del rey, Carlos María Isidro, que de quedar en vigor la Ley Sálica sería el heredero del trono. Los cristinos vieron en el acercamiento a los elementos más moderados de entre los liberales la jugada más plausible, y se los fueron atrayendo con medidas como la amnistía de 1832-1833, que permitió que muchos volvieran del exilio. Entre tanto, los carlistas fueron valorando la salida insurreccional (Guerra de los Agraviados o Malcontents) preludiada por la actividad, en zonas rurales especialmente propicias, de grupos como Los Apostólicos.
La camarilla absolutista (el grupo cercano a la cámara real, que se vio sometido a un mecanismo de selección inversa) se vio incapaz de solucionar la apremiante situación hacendística, sobre todo en ese momento, al haber perdido los ingresos de las colonias. No había más remedio que recurrir a políticos ilustrados. De la actividad técnica de estos surgieron la ley de minas, los aranceles proteccionistas para la industria, la promulgación del Código de comercio (1829) o la división provincial de Javier de Burgos (1833). Las tímidas transformaciones económicas estaban en la práctica abriendo la puerta al liberalismo. Tampoco los absolutistas podían contar con el apoyo exterior: la revolución de 1830 había establecido en Francia una monarquía burguesa (la de Luis Felipe).

## Reinado de Isabel II (1833-1868)

### Regencias (1833-1843)

#### Regencia de María Cristina (1833-1840) y primera guerra carlista

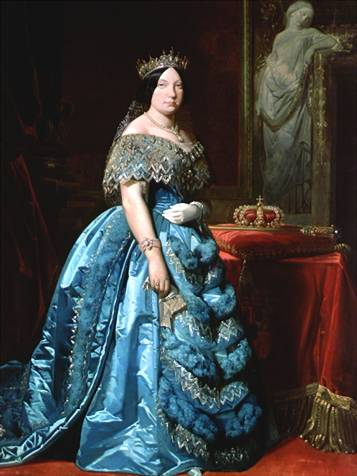
Isabel II, por Federico de Madrazo y Kuntz.

Primera guerra carlista (1833-1840)
Zonas de mayor intensidad del carlismo
Zonas con simpatizantes carlistas
Principales asedios carlistas.
Centros liberales del norte.
Principales centros carlistas.
Batallas.

El 29 de septiembre de 1833, la hija de Fernando VII, Isabel II, heredaba la corona sin haber cumplido los tres años, bajo la regencia a su madre María Cristina. La negativa a aceptar la sucesión por parte de los carlistas inició una verdadera guerra civil en la que los dos bandos dibujaban una fractura ideológica y social: en un bando, los partidarios del Antiguo Régimen, que a grandes rasgos eran la mayor parte del clero, y buena parte de la baja nobleza y de los campesinos de la mitad norte de España; en el otro, los partidarios del Nuevo Régimen, que a grandes rasgos eran las clases medias y la plebe urbana (encabezadas por los más concienciados políticamente: unos 13 000 exiliados a los que una nueva amnistía permitió regresar, numerosos presos que fueron excarcelados, los nuevos dirigentes locales surgidos de las elecciones municipales de noviembre, y la mayor parte de la oficialidad del ejército, a la que se permitió acceder a los puestos clave en el mando). La aristocracia se dividió siguiendo criterios de oportunidad, de implantación en el territorio y de posición en la corte. Muchas familias quedaron dolorosamente divididas, y en extensas zonas se evidenció geográficamente el enfrentamiento al quedar las ciudades, donde se organizaban juntas y se reclutaban milicias nacionales liberales, rodeadas por un campo donde se armaban partidas carlistas (los voluntarios realistas habían quedado disueltos). La movilización popular parecía recordar, en ambos bandos, la de 1808, en un caso con un espíritu claramente revolucionario, en el otro claramente reaccionario.
En la corte, los gobiernos de signo más o menos liberal (Cea Bermúdez —absolutista moderado—, Martínez de la Rosa —liberal moderado—, Mendizábal, Istúriz y Calatrava —liberales progresistas—, que inauguraron el título de Presidente del Consejo de Ministros de España —anteriormente se usaba el de Secretario de Estado—) no conseguían una victoria decisiva en la guerra y se enfrentaban a graves aprietos financieros, que no se pudieron encauzar hasta la desamortización eclesiástica o de Mendizábal, una decisión trascendental: al mismo tiempo que privaba de recursos económicos al principal enemigo social e ideológico del Nuevo Régimen (el clero), construía una nueva clase social de propietarios agrícolas de origen social variado —nobles, burgueses o campesinos enriquecidos, que en la mitad sur de España conformaron una verdadera oligarquía terrateniente— que le debían su fortuna; y al aceptar como medio de pago en las subastas los títulos de la deuda pública, revalorizaba esta y permitía la restauración del crédito internacional y la sostenibilidad hacendística (garantizada en un futuro por las contribuciones a pagar por esas tierras, antes exentas fiscalmente y ahora liberadas de las manos muertas que las apartaban del mercado). La abolición del régimen señorial no significó (como había ocurrido durante la Revolución francesa con el histórico decreto de abolición del feudalismo de 4 de agosto de 1789) una revolución social que diera la propiedad a los campesinos. Para el caso de los señores laicos, la confusa distinción entre señoríos solariegos y jurisdiccionales, de origen remotísimo e imposible comprobación de títulos, terminó llevando a un masivo reconocimiento judicial de la propiedad plena a los antiguos señores, que únicamente vieron alterada su situación jurídica y quedaron desprotegidos ante el mercado libre por la desaparición de la institución del mayorazgo (es decir, que quedaban libres para vender o legar a su voluntad, pero también expuestos a perder su propiedad en caso de mala gestión).
El anticlericalismo se convirtió en una fuerza social de importancia creciente, manifestada violentamente a partir de la matanza de frailes de 1834 en Madrid (17 de julio, durante una epidemia de cólera, del que corrieron rumores que era debido al envenenamiento de las fuentes). Al año siguiente (1835) se produjo una generalizada quema de conventos por varios puntos de España. La represión antiliberal efectuada por el bando carlista llegó a extremos con represalias de gran violencia (Ramón Cabrera el Tigre del Maestrazgo).
Institucionalmente, se gobernaba de acuerdo con una carta otorgada: el Estatuto Real de 1834, que ni reconocía la soberanía nacional ni derechos o libertades reconocidos por sí mismos, sino concedidos por voluntad real, y que introducía fuertes mecanismos de control de la representación popular (bicameralismo, elecciones indirectas con sufragio censitario muy restringido para el Estamento de Procuradores —0',15 % de la población— y un Estamento de Próceres con miembros natos de la aristocracia y el alto clero).
El texto siguió en vigor hasta que el motín de los sargentos de la Granja (12 de agosto de 1836) obligó a la reina regente a reponer la vigencia de la Constitución de 1812. Al año siguiente se recondujo la situación con un texto más conservador: la Constitución española de 1837 que, aunque basada en el principio revolucionario de la soberanía nacional, establecía un equilibrio de poderes entre Cortes y Corona favorable a esta, y mantenía el bicameralismo (con los nuevos nombres de Congreso y Senado). El sistema electoral, aunque introducía por primera vez la elección directa, seguía siendo favorable a los más ricos (un sufragio censitario solo ligeramente ampliado: 257 908 electores, un 2,2 % de la población). Se sustituyó la confesionalidad por el reconocimiento de la obligación de mantener el culto y los ministros de la religión católica que profesan los españoles. Se produjo en ese momento la escisión entre liberales moderados (muchos de ellos antiguos exaltados del trienio, evolucionados hacia el moderantismo) como el conde de Toreno, Alcalá Galiano y el general Narváez, que disfrutaron de la confianza de la Regente y formaron gobierno hasta 1840 (Evaristo Pérez de Castro); y progresistas como Mendizábal, Olózaga y el general Espartero (marginados de esa confianza, pero cuyo apoyo político y militar continuó siendo decisivo).
Al quedar los carlistas sin apoyo internacional y sin recursos, el general Maroto se avino a negociar la paz con Espartero (el abrazo de Vergara, 31 de agosto de 1839), dando a la oficialidad carlista la posibilidad de integrarse en el ejército nacional. La mayor parte de la nobleza carlista pasó a aceptar, con mayor o menor gusto, la nueva situación. Otra circunstancia definitoria del Nuevo Régimen, el centralismo político frente al reconocimiento carlista de los fueros, quedaba mitigado para las Provincias Vascongadas y Navarra (la ley de 25 de octubre de 1839, en vez de abolir los fueros, los confirmaba sin perjuicio de la unidad constitucional de la Monarquía). El foco carlista de Morella (Ramón Cabrera) resistió varios meses más (30 de mayo de 1840).
La situación de María Cristina en la regencia estaba comprometida desde su mismo inicio en 1833 por el matrimonio secreto que contrajo, al poco de enviudar, con un militar de la corte (Agustín Fernando Muñoz y Sánchez, al que se ennobleció como duque de Riánsares) con el que tuvo ocho hijos. El prestigio y el control sobre el ejército que había alcanzado el general Espartero le ponía en una posición clave para convertirse en una alternativa de poder. Los intentos de atraérsele mediante el ennoblecimiento, e incluso nombrándole presidente del consejo de ministros, no evitaron las discrepancias profundas entre el general y la regente, especialmente acerca del papel de la Milicia Nacional y de la autonomía de los ayuntamientos; asunto que provocó la dimisión de Espartero (15 de junio). Sucesivas sublevaciones contra María Cristina de las ciudades más importantes, obligaron finalmente a esta a abdicar, renunciando al ejercicio de la regencia y a la custodia de sus hijas, incluida la Reina Isabel, en favor del general (12 de octubre de 1840).

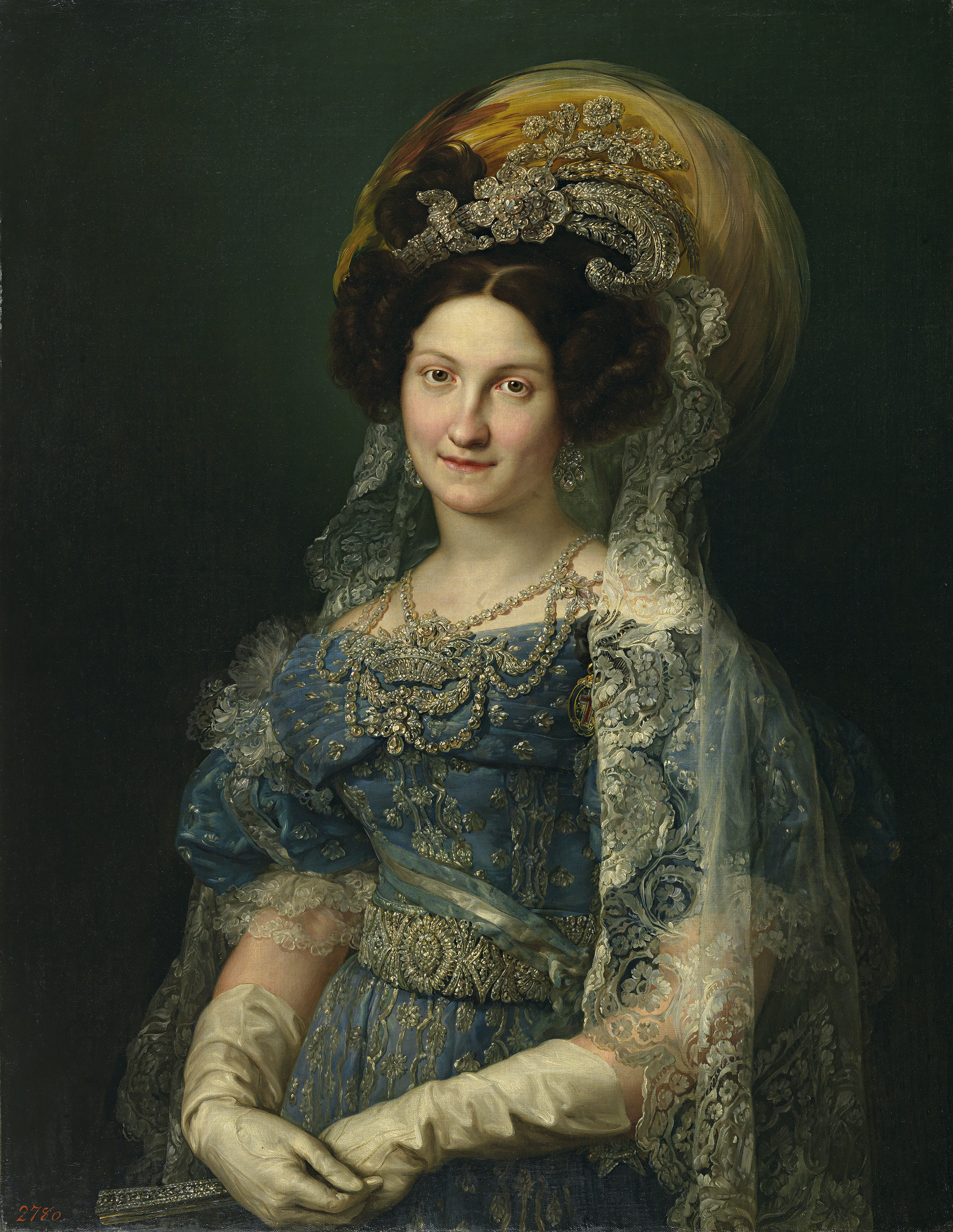
La reina regente María Cristina de Borbón.
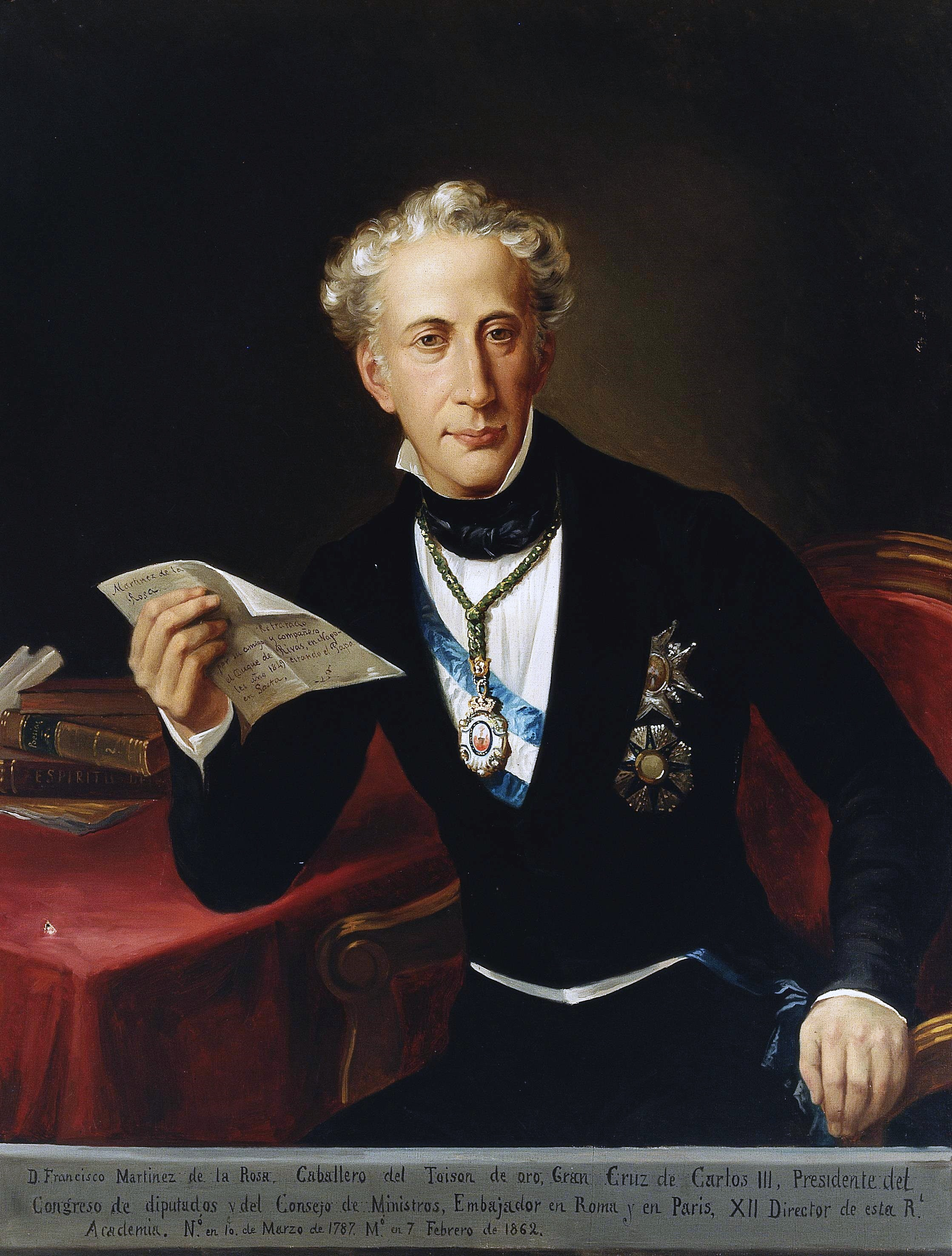
Francisco Martínez de la Rosa, apodado Rosita la pastelera por su intento de conciliar el liberalismo con los intereses aristocráticos.
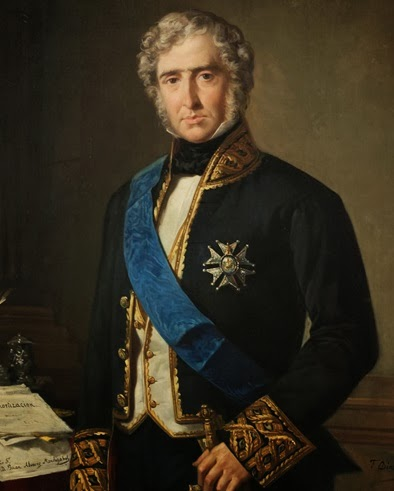
Juan Álvarez Mendizábal, el impulsor de la desamortización eclesiástica.
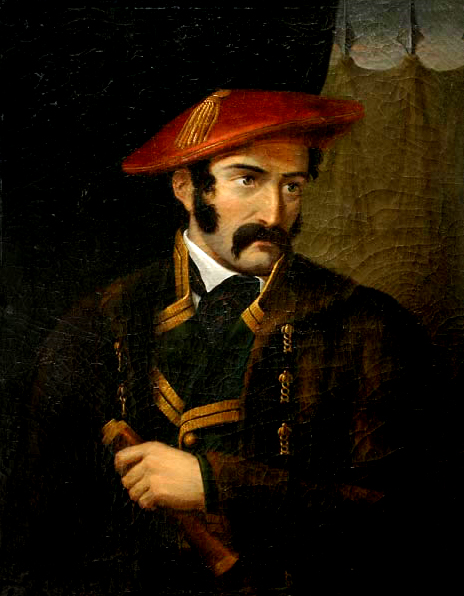
Tomás de Zumalacárregui, el principal general carlista hasta su muerte en 1835.

##### El romanticismo español

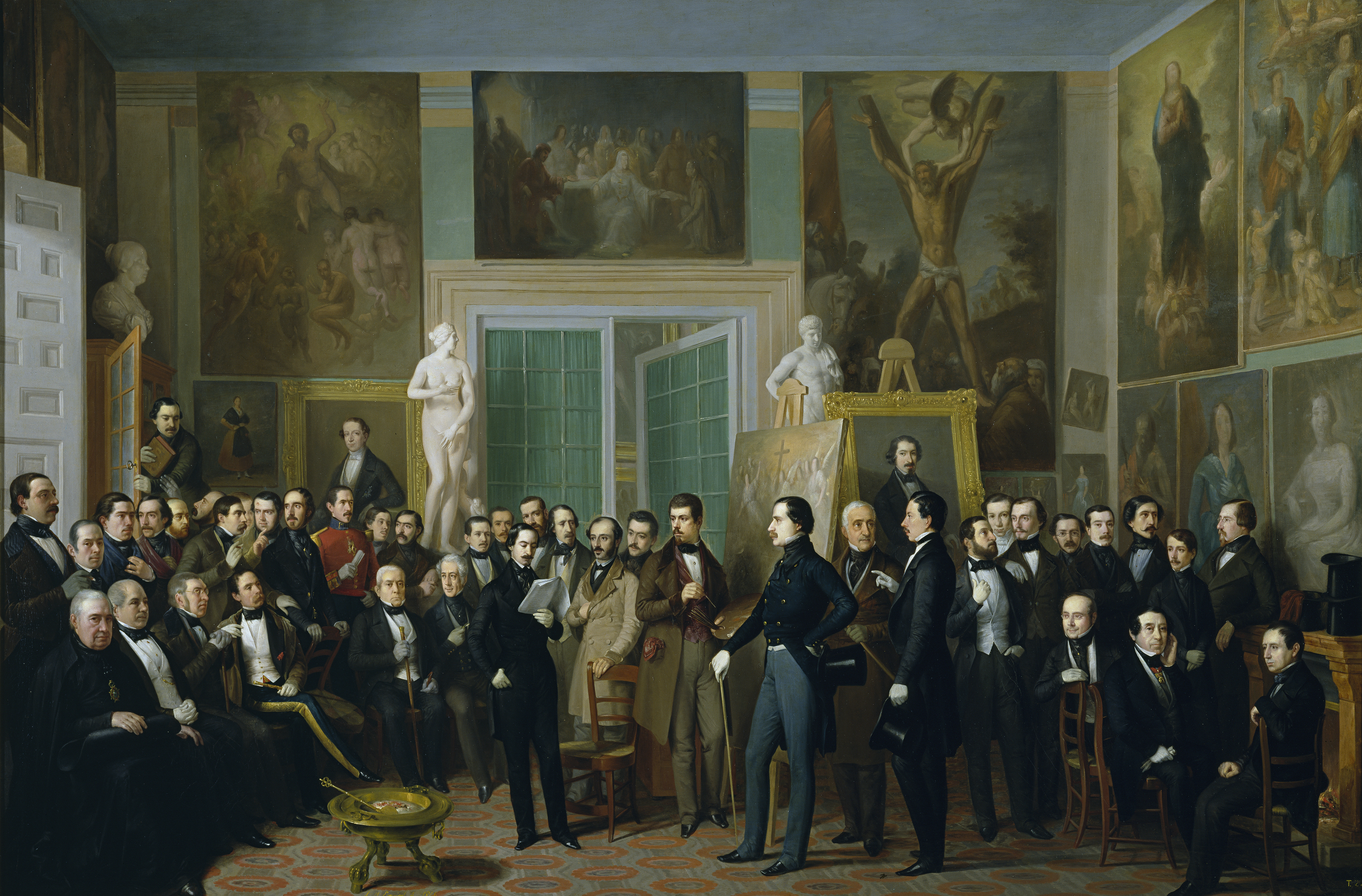
El pintor Antonio María Esquivel retrató en este cuadro de 1846 a toda una generación de literatos románticos, reunidos en su taller para escuchar una lectura de José Zorrilla, ante el retrato de Espronceda (muerto en 1842).

Los intelectuales (muchos de ellos, de inquietudes políticas, retornados de un exilio fértil en influencias) implantaron el nuevo gusto romántico, que se extendió a la poesía (José de Espronceda), al teatro (el duque de Rivas) y a una prensa de gran pluralidad e ingenio, estimulada por los debates políticos y literarios y cuya supervivencia siempre se vio amenazada por la censura y la precariedad económica. Entre las muchas figuras del periodismo destacaron Alberto Lista, Manuel Bretón de los Herreros, Serafín Estébanez Calderón, Juan Nicasio Gallego, Antonio Ros de Olano, Ramón Mesonero Romanos y, sobre todas ellas, el extraordinario articulista Mariano José de Larra, que consiguió plasmar la vida cotidiana y los más graves asuntos en expresiones sucintas y geniales, que se han convertido en tópicos muy extendidos (Vuelva usted mañana, Escribir en Madrid es llorar, Aquí yace media España, murió de la otra media). El entierro de Larra (suicidado el 13 de enero de 1837) fue uno de los momentos más particulares de la vida artística española, y significó el pase de testigo del romanticismo español al joven José Zorrilla.

#### Regencia de Espartero (1840-1843)

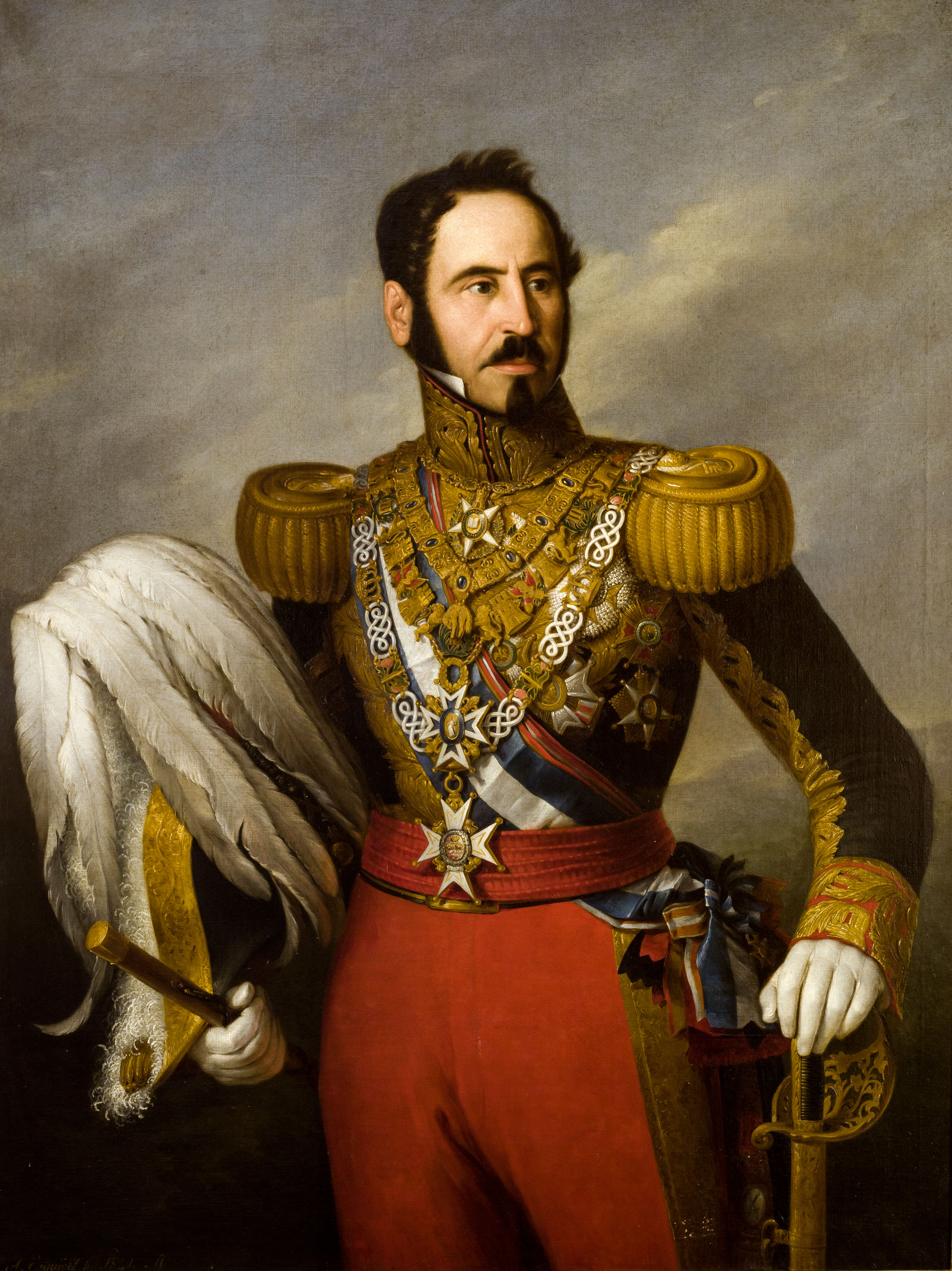
Baldomero Espartero

La regencia le fue confirmada a Espartero por una votación de las Cortes (8 de mayo de 1841), que también consideraron la posibilidad de otorgársela a otros candidatos, o a una terna.
Los gobiernos progresistas procedieron a aplicar la ley de desamortización del clero secular, garantizando por parte del Estado el mantenimiento de las parroquias y de los seminarios. Se intentó diseñar un sistema educativo nacional en el que la Iglesia no tuviera un papel predominante, pero ante la carencia de medios, la implantación de un sistema educativo digno de tal nombre no se consiguió hasta la segunda mitad del siglo, ya bajo presupuestos moderados y neocatólicos. La formación de los ciudadanos y la construcción de una historia nacional (a través del patrocinio de géneros como la pintura de historia) se veían como una de las principales exigencias de la construcción del Estado liberal.
El compromiso alcanzado en Vergara con los fueros vascos se rompió con la ley de 29 de octubre de 1841, que los abolía en su totalidad.
Se procuró incentivar la actividad económica aplicando los principios librecambistas, lo que atrajo inversiones de capital extranjero (principalmente inglés, francés y belga) a sectores como la minería y las finanzas. Las nuevas desigualdades originaron la denominada cuestión social. El naciente núcleo industrial textil catalán, que ya había presenciado el surgimiento de movilizaciones obreras (la fábrica El Vapor, de los hermanos Bonaplata, inaugurada en 1832 ya había sufrido un ataque de carácter ludita en 1835 —coincidiendo con la quema de conventos—); al tiempo que continuaba su proceso de modernización tecnológica (recepción de las selfactinas, que más tarde ocasionarían conflictos), acogía ahora los principales apoyos a la parte más radical del liberalismo progresista (los futuros demócratas y republicanos, aún no presentados con esas denominaciones). Los intereses proteccionistas tanto de patronos como de obreros, convirtieron Barcelona en un foco de protestas contra Espartero, que llegó a la sublevación. El regente optó por la represión más violenta, bombardeando la ciudad el 3 de diciembre de 1842 y ejecutando posteriormente a los líderes de la revuelta.

Una persona de mi conocimiento afirma, como una ley de la historia de España, la necesidad de bombardear Barcelona cada cincuenta años. Esta boutade denota todo un programa político.
Manuel Azaña, citando un tópico atribuido al propio Espartero.

La hostilidad de políticos y militares (Manuel Cortina, Joaquín María López, el general Juan Prim), que rechazaban su expeditiva manera de resolver no solo ese conflicto sino toda la vida política (había disuelto las Cortes y gobernaba de modo prácticamente dictatorial) le dejaba cada vez más aislado. Las elecciones dieron el triunfo a la facción progresista de Salustiano Olózaga, muy crítica con Espartero, y este las impugnó. El 11 de junio, un golpe militar conjunto de espadones moderados y progresistas (alguno de ellos desde el exilio, por haber protagonizado pronunciamientos anteriores: Narváez, O'Donnell, Serrano y Prim), consiguió el apoyo de la mayor parte del ejército, incluso de las tropas enviadas por el propio Espartero para combatirlos (Torrejón de Ardoz, 22 de julio); con lo que el regente se vio obligado a exiliarse en Inglaterra, la principal beneficiada de su política económica (30 de julio de 1843).

### Mayoría de Isabel II (1843-1868)
El problema de renovar la regencia se obvió al decidir que Isabel podía ser declarada mayor de edad (10 de noviembre de 1843) y ejercer por sí misma sus funciones; que enseguida demostraron estar en plena sintonía con el moderantismo, tras un periodo de intrigas parlamentarias protagonizadas por el progresista Salustiano Olózaga y Luis González Bravo (pasado a las filas moderadas), que se saldó con el triunfo de este y el exilio de Olózaga. Hubo incluso un fallido pronunciamiento militar de carácter progresista (la Rebelión de Boné, en Alicante, de enero a marzo de 1844).

#### Década moderada (1844-1854)

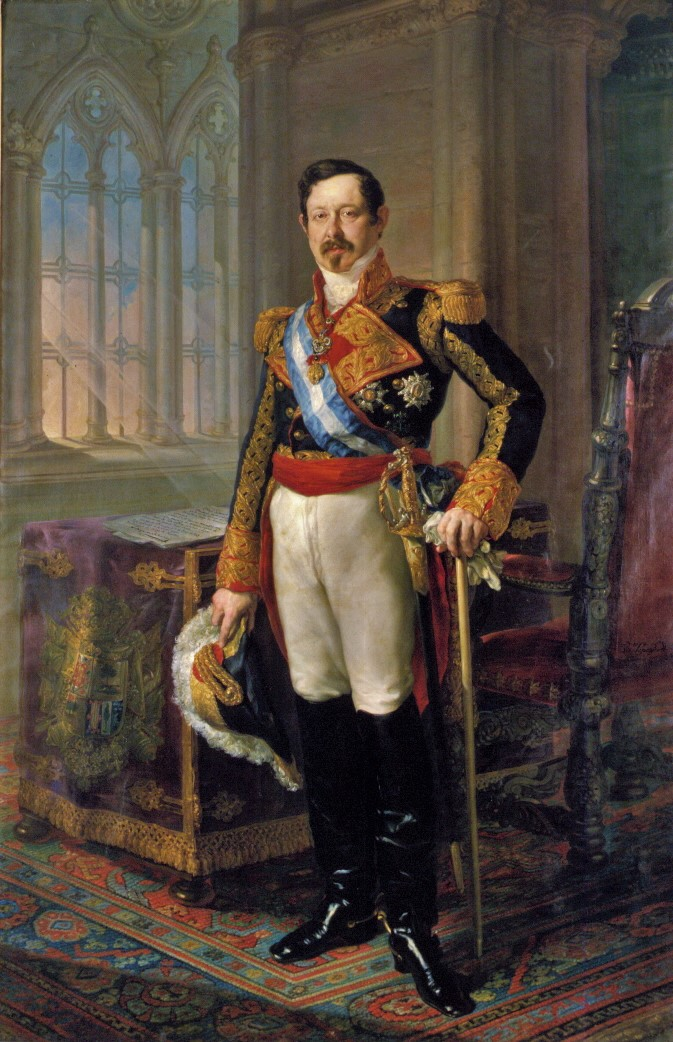
Ramón María Narváez y Campos, por Vicente López.

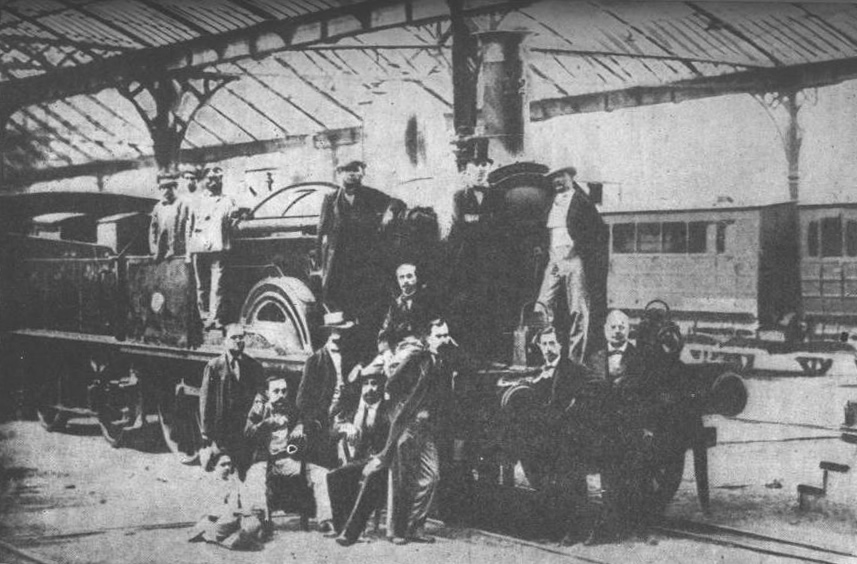
Ferrocarril Barcelona-Mataró, 1848.

El general Ramón Narváez quedó como líder del partido moderado y asumió la presidencia del consejo de ministros (3 de mayo de 1844), comenzando una época de estabilidad política en la que los progresistas quedaron relegados a la oposición sin posibilidades de acceder a las posiciones de poder que se negociaban en las camarillas palaciegas. 
El 13 de mayo de 1844 se creó la Guardia Civil, un cuerpo militar desplegado en el territorio en casas cuartel para garantizar el orden y la ley, especialmente en el medio rural; era claramente una contrafigura de la Milicia Nacional.
El 4 de julio de 1844 se revisó la abolición de los fueros vascos y navarros llevada a cabo por Espartero, y se restauraron parcialmente, aunque no en lo tocante a cuestiones como el pase foral, las aduanas interiores o los procedimientos electorales.
La Ley de Ayuntamientos de 1845 restringía fuertemente la autonomía municipal en pro del centralismo, otorgando al gobierno el nombramiento de los alcaldes. El mismo año se promulgó la Constitución de 1845, muy similar a la de 1837 (60 de los 77 artículos eran idénticos), pero reformada en un sentido más acorde con el liberalismo doctrinario. En lugar de la soberanía nacional establecía la soberanía compartida entre las Cortes y el Rey, con preeminencia de este, que podía convocar y disolver las Cámaras sin limitaciones. Se confirmaba la confesionalidad católica del Estado. Regulaba los derechos del ciudadano, que quedaron fuertemente restringidos, como la libertad de expresión limitada por la censura (una cuestión crucial ante la vitalidad que había alcanzado la prensa en España). Desaparecía la Milicia Nacional. El sistema electoral, que se estableció por la Ley Electoral de 1846, continuó siendo un sufragio censitario fuertemente oligárquico, que limitaba aún más el derecho al voto, restringido a 97 000 electores (varones mayores de 25 años que superaran un determinado nivel de renta, mayor que el previsto hasta entonces), el 0,8 % de la población total. El gobierno de Juan Bravo Murillo intentó que se aprobara una constitución aún más restrictiva (texto publicado en la Gaceta de Madrid el 2 de diciembre de 1852), pero la fuerte oposición expresada por todo el arco parlamentario hicieron a la reina desistir del proyecto y obligó a Bravo Murillo a presentar la dimisión.
El Concordato de 1851 restableció las buenas relaciones con la Santa Sede. El papa reconoció a Isabel II como reina (distinguiéndola con la rosa de oro, la principal condecoración papal) y aceptó la pérdida de los bienes eclesiásticos ya desamortizados, tranquilizando las conciencias de sus compradores. A cambio el Estado español se comprometió a mantener el presupuesto de culto y clero con el que se cubrirían las necesidades del clero secular; así como garantizar la catolicidad de la enseñanza, en la que la Iglesia tendrá un papel decisivo, así como en la censura de las publicaciones. La corte de Isabel II se convirtió en una verdadera corte de los milagros a causa del ascendiente que sobre la reina alcanzaron algunos religiosos (san Antonio María Claret y sor Patrocinio, la monja de las llagas). La confluencia de la intelectualidad católica y tradicionalista con el moderantismo dio lugar al movimiento de los neocatólicos (marqués de Viluma, Donoso Cortés, Jaime Balmes).
La corrupción política que incluía a destacados financieros (el marqués de Salamanca) y a una creciente familia real (la de la reina y su consorte —su primo Francisco de Asís de Borbón—, la de su madre y padrastro —la expulsada María Cristina y su marido morganático, a quienes se permitió regresar en 1844—, y la de los Montpensier —hermana y cuñado de la reina—, casados el mismo día que ella en un fastuoso doble enlace real e instalados en España desde su expulsión de Francia con motivo de la revolución de 1848—), acompañó al tímido despegue del capitalismo español; mientras que las finanzas públicas se ordenaron con la reforma tributaria de 1845 (conocida, por el nombre de sus impulsores, como reforma fiscal Mon-Santillán). Más que en una fracasada revolución industrial española, el crecimiento económico se centró, ante la ausencia de capital nacional, en negocios de banca y sociedades financieras sustentados sobre las fuentes de riqueza naturales (el crecimiento de la superficie cultivada y la puesta en explotación de numerosas minas) y un naciente tendido de líneas ferroviarias, todo ello con amplia participación extranjera en medio de sonoros escándalos, que facilitaron la vuelta al poder de los progresistas.

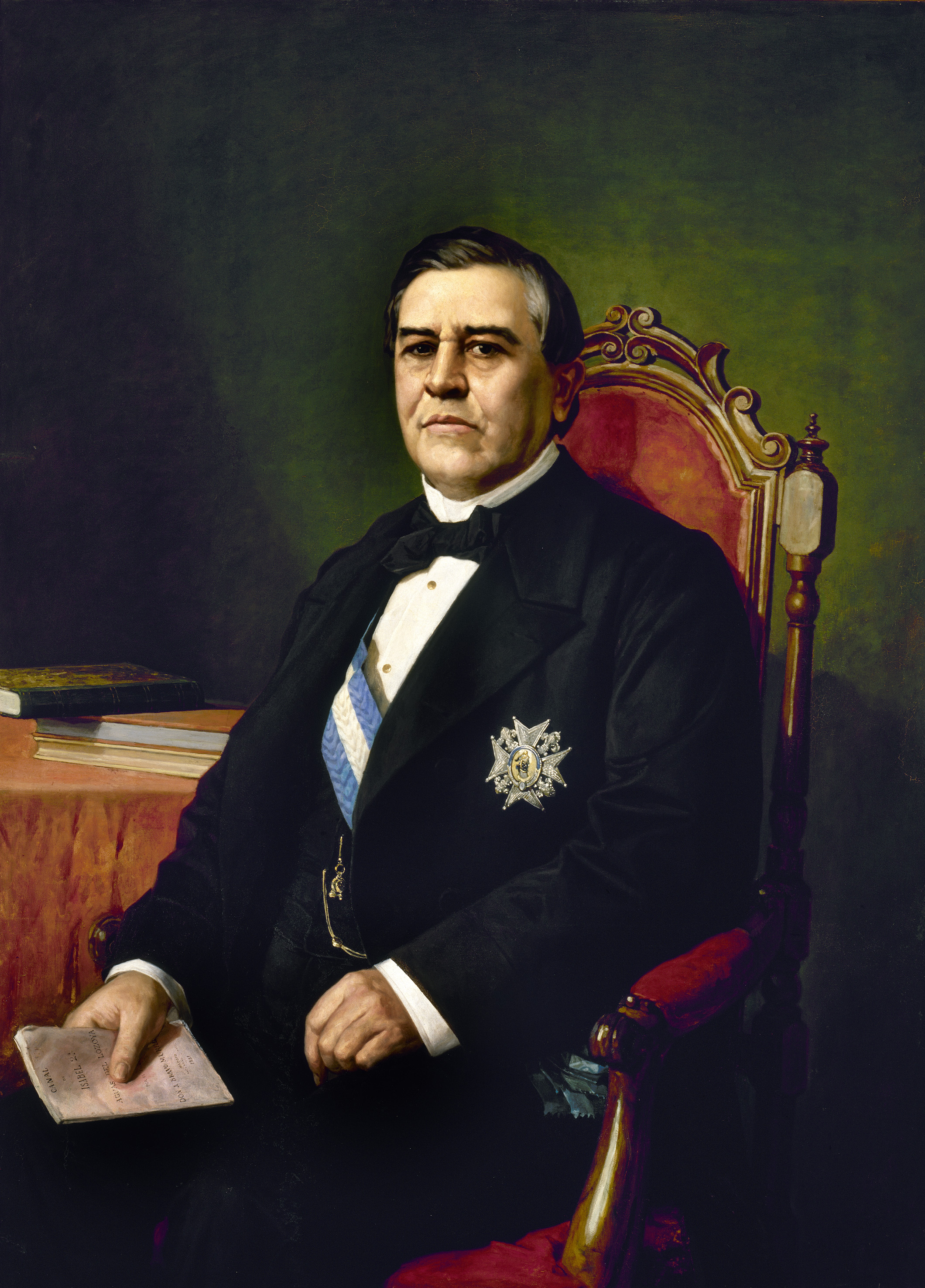
Juan Bravo Murillo.
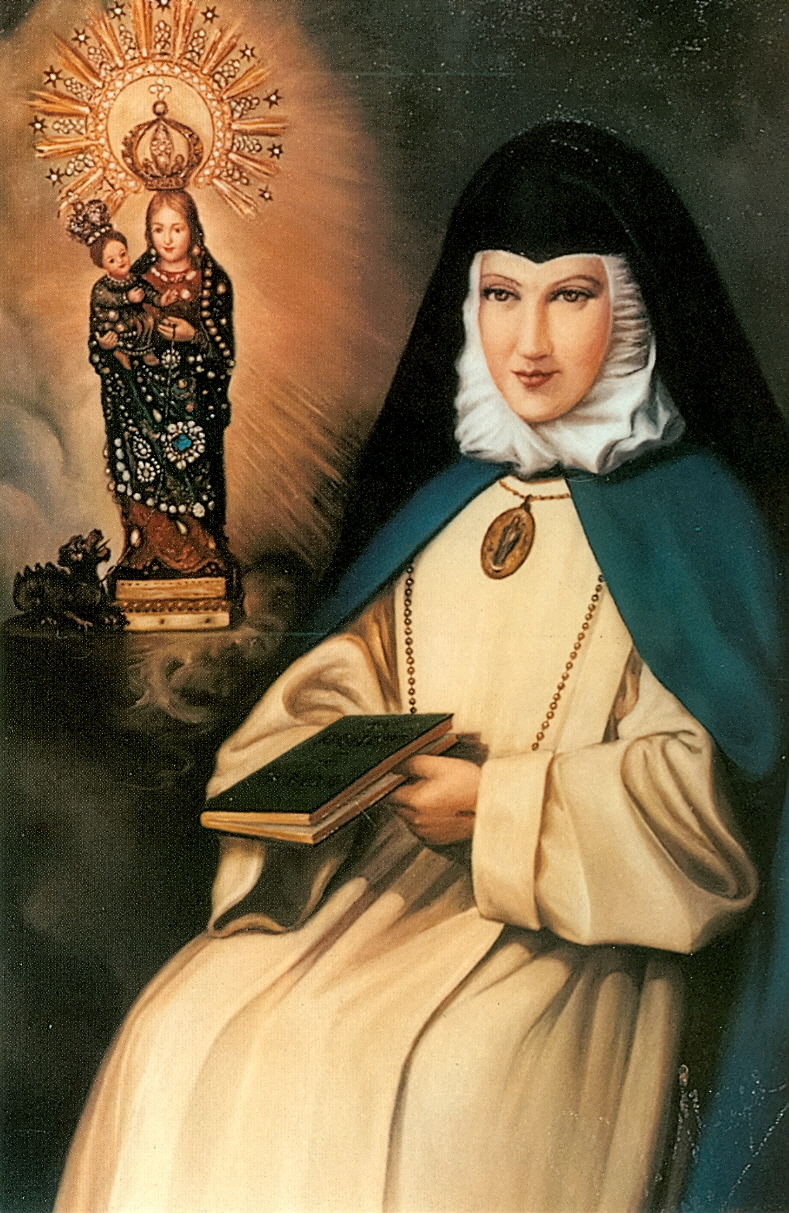
Sor Patrocinio la monja de las llagas.
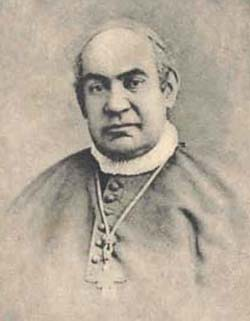
San Antonio María Claret.

#### Bienio progresista (1854-1856)
El autoritarismo de Narváez, y la imposibilidad de contrarrestarlo por vías institucionales, empujó a la oposición a la solución militar: un pronunciamiento llevado a cabo por el general Leopoldo O'Donnell en Vicálvaro (la Vicalvarada, 28 de junio de 1854). El fracaso inicial llevó a O'Donell a retirarse hacia el sur, donde contactó con el general Serrano, junto con el que proclamó el manifiesto de Manzanares (redactado por Antonio Cánovas del Castillo, 7 de julio), que dotó al movimiento de un programa político y le consiguió el gran respaldo popular que reclamaba; lo que precipitó su triunfo.

Nosotros queremos la conservación del trono, pero sin camarilla que lo deshonre; queremos la práctica rigurosa de las leyes fundamentales, mejorándolas, sobre todo la electoral y la de imprenta; queremos la rebaja de los impuestos, fundada en una estricta economía; queremos que se respeten en los empleos militares y civiles la antigüedad y los merecimientos; queremos arrancar los pueblos a la centralización que los devora, dándoles la independencia local necesaria para que conserven y aumenten sus intereses propios, y como garantía de todo esto queremos y plantearemos, bajo sólidas bases, la Milicia Nacional...
Las Juntas de gobierno que deben irse constituyendo en las provincias libres; las Cortes generales que luego se reúnan; la misma nación, en fin, fijará las bases definitivas de la regeneración liberal a que aspiramos. Nosotros tenemos consagradas a la voluntad nacional nuestras espadas, y no las envainaremos hasta que ella esté cumplida.

El apoyo masivo del ejército no llegó hasta que Espartero aceptó encabezar la iniciativa. La reina le nombró presidente del consejo de ministros y se formó un gabinete progresista.
O'Donnell creó la Unión Liberal, un partido ecléctico que procuraba integrar a moderados y progresistas. Las nuevas Cortes constituyentes redactaron un texto constitucional que no llegó a aprobarse ni entrar en vigor (la que hubiera sido la Constitución de 1856).
La actividad más trascendente del bienio progresista consistió en su legislación económica: se procuró encauzar la legalidad del desarrollo capitalista, cerrando el ciclo de privatizaciones de la tierra con la ley desarmotizadora de Madoz (3 de mayo de 1855), que se aplicó, además de a muchas propiedades eclesiásticas todavía no afectadas, a las órdenes militares y otras instituciones, fundamentalmente los propios y comunales (tierras de propiedad municipal cuyo arrendamiento se utilizaba para cubrir servicios prestados por los ayuntamientos o bien se explotaban en común por los habitantes del municipio); y se legisló sobre minas, finanzas e inversiones de capital (creación de sociedades anónimas). El propio Madoz facilitó el derribo de las murallas de Barcelona (una medida largo tiempo demandada por el ayuntamiento, a la que se había opuesto Espartero y que estuvo entre las causas del bombardeo de 1842), permitiendo el trazado del ensanche (Plan Cerdá, 1860) al igual que en otras ciudades, que fueron conformando su desarrollo urbano bajo los nuevos principios higienistas propios de los modernos barrios burgueses (Plan Castro de Madrid, 1860, Canal de Isabel II, 1858). La pérdida de patrimonio histórico que suponían tales derribos y reformas, se sumó a las de la desamortización, que había dejado desprotegidos miles de edificios religiosos (incluso universitarios como los de los de Alcalá); pero se asumía como una necesidad del progreso que fácilmente acalló cualquier voz de protesta (como la del poeta Gustavo Adolfo Bécquer o la de su hermano el pintor Valeriano Domínguez Bécquer y otros —Valentín Carderera, Jenaro Pérez Villaamil— que emprendieron proyectos de conservación de la memoria de ese mundo en trance de desaparecer, al menos en sus imágenes).
Se ordenó el sistema ferroviario que se extendió con cierta dificultad siguiendo un esquema radial de baja densidad, con centro en Madrid y concesionado a grandes compañías (Compañía de los Ferrocarriles de Madrid a Zaragoza y Alicante —los Rotschild—; Compañía de los Caminos de Hierro del Norte de España —los Péreire—). En las décadas siguientes la industrialización tuvo mayor continuidad, pudiéndose comprobar las ventajas de la integración de un incipiente mercado nacional. Las relaciones de producción capitalistas, tanto en el entorno urbano como en el rural, comenzaban a generar conflictos sociales de nueva naturaleza (la lucha de clases), que en los escasos núcleos industriales encontró expresión en un naciente movimiento obrero que tomaba conciencia de su oposición de intereses con los propietarios del capital (movilizaciones de 1855 en Barcelona o Valladolid); mientras que en el campo se manifestaba de forma similar entre la gran masa de jornaleros desposeídos y la nueva oligarquía de propietarios. La connivencia de intereses entre la oligarquía terrateniente castellano-andaluza, de vocación exportadora ante la debilidad y desarticulación del mercado interior, y la apertura al exterior facilitada por una política librecambista que aceptara las inversiones extranjeras, se vio estimulada por una coyuntura especialmente favorable durante la guerra de Crimea (1853-1856).

Agua, sol y guerra en Sebastopol.

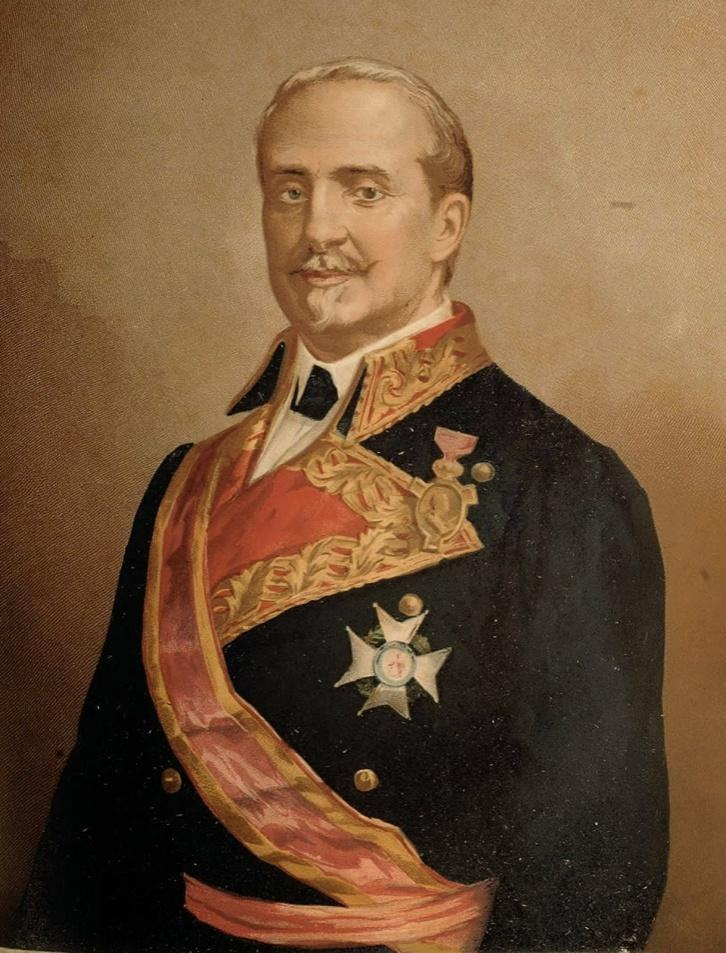
Leopoldo O'Donnell, llevó a cabo el pronunciamiento en Vicálvaro que apartó a los moderados del poder. Más tarde estaría al frente del gobierno de la Unión Liberal.
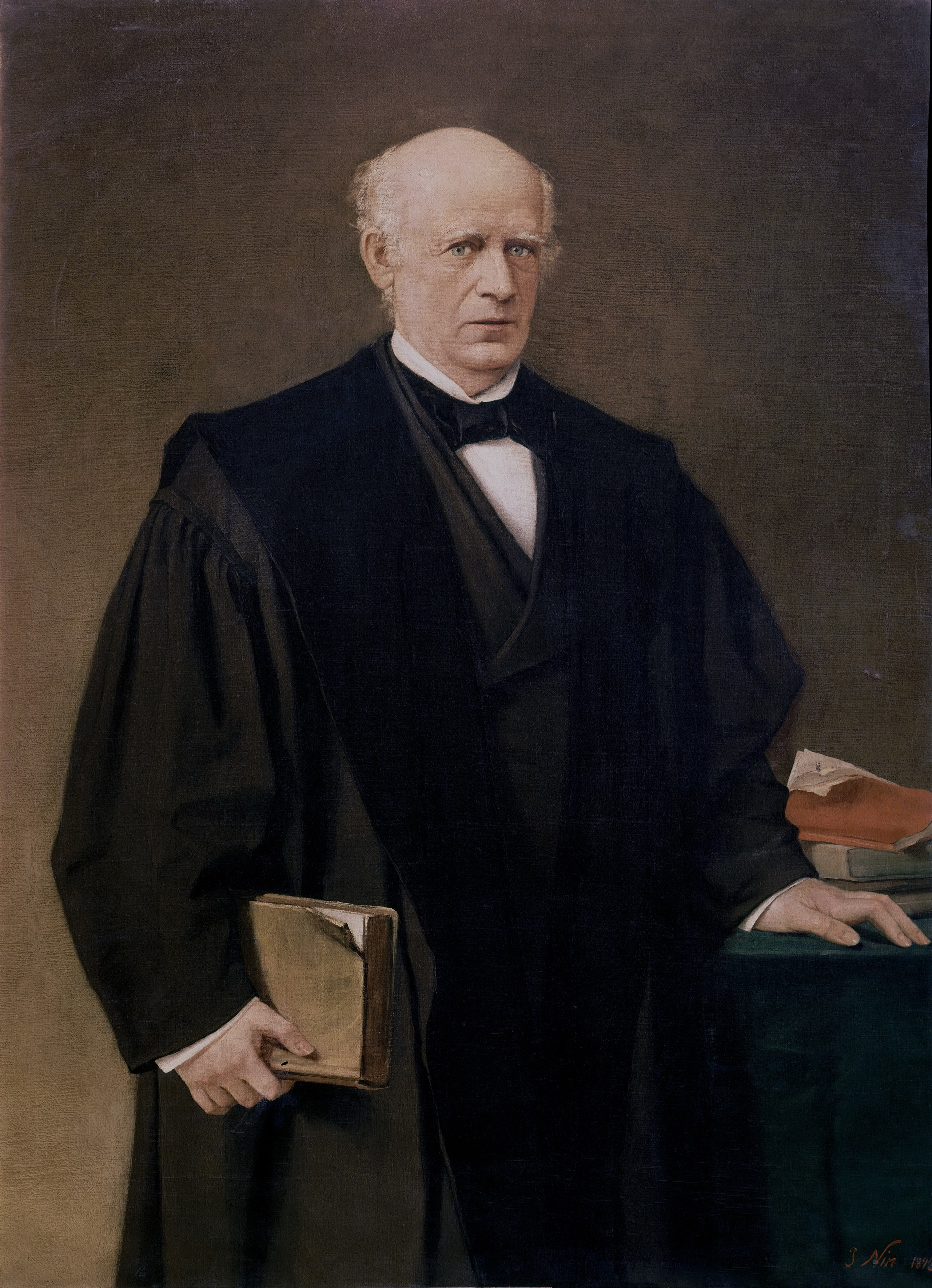
Pascual Madoz, responsable de la legislación que completó el proceso desamortizador.

#### Bienio moderado (1856-1858)
La agitación social provocó la ruptura entre Espartero y O'Donnell. La presidencia de este (de julio a octubre de 1856) procuró llevar a cabo una política ecléctica que satisficiera a todo el espectro político, siendo el primer gobierno que no realizó la tradicional renovación de los funcionarios para situar a los adictos y dejar como cesantes a los opuestos. De hecho, sus medidas significaron una profunda revisión de la labor del bienio, con la disolución de la Milicia Nacional y la vuelta a la Constitución de 1845, a la que se añadió un Acta Adicional para la ampliación de derechos, que tuvo apenas un mes de vigencia. Dado lo imposible de mantener la apariencia de centralidad, la reina optó por llamar de nuevo a Narváez, que ocupó la presidencia un año completo, de octubre de 1856 a octubre de 1857.
La medida más trascendente del bienio moderado fue la promulgación de la Ley de Instrucción Pública o ley Moyano, que estableció el sistema educativo que, con pocas modificaciones, siguió vigente durante más de un siglo.
La crisis económica de 1857 llevó a Narváez a dimitir, siendo sucedido por los breves gobiernos de Armero e Istúriz.
El naciente movimiento republicano abanderó la ocupación de tierras en el campo andaluz, sufriendo la represión y los fusilamientos masivos ordenados por Narváez (Arahal en 1857 y Loja en 1861). En las ciudades el alto precio de los alimentos y los impuestos indirectos (consumos) provocaban motines de subsistencias y motines de consumos también inspirados por el republicanismo. El sistema de reclutamiento (quintas) y el servicio militar de ocho años, eximible por el pago de una cuota o un reemplazista, producía injusticias cada vez peor soportadas, que la política de prestigio exterior del periodo posterior no hará más que exacerbar.

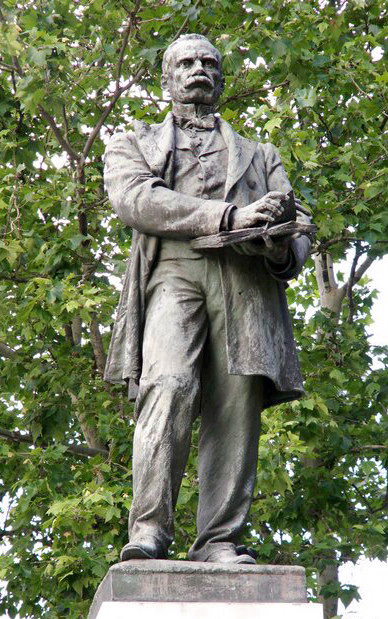
Monumento a Claudio Moyano.
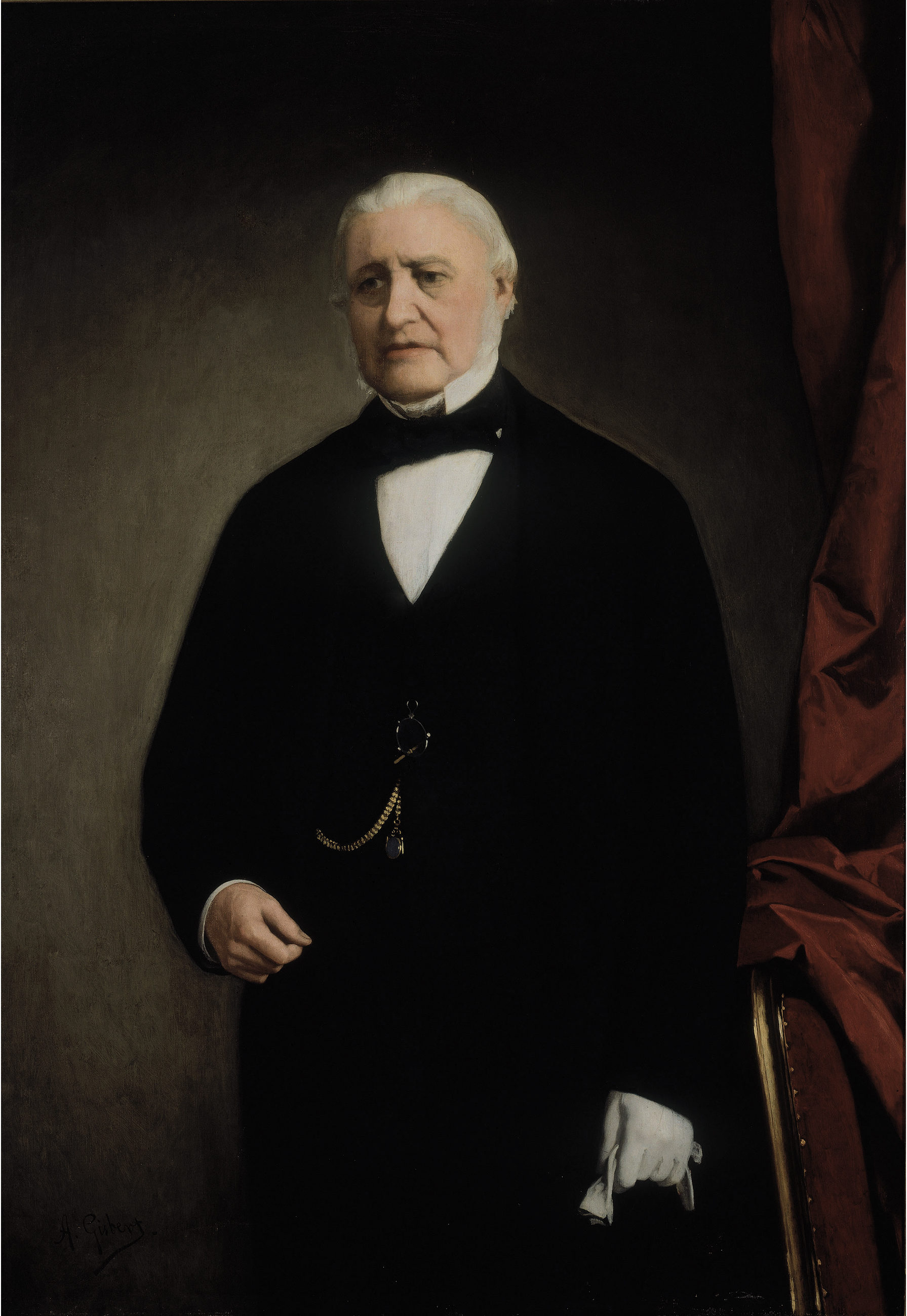
Francisco Javier Istúriz.

#### Gobiernos de la Unión Liberal (1858-1863)

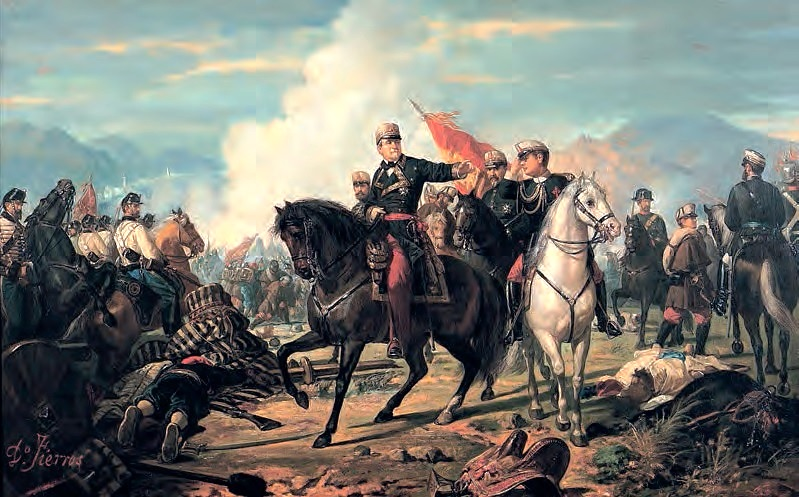
La batalla de Tetuán, por Dionisio Fierros (1894). La batalla tuvo lugar el 31 de enero de 1860.

El 30 de junio de 1858, O'Donnell formó un nuevo gobierno, que junto con el siguiente conformarían los de más larga duración de la época, hasta principios de 1863. Durante este periodo se mantuvo la recuperación económica y se controló la corrupción electoral y la propia desunión en el partido.
Se invirtió en grandes obras públicas, se desarrolló la red ferroviaria y el ejército, se continuó con la desamortización pero entregando parte de la deuda pública a la Iglesia y reponiendo el Concordato de 1851. Se aprobaron también una serie de importantes leyes que seguirían repercutiendo más adelante. Sin embargo siguió habiendo mucha corrupción política y económica, y tampoco se llegó a aprobar la prometida ley de prensa quedándose así sin apoyo parlamentario.
Se intentó emprender una política exterior de prestigio, con presencia en Marruecos (guerra de África, 1859-1860) y en lugares tan lejanos como el sureste asiático (guerra de Cochinchina, 1858-1862).

#### Crisis del moderantismo y fin del reinado de Isabel II (1863-1868)
Los progresistas y los moderados se aliaron para presionar a la Unión Liberal provocando la dimisión de O'Donnell (marzo de 1863). Sin embargo la sustitución del gobierno no fue fácil, dado que los partidos tradicionales estaban inmersos en graves disensiones internas. La reina, negándose a convocar elecciones como se le pedía desde la oposición, fue formando sucesivos gobiernos moderados bajo presidencia del marqués de Miraflores, Lorenzo Arrazola y Alejandro Mon, hasta que finalmente se volvió a llamar al principal espadón del moderantismo, Narváez (septiembre de 1864). Intentó reconciliarse con los progresistas integrándolos en el gobierno, a lo que estos se negaron. El autoritarismo de Narváez se reforzó, privándose incluso del apoyo de algunos de sus ministros. La nueva crisis desembocó en el retorno de O'Donnell (junio de 1865). Se aprobó una ley para aumentar el censo electoral en 400 000 votantes y se convocaron elecciones a Cortes; pero sin el apoyo de los progresistas no se consiguió un gobierno estable y se produjo la vuelta de Narváez (10 de junio de 1866).
La crisis política se complicó con una grave crisis económica (los valores españoles caían en la bolsa de París, y el negocio ferroviario se deterioraba). Los militares progresistas y demócratas intentaron de nuevo la salida del pronunciamiento, con sucesivos fracasos (el general Prim en Villarejo de Salvanés y los sargentos del cuartel de San Gil el 22 de junio de 1866). La reacción de Narváez fue actuar con mano dura con la oposición política (disolución de las Cortes, exilio del general Serrano y de los Montpensier) e intelectual (cierre de las Escuelas de Magisterio y destitución de profesores agnósticos como Emilio Castelar —la denominada cuestión universitaria— que había provocado la protesta estudiantil de la Noche de San Daniel —10 de abril de 1865—, saldada con catorce muertos y un centenar de heridos).
Las dos principales figuras del periodo mueren en un breve intervalo (Leopoldo O'Donnell el 5 de noviembre de 1867 y Ramón María Narváez el 23 de abril de 1868). De este se cuenta que, en su lecho de muerte, al solicitarle el sacerdote que perdonase a sus enemigos, respondió «Padre, no tengo enemigos; los he matado a todos».
La reina formaba apresuradamente gabinetes de breve duración, con Luis González Bravo como nuevo hombre fuerte cuya única perspectiva era continuar la política de represión y destierros de militares y políticos. El exilio, lejos de reforzar a las fuerzas conservadoras, sirvió para incrementar el radicalismo y la formación de un selecto grupo de intelectuales españoles, que se pusieron en contacto con todo tipo de nuevas ideas que circulaban por Londres, París o Bruselas (Pi i Margall se verá muy influido por sus lecturas de Proudhon); y para que la élite política española de todos los grupos situados entre el centro y la izquierda, en tan difíciles circunstancias, se viese obligada a alcanzar un punto de acuerdo en lo esencial. Reunidos en una ciudad belga, un grupo de unionistas (Serrano), progresistas (Prim y Práxedes Mateo Sagasta) y demócratas (Nicolás María Rivero y Emilio Castelar) acordó el denominado pacto de Ostende.

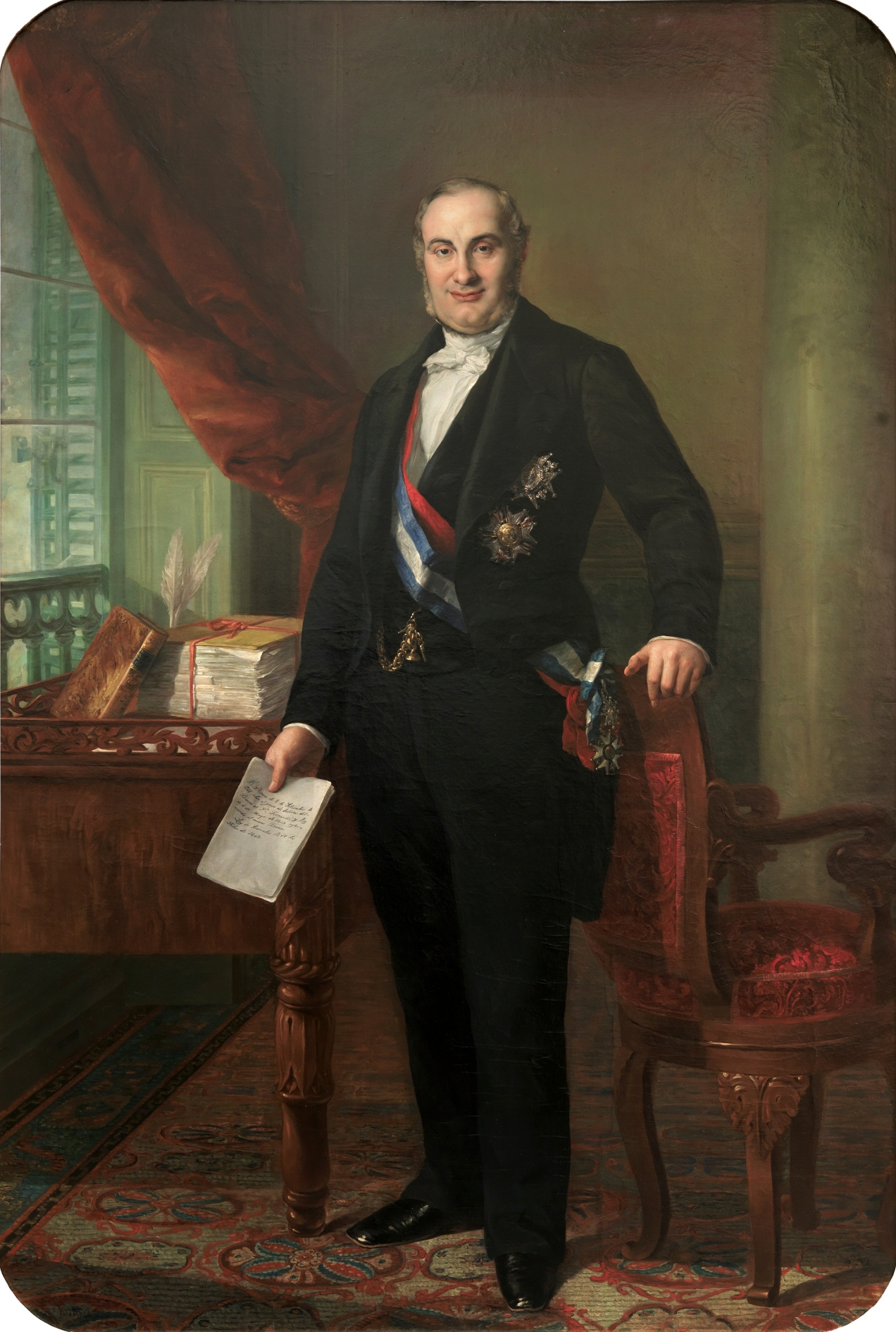
Alejandro Mon.
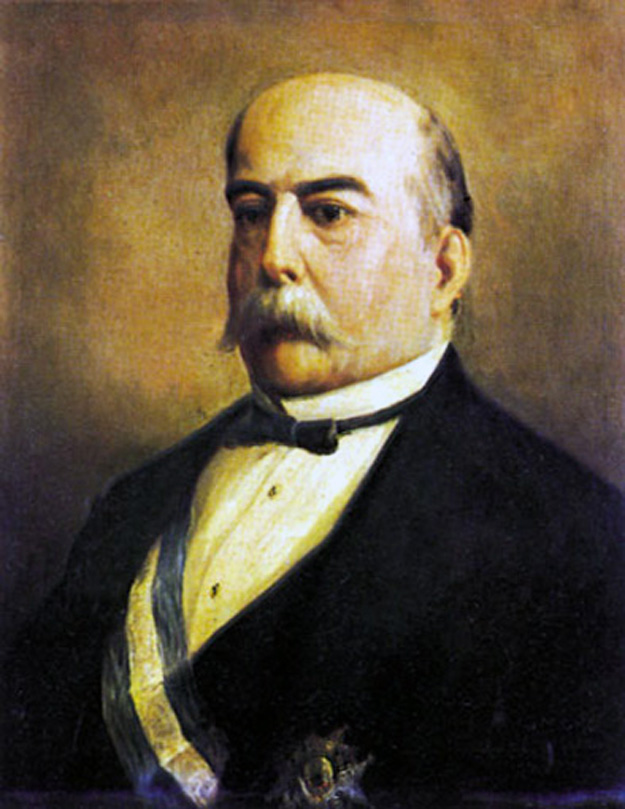
Luis González Bravo.

## Sexenio democrático (1868-1874)

### La Revolución de 1868
El 19 de septiembre de 1868, los generales Prim y Serrano y el almirante Topete se levantan en armas en Cádiz. Un ejército dirigido por Serrano se dirigió desde el sur a Madrid, venciendo en la batalla de Alcolea (28 de septiembre) al enviado por el gobierno para interceptarle. La Reina, que estaba veraneando en San Sebastián, cruzó la frontera francesa y desde el exilio mantendrá su pretensión de derecho al trono, sin abdicar en su hijo Alfonso hasta dos años más tarde.

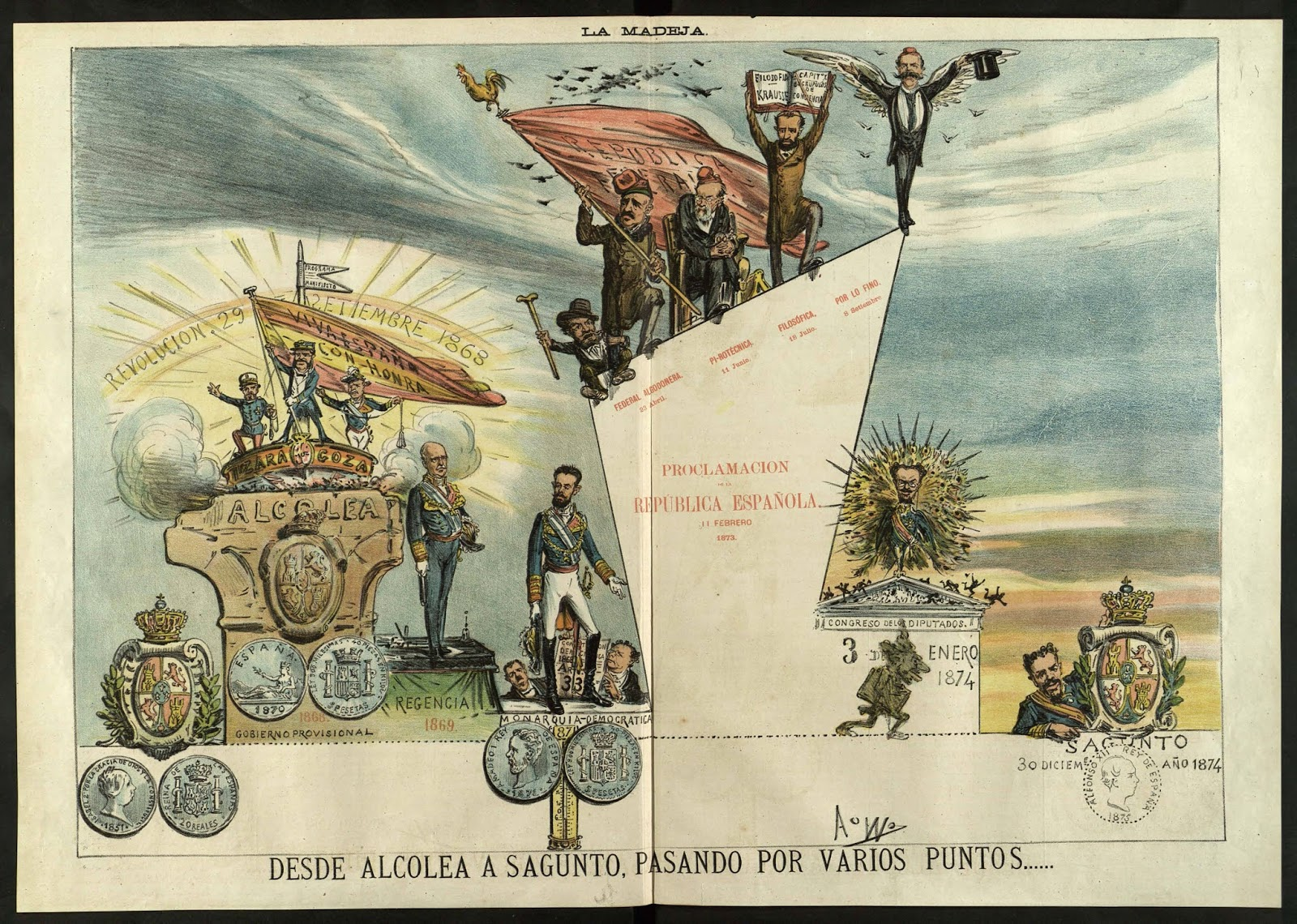
Las etapas del Sexenio, dibujo satírico de Tomás Padró para La Flaca (1874).

La expulsión de la desprestigiada reina era una de los principales reivindicaciones de la "Gloriosa Revolución", cuyos lemas fueron «¡Abajo la raza espuria de los Borbones!» y «¡Viva España con Honra!». La movilización popular fue muy importante. De nuevo se organizaron juntas locales como en 1808, 1836 o 1854. Se volvió a organizar la Milicia Nacional, con el nombre de Voluntarios de la Libertad.
Serrano, al asumir la jefatura del gobierno provisional como una regencia (18 de junio), procuró moderar la deriva extremista de la revolución disolviendo las juntas y declarando que la monarquía seguiría siendo la forma de gobierno; y convocó elecciones a Cortes. Entre las primeras medidas se produjo la supresión del impuesto de los consumos, se proclamó el fin de las quintas de reclutamiento y se estableció el sufragio universal masculino. Las órdenes religiosas que operaban desde 1837 quedaron disueltas, cerrando monasterios y confiscando sus bienes, y se realizó un inventario de los objetos de arte de las iglesias, que pasaron a engrosar el patrimonio nacional; la orientación anticlerical del nuevo régimen provocó la ruptura de las relaciones con la Santa Sede.
La revolución concitó la confluencia de múltiples intereses. Además de los grupos políticos de Ostende, fue apoyada por los sectores financieros e industriales, conscientes de que el gobierno isabelino era incapaz de superar la crisis económica.
Desde el principio, el nuevo gobierno tuvo que hacer frente al estallido del problema colonial cubano, largo tiempo gestado y en el que se complicaban las peticiones de autonomía local con el problema de la abolición de la esclavitud (constantemente retrasada por la influencia del grupo de presión esclavista, dominante en las esferas económicas —Antonio López, futuro marqués de Comillas—, mientras que el grupo antiesclavista dominaba en el ambiente intelectual —Julio Vizcarrondo, Rafael María de Labra—). La guerra abierta estalló el 10 de octubre de 1868 con el Grito de Yara (Céspedes), que aprovechó la revolución en la metrópoli para declarar la independencia.

### Gobierno provisional, Constitución y Regencia de Serrano (1868-1871)

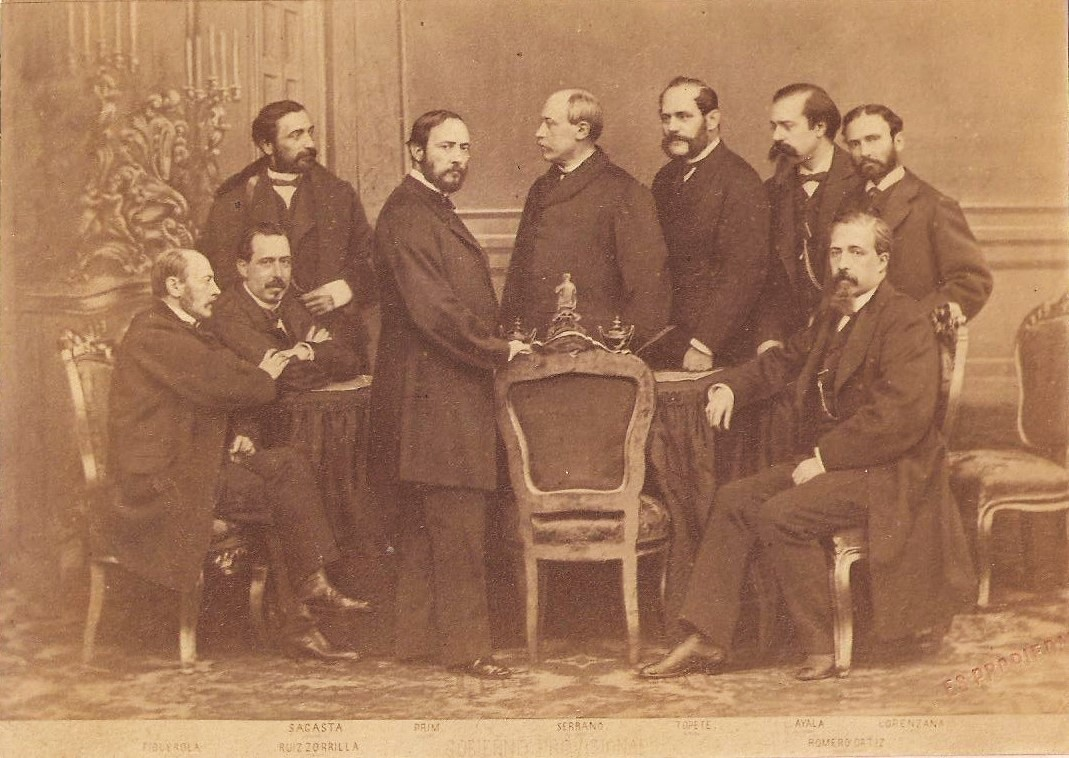
Gobierno Provisional de 1869: Laureano Figuerola, Práxedes Mateo Sagasta, Ruiz Zorrilla, Juan Prim, Francisco Serrano y Domínguez, Topete, Adelardo López de Ayala, Antonio Romero Ortiz y Juan Álvarez de Lorenzana. Foto de J. Laurent.

Se convocaron en diciembre de 1868 elecciones municipales, con sufragio universal masculino, donde los republicanos obtuvieron importantes parcelas de poder (veinte capitales de provincia, entre ellas Barcelona, Valencia y La Coruña). 
A comienzos de 1869 se convocaron las primeras elecciones parlamentarias españolas con elección directa mediante sufragio universal masculino. El panorama parlamentario que surgió de ellas era multipartidista, permitiendo una mayoría de unionistas y progresistas, pero con una amplia representación de los republicanos, y grupos menos importantes de carlistas y demócratas.
La Constitución de 1869, la primera democrática de la historia de España, proclamaba la soberanía nacional y establecía la monarquía parlamentaria con división estricta de poderes, en el que el gobierno es responsable ante las Cortes (bicamerales) y el poder judicial es independiente. El reconocimiento de derechos y libertades era amplio y detallado (derecho al voto, inviolabilidad del domicilio, libertad de enseñanza, de expresión, de residencia, de reunión y asociación); se aseguraba la libertad de cultos y se mantenía el presupuesto de culto y clero católico. Se introdujo el juicio por jurado. Se esbozaba una descentralización territorial en provincias y ayuntamientos, y se apuntaba la posibilidad de reforma del estatus de los territorios coloniales.
A falta de rey, Serrano se convirtió en regente, mientras Prim formó los primeros gobiernos, con Sagasta y Ruiz Zorrilla en los principales ministerios. Sagasta, desde el ministerio de gobernación, reprimió los focos de federalismo que se mantenían activos desde la revolución. Se encargó al ejército (general Antonio Caballero de Rodas) la represión de los levantamientos republicanos en Andalucía, Extremadura, Cataluña y Aragón, que para octubre de 1869 habían quedado liquidados.
Las medidas económicas de Laureano Figuerola (arancel librecambista, reordenación bancaria —el germen de lo que sería el Banco de España—, y monetaria —creación de la peseta, 1869—) restauraron la confianza internacional. Los valores españoles subieron en París, se volvía a atraer capitales extranjeros y el ferrocarril experimentó un nuevo impulso. Una nueva ley de minas hizo crecer actividad en las cuencas mineras diseminadas por la geografía peninsular (Riotinto, Almadén, Cartagena, Asturias, Vizcaya), lo que significó para la ría de Bilbao el desarrollo de una importante siderurgia.
El problema cubano se intentó remediar en 1870 con dos medidas voluntaristas, pero poco eficaces: la ley Moret, que pretendía una abolición progresiva (libertad de vientres —al nacer— y libertad de los esclavos al alcanzar los 60 años de edad), y la concesión de autonomía para Puerto Rico.
La guerra de Cuba suscitó una nueva causa de descontento popular. Se decretaron nuevas quintas, respondidas con manifestaciones antimilitaristas pidiendo su supresión (protagonizadas por las madres de los reclutas), especialmente importantes en Barcelona, donde se recurrió al ejército para disolverlas.

#### El movimiento obrero
En esa misma ciudad, el principal centro industrial de España y la ciudad que contaba con una clase obrera más numerosa, había alcanzado notable eco el el internacionalismo proletario tras la llegada en 1868 de Giuseppe Fanelli, recibido por la izquierda demócrata y republicana (Fernando Garrido, que en el exilio se había decantado ya por el socialismo —La Democracia y el Socialismo, con prólogo de Mazzini— y José María Orense, su principal polemista, desde un republicanismo individualista). A su influencia, y a la actividad de los primeros líderes locales, como Anselmo Lorenzo, Francisco Mora y Tomás González Morago, se debe la convocatoria del Congreso de Barcelona o I Congreso de la Federación Regional Española —FRE— donde se creó la Sección Española de la Asociación Internacional de Trabajadores, 1870; mientras que en el Congreso de Zaragoza de 1872 se produjo la ruptura entre marxistas o socialistas y bakuninistas o anarquistas, al igual que había sucedido en el Congreso de La Haya del mismo año. El predominio del anarquismo en España era muy evidente en este periodo, debido tanto a su más temprana llegada (Fanelli era próximo a Bakunin, mientras que Paul Lafargue —que llegó más tarde a España, tras la derrota de la Comuna en 1871— era yerno de Marx y fue el introductor del marxismo) como a las condiciones objetivas que presentaba un país con una industrialización más débil, con predominio de la fuerza de trabajo agrícola, y de posición periférica en el capitalismo europeo (similar al caso ruso). La difusión de las distintas organizaciones e ideologías del movimiento obrero español se produjo inicialmente por los núcleos industriales catalanes y valencianos, y en el campo andaluz (de predominio anarquista); mientras que los núcleos madrileño y vasco, de implantación posterior, tuvieron predominio socialista. Las reivindicaciones iniciales incluían, además de cuestiones de naturaleza laboral, cuestiones políticas como la libertad de reunión y de asociación; mientras que, en el campo, la gran esperanza que se planteaba como una solución redentora a las míseras condiciones de vida, era el reparto de la tierra entre los jornaleros. El factor movilizador más importante fueron las protestas antimilitaristas, que en ocasiones se convirtieron en verdaderas sublevaciones, como la de Jerez de marzo de 1869, reprimida de forma sangrienta por el ejército.

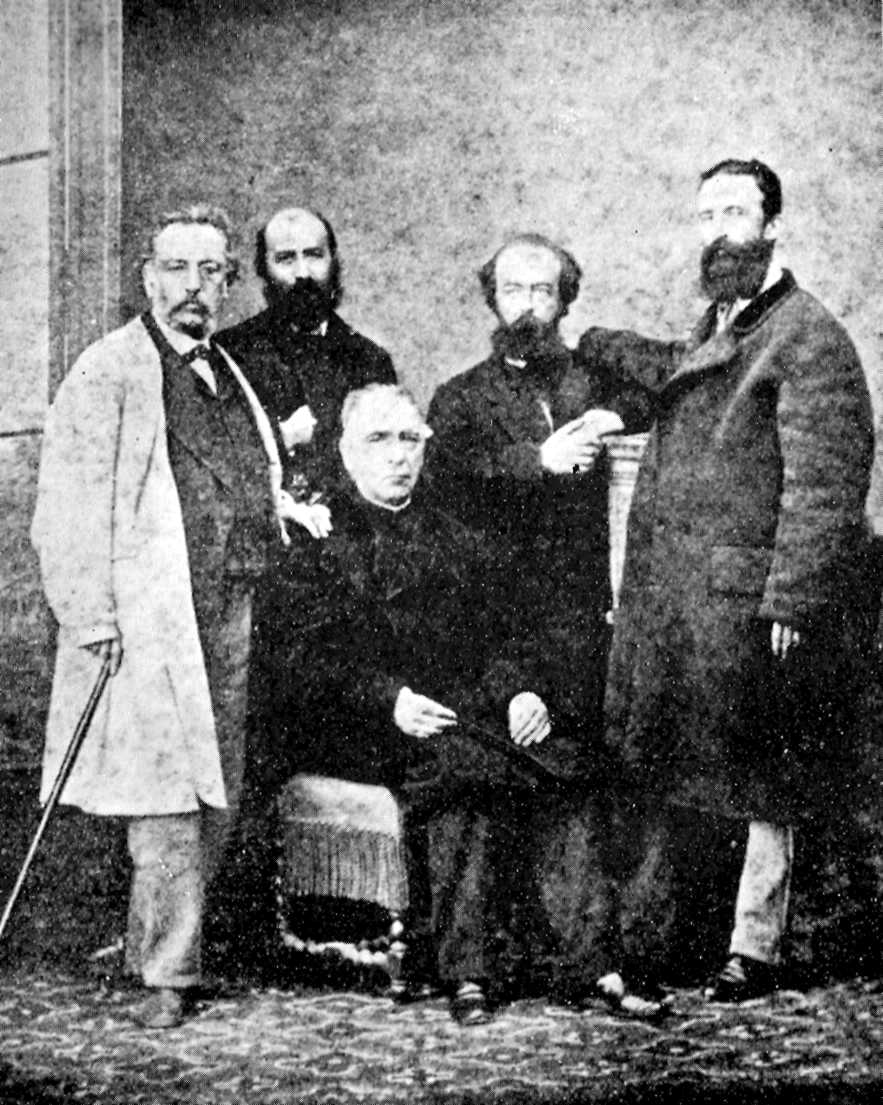
Fernando Garrido, Élie Reclus, José María Orense (sentado), Aristide Rey y Giuseppe Fanelli, fotografía de 1869.
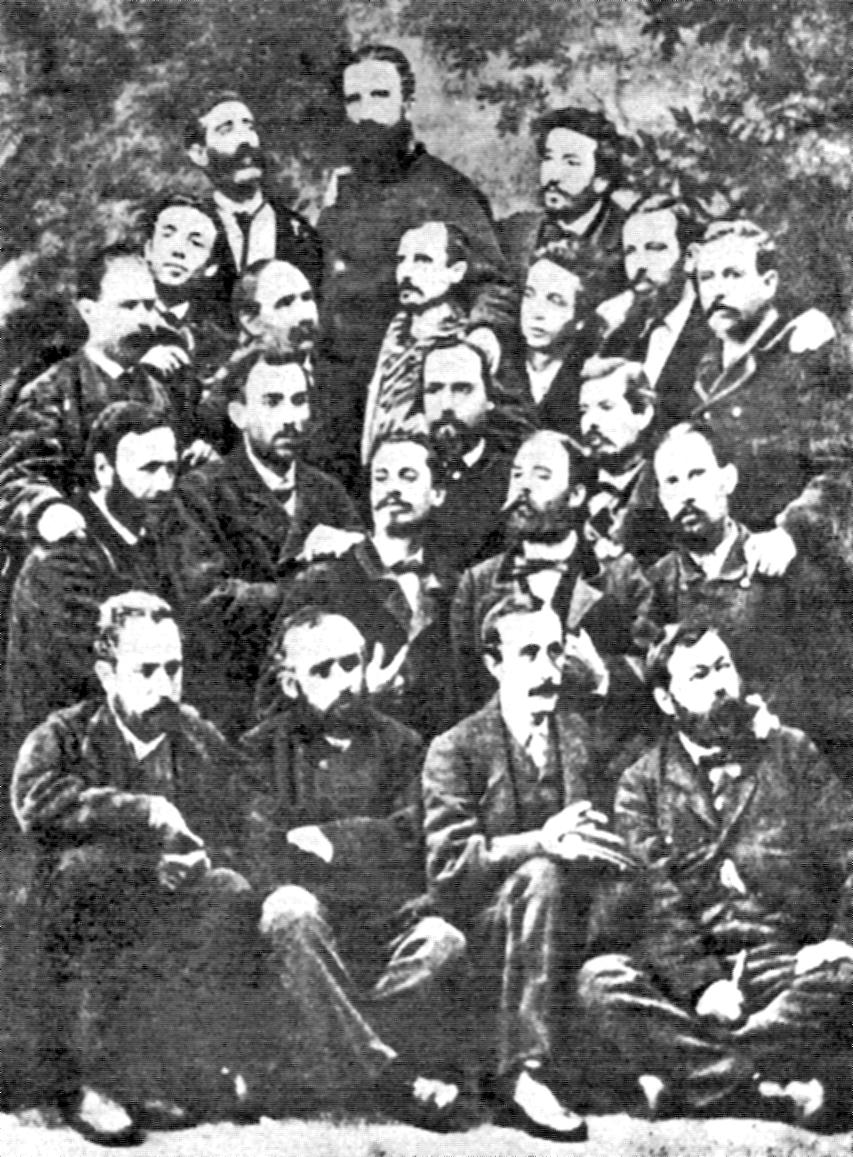
El primer grupo de militantes españoles de la Internacional, con Fanelli. Fotografía de 1869.
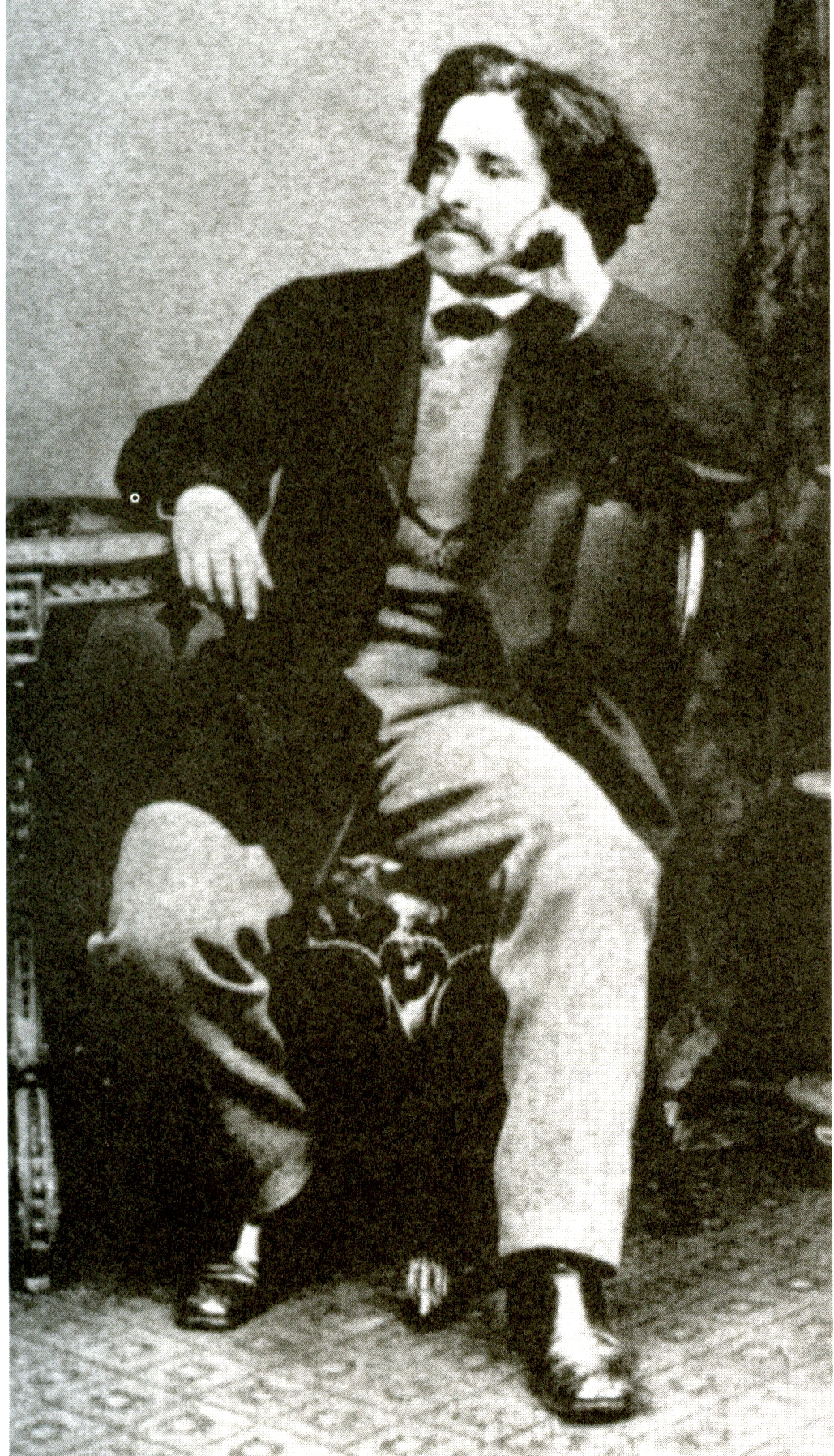
Paul Lafargue, fotografía de 1871.
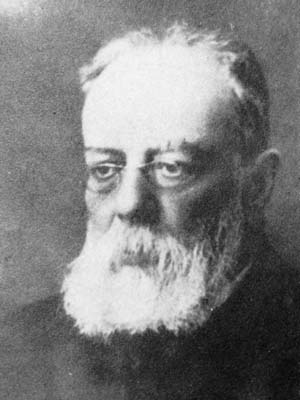
Anselmo Lorenzo, el abuelo del anarquismo español.

#### Candidatos al trono vacante
El asunto político interno que absorbió el principal interés, y que alcanzó una gran repercusión internacional, fue la búsqueda de un candidato idóneo para ocupar el trono. Descartado, por razones ideológicas obvias, el pretendiente carlista (Carlos VII, que estaba sopesando sus opciones de llegar al trono por vías pacíficas o por un levantamiento en armas, que se produciría finalmente en 1872 —la tercera guerra carlista—), se barajaron diversos nombres; como el propio Espartero (el último de los ayacuchos, ya con 72 años, pero que aún viviría 11 más), el duque de Montpensier (cuñado de Isabel II) y un selecto grupo de pretendientes europeos, entre los que estaban Fernando de Sajonia-Coburgo-Gotha (padre del rey de Portugal —la unión entre Portugal y España era promovida por el movimiento iberista—) y Leopoldo de Hohenzollern-Sigmaringen (apoyado por Otto von Bismarck —canciller de Guillermo de Prusia— y rechazado por Napoleón III de Francia, cuyo enfrentamiento por esta causa estuvo entre las que llevaron a la guerra franco-prusiana —telegrama de Ems, 13 de julio de 1870—). Finalmente el elegido será Amadeo, duque de Aosta, hijo de Víctor Manuel II de Italia, de la Casa de Saboya, representante de la monarquía más liberal de Europa, cuyo papel en la unificación italiana la mantenía en un duro enfrentamiento con el propio papa.

### Reinado de Amadeo I (1871-1873)

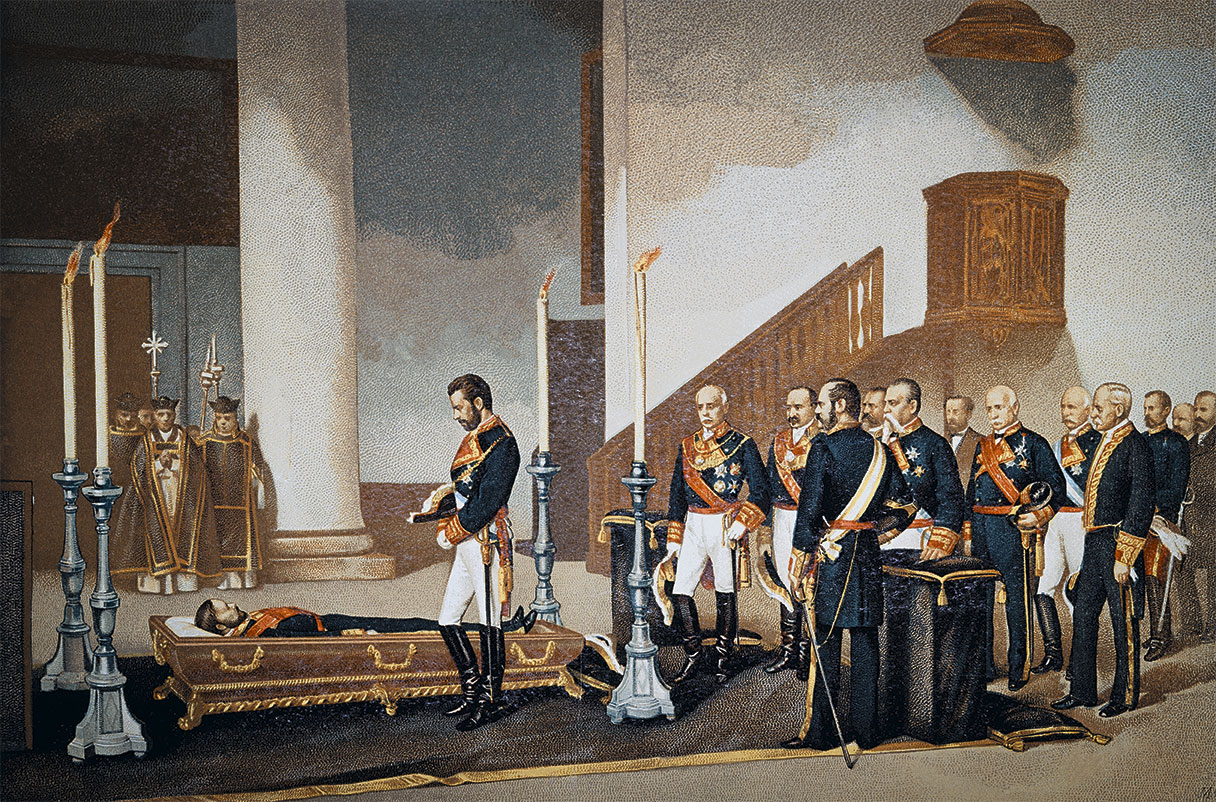
Amadeo I frente al féretro del general Prim, por Antonio Gisbert.

El 30 de diciembre de 1871 llegaba Amadeo de Saboya al puerto de Cartagena, donde recibió la noticia de la muerte del general Prim, su principal valedor, víctima de un atentado en Madrid tres días antes. El promotor del magnicidio aún es un enigma. Desde entonces se viene especulando con distintas posibilidades: el grupo de presión pro-esclavista en beneficio de sus intereses, o cualquiera de los muchos enemigos políticos de dentro o fuera de España que se había granjeado con el asunto de la elección real, como el duque de Montpensier, los republicanos, o incluso alguna facción de la masonería (a la que pertenecía).

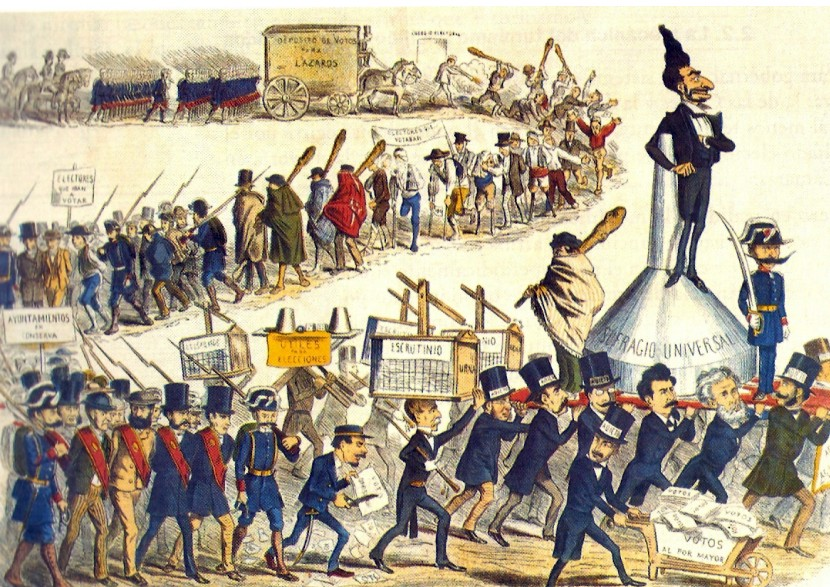
Caricatura satírica de La Carcajada (nueva cabecera de la revista La Flaca para eludir la suspensión administrativa) publicada el 18 de abril de 1872 con el título "Triunfo electoral". Ironiza sobre los métodos fraudulentos utilizados por el presidente del gobierno y ministro de la Gobernación Práxedes Mateo Sagasta para ganar las elecciones de abril de 1872. Sagasta encabeza la comitiva llevado en andas a lomos de un embudo con el letrero "SUFRAGIO UNIVERSAL". Le siguen todos los que han hecho posible el "triunfo electoral": fuerzas de orden público, partidas de la porra, lázaros (así llamados por ser electores fallecidos que han "resucitado" encarnados por otras personas), sicarios, trileros, autoridades locales, campesinos y obreros prisioneros llevados a votar, etc.

Amadeo I se comportó como un monarca liberal, con escrupuloso respeto a la Constitución y una exquisita neutralidad política, que no obstante no le consiguieron el apoyo de ninguno de los grupos sociales o políticos. La aristocracia y las clases altas, mayoritariamente borbónicas, le hicieron el vacío. 
Los principales líderes del periodo fueron del partido progresista, que se escindió en el Partido Constitucional de Sagasta, aliado con alfonsinos y unionistas; y el Partido Radical en torno a Ruiz Zorrilla, que buscó apoyos en todo el espectro de las Cortes, desde los republicanos hasta los carlistas. Los grupos así establecidos se enfrentaron a propósito de temas sociales, como la abolición de la esclavitud y el problema de la Internacional. Sagasta acusaba a la organización de provocar constantes levantamientos, y la ilegalizó. Ruiz Zorrilla se empeñó en abolir la esclavitud, para lo que el apoyo del rey, cuya opinión antiesclavista era notoria, no fue determinante, dada su situación institucional. El grupo de presión proesclavista continuó con su política de obstaculización por todos los medios, que incluyeron la subvención económica a la sublevación carlista y contactos con los alfosinos de Cánovas (cuyo propio hermano era un destacado líder de los negreros).
Al problema cubano, que se alargaba, se añadió la tercera guerra carlista. En mayo de 1872, el pretendiente Carlos María de Borbón y Austria-Este (Carlos VII) entraba en Navarra alzando en armas un ejército; pero al poco tiempo el Ejército del Norte, dirigido personalmente por Serrano (que ocupaba el cargo de presidente del consejo de ministros), le obligó a volver a Francia al derrotarle en la batalla de Oroquieta. En una evidente imitación del abrazo de Vergara de Espartero, Serrano ofreció a los carlistas unas condiciones de rendición tan favorables (la convención de Amorebieta), que fueron rechazadas por las Cortes; lo que movió a Serrano a pedir al rey la suspensión de garantías constitucionales. Al no obtenerla del rey, dimitió. Tampoco todos los carlistas (empezando por el propio pretendiente, que consideró traidores a los firmantes), se avinieron a las condiciones de la convención; con lo que continuaron las partidas, especialmente por Navarra y Cataluña, a veces convertidas en simple bandolerismo. El carlismo se estaba identificando cada vez más con la recuperación de los fueros vascos y navarros; que el pretendiente declaró restaurados en julio de 1872, así como abolidos los Decretos de Nueva Planta que suprimieron los fueros en la Corona de Aragón en el siglo XVIII, lo que intensificó la fuerza de la revuelta, especialmente en zonas rurales de Cataluña y, con menor intensidad, en otras de Aragón y Valencia.
Amadeo, deseoso de encontrar una causa para renunciar al trono y volver a Italia, la encontró en una grave crisis entre el gobierno de Ruíz Zorrilla y el cuerpo de artillería. El rey expresó su apoyo a los militares, y el Congreso al gobierno, con lo que Amadeo I quedó justificado para presentar su abdicación el 11 de febrero de 1873. Esa misma noche, las Cortes, conscientes sus diputados de la imposibilidad de encontrar ningún candidato para ocupar el trono vacante, proclamaron la Primera República Española.

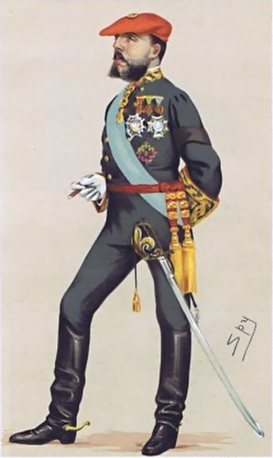
El pretendiente carlista, Carlos María de Borbón y Austria-Este, en un dibujo de la revista Vanity Fair (1876).
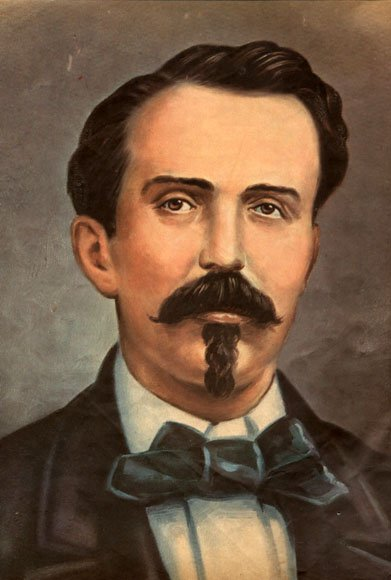
El líder de los independentistas cubanos, Carlos Manuel de Céspedes.
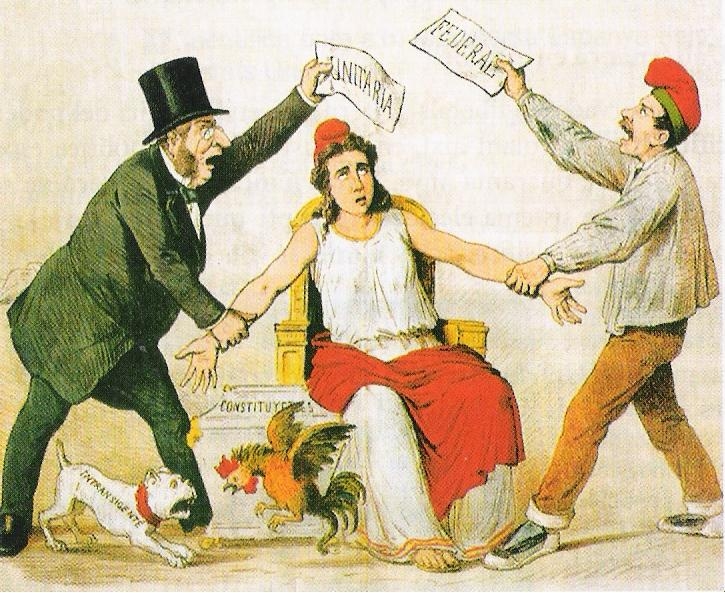
Dibujo satírico publicado en La Flaca el 1 de marzo de 1873. A menos de un mes de su proclamación, la Niña Bonita de la República, asentada sobre las Cortes Constituyentes, aparece dividida entre los unitarios y los federales (identificados con traje burgués y obrero, respectivamente), y estos entre los transigentes y los intransigentes (representados por el perro enfrentado al gallo).

### Primera República (1873-1874)

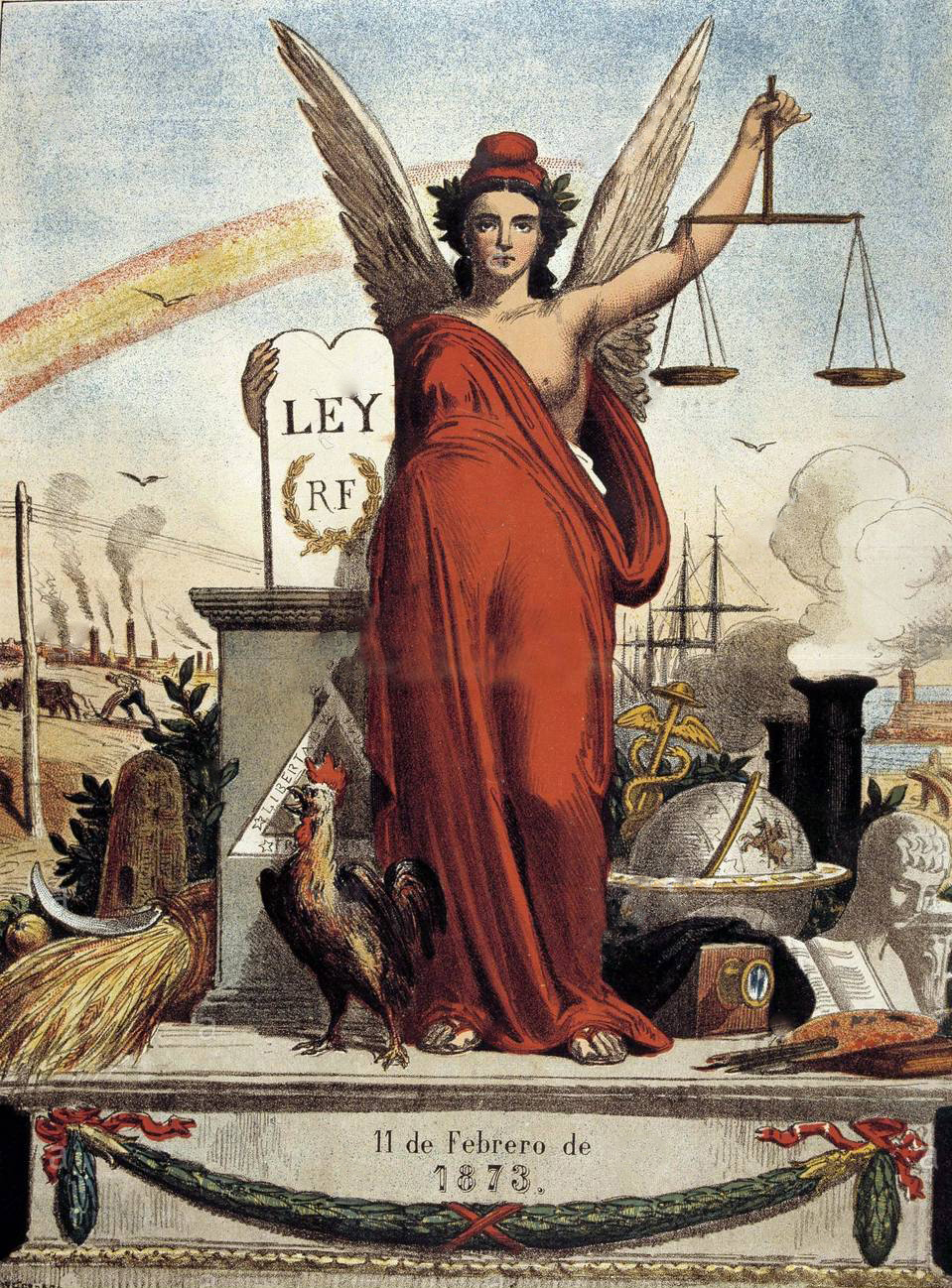
Alegoría de la Primera República Española. Las letras "RF" entre hojas de laurel son las iniciales de "República Federal". Tanto en ese aspecto como en muchos otros, la iconografía elegida era muy similar a la de la República Francesa (el gorro frigio, la figura femenina —en Francia denominada Marianne, y en España la Niña Bonita—, el lema Libertad, Igualdad, Fraternidad —en el triángulo—, incluso el gallo). Se complementa con alegorías de las distintas actividades económicas, ciencias y artes (algunas indicativas del progreso y la modernidad, como la telegrafía y la fotografía). Los colores de la bandera eran los mismos que la bandera usada por la monarquía (solo se sustituyó en el escudo la corona real por una corona mural). Fue la Segunda República Española la que introdujo una bandera diferente, sustituyendo la franja inferior roja por otra de color morado.

El 11 de febrero de 1873, el Congreso proclamó la República por 256 votos a favor y 32 en contra. Los republicanos estaban divididos entre una minoría de unitarios (Emilio Castelar, Nicolás Salmerón, Eugenio García Ruiz, Antonio de los Ríos Rosas), cuyo peso político fue mucho mayor que su precaria representación; y una mayoría de federales, a su vez divididos entre transigentes (Francisco Pi y Margall) e intransigentes (José María Orense). Durante los dos años escasos en que se desarrolló la experiencia republicana, se operó siempre en precariedad institucional. En el contexto internacional, únicamente Estados Unidos y Suiza reconocieron al nuevo régimen, mientras que las potencias europeas optaron por mantenerse a la expectativa (Francia y Alemania acababan de salir de la guerra Franco-Prusiana, uno de cuyos motivos fueron las maniobras por interferir en las candidaturas al trono español).
Estanislao Figueras, republicano moderado, fue elegido por las Cortes como Jefe del Poder Ejecutivo, y formó gobierno exclusivamente con republicanos de ambas tendencias (Castelar, Pi —que actuaba como hombre fuerte del gobierno desde el ministerio de Gobernación—, Salmerón y el general Juan Acosta —ministro de Guerra—). Con sus primeros decretos se abolieron los títulos de nobleza, se reorganizaron los Voluntarios de la Libertad y se anunciaba una próxima abolición de la esclavitud, además de convocar una Asamblea Constituyente. El proyecto de Constitución de 1873 se fue elaborando con dificultad y no llegó a entrar nunca en vigor. Establecía una República federal de 17 Estados y varios territorios de ultramar, cada uno con su propia Constitución. Los municipios tendrían una Constitución local y división de poderes entre alcaldía, ayuntamientos y tribunales locales. En el Estado central, el poder ejecutivo lo ejercería un jefe de gobierno nombrado por el presidente. El legislativo lo desempeñarían dos cámaras, ambas de elección directa, con un Senado formado por cuatro representantes de cada Estado, y un Congreso con un diputado por 50 000 habitantes. El judicial lo presidiría un Tribunal Supremo constituido por tres magistrados de cada Estado. Se confiaba al Presidente un llamado poder de relación con los demás poderes y los Estados Federales. La separación Iglesia-Estado era total.
Enseguida surgieron movimientos partidarios de profundizar de forma más radical en las reformas, desde un punto de vista territorial o social: en Barcelona se proclamó la República Federal democrática de la que Cataluña sería un estado. Las primeras organizaciones propias del movimiento obrero español comienzan a tener una presencia pública activa, solicitando medidas como la reducción de jornada o el aumento de salarios. En Málaga, los internacionalistas se hicieron con el poder municipal, y en el campo andaluz y extremeño los jornaleros ocuparon tierras.
Desde el extremo opuesto del espectro de los revolucionarios de 1868, el general Serrano intentó dar un golpe de Estado, que fracasó.
Pi y Margall fue proclamado Presidente de la República en junio, dimitiendo al cabo de un mes ante el agravamiento de los tres frentes de oposición violenta: la sublevación carlista (que aumentaba sus apoyos y su extensión territorial, con el guerrillero Savalls sembrando el pánico en Cataluña), la continuidad de la guerra de Cuba, y el surgimiento de una revolución cantonal por parte de los más extremistas de entre los republicanos federales (especialmente fuerte en el cantón de Cartagena).
Salmerón asumió el ejecutivo con una decisión que terminará siendo fatal para la continuidad de la República: reprimir la sublevación cantonal mediante el ejército, que estaba bajo el control de generales alfonsinos (monárquicos partidarios del príncipe Alfonso, hijo de Isabel II). Pavía fue enviado a Andalucía, Martínez Campos a Valencia y López Domínguez a Cartagena. Salmerón dimitió el 7 de septiembre tras negarse a firmar las condenas a muerte de unos militares cantonalistas, atrapado entre las opuestas presiones de su propio partido (Eduardo Palanca) y de los militares (Pavía). Simultáneamente había estallado una crisis internacional que implicaba a Estados Unidos y el Reino Unido en el conflicto cubano como consecuencia del apresamiento en Cuba del buque Virginius y el fusilamiento de 53 de sus tripulantes, entre ellos ciudadanos estadounidenses y británicos.
El siguiente presidente, Castelar, procuró la solución diplomática del conflicto internacional, mientras que, invocando poderes especiales, cerró las Cortes hasta enero, con el argumento de que el poder ejecutivo debía emplearse sin restricciones en la solución el problema cubano, carlista y cantonal. Su presidencia no sobreviviría a la apertura del siguiente periodo de sesiones, el 2 de enero de 1874.

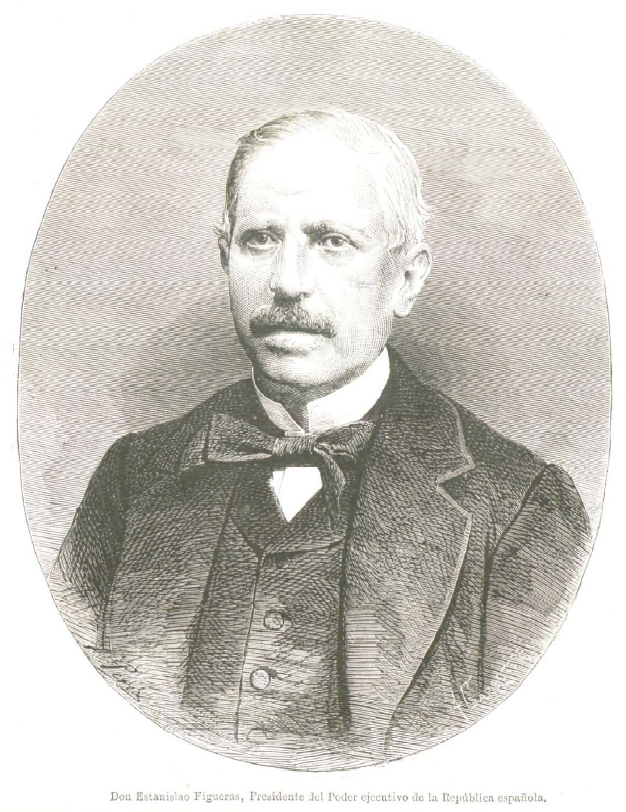
Estanislao Figueras, primer presidente de la República (el título utilizado era el de Presidente del Poder Ejecutivo).
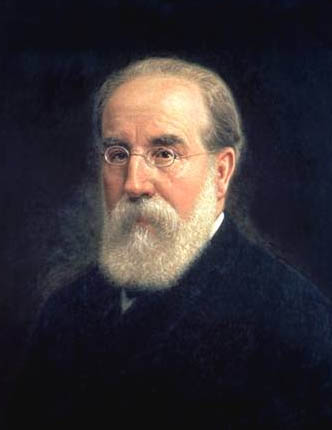
Francisco Pi y Margall, segundo presidente.
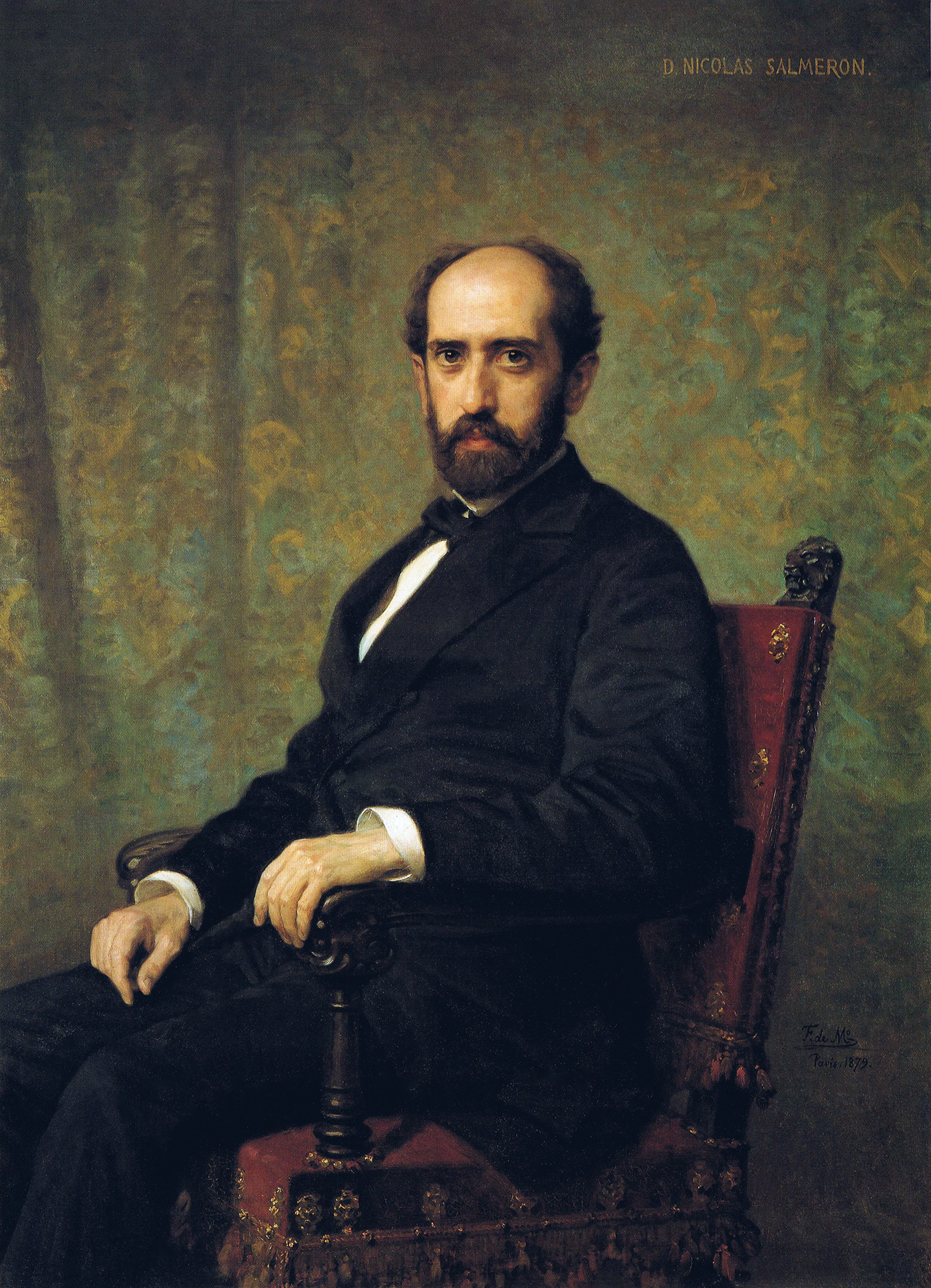
Nicolás Salmerón, tercer presidente.
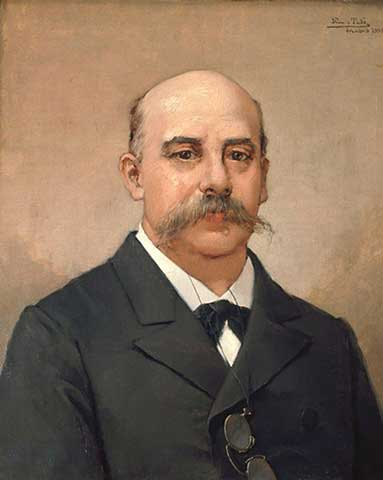
Emilio Castelar, cuarto presidente; en el periodo de la Restauración presionó a Sagasta para que restableciera las libertades conseguidas durante el Sexenio a cambio de su apoyo.

### Dictadura de Serrano (1874)

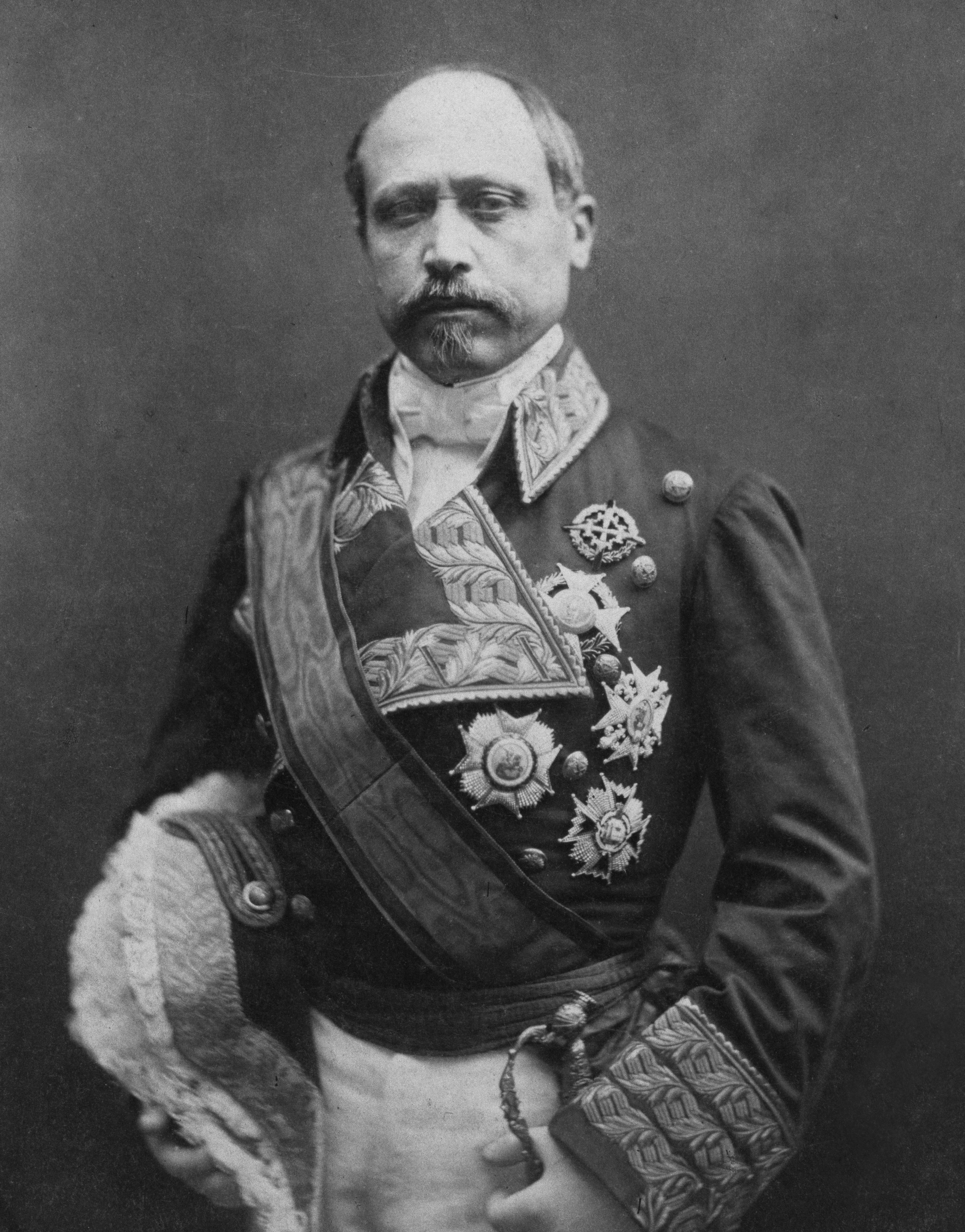
El general Francisco Serrano.

El 3 de enero de 1874, el general Manuel Pavía interrumpió violentamente una sesión de las Cortes, que acababan de retirar la confianza a Castelar (a pesar de que la acción no tuvo la espectacularidad con que se la describió popularmente, la expresión el caballo de Pavía pasó a ser un tópico político español similar al de ruido de sables, con los que se alude a la amenaza de golpe de Estado militar). El vacío de poder llevó a formar un gobierno de concentración que puso la Presidencia de la República en manos de Serrano, quien en la práctica no se sometió a los controles constitucionales, considerándose su mandato (casi un año entero) como una verdadera dictadura.
En medio de una grave situación financiera, se enfrentó a los problemas políticos al tiempo que se dedicó con firmeza a intentar sofocar los tres frentes bélicos abiertos: la sublevación cantonal aún fuerte en Cartagena, la tercera guerra carlista y la guerra de Cuba. Formó gobierno con los republicanos unitarios de Eugenio García Ruiz, con José de Echegaray en Hacienda, que puso orden las finanzas dando forma al Banco de España. Sagasta, presidente del consejo de ministros desde septiembre (los presidentes del poder ejecutivo del periodo anterior asumían ambos cargos, mientras que Serrano prefería designar a otro para ese cargo, quedando él en una posición institucionalmente similar a la de los reyes), ilegalizó de nuevo la sección española de la Internacional y cerró sedes y periódicos revolucionarios, disolviendo grupos como los Voluntarios de la Libertad.
Inmediatamente las potencias europeas, con Alemania a la cabeza, reconocieron al nuevo régimen.
Alfonso, el hijo de Isabel II, que estaba recibiendo formación militar en Inglaterra, envió desde la Real Academia de Sandhurst un mensaje a los españoles (el manifiesto de Sandhurst) promovido por el partido alfonsino, el grupo más moderado de entre los monárquicos españoles, liderados por Antonio Cánovas del Castillo. En un tono conciliador, declaraba haber aprendido la lección derivada de la expulsión de su madre y su propósito de nunca dejar de ser buen español, ni, como todos mis antepasados, buen católico, ni, como hombre del siglo, verdaderamente liberal; procurándose el apoyo de una amplia zona del espectro político, entre los reaccionarios y los liberales moderados.
Mientras tanto, la coyuntura bélica se prolongaba en las regiones con implantación carlista. Los ejércitos del gobierno, dirigidos por el propio general Serrano, contuvieron a los carlistas en Navarra, consiguieron levantar el sitio de Bilbao y acometieron una ofensiva en la zona de Cuenca.
El 29 de diciembre de 1874 el general Martínez Campos inició una sublevación en Sagunto en favor del príncipe Alfonso. Serrano optó por reconocer los hechos consumados y no oponerse al pronunciamiento; llamando a formar gobierno a Cánovas, líder del partido alfonsino, pero que no veía con buenos ojos el protagonismo militar en la vuelta de los borbones al trono. Consiguió marginar al general sublevado, quedando el gobierno en manos civiles.

## Restauración borbónica (1875-1931)

### Reinado de Alfonso XII (1875-1885) y regencia de María Cristina (1885-1902)

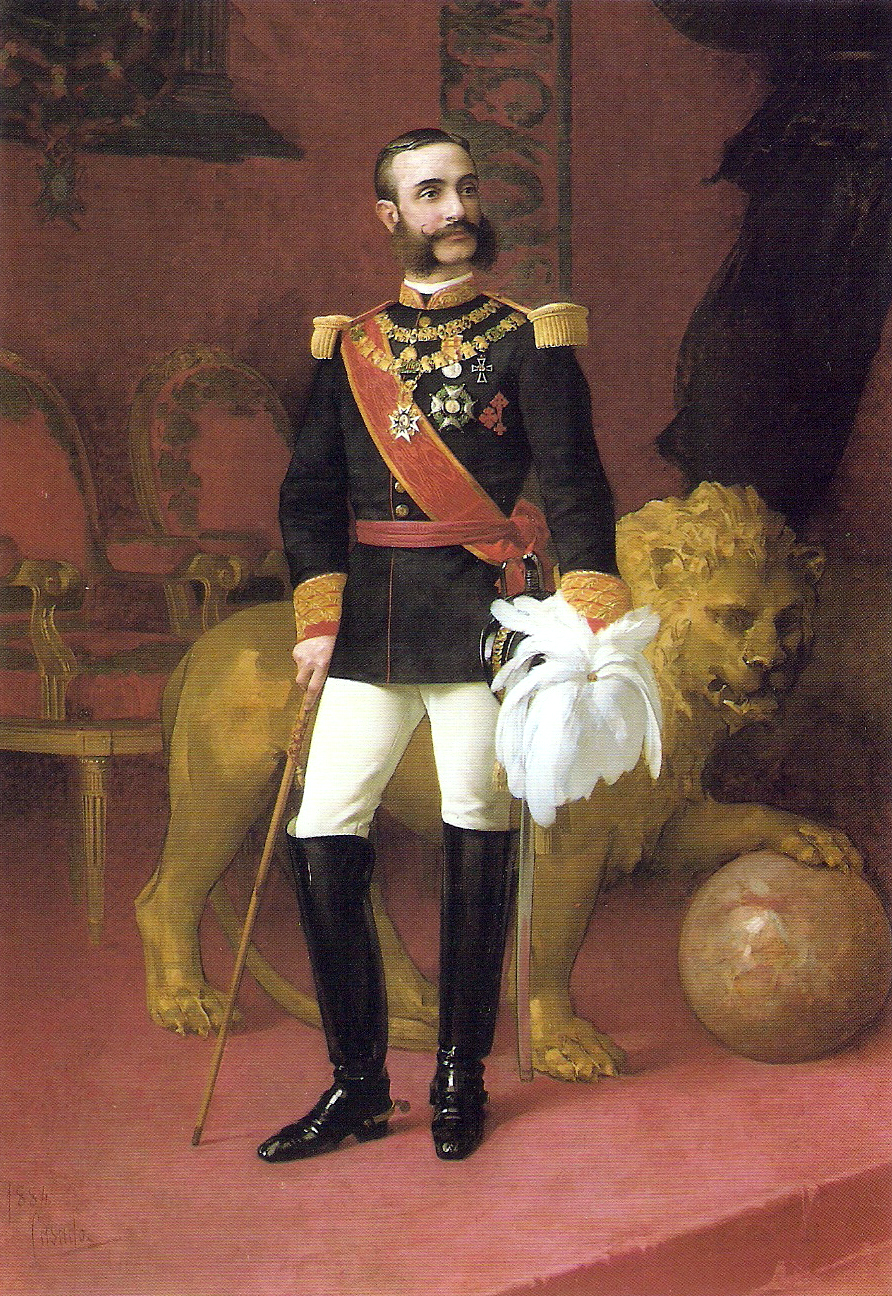
Alfonso XII

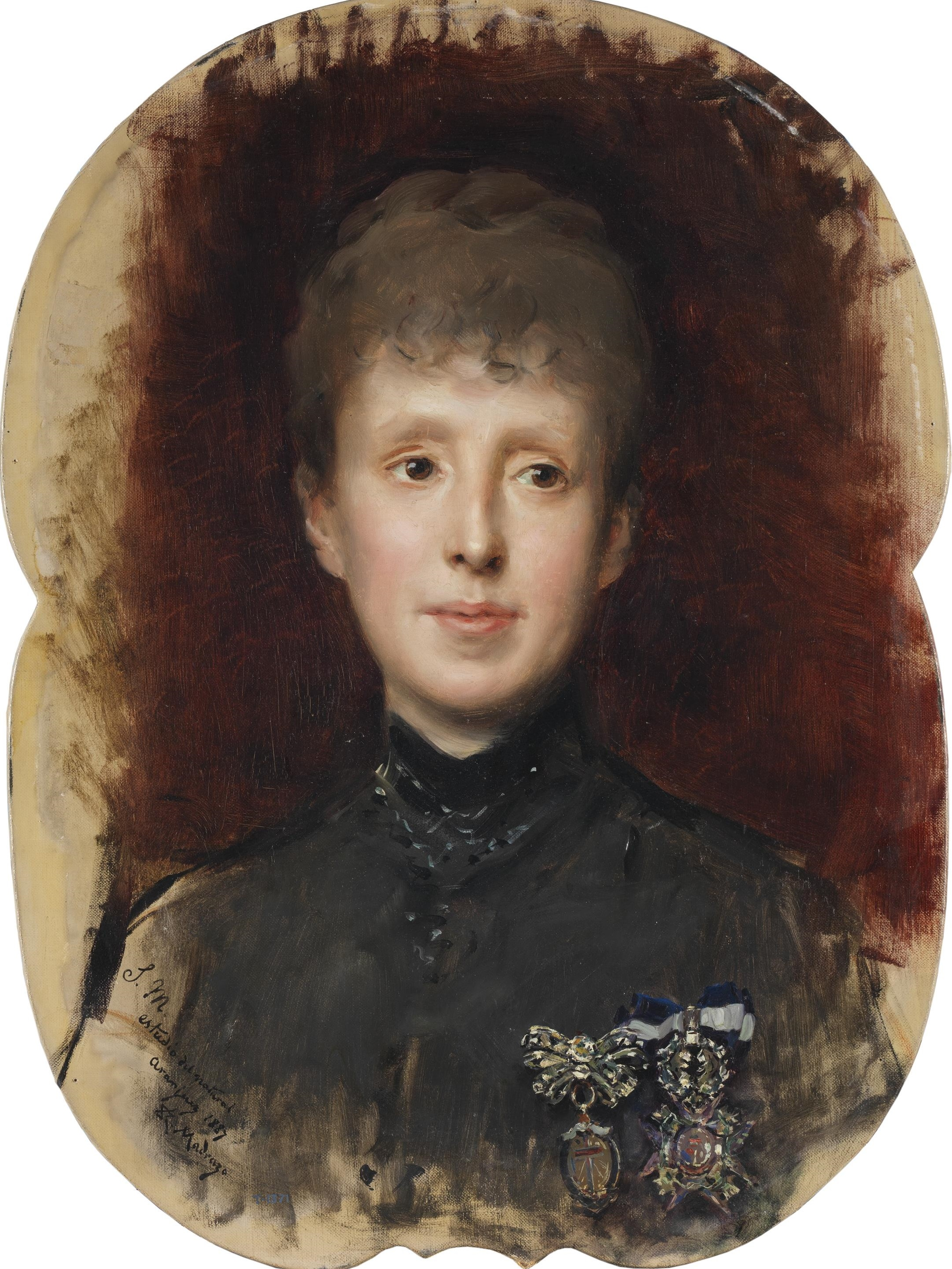
La regente María Cristina de Habsburgo-Lorena

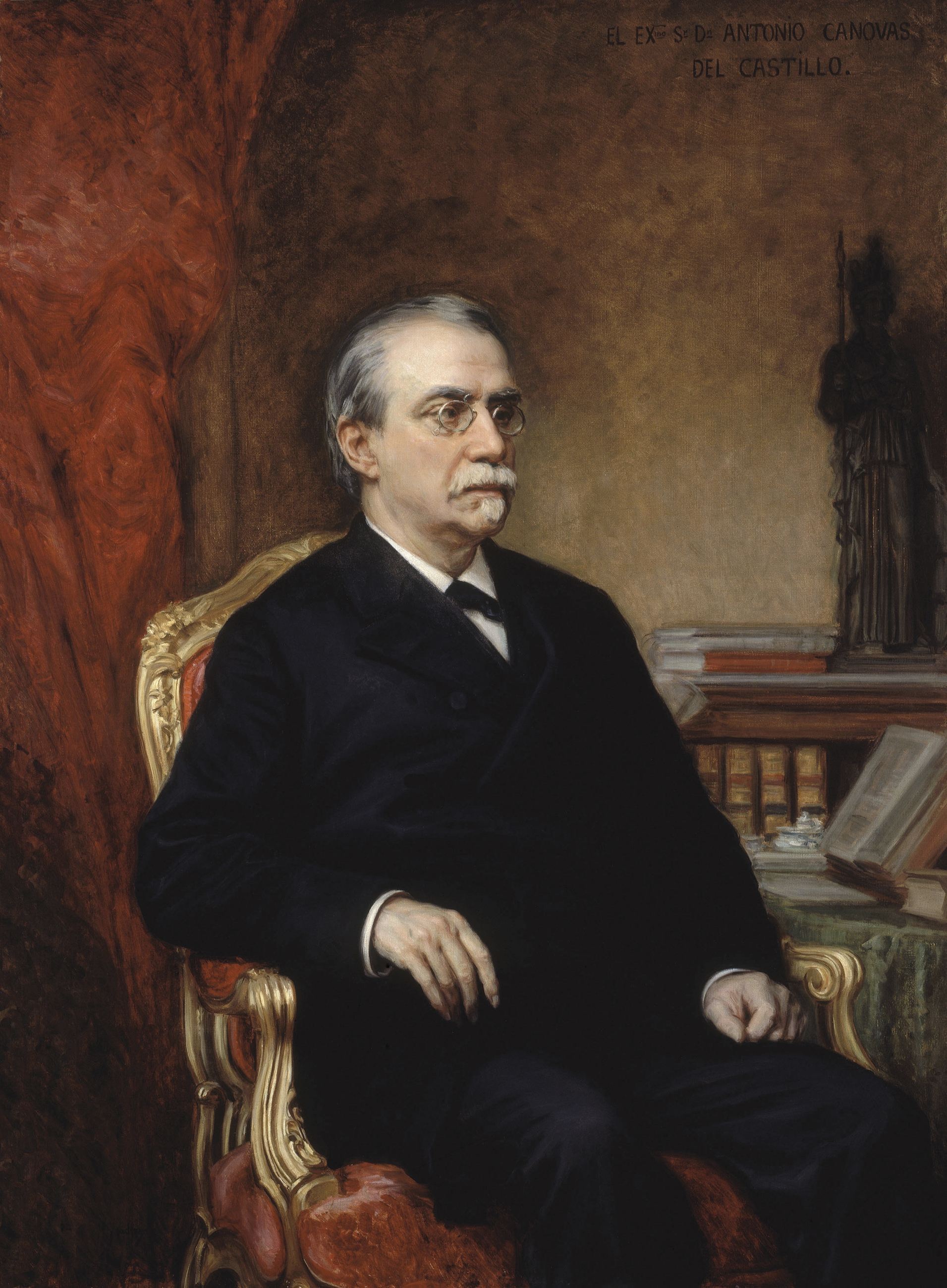
Antonio Cánovas del Castillo, máximo dirigente del Partido Conservador, promovió un sistema bipartidista de alternancia política junto al Partido Liberal de Sagasta.
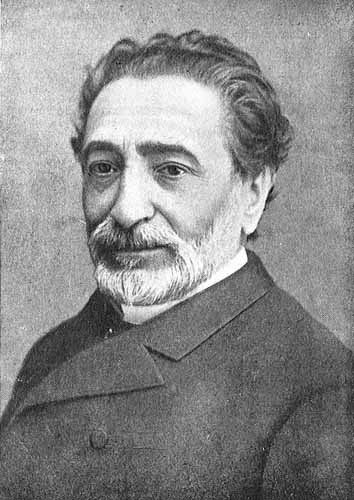
Práxedes Mateo Sagasta, fundador del Partido Liberal y siete veces presidente de gobierno. Fue también ingeniero, un destacado masón y gran maestre del Gran Oriente de España.
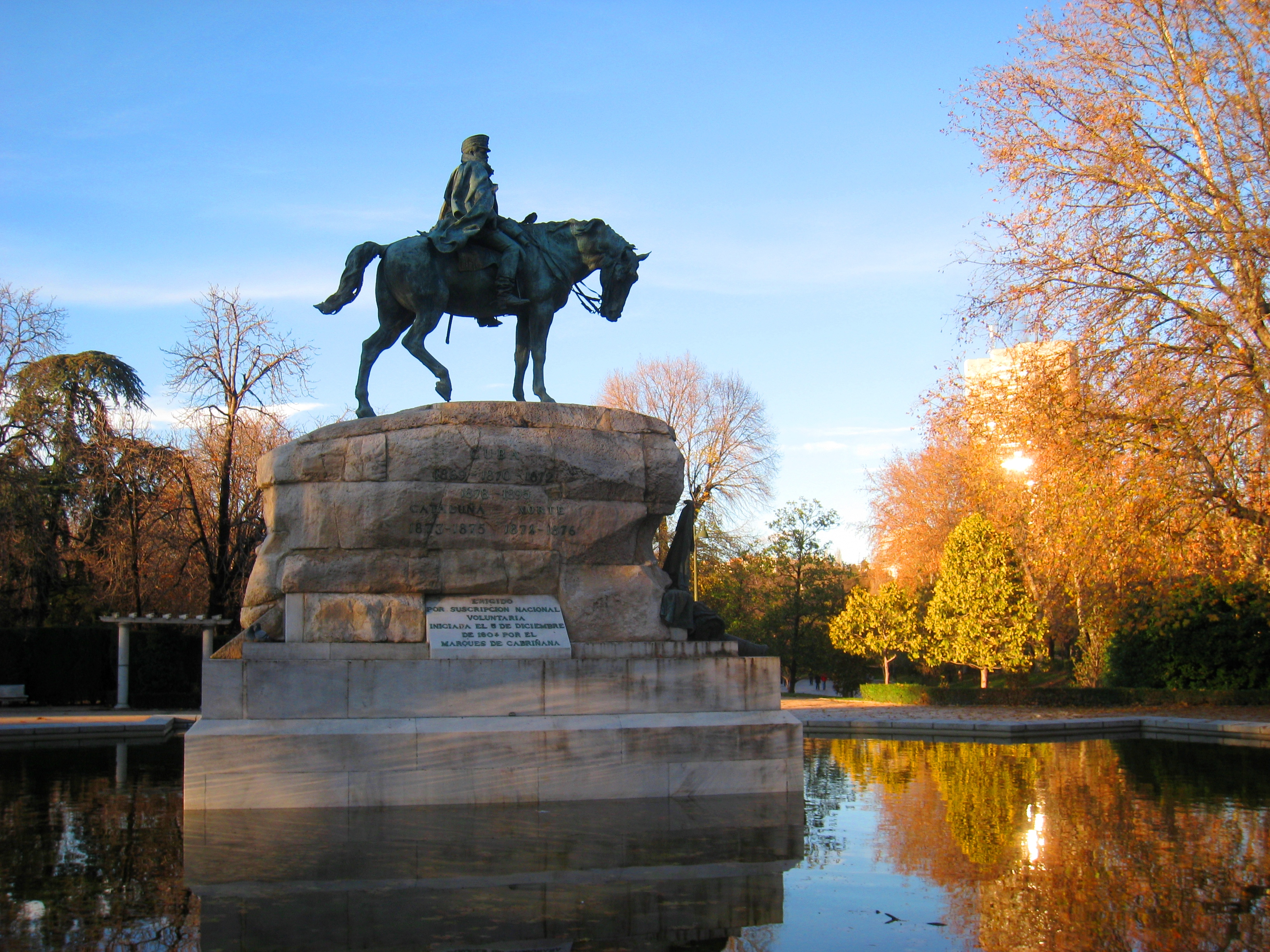
Monumento al general Arsenio Martínez Campos, por Mariano Benlliure. Su ubicación en el parque del Retiro de Madrid dio origen a cierta interpretación maliciosa, puesto que da la espalda al cercano Monumento a Alfonso XII.

Con la restauración borbónica, el nuevo rey confirmó en el poder a Cánovas, que convocó elecciones en enero del año siguiente con el sistema previsto en la Constitución de 1869 (sufragio universal), que le proporcionaron una abrumadora mayoría de monárquicos conservadores afines a su gobierno. La redacción de la Constitución española de 1876 fue encargada a una comisión de notables elegida por el mismo Cánovas y presidida por Manuel Alonso Martínez, que se presentó a las Cortes y fue aprobada sin grandes cambios el 30 de junio. Se optó por no precisar el sistema electoral (con lo que las siguientes elecciones se harían por sufragio censitario hasta 1890). La soberanía se compartía entre Rey y Cortes, en un sistema parlamentario bicameral que dejaba al poder ejecutivo el ejercicio de un poder muy amplio. El reconocimiento de las libertades públicas quedaba matizado. Se definía la confesionalidad católica del estado y la tolerancia hacia otras religiones.
Para la estabilidad del sistema político, Cánovas, que organizó en su torno el Partido Liberal-Conservador, era consciente de la necesidad de contar con una oposición dinástica, es decir, fiel a la monarquía parlamentaria alfonsina. En 1879 Sagasta, apoyado por Emilio Castelar, creó el Partido Liberal-Fusionista que integraba a progresistas y demócratas desencantados con el republicanismo. A partir del pacto de El Pardo (24 de noviembre de 1885, ante la posibilidad de que estallara una crisis política a la muerte de Alfonso XII) el acuerdo entre Cánovas y Sagasta estableció un turnismo casi automático para que ambos partidos se sucedieran en el poder, lo que implicaba que los conservadores debían aceptar que los liberales recuperaran paulatinamente las conquistas políticas del sexenio (libertad de prensa, derecho de asociación o el sufragio universal). El control de las elecciones a través del ministerio de Gobernación (encasillado de los candidatos) se convirtió en el punto clave del un sistema que en su base se apoyaba en el denominado caciquismo: el predominio local de personalidades de gran prestigio social y posición económica, a partir de los cuales se establecían redes clientelares y se manipulaban los resultados (pucherazo).

Se platica
al fondo de una botica:
—Yo no sé,
don José,
cómo son los liberales
tan perros, tan inmorales.
—¡Oh, tranquilícese usté!
Pasados los carnavales
vendrán los conservadores,
buenos administradores
de su casa.
Todo llega y todo pasa.
Nada eterno:
ni gobierno
que perdure,
ni mal que cien años dure.
Antonio Machado, Meditaciones rurales

A pesar de la estabilidad característica del sistema canovista, no dejó de haber disensiones dentro de los partidos dinásticos, protagonizadas por personalidades como Francisco Silvela (muy crítico con el caciquismo, lo que no le impidió ser ministro de Gobernación), Francisco Romero Robledo o Raimundo Fernández Villaverde en el partido conservador y Segismundo Moret o Eugenio Montero Ríos en el liberal.
Los partidos no dinásticos quedaban en la práctica fuera de toda posibilidad de alcanzar el poder, aunque a finales de siglo comenzaron a obtener alguna representación en circunscripciones urbanas, más difíciles de manipular. Eso fue lo que permitió al naciente movimiento catalanista (en torno a Enric Prat de la Riba —Unió Catalanista, 1891, Bases de Manresa, 1892—) llegar al parlamento (Liga Regionalista, 1901); mientras que el Partido Nacionalista Vasco de Sabino Arana, mucho más radical, tardó varios años más.

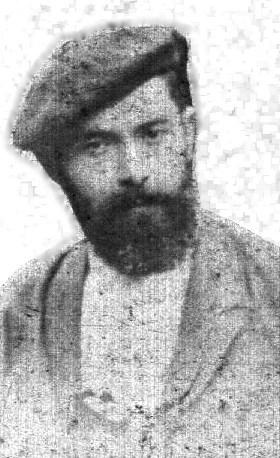
Sabino Arana.
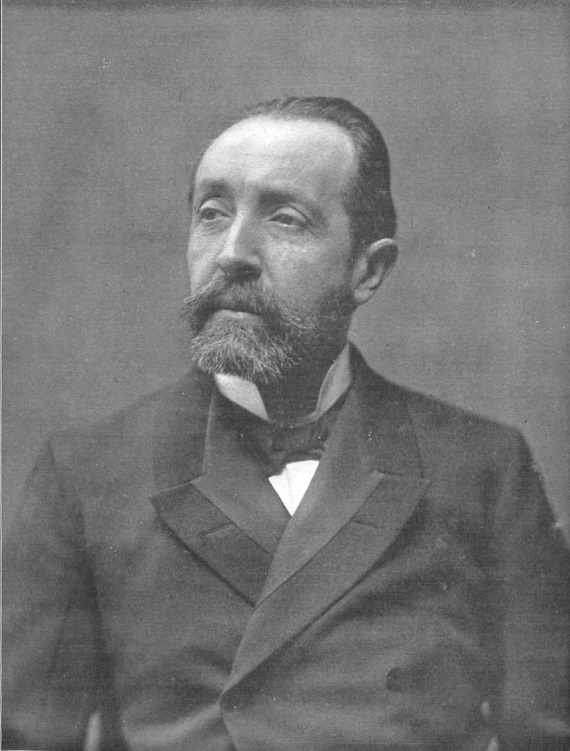
Bartomeu Robert, uno de los cuatro elegidos por la Liga en 1901, con Sebastián Torres, Alberto Rusiñol y Lluís Domènech.

El movimiento obrero se reorganizó con la creación de partidos y sindicatos de ideología marxista (PSOE (1879) y UGT (1888), bajo el liderazgo de Pablo Iglesias, que optó por la participación electoral, con mayor implantación en Madrid y el País Vasco) o anarquista (Federación de Trabajadores de la Región Española (1881) que optaron por la no intervención en el sistema político, con mayor implantación en Cataluña y Andalucía). Una confusa red de grupos e individualidades anarquistas desarrollaron prácticas de la denominada acción directa, que incluían, junto a medidas pacíficas, otras violentas (propaganda por el hecho) con atentados terroristas en algunos casos muy espectaculares (bomba del Liceo de Barcelona (1893), asesinato de Cánovas en 1897), y en otros casos manipulados por las propias autoridades (La Mano Negra, 1882-1884).

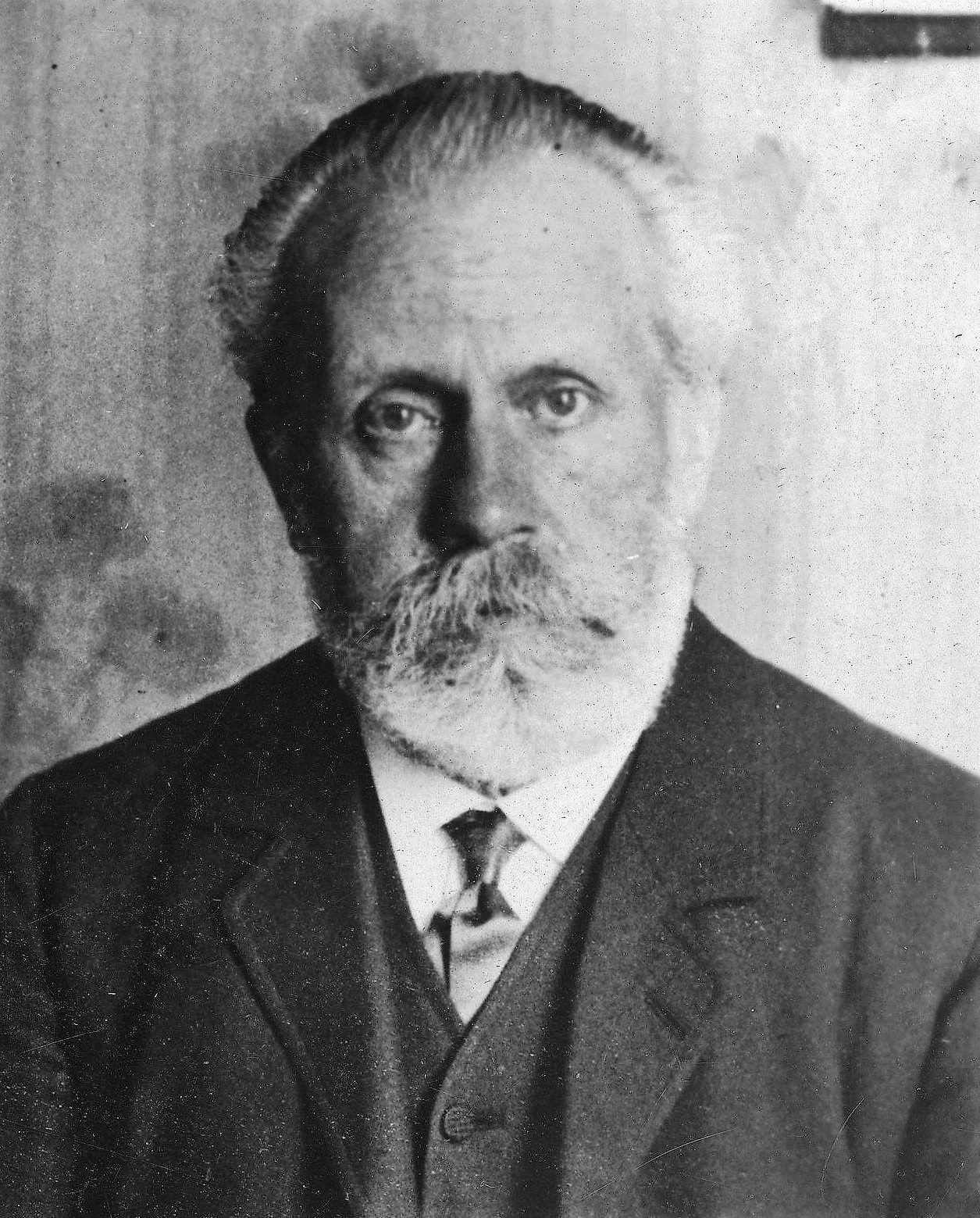
Pablo Iglesias.
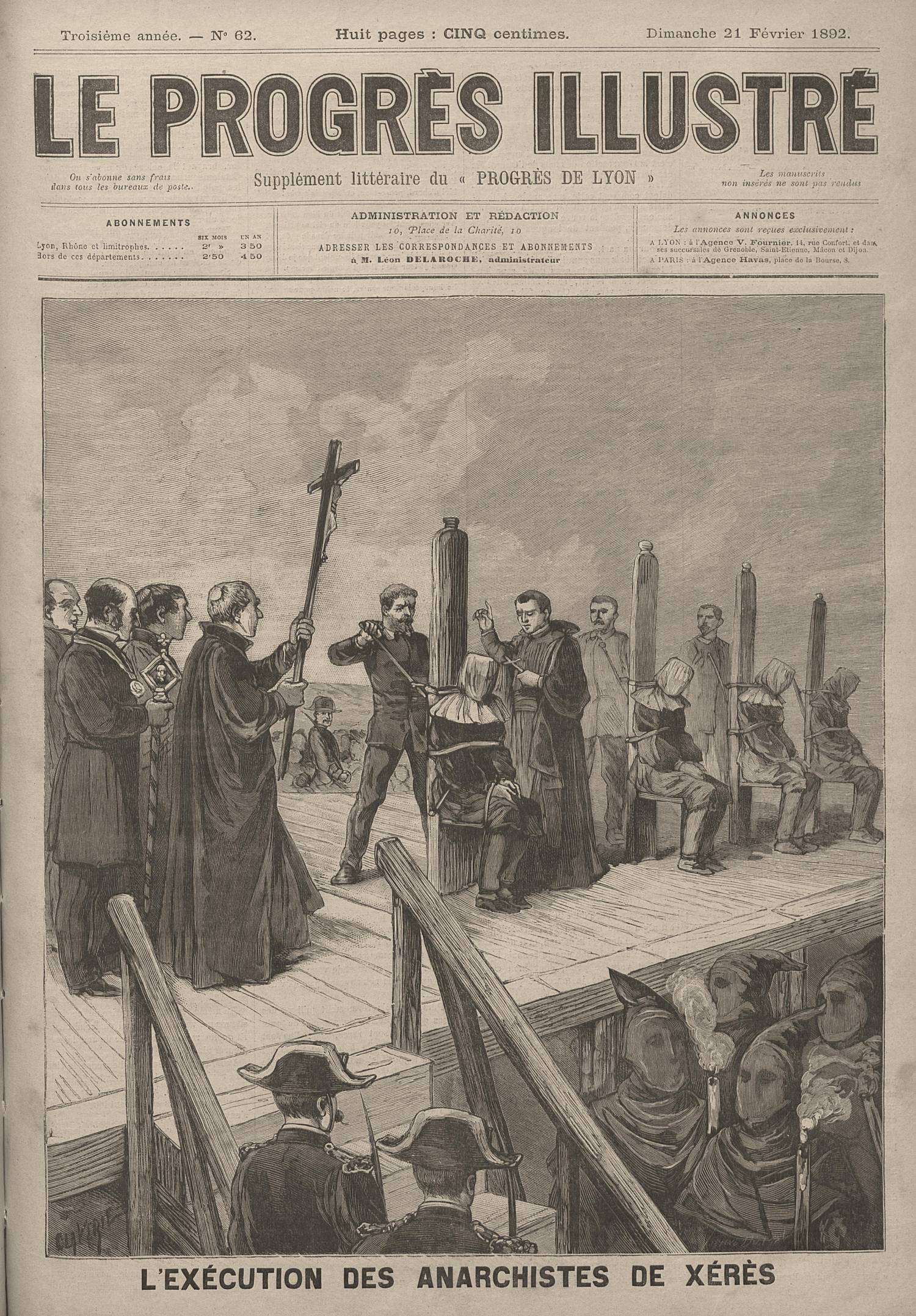
Ejecución en Jerez de siete anarquistas acusados de pertenecer a La Mano Negra, 1884 (ilustración de una revista francesa de 1892).
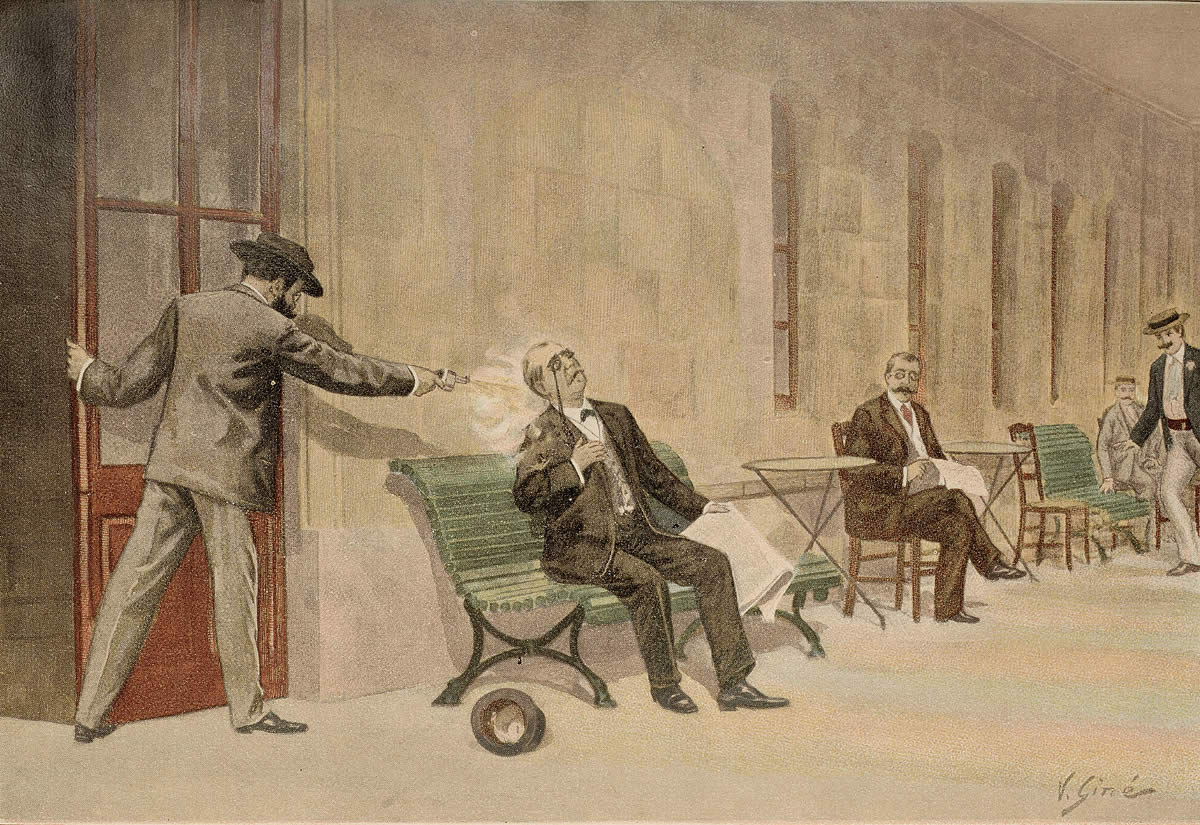
Reconstrucción artística del asesinato de Cánovas por Michele Angiolillo.

La denominada cuestión universitaria fue el principal conflicto de la vida intelectual y uno de los asuntos políticos más definitorios del nuevo sistema: la Circular de Orovio de 1875 (por el marqués de Orovio, ministro de Fomento) limitó de forma sustancial la libertad de cátedra al obligar a mantener las enseñanzas en términos que no afectaran al catolicismo y la monarquía. Un buen número de catedráticos universitarios, identificados como krausistas (Francisco Giner de los Ríos, Gumersindo de Azcárate, Teodoro Sainz Rueda, Nicolás Salmerón, Augusto González Linares) fueron expulsados de la universidad y un grupo de ellos se reunió para continuar la docencia fuera de la universidad, en la Institución Libre de Enseñanza, que inició una renovación pedagógica de gran trascendencia.

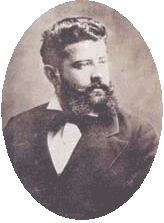
Augusto González Linares.
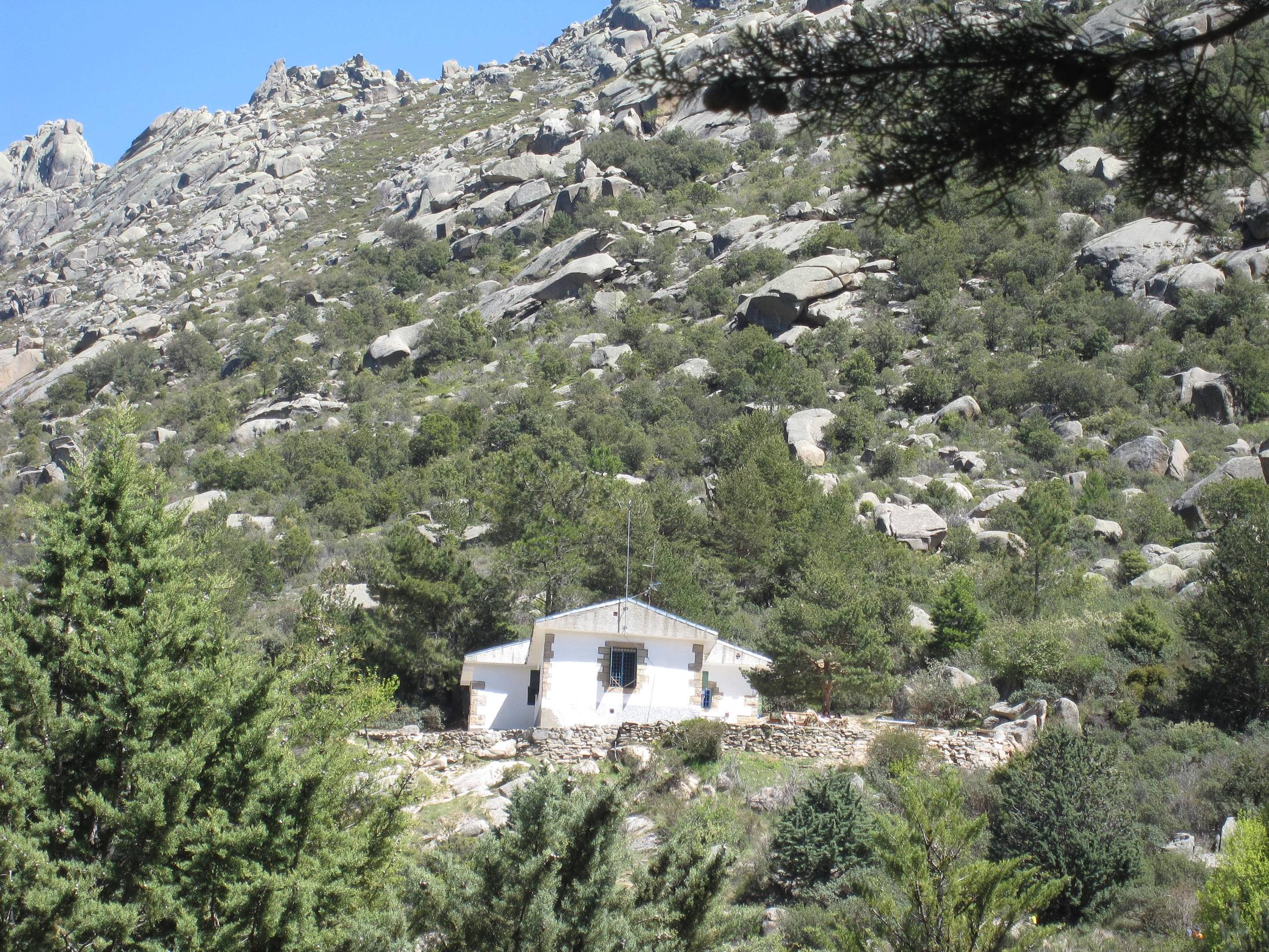
Refugio de La Pedriza que lleva el nombre de Giner de los Ríos desde su primera construcción en 1914.[42] Las excursiones en la naturaleza fueron uno de los recursos educativos innovadores de la Institución Libre de Enseñanza.
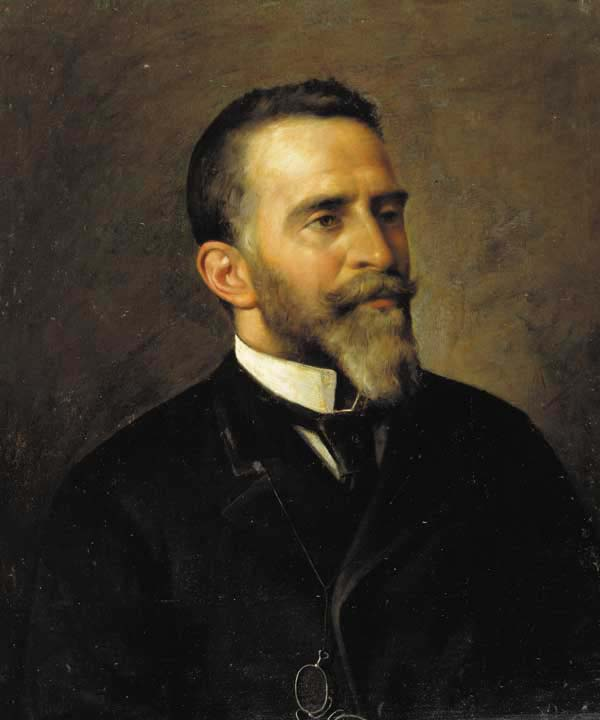
Gumersindo de Azcárate.

Un decidido esfuerzo militar, dirigido por Martínez Campos, acabó con la resistencia carlista, lo que se aprovechó para abolir el sistema foral de las tres provincias vascas (1876). La supervivencia de los fueros navarros se vio cuestionada más tarde, en 1893, pero una movilización popular frenó tales pretensiones (gamazada). El conflicto de Cuba se recondujo, tras la llegada a la isla del propio Martínez Campos, hacia la negociación por la Paz de Zanjón (1878). La promesa de autogobierno y de aplicación la ley antiesclavista de Moret (retrasada hasta 1886) no se sustanció en reformas suficientes para evitar la insatisfacción de los independentistas cubanos y la frustración de las expectativas de los autonomistas, lo que, veinte años más tarde terminó por llevar a una nueva guerra, esta vez con la decisiva intervención de los Estados Unidos, el denominado desastre del 98; cuyas consecuencias internas, más allá del fin de la mayor parte del imperio colonial, fueron decisivas intelectual y políticamente (regeneracionismo, generación del 98), abriendo la denominada crisis de la restauración.

Despensa, escuela y doble llave al sepulcro del Cid.
Lemas de Joaquín Costa.

#### Desequilibrios demográficos, económicos, sociales y espaciales
Los últimos años del siglo XIX y los primeros del XX significaron una crisis económica de gran intensidad. Tras la epidemia de cólera de 1885, que se cebó en las hacinadas e insalubres barriadas obreras disparando la mortalidad a niveles catastróficos; una profunda crisis agrícola, de origen climático y biológico (malas cosechas cerealísticas, epidemia de la filoxera, que destruyó las viñas), se vio agravada por la estructura socioeconómica del campo español, que no había afrontado la mecanización ni otras transformaciones de la revolución agrícola, y llegó al menos hasta 1902. Las jornadas eran largas y agotadoras, con salarios paupérrimos, a veces incluso sometidos al destajo. Las condiciones de vida se deterioraron fuertemente, disparándose la mortalidad infantil, mientras el resto de los datos demográficos correspondían aún a cifras propias de una sociedad preindustrial. Sometidos a fuertes pérdidas, los terratenientes se mostraban cada vez más opuestos a las reivindicaciones de los jornaleros, intensificándose la confrontación. Miles de jornaleros andaluces secundaron las huelgas pidiendo tierras. Otras regiones con una estructura de propiedad menos concentrada no por ello se libraron de los conflictos sociales que acompañaron a los procesos de transformación que dejaron su reflejo incluso en la literatura, que pasó del costumbrismo a la denuncia social (los de la huerta valenciana inmortalizados por Vicente Blasco Ibáñez, los de Asturias por Leopoldo Alas). Donde las condiciones lo hacían particularmente propicio, funcionó la válvula de escape de la emigración, especialmente a América, pero también a Francia o a Argelia; siendo particularmente intensa en Galicia y otras zonas del norte de España, donde algunas figuras retornadas con éxito (los indianos) contribuyeron con su prestigio a la popularización del ideal social del enriquecimiento por el trabajo duro en lejanas tierras. 

El gallego no pide, emigra.
Alfonso Rodríguez Castelao.

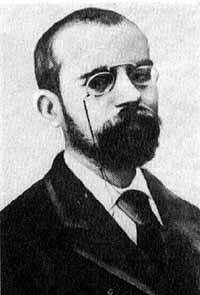
Leopoldo Alas «Clarín».
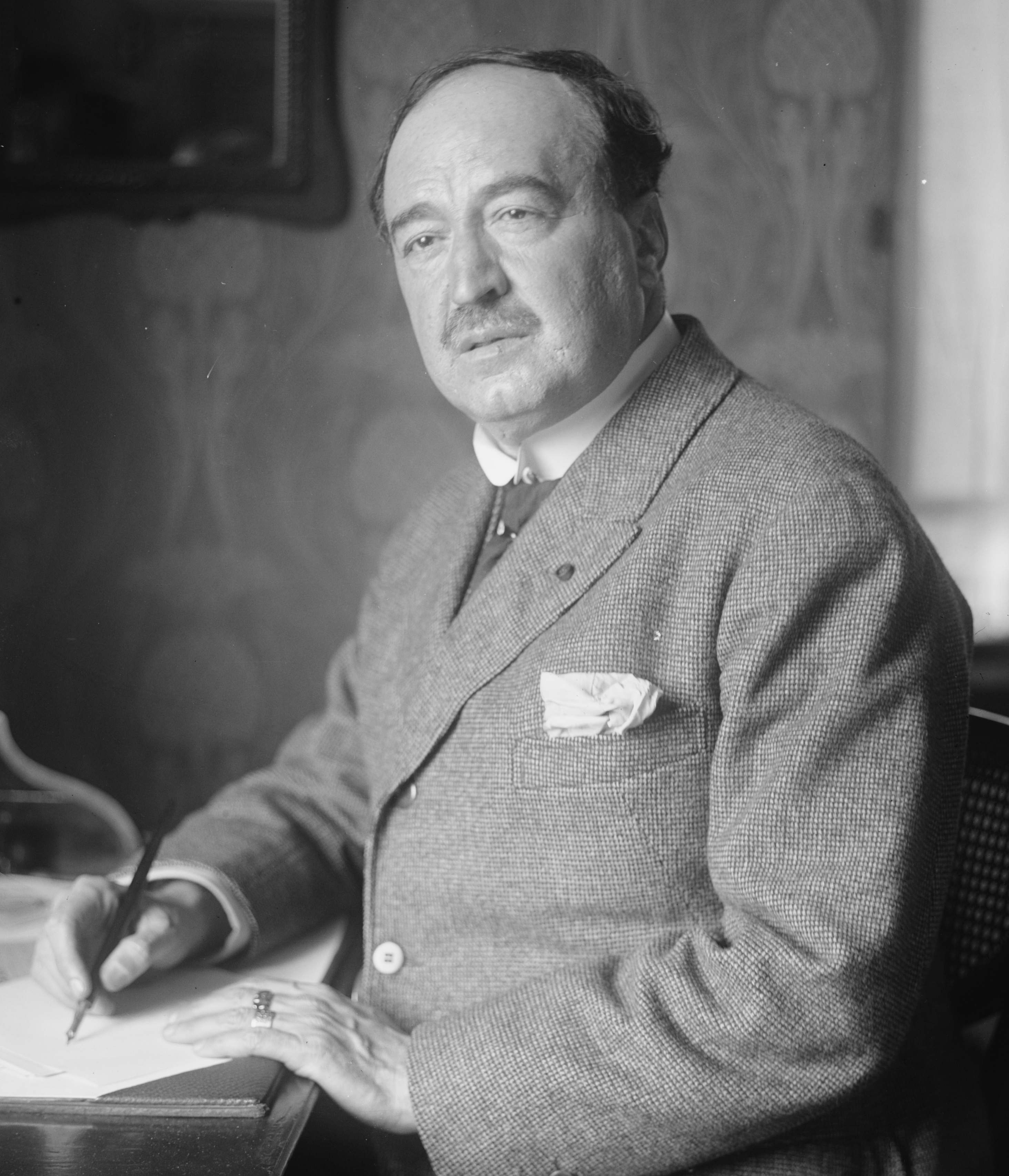
Vicente Blasco Ibáñez.
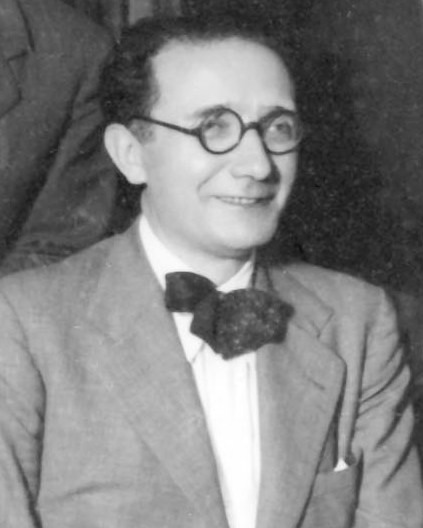
Alfonso Rodríguez Castelao

En el País Vasco se produjo una industrialización basada en la minería del hierro, exportado a Inglaterra por la ría de Bilbao. La conveniencia de retornar con carga de carbón inglés provocó la creación de una siderurgia local, y el florecimiento de sectores asociados, como la construcción naval y las instituciones financieras (notablemente, la banca vasca —incluso la santanderina— fue mucho más sólida que la catalana). Al mismo tiempo que las relaciones sociales tradicionales del campo vasco (el caserío) entraban en crisis, y conducían a muchos a una emigración similar a la gallega, se producía un movimiento opuesto de llegada de emigrantes castellanohablantes a trabajar en las nuevas industrias. El invevitable choque cultural se expresó en todo tipo de conflictos e ideologías alternativas, como el socialismo y el nacionalismo vasco, y a complejas trayectorias personales, como las de Miguel de Unamuno, Pío Baroja o Tomás Meabe.

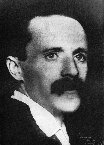
Tomás Meabe fue comisionado desde el nacionalismo vasco para estudiar el marxismo, con el fin de combatirlo mejor. Tras entrar en contacto con la literatura y los grupos socialistas, se unió a ellos.
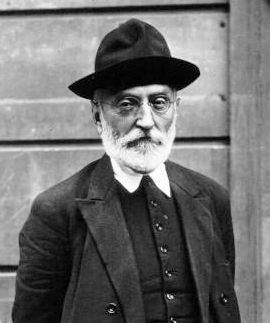
Miguel de Unamuno estuvo inicialmente cercano al socialismo (en sus primeras publicaciones apoyó la huelga de tranviarios de Bilbao), se volcó a la búsqueda del Ser de España en el paisaje y el paisanaje castellano, lo que le llevó renunciar a cualquier europeización (polémica ¡Que inventen ellos! con José Ortega y Gasset), para terminar su vida con una sonora defensa de la inteligencia contra el fascismo.
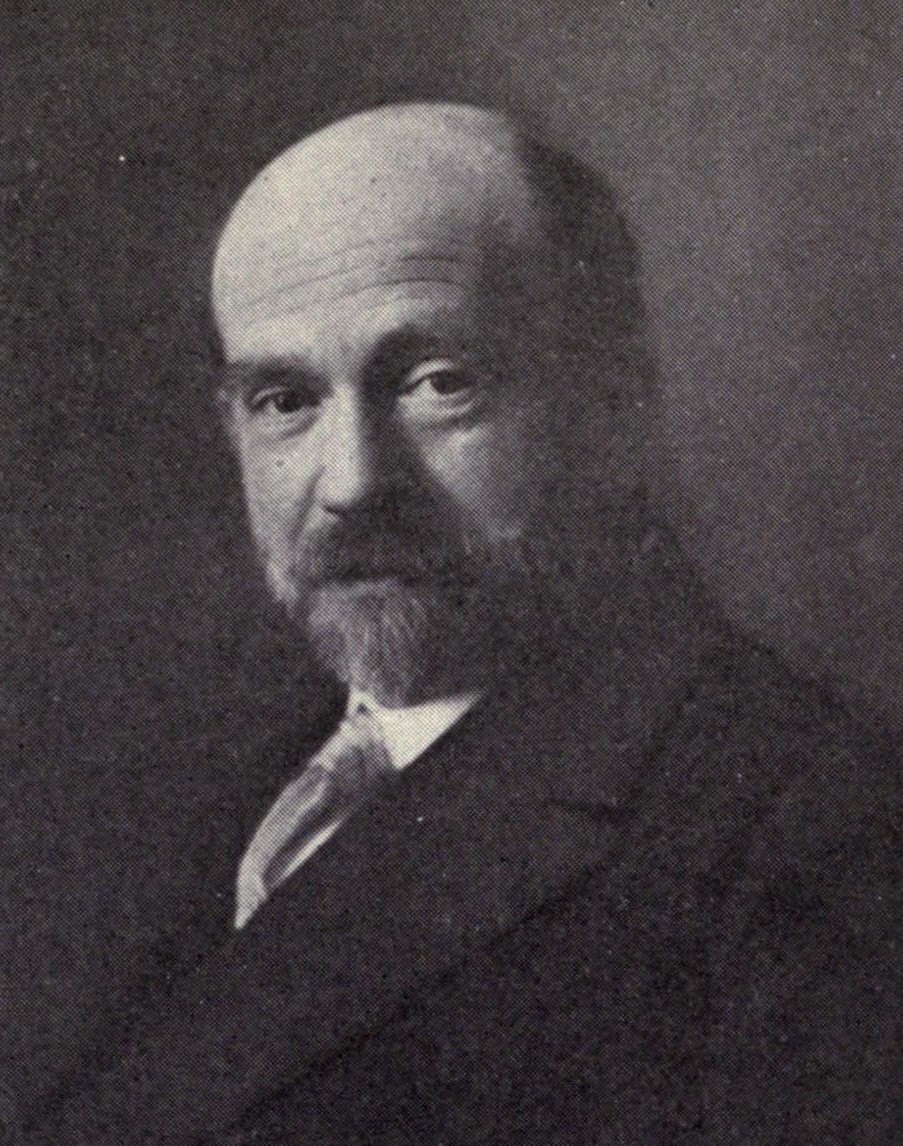
Pío Baroja, que compartió con Unamuno la trayectoria intelectual de la denominada generación del 98, mantuvo una personalidad más anarquizante. De formación médica, proponía en política tratamientos radicales: El carlismo se cura leyendo y el nacionalismo viajando.

Simultáneamente la burguesía catalana estaba viviendo una verdadera fiebre del oro (periodo de la Exposición Universal de 1888) que se prolongó en medio de una fortísima conflictividad social (Semana Trágica de 1909, crisis de 1917, años de plomo de pistolerismo patronal-sindical) en la época dorada que llega al menos hasta la Exposición Internacional de 1929. La vitalidad de Barcelona la convirtió en la verdadera capital económica de España, beneficiada incluso por la repatriación de capitales tras la pérdida de Cuba; y un foco artístico a nivel europeo (modernismo catalán, noucentisme). El abismo social que separaba a pobres y ricos incrementó la influencia del anarquismo en Cataluña, con consecuencias políticas trascendentes y prolongadas en el tiempo.
En toda España, la imagen del anarquismo ante la opinión pública quedó fuertemente marcada por la decisión de pequeños grupos de activistas de elegir el magnicidio como medida de propaganda por el hecho más eficaz. Tras la bomba del Teatro del Liceo (1893), el Atentado de la Procesión del Corpus (1897) y el asesinato de Cánovas (1897), se produjo un atentado fallido contra la boda de Alfonso XIII (Mateo Morral, 1906) y los asesinatos de los presidentes José Canalejas (1912) y Eduardo Dato (1921).
Las transformaciones sociales, como en el resto de Europa, fueron estimulando a una minoría de mujeres a demandar su incorporación a distintos ámbitos de la vida cultural, suscitando todo tipo de rechazos y obstáculos que la retrasaron. Concepción Arenal tuvo que asistir a las clases de derecho disfrazada de hombre; Cecilia Böhl de Faber tuvo que ocultarse bajo el masculinísimo pseudónimo de Fernán Caballero; mientras que casos como el de María de la O Lejárraga fueron todavía más humillantes (era la autora de buena parte de las obras firmadas por su marido Gregorio Martínez Sierra). Sometida a una autorización especial entre 1880 y 1910, la presencia de mujeres en la universidad siguió siendo una rareza hasta los años treinta. El mundo literario fue aceptándolas con cuentagotas (Rosalía de Castro, Emilia Pardo Bazán, Concha Espina, Carmen de Burgos). La incorporación al trabajo industrial de las clases bajas fue mucho más temprana, sometida a salarios inferiores a los varones.

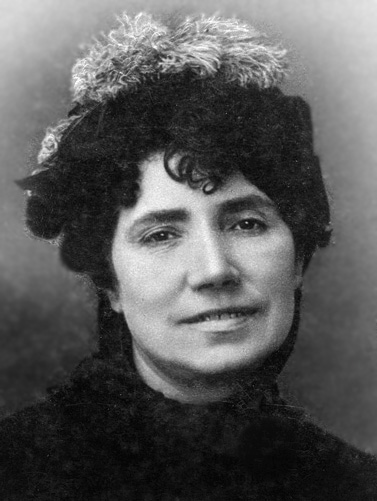
Rosalía de Castro.
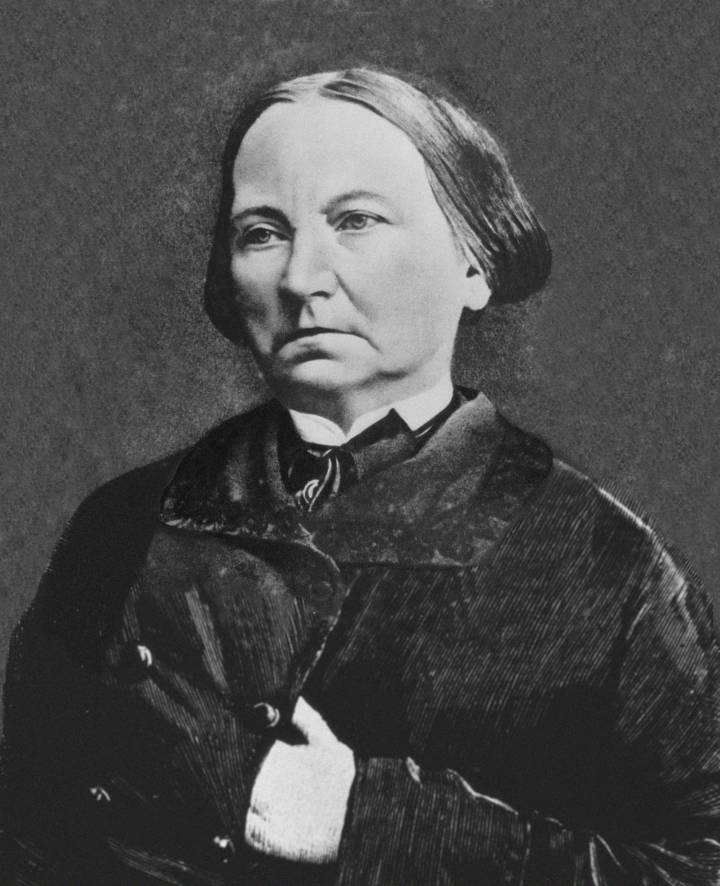
Concepción Arenal.
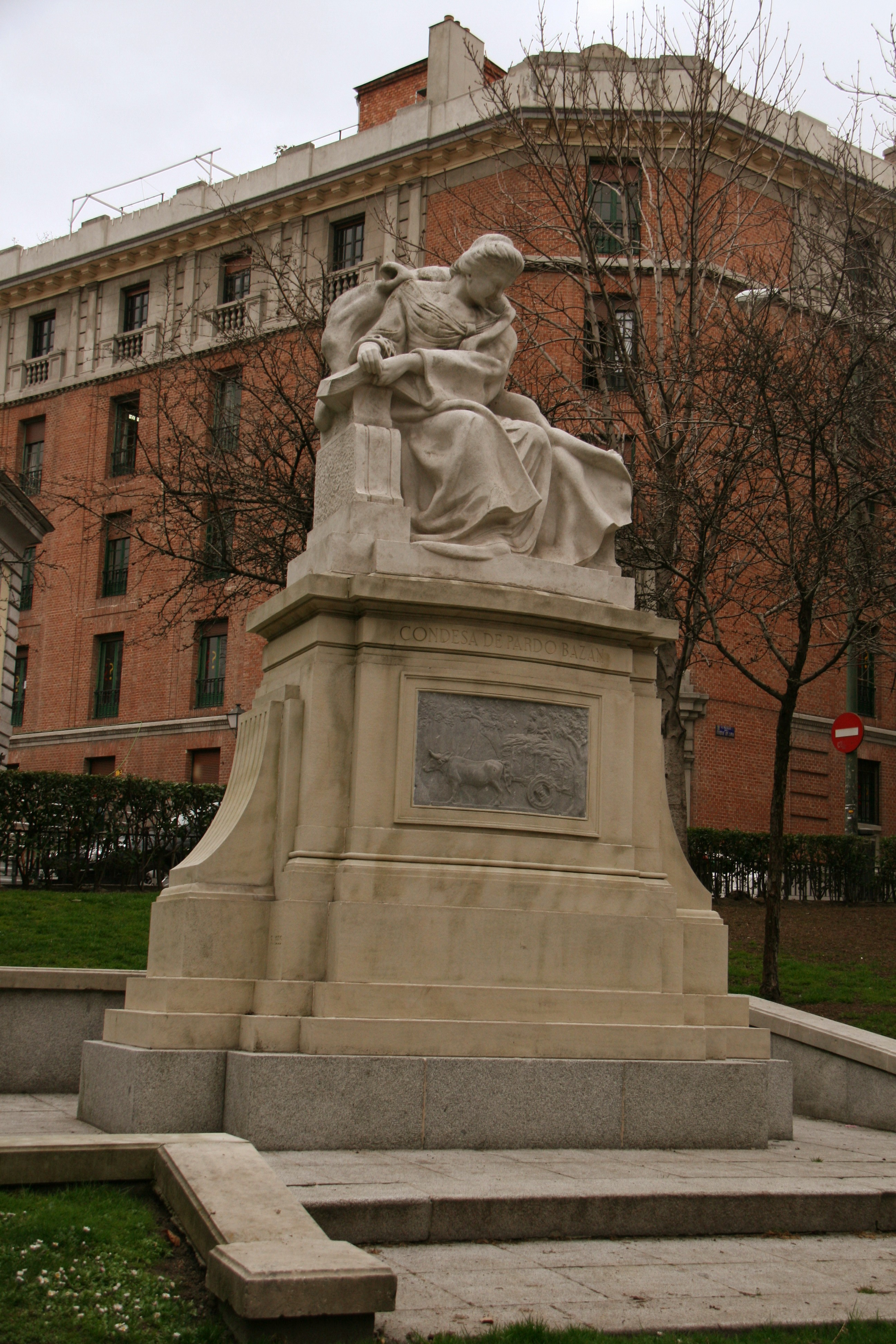
Monumento a Emilia Pardo Bazán.
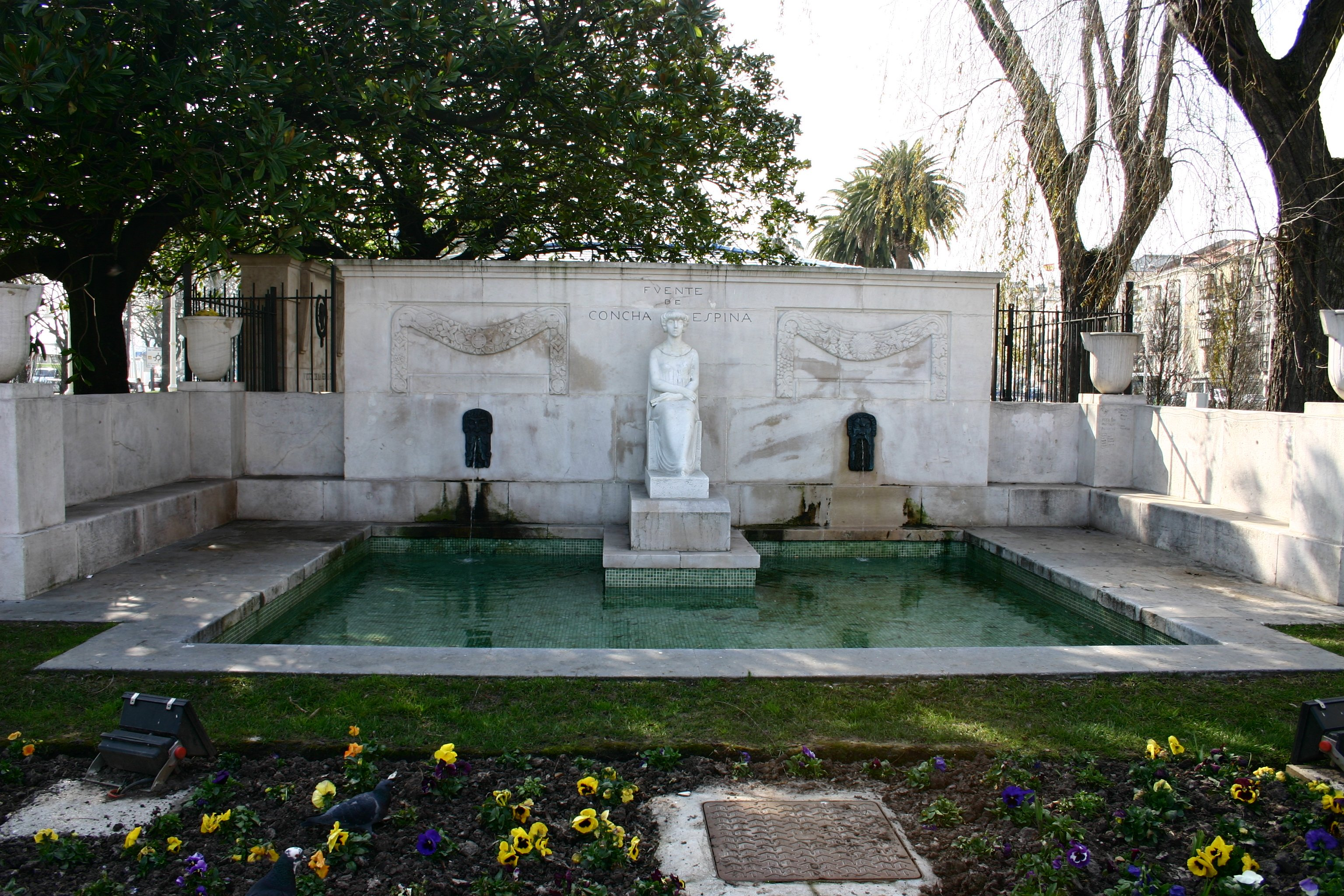
Monumento a Concha Espina.

### Reinado de Alfonso XIII (1902-1931)

#### El período constitucional (1902-1923)

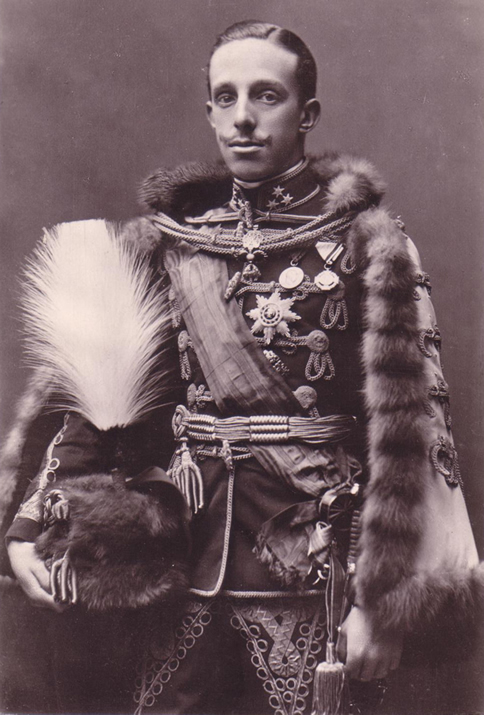
Alfonso XIII de España

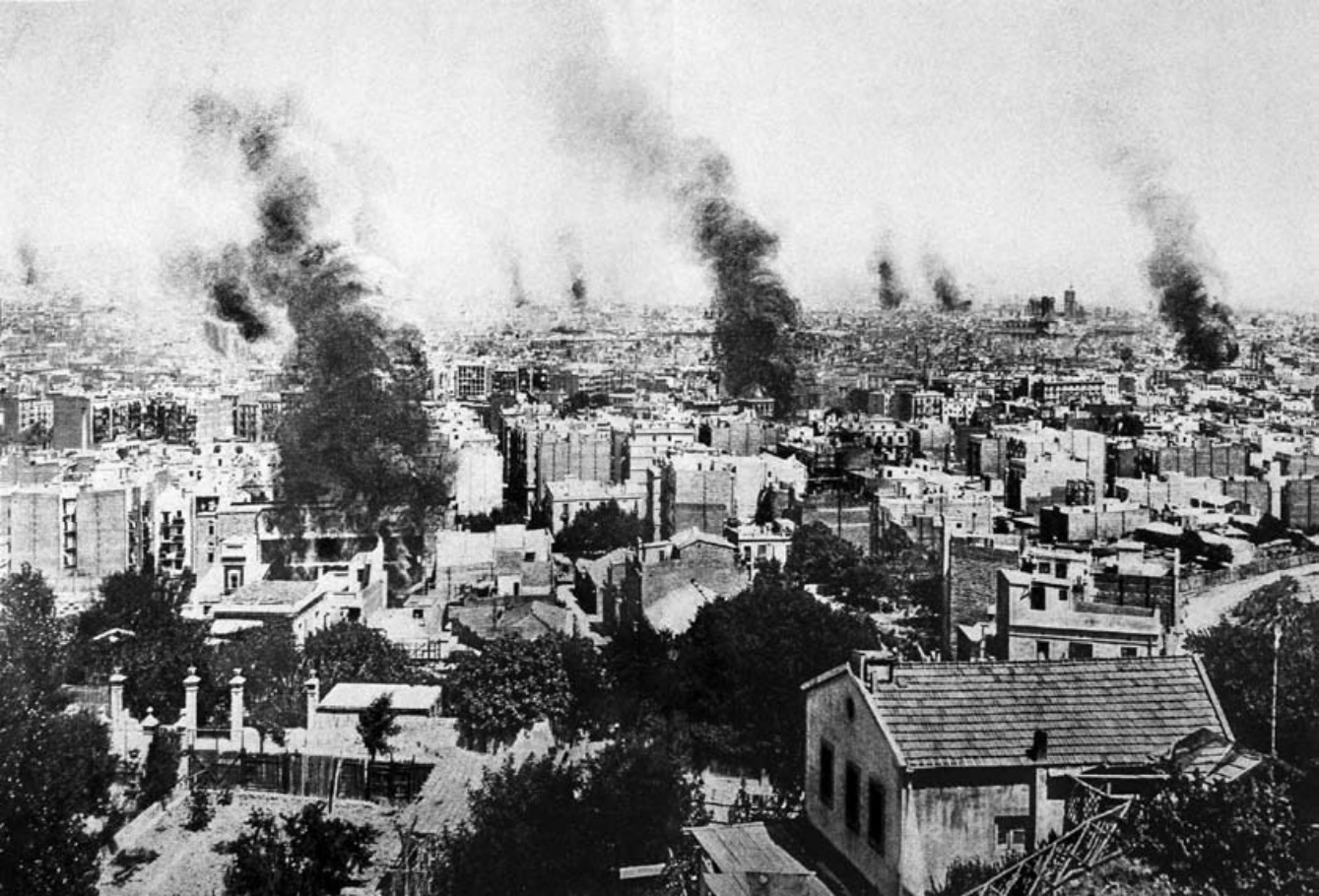
Barcelona se convirtió en la ciudad quemada durante la Semana Trágica (1909).

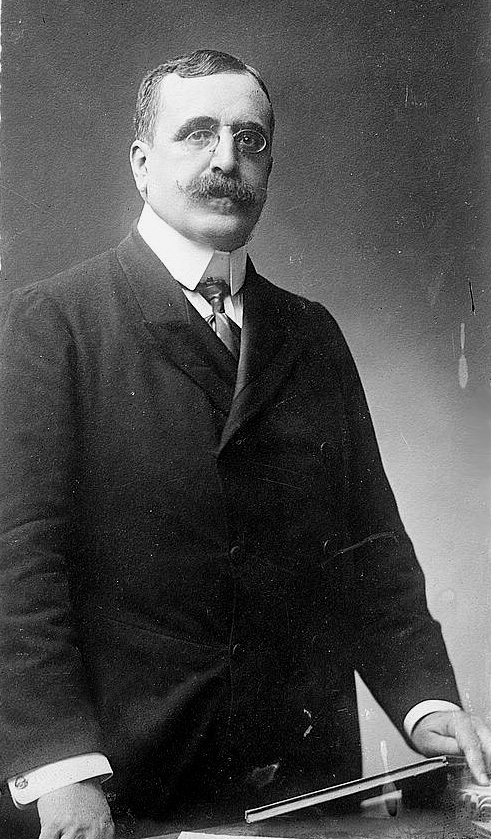
José Canalejas.
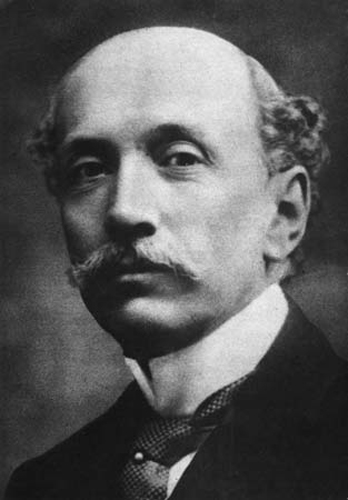
Eduardo Dato

##### Los inicios del reinado
La inestabilidad política hacía sucederse rápidamente a los gobiernos de signo conservador y liberal, y dentro de cada partido se producían toda clase de escisiones, disensiones e intrigas. El espíritu del regeneracionismo imperaba en la toma de decisiones reformistas en lo económico y social, con medidas como la Ley de repoblación interior de 1907 (Augusto González Besada) y un plan de embalses para triplicar los regadíos (aplicación de la política hidráulica de Joaquín Costa o Lucas Mallada); retrasadas por la falta de una recursos económicos que se disputaban con el sostenimiento de un ejército desproporcionado (más mandos que soldados) y la reconstrucción de una marina de guerra que ya no tenía imperio que defender. En 1908 se puso en marcha el Instituto Nacional de Previsión, germen de las políticas de protección social propias de un estado social como el que se había implantado en la Alemania de Bismarck.

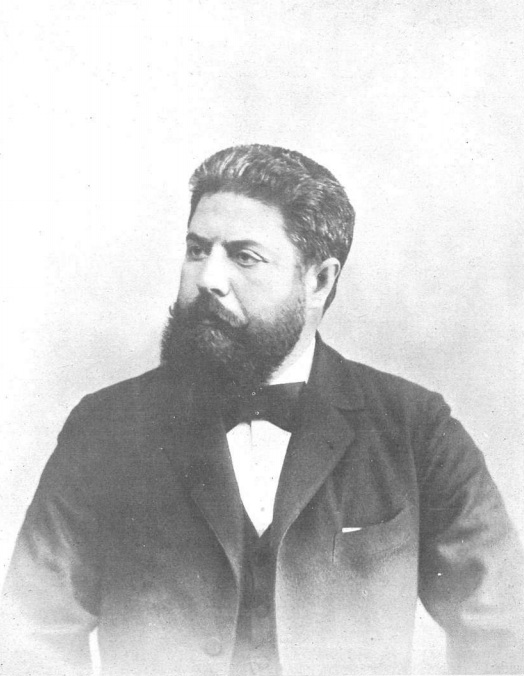
Joaquín Costa
Santiago Ramón y Cajal.

El campo de la ciencia, la educación y la cultura, experimentó un impulso significativo, hasta tal punto que desde 1906 (año de la concesión del Premio Nobel de medicina a Santiago Ramón y Cajal) se puede hablar de una edad de plata de las ciencias y las letras españolas que duraría treinta años (hasta la Guerra Civil). En 1900 se creó el Ministerio de Educación, obligándose el Estado a asumir el salario de los maestros. En 1907 se creó la Junta para Ampliación de Estudios, órgano de investigación científica de orientación institucionista presidido por el recién premiado. El mismo movimiento obrero se orientaba a la educación popular (los ateneos libertarios, las escuelas modernas anarquistas y las casas del pueblo socialistas).

##### Semana Trágica y reformas de Canalejas
Tras el desastre de 1898, la única salida al imperialismo español era la vocación africanista. Una intensa actividad diplomática llevó a obtener una presencia colonial en el protectorado de Marruecos, que se obtuvo precisamente por lo oportuno que resultaba a las potencias europeas conceder a España, una potencia de poca consideración, lo que resultaría amenazante conceder a Alemania o a Francia (Tratado de Algeciras, 7 de abril de 1906). La exigencia de un nuevo esfuerzo militar llevó a movilizar grandes contingentes de reclutas obligatorios (con el injusto sistema de quintas y la exclusión de los que pagaran la cuota de 6000 reales). Las movilizaciones antimilitaristas provocaron una grave sublevación en Barcelona en julio de 1909 (la Semana Trágica), que amenazó con extenderse y tuvo que ser sofocada con el ejército y la llamada de los reservistas. Los disturbios tuvieron un fuerte componente anticlerical, promovido por el dirigente radical Alejandro Lerroux (jóvenes bárbaros), con quema de conventos e iglesias. El gobierno conservador de Antonio Maura declaró el estado de sitio en todo el país, y se detuvo a miles de personas, a las que se aplicó la jurisdicción militar y se sometió a consejos de guerra. El más sonado fue el de Francisco Ferrer Guardia, creador de las escuelas modernas anarquistas. A pesar de las protestas de la opinión pública internacional, se cumplió la sentencia, que le condenaba a muerte como responsable de la instigación de los disturbios (13 de octubre). La presión sobre Maura le obligó a dimitir (21 de octubre).
El turno de los liberales llevó al gobierno a José Canalejas, que procuró frenar las reivindicaciones populares mediante reformas legislativas, como la obligatoriedad del servicio militar que acabara con la injusticia del soldado de cuota y frenara el creciente antimilitarismo, y el intento de frenar el creciente anticlericalismo reforzando el carácter laico del Estado. Ante la negativa papal a negociar el Concordato de 1851, optó por limitar unilateralmente la actividad de las órdenes religiosas (Ley del Candado, diciembre de 1910). La orientación social de las medidas gubernamentales incluyeron la sustitución de los consumos por un impuesto progresivo sobre las rentas urbanas y un impulso a la enseñanza primaria. No obstante, cuando tuvo que hacer frente a estallidos sociales, no dudó en emplearse con firmeza, como en la militarización que acabó con la huelga de los ferroviarios de 1912.

##### Primera Guerra Mundial y Crisis de 1917
La neutralidad de España en la Primera Guerra Mundial (1914-1918), cuestionada por aliadófilos (más numerosos en la izquierda) y germanófilos (más numerosos en la derecha), trajo consigo un aumento importante de la demanda de todo tipo de productos destinados a la exportación, a pesar de la opción política por el proteccionismo industrial promovido por los catalanes de la Liga, que habían conseguido una cuota relativamente importante de poder político y autonomía local (Mancomunitat Catalana, 1913) y aspiraban a ser determinantes en la política nacional (Francesc Cambó). Los precios subían por el aumento de las exportaciones, mientras que los salarios no lo hacían al mismo ritmo, produciendo un descenso sustancial del poder adquisitivo de los obreros mientras los empresarios veían aumentar sus márgenes de beneficio. Las desigualdades sociales intensificaron la afiliación sindical a la Unión General de los Trabajadores (UGT, socialista) y la Confederación Nacional del Trabajo (CNT, anarquista, fundada en 1910).
La crisis de 1917 estalló como consecuencia de cuatro graves problemas: el problema político (inadecuación de las instituciones a una sociedad cada vez más moderna y una opinión pública cada vez más consciente, sobre todo en las zonas urbanas no sometidas al caciquismo), el problema económico-social (descenso del nivel de vida e intensificación de las reivindicaciones obreras), el problema militar (descontento de la oficialidad media y baja por la política de ascensos y por el descenso de los salarios reales), y el problema catalán (incremento de la presión regionalista, respondida por la presión de los militares españolistas desde el asunto del ¡Cu-Cut!, de 1905). Una asamblea de diputados reunida en Barcelona planteó la posibilidad de una alternativa a los partidos dinásticos y la regeneración del régimen político. Simultáneamente se produjo una huelga general (convocada por la UGT y apoyada por la CNT). El gobierno conservador de Eduardo Dato contestó con la represión, enviando a prisión o al exilio a los dirigentes de las protestas (los socialistas Francisco Largo Caballero, Julián Besteiro, Indalecio Prieto, Andrés Saborit y Daniel Anguiano o el republicano Marcelino Domingo —todos ellos con gran futuro político—). Se formó un gobierno de concentración de liberales y conservadores, y las siguientes elecciones arrojaron resultados inciertos.
El fin del ciclo económico coincidió con el fin de la Primera Guerra Mundial y la catástrofe demográfica de la denominada gripe española (la prensa española, a diferencia de la de los países beligerantes, no estaba sometida a censura de guerra y podía informar de la epidemia). No obstante, a esas alturas del siglo XX las cifras demográficas de los años "normales" ya respondían a las de una transición demográfica iniciada, con una creciente población urbana; y los datos de la estructura económica a las de un país inmerso en un proceso de industrialización, con la mayor parte de la fuerza de trabajo a disposición del mercado, más allá de los circuitos aldeanos del autoabastecimiento, aunque con un claro atraso relativo, lejos de los niveles de desarrollo que ya habían convertido a algunos países en verdaderas sociedades de consumo.

A mi trabajo acudo, con mi dinero pago
el traje que me cubre y la mansión que habito,
el pan que me alimenta y el lecho donde yago.
Antonio Machado, Retrato.

##### Crisis de la Restauración (1917-1923)
Una imprudente maniobra militar en África, respaldada personalmente por el rey, condujo al desastre de Annual (22 de julio de 1921, con cerca de diez mil muertos). La investigación parlamentaria del escándalo (Expediente Picasso) amenazó con desestabilizar los centros de poder del sistema canovista: la monarquía y el ejército.
Simultáneamente, se asistía a un recrudecimiento de los conflictos sociales, tanto en zonas urbanas como rurales: los denominados trienio bolchevique de Andalucía (huelgas y revueltas campesinas que llevaron a la declaración del estado de guerra en mayo de 1919) y años de plomo de Barcelona (caracterizados por el pistolerismo de la patronal y la acción directa o violencia anarquista de grupos de trabajadores, y la política de dura represión contra estos del gobernador Severiano Martínez Anido, que enrarecían cada vez más la vida social catalana). Entre todos estos eventos se producía la huelga de La Canadiense, llevada a cabo por la CNT y que llevó a España a convertirse en uno de los primeros países en instaurar la jornada laboral de ocho horas.
El capitán general de Barcelona, Miguel Primo de Rivera, dio un golpe de Estado el 13 de septiembre de 1923, con la inmediata aceptación del rey, sin que hubiera fuertes reacciones de oposición ni en la esfera política ni en la social, mientras que los intelectuales se dividían: oposición de Unamuno (que fue desterrado) y aceptación de Ortega.

... yo actuaba por iniciativa propia. No tengo cómplices. Consideraba que si llegaba a cumplir mi objetivo de matar al rey, provocaría una revolución en España. No es por odio personal al soberano por lo que me proponía actuar, pues lo respeto como hombre pero no como rey y estimo que su desaparición podría ayudar a la salvación de España.
Confesión de Buenaventura Durruti ante la policía francesa, junio de 1926.

#### Dictadura de Primo de Rivera (1923-1930)

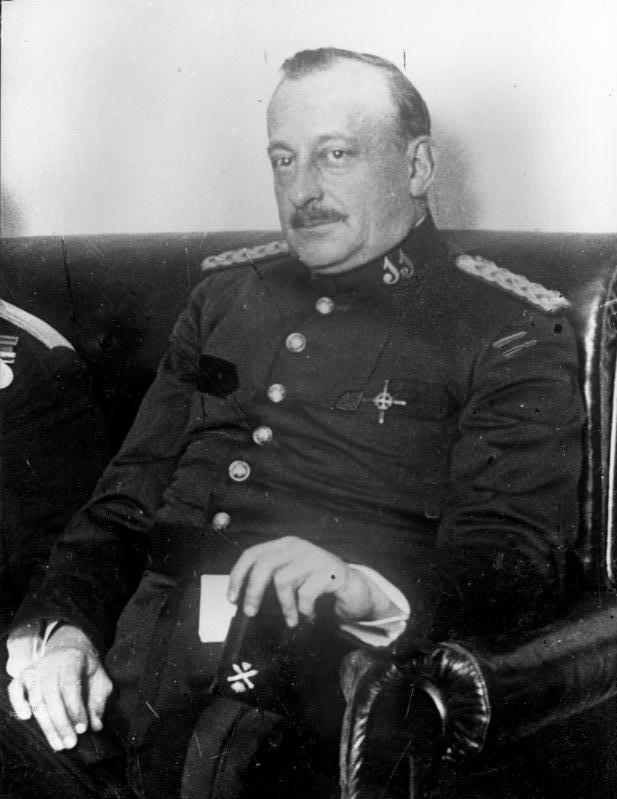
El dictador Miguel Primo de Rivera

Se impuso entonces una dictadura que, en los primeros años, recibió toda clase de apoyos sociales, desde la burguesía catalana hasta la UGT de Largo Caballero, mientras los partidos dinásticos aceptaban la suspensión de la Constitución. La popularidad del régimen quedó fortalecida con una solución militar, en forma de operación de gran envergadura, al problema de Marruecos, para la que se contó con la ayuda de Francia: el desembarco de Alhucemas (8 de septiembre de 1925). Se nacionalizaron sectores estratégicos, como el petrolífero y el telefónico, en los que se establecieron grandes compañías monopolísiticas (CAMPSA y la Compañía Telefónica Nacional). Una ambiciosa política de obras públicas de espíritu regeneracionista (construcción de carreteras y embalses, regadíos, repoblación forestal) dinamizó el empleo y la actividad económica, una vez establecida por la fuerza la paz social. Parecían ser las virtudes terapéuticas del cirujano de hierro que había pronosticado Joaquín Costa.
Con el tiempo, el régimen fue derivando en un corporativismo que en algunos extremos recordaba a la Italia fascista de Mussolini, incluso con la creación de un movimiento político con vocación de partido único (partido político, pero apolítico: la Unión Patriótica). La sustitución del inicial directorio militar por un directorio civil (3 de diciembre de 1925), que incluyó a políticos ajenos a los partidos tradicionales (José Calvo Sotelo, Galo Ponte, Eduardo Callejo), inició una institucionalización del régimen (fundación de la Organización Corporativa Nacional (1926), convocatoria de una Asamblea Nacional Consultiva (1927), inicio de la redacción de un nuevo texto constitucional —la Constitución de 1929, que no llegó a completarse—), que cada vez demostraba más intenciones de prolongarse en el tiempo, frente a su pretendida provisionalidad inicial.
La mala gestión de la política monetaria impidió desarrollar el programa de obras públicas, y las dificultades económicas se sumaron a la pérdida de popularidad del dictador, cada vez más criticado por una oposición creciente, especialmente entre la juventud universitaria, los intelectuales y el movimiento obrero; mientras se fraguaba una conspiración política entre los partidos republicanos y el socialista. Ante la falta de apoyos, la situación de Primo de Rivera se hizo insostenible, y optó por renunciar y salir al exilio (28 de enero en 1930).

#### Dictablanda y crisis final de la monarquía (1930-1931)
El gobierno fue encargado al general Berenguer. El descrédito del nuevo gobierno fue inmediato: un sonado artículo de uno de los más destacados intelectuales, José Ortega y Gasset (El error Berenguer —El Sol, 15 de noviembre de 1930—), terminaba con un rotundo delenda est monarchia. La sublevación pro-republicana de una unidad militar en Jaca el 12 de diciembre de 1930 fue sofocada, pero el fusilamiento de los dos principales responsables (Fermín Galán y Ángel García Hernández) tuvo una gran repercusión en la opinión pública. Ortega, apoyado por un selecto grupo (Ramón Pérez de Ayala y Gregorio Marañón) creó la Agrupación al Servicio de la República, presidida por Antonio Machado. Su primer acto público (14 de febrero de 1931) fue seguido por la dimisión de Berenguer.

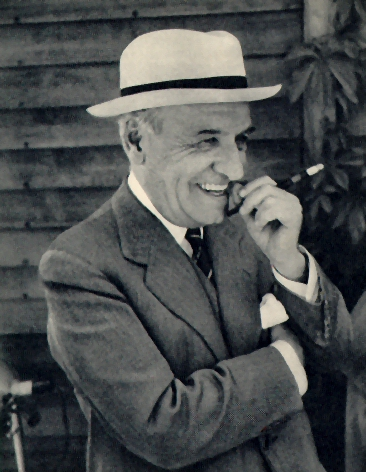
José Ortega y Gasset.
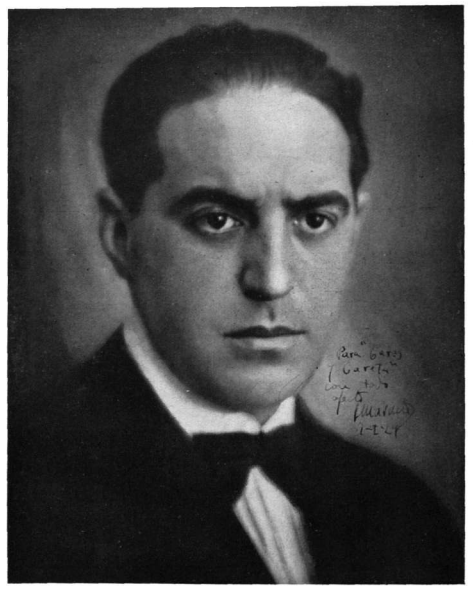
Gregorio Marañón.
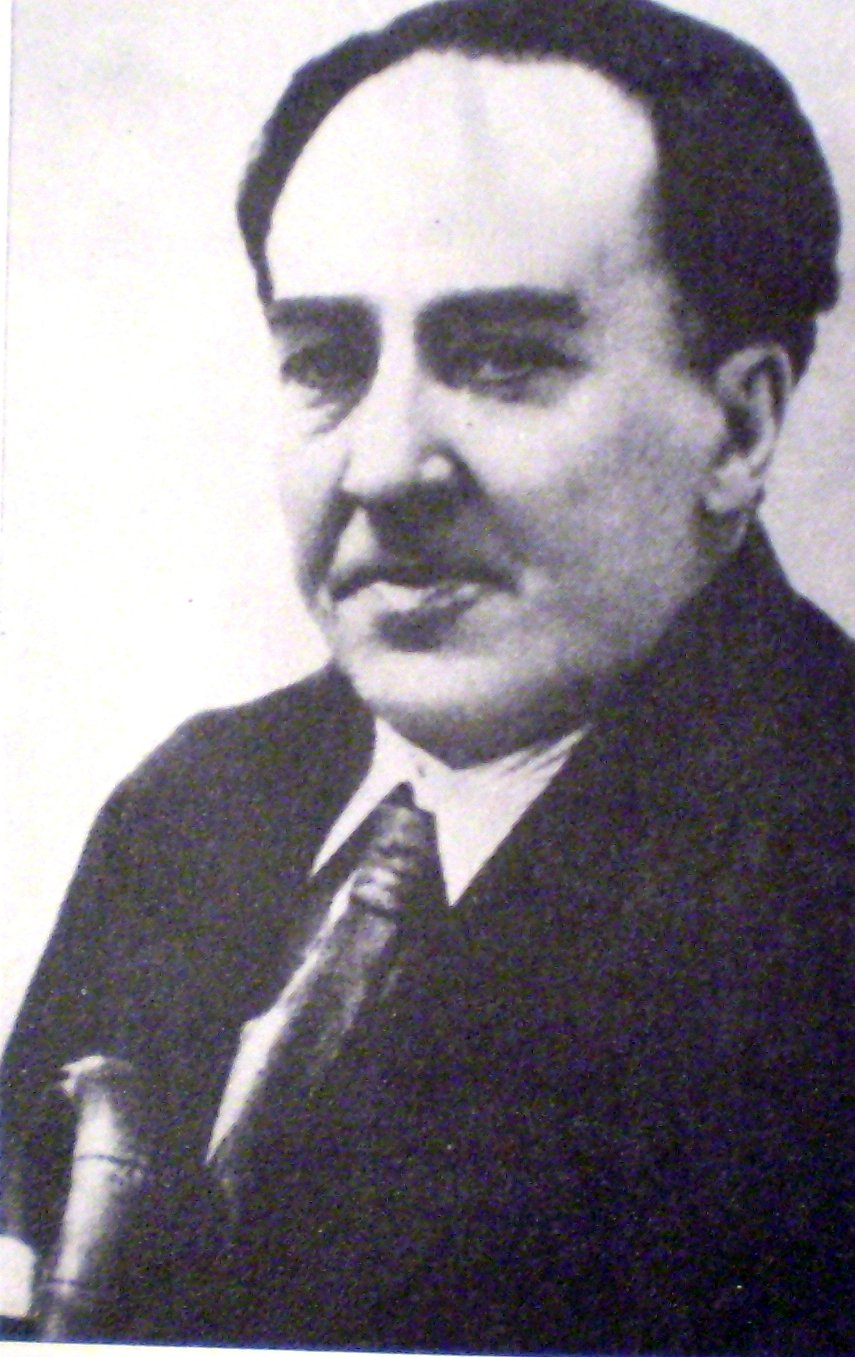
Antonio Machado.

La unidad de acción de los políticos republicanos de diferentes orientaciones, a partir del Pacto de San Sebastián (17 de agosto de 1930), les permitía desafiar con ventaja al cada vez más débil gobierno y ofrecerse como una verosímil alternativa de poder.
En este contexto, el nuevo presidente, el almirante Aznar, optó por un restablecimiento paulatino de las prácticas democráticas, comenzando por la celebración de elecciones municipales el 12 de abril, un escenario político más proclive a la recomposición del tradicional control de las redes clientelares sobre el poder local. Los partidos republicanos y el PSOE constituyeron un bloque electoral que recibió el apoyo de la UGT. En Cataluña los partidos dinásticos se aliaron con la Liga, mientras que a los partidos de oposición de ámbito nacional se sumaba la recientemente creada Esquerra Republicana de Catalunya (Francesc Macià). La CNT aplicó la ortodoxia ideológica anarquista, que consideraba contraproducente intervenir en las instituciones políticas burguesas; mientras que el Partido Comunista de España (PCE, escindido del PSOE como resultado de formación de la Tercera Internacional prosoviética) era aún un partido de muy escasa entidad. A pesar de que tanto en número de votos como en número de ayuntamientos los candidatos monárquicos ganaron, a nadie se le ocultaba que la mayor parte de las circunscripciones (pueblos sometidos al caciquismo y sin verdadera libertad de voto), no podían ser consideradas del mismo modo que las ciudades, donde ganaron con holgura las listas republicano-socialistas. En vista de los resultados, el 14 de abril, en un ambiente festivo y popular, la multitud llenó las calles de todas las ciudades ondeando banderas tricolores (la bandera republicana sustituía la banda inferior roja por otra morada), mientras destacados políticos republicanos, ante el desbordamiento y la inacción de las autoridades, se hacían con el control de edificios públicos proclamando la República. El rey optó por no forzar una respuesta represiva que no hubiera contado con el apoyo del ejército ni de los partidos dinásticos, y se exilió, renunciando al ejercicio de sus poderes aunque sin abdicar formalmente.

## Segunda República (1931-1939)

### Primer bienio, "social-azañista", reformista o transformador
Se instauró un gobierno provisional presidido por Niceto Alcalá Zamora formado por republicanos de distintas ideologías, incluyendo a socialistas. El 28 de junio de 1931, las elecciones a Cortes constituyentes dieron lugar a una cámara en la que los partidos republicanos de izquierda, junto con el PSOE, impusieron una orientación laicista y avanzada socialmente, lo que produjo la dimisión de Alcalá Zamora y la formación de un nuevo gobierno presidido por Manuel Azaña (14 de octubre de 1931). Se procuró mantener el equilibrio institucional nombrando a Alcalá Zamora presidente de la República (10 de diciembre del mismo año).
La Constitución de 1931 reconoció un amplio conjunto de derechos políticos y sociales, como el sufragio femenino, la institución de jurados mixtos de patronos y obreros en paridad para la resolución de los conflictos laborales. Al subordinar la propiedad privada al interés de la economía nacional se respondía a la necesidad de una reforma agraria (sustanciada en la Ley de 9 de septiembre de 1932) que preveía la expropiación con indemnización de las fincas que se consideraran no explotadas con suficiente rentabilidad social (como la mayor parte de los latifundios del Sur de España), en beneficio de los jornaleros sin tierras. La total separación Iglesia-Estado se expresó en una completa libertad religiosa, en la supresión del presupuesto de culto y clero (concesión a la Iglesia católica desde el Concordato de 1851, que remediaba mediante el pago de salarios a obispos y sacerdotes la privación de recursos a causa de la desamortización), en la prohibición de la enseñanza reglada a las órdenes religiosas y en la supresión de la Compañía de Jesús (basándose en su voto de especial obediencia al papa). El nuevo diseño institucional hacía recaer el poder ejecutivo en un Presidente de la República que nombraba al presidente de un gobierno responsable ante un legislativo unicameral. La nueva estructura territorial reconocía el derecho a la autonomía dentro de un denominado Estado integral, lo que resultó en la constitución de la Generalidad de Cataluña el 2 de agosto. Se abolían las jurisdicciones especiales (como la militar, que se ejercía sobre civiles desde 1906), se extendía el jurado y se preveía la formación de un Tribunal de Garantías Constitucionales. 
La reforma del ejército, institución descompensada por la gran cantidad de oficiales, implicó el cierre de la Academia General de Zaragoza. El descontento militar, al que se sumó el de la Guardia Civil, llevó al general Sanjurjo a dar el fallido golpe de Estado de 1932, de carácter monárquico y que también aducía como causa la deriva anticlerical de la República, ejemplificada en la quema de conventos. Desde el otro extremo del espectro político, los dirigentes anarquistas de la CNT y la FAI impusieron la táctica de presión permanente mediante huelgas y otras movilizaciones, especialmente violentas en el campo. Se sucedieron graves enfrentamientos como los sucesos de Gilena, de Castilblanco, de Arnedo y de Casas Viejas; cuya gestión minaría al gobierno social-azañista hasta el punto de obligar a la disolución de la cámara y la convocatoria de las elecciones de noviembre de 1933, en las que los anarquistas manifestaron su indiferencia ante el régimen republicano mediante la abstención. También se había argumentado (debate Victoria Kent y Clara Campoamor) que el ejercicio por primera vez del sufragio femenino daría a la derecha el voto de muchas mujeres, influidas de forma determinante por la opinión expresada por los sacerdotes desde el púlpito y el confesionario. Los partidos que más escaños obtuvieron fueron el bloque de la Confederación Española de Derechas Autónomas (CEDA) de José María Gil-Robles y el Partido Radical de Alejandro Lerroux (muy alejado del radicalismo que le caracterizó a comienzos de siglo), que llegaron a un acuerdo de gobierno.

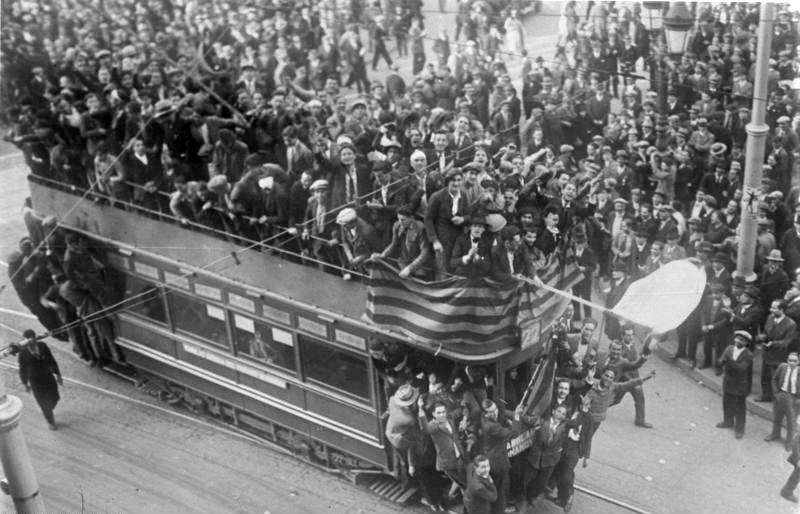
Celebraciones en Barcelona tras la proclamación de la República el 14 de abril de 1931.
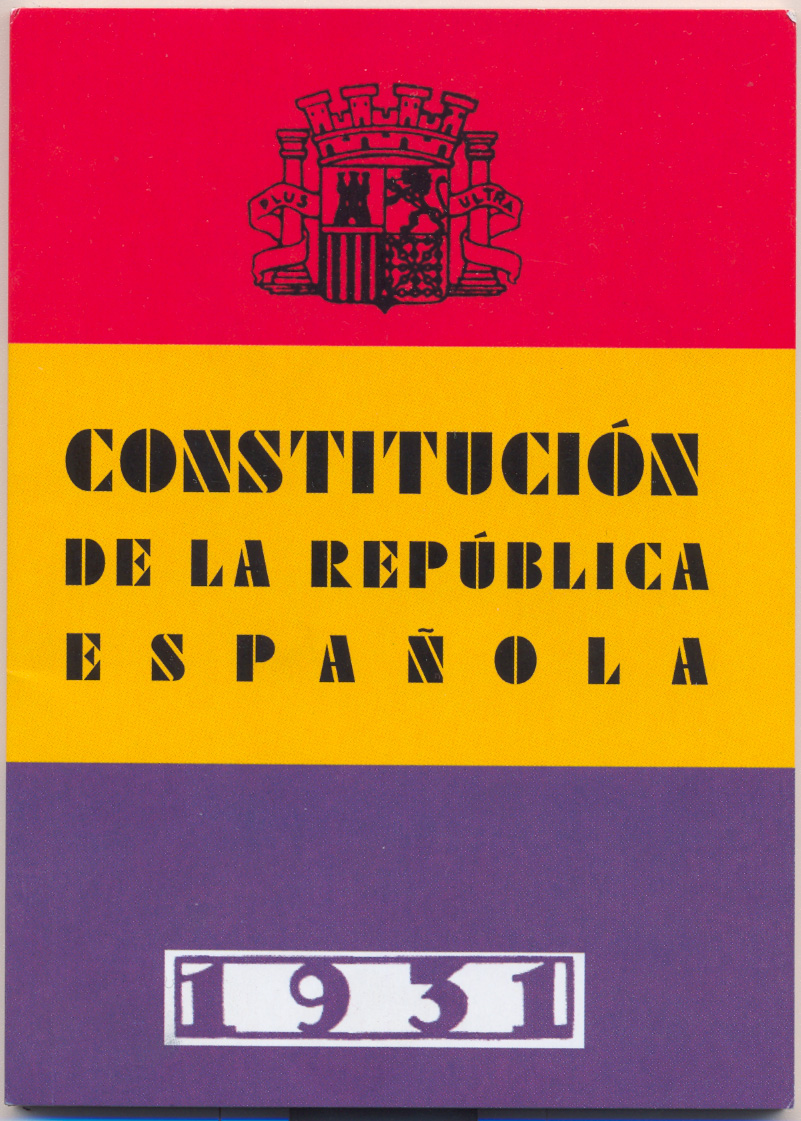
Cubierta de un ejemplar de la Constitución de la República Española de 1931.
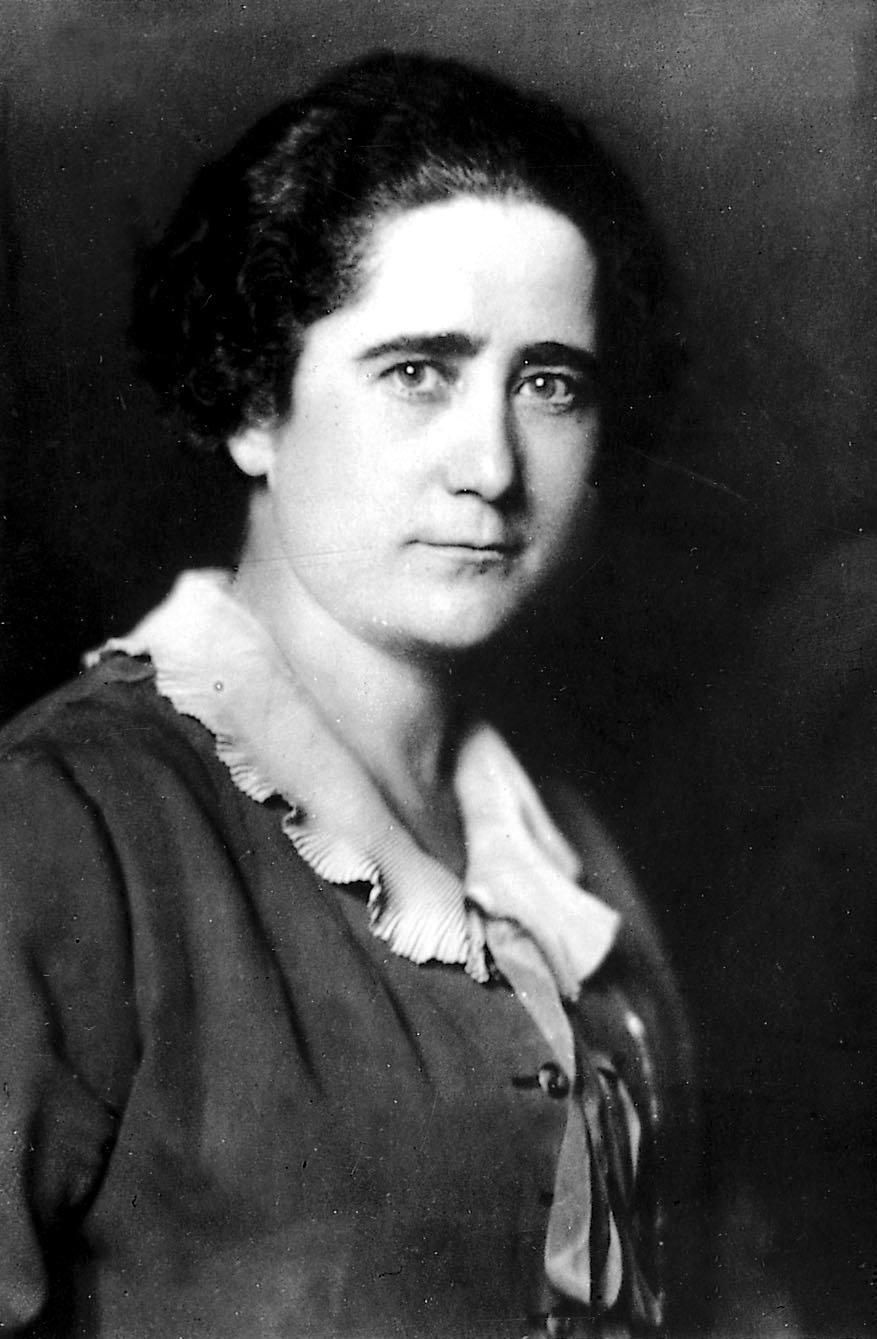
Clara Campoamor.

### Segundo bienio, "radical-cedista" o "negro"
Las reformas que se habían iniciado en el primer bienio se vieron radicalmente interrumpidas por el gobierno cedista. Se frenó la aplicación de la Ley de Reforma Agraria; se concedió amnistía a los golpistas del 32 (Sanjurjo, Juan March, etc.); y se vetó la ley de la Generalidad catalana favorable a los rabassaires. Desde la izquierda republicana y el movimiento obrero se temía que la incorporación al gobierno de Gil-Robles significara, como había ocurrido con la de Hitler en Alemania, el establecimiento de un sistema fascista a pesar de su origen democrático. La insurrección de octubre de 1934, impulsada por el PSOE, apoyada por los anarquistas, y que en Cataluña contó con la adhesión institucional del gobierno autónomo, de Esquerra Republicana (que fue aún más lejos, proclamando el Estado Catalán dentro de la República Federal Española, 6 de octubre), fracasó en toda España excepto en Asturias, donde los mineros tomaron las ciudades. El gobierno encargó la represión al ejército de África, dirigido por Francisco Franco, que acabó con la revuelta de forma expeditiva; además de los numerosos muertos y heridos, miles de obreros, sindicalistas y políticos de partidos de izquierda quedaron encarcelados. El final del periodo se vio afectado por un escándalo de corrupción (el fraude del estraperlo) que provocó dificultades parlamentarias al partido de Lerroux, que se disgregó, lo que forzó un adelantamiento electoral.

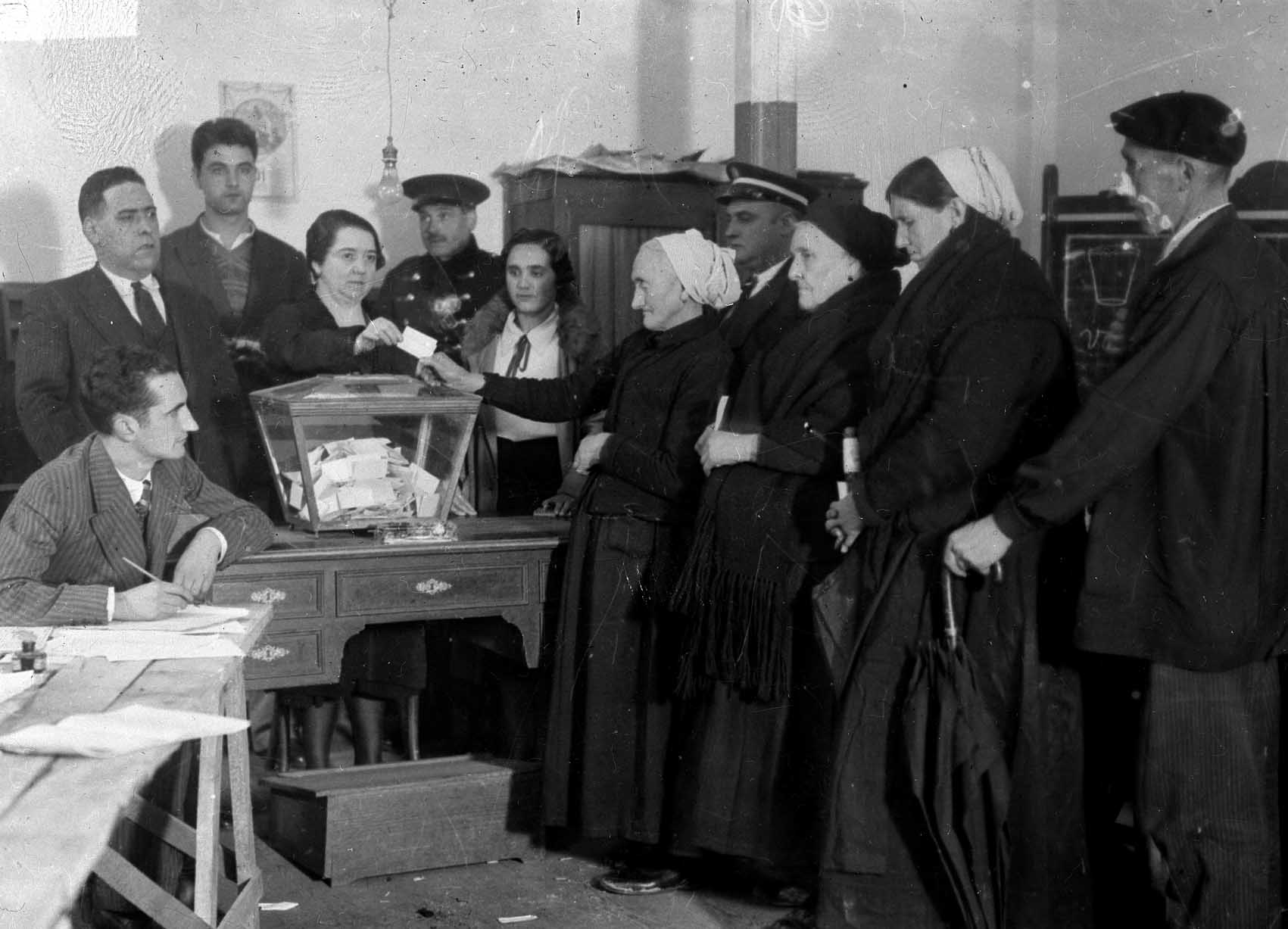
Votaciones en Éibar el 5 de noviembre de 1933.

### El Frente Popular (de febrero a julio de 1936)
A imitación de Francia donde un Front Populaire había llegado al gobierno (la estrategia frentepopulista, diseñada por Dimitrov y Stalin en el Komintern, respondía a la necesidad de frenar al fascismo por vía electoral reuniendo a los partidos antifascistas de una amplia zona del espectro político), en España, con la misma denominación de Frente Popular, se formó una coalición electoral que ganó las elecciones de febrero de 1936. A pesar de la escasa distancia en votos, el sistema electoral produjo una gran mayoría de diputados del PSOE, de Izquierda Republicana y del resto de los partidos de la coalición. Alcalá Zamora fue destituido por la nueva cámara como presidente de la República (7 de abril), y se eligió para sustituirle a Manuel Azaña (11 de mayo), un cambio idéntico en las personas al que se produjo en la presidencia del gobierno en 1931. Previamente (19 de febrero) se había formado un gobierno presidido por Azaña con ministros republicanos entre los que no se nombró a socialistas (cuyo apoyo parlamentario era imprescindible, pero que estaban divididos internamente entre la tendencia más moderada de Indalecio Prieto y la más radical de Francisco Largo Caballero).
Se restableció la Generalidad catalana y se desbloquearon las reformas paralizadas por el bienio radical-cedista, entre ellas los trámites para dotar de estatutos de autonomía a Galicia y el País Vasco. Las confrontaciones laborales y el desorden público iban en aumento. Volvió a producirse una nueva oleada de disturbios anticlericales. Desde el 14 de abril (quinto aniversario de la proclamación de la República) se sucedían manifestaciones y contramanifestaciones violentas, con resultado de muertos en una espiral de venganzas personales y políticas. El 15 de junio de 1936 Gil-Robles denunciaba la grave situación en un discurso parlamentario:

160 iglesias destruidas, 251 asaltos de templos, incendios sofocados, destrozos, intentos de asalto. 269 muertos. 1287 heridos de diferente gravedad. 215 agresiones personales frustradas o cuyas consecuencias no constan. 69 centros particulares y políticos destruidos, 312 edificios asaltados. 113 huelgas generales, 228 huelgas parciales. 10 periódicos totalmente destruidos, todos de derecha. 83 asaltos a periódicos, intentos de asalto y destrozos. 146 bombas y artefactos explosivos. 38 recogidos sin explotar.

El 12 de julio fue asesinado el teniente Castillo, militar de la Unión Militar Republicana Antifascista que se había significado en la represión de una manifestación derechista. Al día siguiente, un grupo de guardias de asalto (fuerza de seguridad a la que pertenecía Castillo) quisieron vengarle matando a Gil-Robles, pero al no encontrarse en su domicilio decidieron atentar contra José Calvo Sotelo, antiguo ministro de Hacienda de la monarquía y jefe del Bloque Nacional (agrupación de monárquicos alfonsinos y carlistas, de carácter tradicionalista o ultraconservador), que a pesar de su escaso peso político actuaba parlamentariamente como uno de los líderes más visibles de la oposición. Su asesinato fue considerado como justificación (se le denominó el protomártir de la Cruzada) para la sublevación militar que se produjo cuatro días después, aunque no como su detonante, pues el hecho de que llevaba varios meses preparándose había pasado a ser un secreto a voces ante el que todas las fuerzas sociales y políticas estaban tomando posición.

### Guerra Civil

Las dos Españas tal como las definía el frente de guerra en 1936.

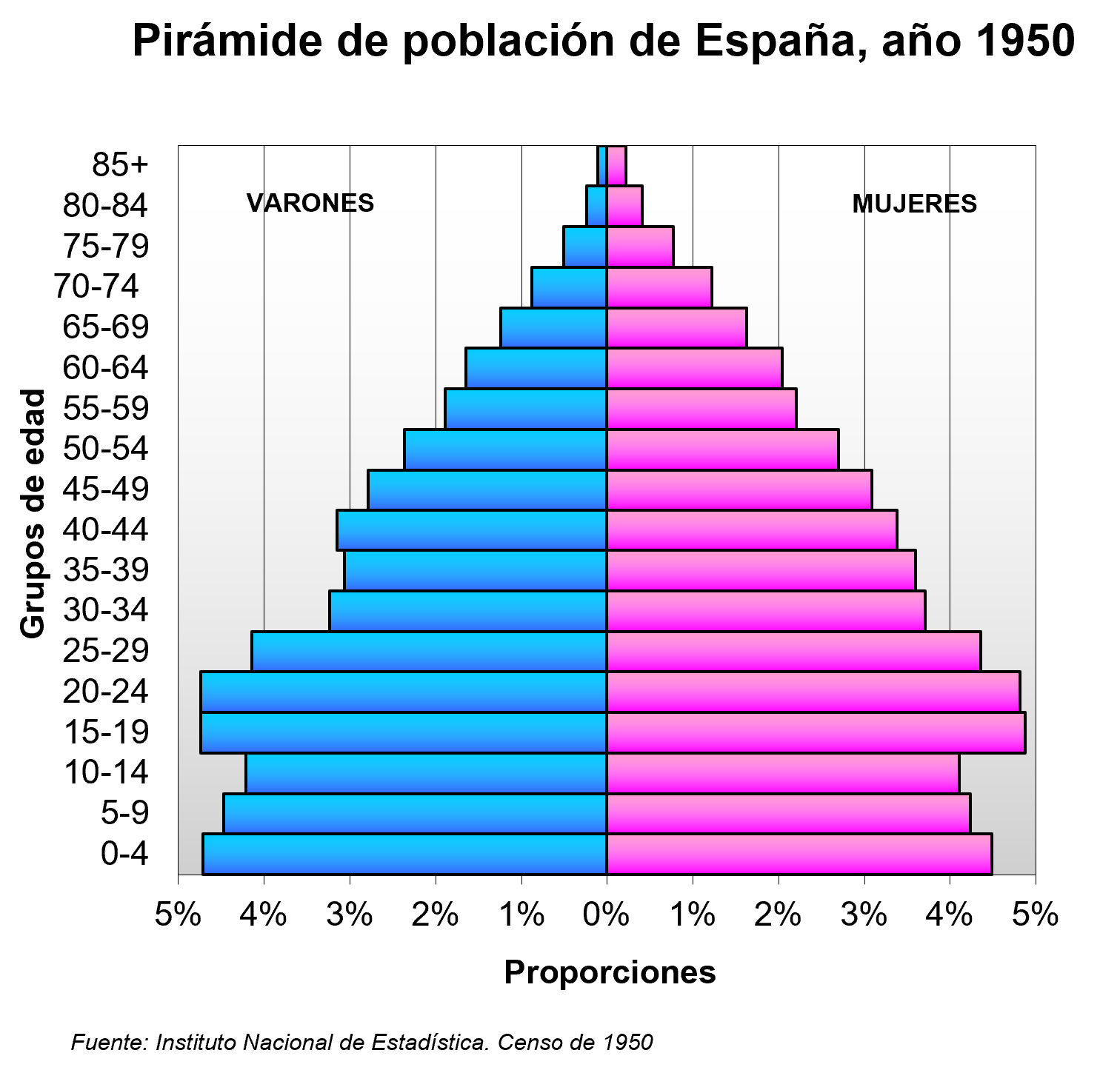
Se observa claramente la muesca simétrica (que afecta por igual a ambos sexos) en los nacidos entre 1936 y 1939, que en el año 1950 ya tenían entre 14 y 11 años; y la muesca asimétrica (que solo afecta a los varones) en los grupos de edad entre 30 y 40 años, que en la Guerra tenían entre 14 y 11 años menos, es decir, estaban en edad militar.

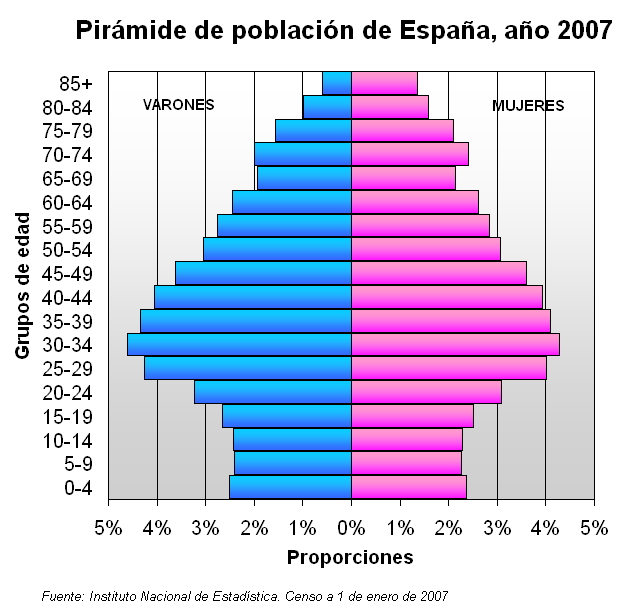
La muesca simétrica de los nacidos en la Guerra Civil se sigue observando en el grupo de edad entre 69 y 65 años. La sobremortalidad masculina de los mayores de 85 años explica la desproporción entre varones y mujeres, pero solo en parte es debida a los muertos en guerra.

La tarde del 17 de julio comenzó la sublevación militar en Marruecos y la mañana del 18 de julio en la mayor parte de la España peninsular. El denominado Alzamiento Nacional fracasó en lugares clave, como Madrid y Barcelona, debido en algunos casos a la oposición de parte del ejército, y en otros a la resistencia popular, organizada en milicias de sindicatos y partidos de izquierda que obtuvieron armas de las autoridades gubernamentales (a lo largo de la guerra fue significativa la actividad militar de líderes de extracción popular, como Enrique Líster y Valentín González El Campesino —comunistas, Quinto Regimiento—, y Buenaventura Durruti —anarquista, Milicia confederal—). Algunos puntos donde triunfó la sublevación quedaron rodeadas como enclaves (Sevilla, Toledo, Granada). España quedó dividida en dos zonas (zona nacional o fascista y zona republicana o roja —según quién la nombrara—) que determinaron la condición de nacionales o republicanos geográficos (es decir, no por convicción, sino por obligación) de buena parte de los militares, policías, guardias civiles o funcionarios; así como de los reclutas forzosos y la sociedad civil. En líneas generales, la zona nacional correspondía a las zonas agrarias del norte donde dominaba la pequeña propiedad (Galicia, Meseta Norte, Navarra), mientras que la republicana correspondía a las zonas industriales y obreras (Asturias, País Vasco, Cataluña, Madrid, Valencia) y las zonas agrarias latifundistas del sur (Extremadura, Meseta Sur y Andalucía); lo que también respondía a grandes rasgos al sentido del voto mantenido desde principios de siglo en las sucesivas elecciones entre izquierdas y derechas. Los otros rasgos ideológicos que también funcionaron como identificativos fueron los que separaban a los partidarios del concepto más tradicionalista de unidad de España contra los nacionalistas periféricos y los que separaban a los partidarios del papel tradicional de la Iglesia católica de los anticlericales. La heterogeneidad de los bandos incluía a los nacionalistas vascos (católicos) en el bando republicano, y a los catalanistas de la Liga (derechistas) en el bando sublevado. La radicalización de las posturas implicó la marginación de los moderados de cada bando o los que no se sentían identificados con ninguno de los dos (la denominada tercera España). 
Comenzó una violentísima represión en ambas retaguardias, más sistemática en el bando sublevado, más descontrolada en el republicano, que llegó incluso a graves enfrentamientos internos (sucesos de Barcelona de mayo de 1937, entre anarquistas, trotskistas y comunistas, involucrados en un conflicto de prioridades entre ganar la guerra o hacer la revolución —la denominada revolución social española, que realizaba colectivizaciones y experimentos libertarios en zonas carentes del control gubernamental y perdidas en poco tiempo—). Los paseíllos y sacas de presos (ejecuciones clandestinas) y las detenciones regulares o irregulares (en cárceles organizadas a medida que avanzaba la zona nacional y chekas de distintas orientaciones en la retaguardia republicana) se centraron en los enemigos de clase e ideológicos: propietarios y sacerdotes para el bando republicano, sindicalistas y maestros para el nacional.
La desventaja estratégica inicial de los militares sublevados (fuerzas concentradas en África sin el control de la marina ni la aviación, mayoritariamente republicanas) se compensó con el apoyo de aparatos cedidos por la Alemania nazi, que junto con la Italia fascista pasaron a ser un aliado decisivo de los sublevados, a los que también benefició la garantía de suministro de petróleo por parte de una petrolera estadounidense (Texaco), a pesar de la oposición de su propio gobierno.
El gobierno de la República, primero presidido por José Giral y luego por Francisco Largo Caballero, no pudo obtener una ayuda semejante por parte de las democracias europeas, que propiciaban una política de no intervención, al tiempo que pretendían, mediante la política de apaciguamiento, frenar el expansionismo de Hitler en Europa central, empeño finalmente inútil, que demostró, entre otras cosas, que la Guerra de España fue el ensayo y primera batalla de la Segunda Guerra Mundial. El único apoyo internacional que la República obtuvo fue el de la Unión Soviética, que se concretó en material bélico, asesores militares y la organización de un reclutamiento internacional de voluntarios en las Brigadas internacionales. La cada vez mayor influencia soviética fue paralela al incremento de la presencia social e institucional del hasta entonces pequeño Partido Comunista de España, especialmente con el gobierno del socialista Juan Negrín (desde mayo de 1937). El pago económico se complicó con el oscuro asunto de la salida de las reservas de oro del Banco de España para ser custodiado en Rusia, el denominado oro de Moscú.
El bando sublevado quedó desde el 1 de octubre de 1936 bajo el mando único del general Franco, cuyo prestigio había quedado incrementado por la dura campaña que conectó las zonas sublevadas de sur y norte (toma de Badajoz, 14 de agosto de 1936), prolongada con el episodio del rescate de los asediados en el Alcázar de Toledo (27 de septiembre de 1936). Ningún militar podía discutírselo (el organizador de la sublevación, general Mola y el más prestigioso de entre los sublevados, el general Sanjurjo, fallecieron en accidentes de aviación). Tampoco hubo serias disputas políticas internas: el fundador de Falange Española, José Antonio Primo de Rivera, estaba preso en la cárcel de Alicante (fue fusilado el 20 de noviembre), y a partir de entonces se le nombraba como el ausente. De estética y programa inspirado en el fascismo italiano, era el partido más extremista de la derecha y el más prestigioso, por su opción decidida por la violencia, entre los que habían perdido toda confianza en el sistema republicano desde que la derecha perdió las elecciones de febrero de 1936, produciéndose un espectacular incremento de su militancia (los camisas nuevas frente a los camisas viejas). Todos los demás partidos y movimientos adheridos al alzamiento (las JONS, ya integradas en Falange, los partidos derechistas ya integrados en la CEDA, Tradición y Renovación Española y diversos grupos derechistas, católicos, carlistas, monárquicos, etc.) fueron disueltos y obligados a unificarse con Falange bajo las siglas FET y de las JONS (Falange Española Tradicionalista y de las Juntas de Ofensiva Nacional Sindicalista, Decreto de Unificación de 19 de abril de 1937). Se evidenció que la guerra no se hacía para restablecer una monarquía liberal-conservadora o un gobierno derechista republicano, sino para implantar un régimen totalitario similar al italiano y al alemán.
La defensa de Madrid, fuertemente bombardeada, adquirió tonos propagandísticos (lema No pasarán, poema de Antonio Machado que llamó a Madrid Rompeolas de todas las Españas) amplificados por el apoyo mayoritario de los intelectuales a la república (Alianza de Intelectuales Antifascistas, Exposición Internacional de París de 1937). Una decidida resistencia consiguió evitar la toma de la capital, aunque tuvo que ser desalojada por el gobierno, que se refugió en Valencia. La evacuación de los prisioneros derechistas ocasionó uno de los episodios más polémicos de la guerra: los asesinatos de Paracuellos. También polémicos fueron los episodios relativos a la caída de la zona norte republicana: el bombardeo de Guernica, la toma de Bilbao (teóricamente protegida por un cinturón de hierro) y la retirada de los nacionalistas vascos (Pacto de Santoña).
Los republicanos pretendieron tomar la iniciativa con las ofensivas de Belchite (agosto-septiembre de 1937) y de de Teruel (diciembre 1937-febrero de 1938), que fueron neutralizadas. Más graves consecuencias tuvo la llegada de las tropas de Franco al Mediterráneo en Vinaroz (general Yagüe, 15 de abril de 1938, culminación de la ofensiva de Aragón), que cortó la zona republicana en dos. El planteamiento de una seria contraofensiva en la batalla del Ebro (julio-noviembre de 1938), la más importante de toda la guerra, no pudo romper el frente de forma decisiva, y el agotamiento de las fuerzas republicanas condujo a la caída de Cataluña (diciembre de 1938-febrero de 1939) y la salida al exilio en Francia del primer gran contingente de republicanos españoles, incluido el dimitido presidente Azaña (27 de febrero de 1939), que había intentado inútilmente la reconciliación de ambos bandos con su emotivo discurso Paz, piedad y perdón (18 de julio de 1938). Los últimos días de la guerra no fueron de combates en el frente sino en la retaguardia republicana, en la que se produjo el golpe de Estado del coronel Casado (4 de marzo de 1939) y la rápida disolución de toda autoridad, mientras se organizaba precipitadamente la huida hacia el exilio. La toma de Madrid por las tropas de Franco se hizo sin ninguna oposición, y el 1 de abril se firmó el último parte de la guerra civil española.
El tema de la Guerra Civil es el de mayor producción literaria de toda la historiografía española, así como el más polémico y generador de debate social y político (véase memoria histórica). Ni siquiera en las fechas hay acuerdo total: los denominados revisionistas proponen la revolución de 1934 como inicio de la guerra, mientras que la propia declaración del estado de guerra fue divergente en ambos bandos: el gobierno republicano no declaró el estado de guerra hasta casi su final (para mantener el control civil de todas las instituciones), mientras que el gobierno de Franco no levantó la declaración hasta varios años después de terminada (para garantizar su control militar).
Las consecuencias de la Guerra civil han marcado en gran medida la historia posterior de España, por lo excepcionalmente dramáticas y duraderas: tanto las demográficas, que marcaron la pirámide de población durante generaciones (aumento de la mortalidad por violencia directa —175 000 muertos en el frente, 60 000 por la represión en la retaguarda nacional y 30 000 en la republicana— y por el deterioro de las condiciones de vida y la alimentación; y descenso de la natalidad) como las materiales (destrucción de las ciudades, de la estructura económica —50 % de la estructura ferroviaria y más de un tercio de la marina mercante y de la ganadería—, del patrimonio artístico —a pesar de intentos de protegerlo, como el que llevó a evacuar a Suiza de los principales fondos del Museo del Prado para evitar los bombardeos de Madrid, pero que eran inviable generalizar, dada la dispersión del arte religioso, en el que se ensañó la ira anticlerical—), intelectuales (fin de la denominada Edad de Plata de las letras y ciencias españolas) y políticas (la represión en la retaguardia de ambas zonas —mantenida por los vencedores con mayor o menor intensidad durante todo el franquismo, unas 50 000 ejecuciones— y el exilio de los perdedores), que se perpetuaron mucho más allá de la prolongada posguerra, incluyendo la excepcionalidad geopolítica del mantenimiento del régimen de Franco hasta 1975.

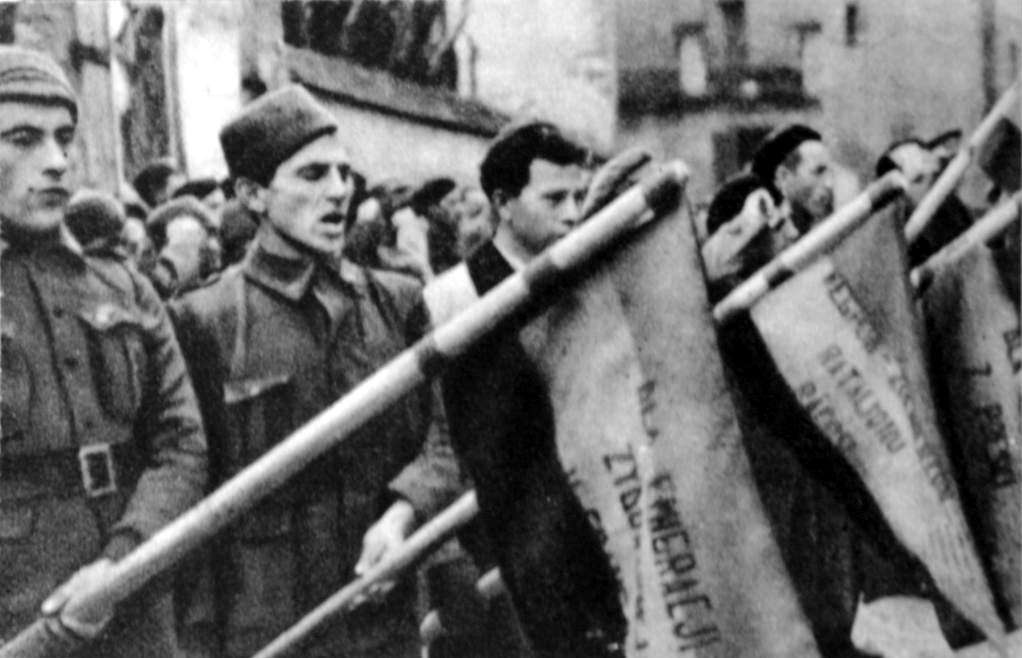
Polacos jurando fidelidad a la II República.
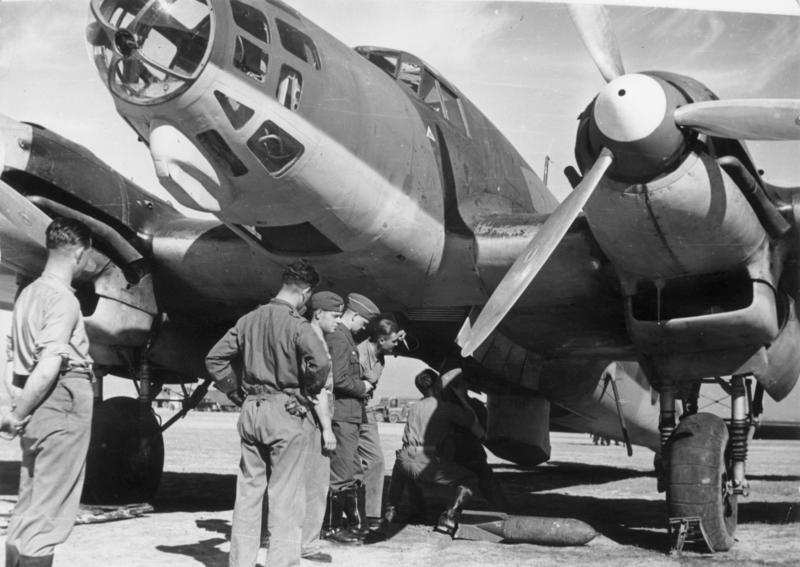
Soldados alemanes cargando con bombas un Heinkel He 111 de la Legión Cóndor.
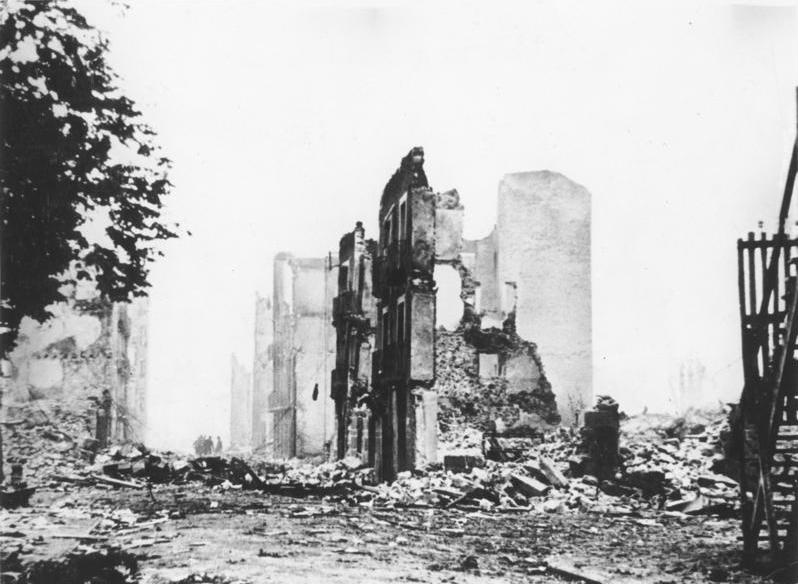
Guernica tras el bombardeo del 26 de abril de 1937.

## Dictadura de Franco (1939-1975)

### Autarquía y nacionalcatolicismo (1939-1959)

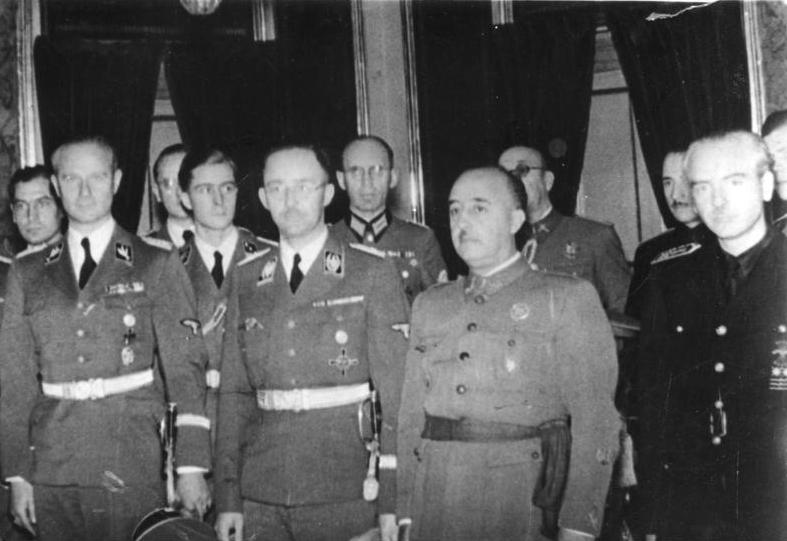
Franco junto a Heinrich Himmler, jefe de las SS en 1940. A la derecha se encuentra Serrano Suñer, llamado el cuñadísimo por ser el cuñado de Franco imitando a uno de los títulos del dictador; el Generalísimo. Franco también se hacía llamar el Caudillo.

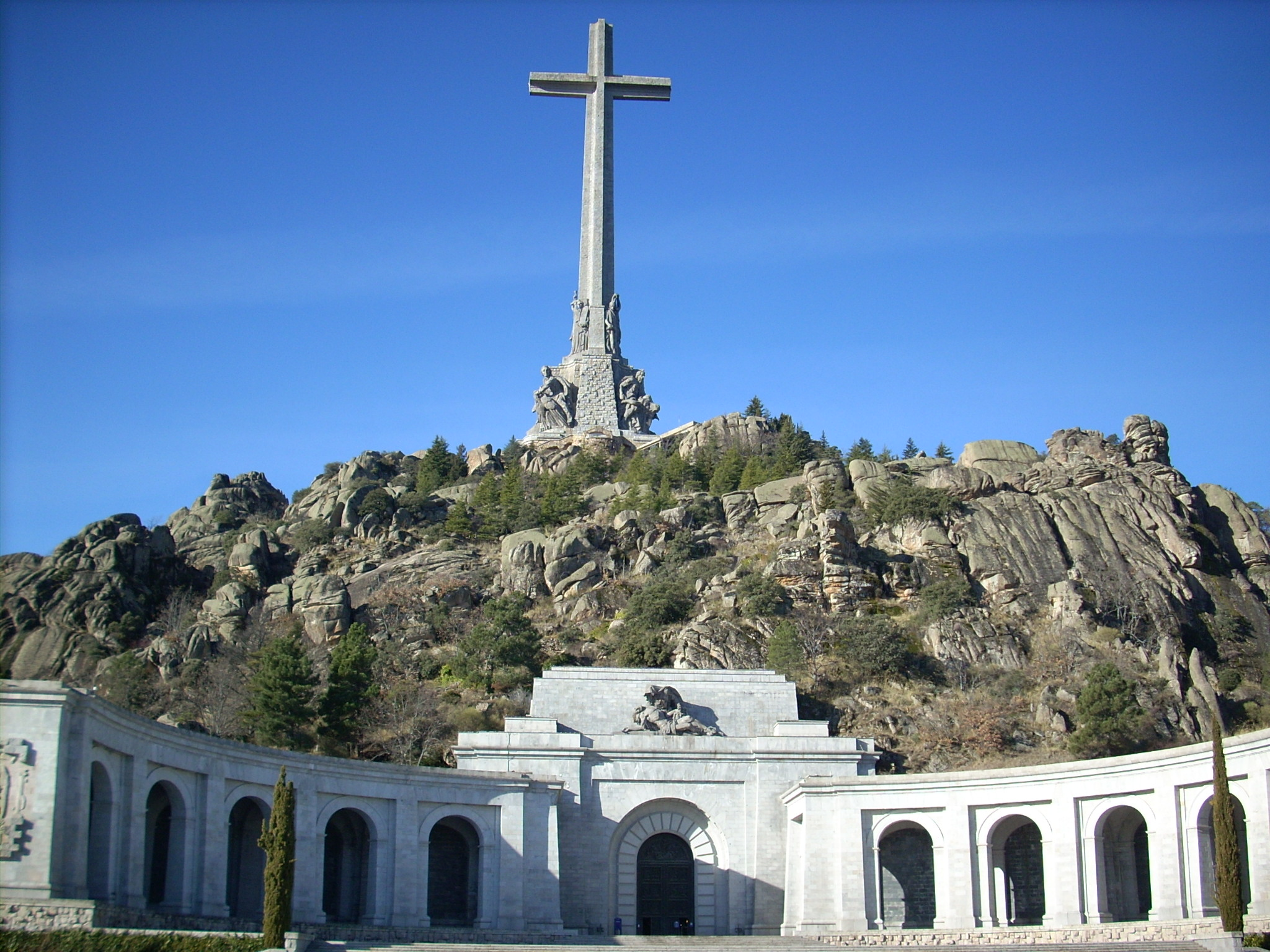
Valle de los Caídos (1940-1958), memorial de la Guerra Civil construido como trabajos forzados por presos republicanos. Franco lo concibió también para alojar su propia tumba, al lado de la de José Antonio Primo de Rivera el ausente, cuyo cadáver había sido trasladado a hombros de falangistas desde Alicante hasta el panteón de los reyes de España en el monasterio de El Escorial, un lugar muy cercano al elegido para el Valle.

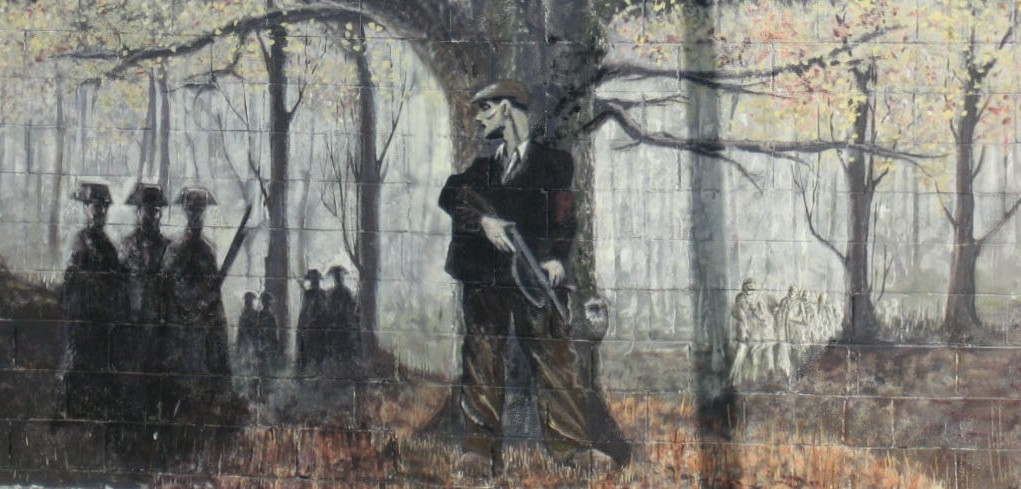
Enfrentamiento entre los maquis y la guardia civil en un bosque. La actividad guerrillera antifranquista tuvo su mayor incidencia con el final de la Segunda Guerra Mundial (1945) y se prolongó hasta comienzos de los años cincuenta.

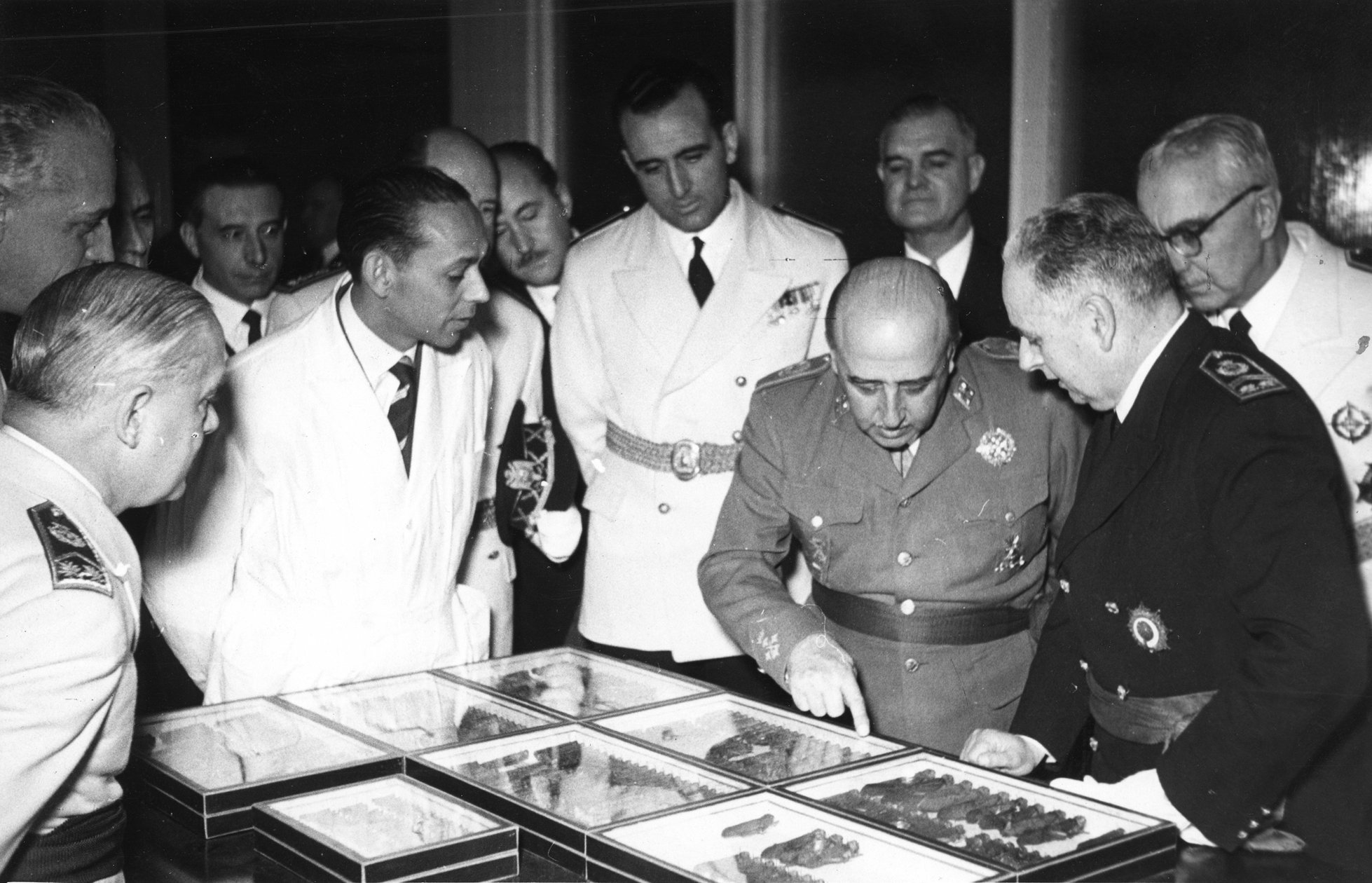
Inauguración de unas instalaciones del INIA en Puerta de Hierro (Madrid), en 1954. Junto a Franco están Eugenio Morales Agacino y Joaquín Ruiz-Giménez.

Tras la Victoria una represión de extraordinaria dureza se extendió en el tiempo (hasta 1948 no se levantó el Estado de Guerra) y se centró entre los grupos sociales identificados como Antiespaña: sindicatos y partidos republicanos, izquierdistas y nacionalistas periféricos; cuyo patrimonio fue confiscado. Se promulgó una Ley sobre represión de la masonería y del comunismo (1 de marzo de 1940) y se inició una Causa General sobre la dominación roja en España (desde el 26 de abril de 1940 y prolongada hasta 1969, cuando se estableció la prescripción de los "delitos cometidos con anterioridad al 1 de abril de 1939"). Las causas judiciales se establecían por delito de rebelión militar, pues aunque la rebelión de hecho había sido la del bando vencedor, se consideraba que tras la declaración del estado de guerra, cualquier actividad contraria a ella, incluso la del gobierno republicano, era ilegal. Se prestó una particular atención a la masonería (objeto especial de una obsesión personal de Franco —la conspiración judeomasónica—) y se llevó a cabo una concienzuda depuración del Magisterio, para impedir la continuidad de un cuerpo identificado con los valores republicanos; así como de todos los funcionarios públicos, a los que se exigía el juramento de adhesión a los principios del Movimiento Nacional. La mayor parte de los intelectuales, artistas, literatos, científicos y profesores universitarios, cuya identificación con el bando perdedor era mayoritaria, formaba parte del exilio exterior o comenzó una penosa existencia de marginación y silencio (el denominado exilio interior: Vicente Aleixandre, Blas de Otero, Antonio Buero Vallejo, generación de 1950). A pesar de la producción de literatos y artistas afines al franquismo (Azorín, José María Pemán, Ernesto Giménez Caballero, Luis Rosales, Camilo José Cela, Pedro Laín Entralgo), de la vuelta de algunas celebridades de gran peso internacional (destacadamente Ortega y Gasset y Dalí) y del mantenimiento de una mínima actividad científica (creación del CSIC), el periodo se ha llegado a denominar como destrucción de la ciencia en España; o, en expresión de Luis Martín Santos, Tiempo de silencio.
Los sucesos de 1956 demostraron que, a pesar del éxito del franquismo en mantenerse y conseguir la conformidad social (legitimidad de ejercicio, como se argumentaba por sus defensores), por convicción o por represión, entre las clases populares y medias; fracasó precisamente entre las élites, produciéndose un evidente alejamiento de una parte significativa de los intelectuales inicialmente afines, y sobre todo de la juventud universitaria, destacando el protagonismo conjunto en los disturbios tanto de hijos de los vencedores como de hijos de los vencidos.
La unificación de partidos políticos y movimientos sociales favorables al Alzamiento se prolongó después de la guerra, aunque dentro del Movimiento Nacional eran visibles las diferentes sensibilidades e intereses de cada una de las familias del franquismo, entre las que Franco, de forma paternalista, administraba el reparto de parcelas de poder e influencia (azules —falangistas—, requetés —tradicionalistas o carlistas—, juanistas —los monárquicos partidarios de Juan de Borbón, heredero de Alfonso XIII, que se mantuvo en el exilio y realizó alternativos acercamientos a Franco y a la oposición—, católicos —de Acción Católica, la Asociación Católica Nacional de Propagandistas y otras instituciones, entre las que paulatinamente fue ganando influencia el Opus Dei— y militares —especialmente los africanistas, los de más confianza de Franco, con mandos relevantes en la Guerra Civil y en muchos casos en la posterior campaña de Rusia de la División Azul—). Cada una de ellas expresaba públicamente ligeros matices a través de una pluralidad de medios de prensa, todos ellos entusiásticamente partidarios del régimen y sometidos a una rígida censura previa (Arriba, ABC, Ya), que en el caso de los medios audiovisuales se sometía a una total unificación en los mensajes informativos (parte de Radio Nacional de España, de obligada difusión en todas las emisoras, y NO-DO en todos los pases cinematográficos).
El comienzo de la Segunda Guerra Mundial obligó a Franco a mantener un delicado equilibrio entre sus principales apoyos (el Eje Roma-Berlín y el Pacto Antikomintern, al que España se había adherido), y la conveniencia de no enemistarse con Inglaterra y Estados Unidos. Se declaró la no beligerancia o neutralidad benévola, que permitió incluso el envío de unidades militares (teóricamente formadas por voluntarios) a la campaña de Rusia integrado en el ejército alemán (la División Azul). El protagonismo en las cordiales relaciones con Alemania en los primeros años cuarenta, en que el avance alemán parecía imparable, correspondió a Ramón Serrano Súñer. Hitler llegó a proponer a Franco la entrada de España en la guerra, pero las negociaciones, en las que la posición española fue desproporcionadamente exigente, no fructificaron (entrevista de Hendaya, 23 de octubre de 1940).
El cambio de la coyuntura bélica en los últimos años de la guerra provocaron un enfriamiento de las declaraciones de amistad hispano-alemana, la retirada de la División Azul y la evidente marginación de los falangistas (Serrano Súñer fue discretamente apartado y se restringió la actividad de la familia azul a los asuntos sociales; los escasos movimientos de descontento —hedillistas, ya alejados de la dirección desde 1937, o falangistas auténticos— fueron eficazmente reprimidos o reconducidos). El discreto acercamiento a los aliados occidentales, no obstante, no impidió que tras el final de la guerra el régimen de Franco sufriera un duro aislamiento internacional. En todo caso, lo que sí se consiguió fue la propia supervivencia del régimen, frente a la exigencia de la Unión Soviética y del exilio republicano (muchos de cuyos miembros habían luchado junto a los aliados en la guerra) de que compartiera la suerte de los demás regímenes fascistas de Europa. En el contexto de las conferencias de Yalta y y Potdsdam, los cálculos geoestratégicos de Churchill y Truman consideraron preferible el mantenimiento de Franco en España (al igual que el de Oliveira Salazar en Portugal, que era decididamente anglófilo), antes que arriesgarse a un incremento de la influencia soviética en Europa Occidental justo cuando se estaba produciendo un nuevo alineamiento de bloques a ambos lados del Telón de Acero en los inicios del periodo conocido como Guerra Fría.
Se inició una campaña de guerra irregular (el maquis) por parte de pequeñas unidades republicanas infiltradas en España siguiendo las tácticas utilizadas durante su participación en la Resistencia francesa. Aunque no tuvo ningún éxito militar (la invasión del Valle de Arán de 1944 fue fácilmente rechazada) sí que consiguió provocar una fuerte reacción represiva que impidió cualquier actividad opositora en el interior. También contribuyó a incrementar las discrepancias que hicieron inoperante la Segunda República española en el exilio, cada vez con menor apoyo entre los gobiernos extranjeros. La evidencia de la imposibilidad de derrotar militarmente a Franco llevó a la decisión de Stalin de que el Partido Comunista de España optara por intentar obtener presencia social en la clandestinidad, infiltrándose incluso en las propias instituciones del sindicalismo franquista; tras la muerte de Stalin, Santiago Carrillo insistió en esa vía a través de la orientación política denominada de reconciliación nacional (1956).
El totalitarismo del régimen se expresó en un cuerpo legislativo inicialmente inspirado en el fascismo italiano (Fuero del Trabajo, imitación de la Carta del Lavoro), pero que se fue adecuando a las sucesivas coyunturas políticas conforme la indiscutida autoridad interior de Franco decidía que era necesaria alguna actualización, en lo que se denominaron Leyes Fundamentales. El Estado no tenía división de poderes (todos estaban concentrados en la jefatura, vitaliciamente concedida a Franco), pero se procuró dotarle de una apariencia institucional bicameral (Cortes Españolas y Consejo Nacional del Movimiento, instalados en los palacios tradicionalmente ocupados por Congreso y Senado), se definió como teórica forma de gobierno la monarquía (reservando a Franco la elección de un "sucesor a título de rey" entre cualquier miembro de cualquier rama dinástica histórica) y se acuñó como expresión política el término democracia orgánica (que reconocía como únicos vehículos de participación popular "la familia, el municipio y el sindicato").
El corporativismo y la negación de cualquier lucha de clases que expresara discrepancia de intereses entre patronos y obreros llevó a la formación de un sindicato vertical en que ambos estaban representados orgánicamente y bajo un rígido control político, que establecía precios y salarios en un mercado muy intervenido. La autarquía no solo fue una necesidad provocada por la Guerra Mundial y el posterior aislamiento, sino que se argumentaba como una elección política consciente basada en el orgullo nacionalista y el proteccionismo económico.
La penuria económica de la posguerra española se prolongó durante los veinte años necesarios para recuperar los niveles de producción anteriores a la guerra. Ante los problemas de hambre, desnutrición y recurso a alimentos nocivos (latirismo), fue necesario el mantenimiento de instituciones de Auxilio Social y el racionamiento de los artículos de primera necesidad, paralelamente al cual funcionaba un mercado negro (con el nombre popular de estraperlo) muy lucrativo para los que lo desarrollaban, en connivencia con la corrupción de algunos cargos dirigentes del propio régimen. Se frenó la emigración del campo a la ciudad, exigiendo pasaportes interiores y permisos de residencia, y de hecho las cifras de ocupación por sectores reflejan la ruralización producida en los años 1940, que no se revirtió hasta la década siguiente. Se estableció un sistema empresarial presidido por grandes monopolios públicos (Tabacalera, Campsa, Renfe, Telefónica) a los que se añadió un conglomerado empresarial público de nueva creación (el INI) formado por empresas de sectores considerados estratégicos (Astilleros Españoles, siderurgia —Ensidesa—, minería —Hunosa—, vehículos industriales —Enasa—), que compartían sus directivos con el selecto núcleo de las grandes empresas oligopolísticas del capitalismo español tradicional, especialmente los bancos y las eléctricas. Se iniciaron políticas de fomento a través de obras públicas, centradas en la construcción de embalses y otras mejoras agrícolas como la ampliación de regadíos, la concentración parcelaria y la denominada colonización (Instituto Nacional de Colonización, Plan Badajoz), como alternativas a la reforma agraria republicana.
El nacionalcatolicismo pasó a ser la ideología dominante, con una presencia abrumadora de la Iglesia Católica en todos los ámbitos públicos y privados. Se establecieron rígidos requisitos morales de comportamiento que suprimieran el libertinaje asociado al laicismo republicano; con una gran insistencia en la moral sexual, la sumisión al padre de familia, la subordinación de la condición femenina y la educación en la fe de niños y jóvenes. La jerarquía eclesiástica, diezmada por la represión republicana, había declarado el carácter de Cruzada de liberación de la Guerra Civil y lo providencial de la figura del Caudillo Franco, al que se reconoció el derecho de presentación de obispos. Incluso se le recibía en los templos bajo palio y se incorporó su nombre y título a la rogativa de la liturgia de la misa. El principal apoyo internacional del régimen fue la Santa Sede, con la que se firmó el Concordato de 1953 que reconocía a la Iglesia como sociedad perfecta, cuyos intereses se identificaban totalmente con los de un Estado plenamente confesional. El congreso eucarístico de Barcelona de 1952 fue el único acto internacional de relevancia celebrado en la España de la época.
El aislamiento internacional no permitió a España beneficiarse del Plan Marshall, pero el acercamiento a los Estados Unidos trajo la firma de los Acuerdos de Madrid (26 de septiembre de 1953), por lo que se establecieron bases militares estadounidenses en España y se recibieron créditos y ayuda económica y militar. El apoyo estadounidense permitió la entrada de España en la ONU en diciembre de 1955.

### Desarrollismo y apertura (1959-1975)

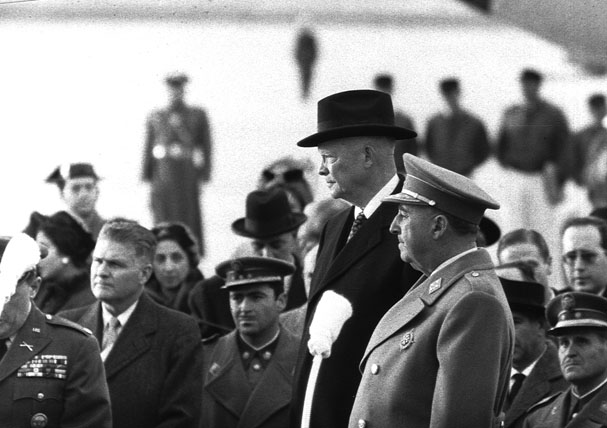
Franco y el presidente de los Estados Unidos Dwight D. Eisenhower en Madrid en 1959

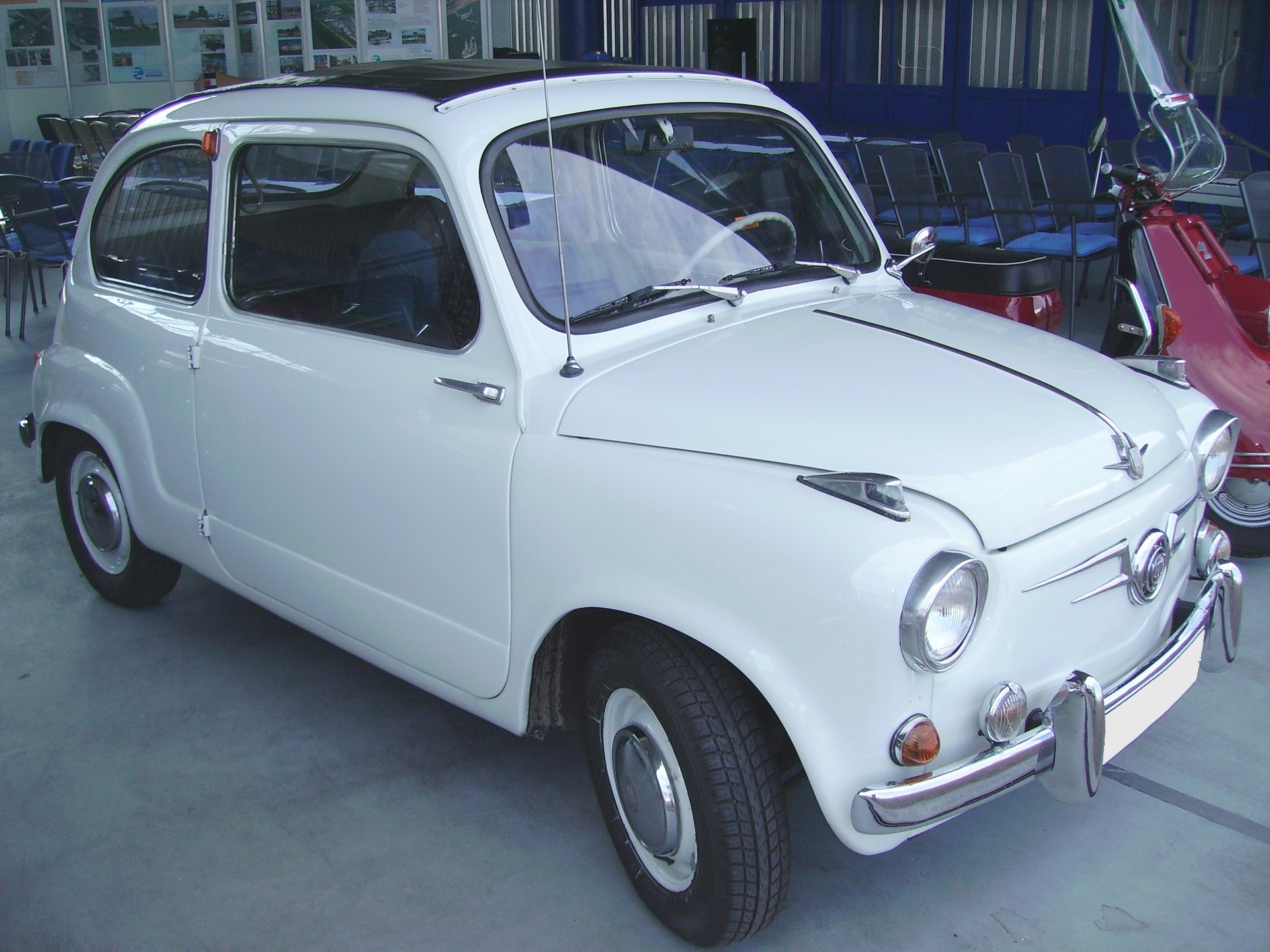
Seat 600, símbolo del desarrollismo económico.

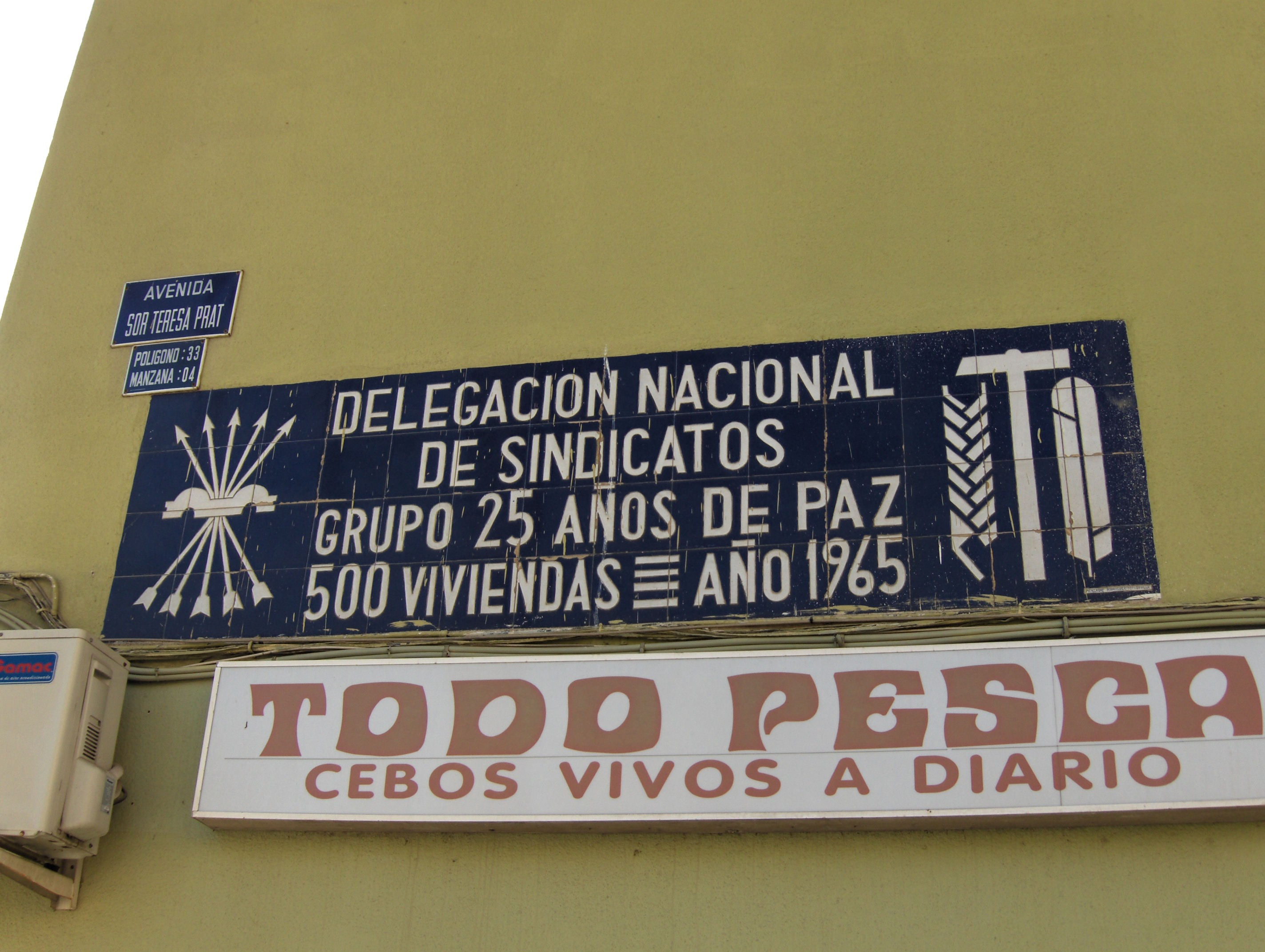
La simbología del sindicato vertical y la denominación XXV Años de Paz se utilizaron para un grupo de viviendas, en Málaga (1965).

A partir del establecimiento de la alianza con los Estados Unidos, el régimen consintió una relativa apertura política, consistente en la amortiguación de la retórica fascista de Falange o la promulgación de leyes (como la Ley de Prensa e Imprenta de 1966 o Ley Fraga, por Manuel Fraga Iribarne, el ministro más aperturista) que suprimían la censura previa, aunque no significaran una real libertad de expresión.
Más profunda fue la liberalización económica, que abrió la economía a las inversiones extranjeras y a la propia iniciativa privada, aunque se mantuvo el edificio institucional del INI y los monopolios públicos. El paso previo necesario fue el Plan de Estabilización de 1959, al que siguieron los Planes de Desarrollo posteriores; todo un diseño planificado y gestionado por un grupo de economistas vinculados al Opus Dei que recibieron la denominación de tecnócratas (Alberto Ullastres, Mariano Navarro Rubio, Laureano López Rodó, Gregorio López-Bravo) con el apoyo de los créditos del Fondo Monetario Internacional, de la OECE y del gobierno estadounidense. A finales del periodo, las exigencias de modernización de las instituciones internacionales obligaron a proponer una reforma educativa (Ley General de Educación de 1970) que introdujera criterios funcionalistas y técnicas de renovación en un sistema ya muy alejado de la escuela nacional-católica del primer franquismo.
La oposición interna entre las familias del franquismo se manifestó en escándalos como el caso Matesa (1969), resuelto expeditivamente por Franco destituyendo tanto a los ministros implicados (del Opus) como a sus adversarios (entre ellos el propio Fraga, al que se acusaba de utilizar a la prensa para denunciar el caso). Fraga también había sido el impulsor del turismo internacional (campaña Spain is different, red de Paradores Nacionales), que se estaba convirtiendo en un motor importante de la economía. Los ingresos por turismo junto con las remesas de los emigrantes españoles en el extranjero compensaban el déficit estructural de la balanza de pagos de un comercio internacional en expansión.
El éxodo rural y la emigración a Europa (que sustituyó el tradicional destino americano de la emigración española) aliviaron las tensiones sociales a un alto coste humano y cultural: el desarraigo; pero trajo como consecuencia la definitiva superación de la sociedad preindustrial por una sociedad industrial y urbana, que con el tiempo significó la destrucción de las mismas bases sociales e ideológicas del franquismo. El aumento de la población urbana fue espectacular en la periferia de las ciudades industriales y ciudades-dormitorio de las áreas metropolitanas de Madrid, Barcelona o Bilbao, creando problemas de suministros y servicios públicos, hacinamiento y chabolismo. Los sectores económicos experimentaron una industrialización y terciarización aceleradas, con una notable contribución del sector de la construcción, tanto de viviendas como de obras públicas. Las desigualdades sociales y geográficas permitieron, no obstante, que predominara la estabilidad social impuesta por los valores dominantes de una clase media en expansión cuya prioridad eran el bienestar material antes que cuestiones ideológicas (en términos que se popularizaron con las denominaciones de franquismo sociológico y mayoría silenciosa).
La conmemoración de los XXV Años de Paz (1964) pretendía demostrar que el franquismo había conseguido un amplio consenso social y suficiente flexibilidad como para permitir la institucionalización del futuro del régimen. Tras añadir la Ley Orgánica del Estado al cada vez más complejo edificio legislativo, se nombró sucesor de Franco a título de rey, y en cumplimiento de las Leyes Fundamentales del Reino (julio de 1969) a Juan Carlos de Borbón y Borbón, nieto de Alfonso XIII e hijo del pretendiente Juan de Borbón. Este, a pesar de estar enemistado con Franco desde los años cuarenta y de permanecer exiliado en Portugal, había permitido que su hijo se educara en España bajo control de las autoridades; aunque mantenía su ascendiente sobre la denominada familia monárquica en torno al periódico ABC, lo que produjo algunos conflictos internos en el régimen franquista.

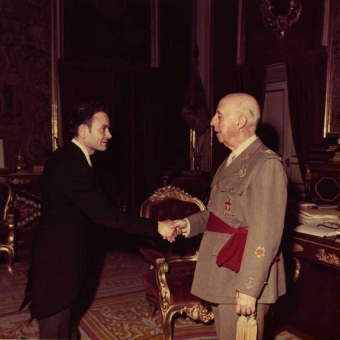
Franco (derecha) en una recepción de 1972. Su avanzada edad suscitaba dudas sobre la continuidad del régimen a su muerte.

La oposición al franquismo, muy atomizada y entre la que destacaba la capacidad organizativa del Partido Comunista de España, comenzó a moverse cada vez con mayor atrevimiento, incluso utilizando los mecanismos de representación laboral del sindicato vertical franquista mediante las Comisiones Obreras. Se produjo una importante reunión de personalidades del exilio republicano con personajes de relevancia del interior que fueron represaliados a su regreso, y que la prensa española bautizó con el peyorativo nombre de Contubernio de Múnich (junio de 1962). La formación de coordinadoras opositoras continuó en los años setenta (Plataforma Democrática, en la que no participaba el PCE y Junta Democrática, impulsada por este).
A partir del Concilio Vaticano II el distanciamiento entre la Iglesia Católica y el régimen se hizo evidente, personalizado en figuras como el Padre Llanos, que compartía la vida obrera en los suburbios de Madrid, y obispos como Vicente Enrique y Tarancón y Antonio Añoveros Ataún (que protagonizó un sonado escándalo).
En 1968 surgió el problema terrorista con Euskadi Ta Askatasuna (Euskadi Y Libertad, ETA), un grupo fundado anteriormente como escisión radical del nacionalismo vasco, y que se pretendió desmontar conjugando severidad y clemencia con la condonación de las condenas a muerte del Proceso de Burgos (3 de diciembre de 1970). Tras reorganizarse, su atentado más espectacular fue el asesinato de Luis Carrero Blanco (20 de diciembre de 1973), a los pocos meses de ser este nombrado presidente del gobierno (en junio). Carrero Blanco, hombre de confianza de Franco desde el comienzo del régimen, había sido el primero en ser nombrado para ese cargo durante el franquismo, pues hasta entonces sus funciones se incluían en las competencias reservadas para sí mismo por el propio Jefe del Estado.
Tras un ambiguo discurso de Franco (en el que llegó a pronunciar la enigmática frase no hay mal que por bien no venga), fue designado presidente del gobierno Carlos Arias Navarro. El agravamiento del estado de salud de Franco obligó al príncipe Juan Carlos a ocupar interinamente la jefatura del estado durante unos meses, tras los que el general volvió a ejercer por sí mismo el poder, produciéndose su última aparición en público, en la plaza de Oriente, para rechazar la condena internacional a unas condenas a muerte (1 de octubre de 1975). Finalmente, los últimos meses del año la enfermedad de Franco entró en su curso final, en un momento crítico del conflicto del Sahara Occidental: la Marcha Verde, que tuvo que gestionar Juan Carlos autorizando la negociación del abandono de la provincia africana en beneficio de Marruecos y Mauritania (Acuerdos de Madrid de 14 de noviembre de 1975). Tras una agonía prolongada artificialmente por su propio yerno[cita requerida] (el marqués de Villaverde, un médico con ambiciones políticas y científicas, que había intentado emular a Barnard con un polémico trasplante de corazón), se declaró su fallecimiento el 20 de noviembre de 1975, aniversario de la muerte de José Antonio Primo de Rivera, el fundador de la Falange.

### La cultura española durante el franquismo
|  | El poeta Miguel Hernández, muerto en prisión en 1942, fue retratado por su compañero de cautiverio Antonio Buero Vallejo, quien posteriormente alcanzaría gran aceptación en la escena teatral con una amarga visión del ser humano y la sociedad. La vida cultural española de la posguerra se vio trágicamente ensombrecida por la muerte violenta de destacadas personalidades identificadas con uno y otro bando (Federico García Lorca, Ramiro de Maeztu, Pedro Muñoz Seca). Por causas naturales habían muerto Valle Inclán y Unamuno (en enero y diciembre de 1936, respectivamente) y Antonio Machado (al poco de cruzar la frontera francesa en 1939). |
|  | Vicente Aleixandre, entre los poetas del 27 fue el que mejor representó la apuesta vital e intelectual por un exilio interior fecundo pero discreto, como el del pintor Joan Miró. En cambio, destacados representantes de la generación de la amistad, como Dámaso Alonso y Gerardo Diego, se implicaron en las instituciones culturales del franquismo; mientras que otros, como Luis Cernuda o Rafael Alberti, salieron a un exilio que compartieron con una pléyade de escritores (Ramón J. Sender, Claudio Sánchez-Albornoz, Américo Castro, José Bergamín, León Felipe, Francisco Ayala, Arturo Barea), músicos (Manuel de Falla, Pau Casals), artistas plásticos (Pablo Picasso, Julio González, Alberto Sánchez Pérez, Josep Lluis Sert), científicos y profesionales de todas las disciplinas; cuyo reconocimiento internacional era altísimo en universidades y todo tipo de instituciones culturales, culminando en los premios Nobel de Juan Ramón Jiménez —Literatura, 1956— y Severo Ochoa —Medicina, 1959—. La concesión del mismo premio a Aleixandre en 1977 —año en que regresaron destacados exiliados supervivientes— se entendió como la convalidación internacional de la recuperación de la democracia en España. |
|  | Monumento a José María Pemán (el juglar de la Cruzada). Fue también un destacado monárquico que llegó a presidir el consejo privado de Juan de Borbón. Los intelectuales próximos al franquismo (Ernesto Giménez Caballero, Luis Rosales, Agustín de Foxá) o los que por una razón u otra procuraron aproximarse (Josep Pla, Azorín, Jacinto Benavente) han sufrido un destino común en cuanto a su valoración posterior: «ganaron la guerra y perdieron la historia de la literatura». |
|  | Gonzalo Torrente Ballester, como otros intelectuales procedentes del falangismo (Pedro Laín, Dionisio Ridruejo), se fueron distanciando del régimen. El final del franquismo significó apertura de un significativo espacio cultural que ocuparon autores directamente hostiles al régimen, como Manuel Vázquez Montalbán y otros del grupo novísimos. El impacto editorial del ''boom'' latinoamericano tuvo una gran influencia. Otras figuras consagradas continuaron con una activa producción literaria, como Camilo José Cela o los autores de la generación del 50. La universidad se convirtió en uno de los baluartes de la oposición al franquismo, como demostró en febrero de 1965 el escándalo de la privación de sus cátedras de Enrique Tierno, José Luis López Aranguren y Agustín García Calvo, con los que se solidarizaron Antonio Tovar y José María Valverde. |
|  | Joaquín Rodrigo (Concierto de Aranjuez, Fantasía para un gentilhombre) fue la figura más importante de la música culta española del franquismo, que también dispuso de directores de la talla de Ataúlfo Argenta e intérpretes como Narciso Yepes y Andrés Segovia. La danza española se codificó con Vicente Escudero (Decálogo del buen bailarín, 1951). Los folclores regionales fueron revitalizados a través del extenso trabajo de rescate y recopilación de Coros y Danzas (Sección Femenina de Falange); y de esfuerzos individuales como el del dulzainero segoviano Agapito Marazuela. La música popular estuvo presidida por la denominada canción española, en la que intérpretes como Imperio Argentina y Concha Piquer ponían voz a la obra de compositores y poetas de extraordinaria calidad, como Quintero, León y Quiroga. |
|  | Antoni Tàpies y otros representantes del arte rupturista con los convencionalismos académicos (Museo de Arte Abstracto Español de Cuenca) consiguieron apoyo institucional y espacio en la vida cultural del franquismo. |
|  | La inicial negativa y posterior rectificación municipal para instalar La sirena varada de Eduardo Chillida en el Museo de escultura al aire libre de Madrid fue un sonoro escándalo cultural de los años 70. |
|  | El director de cine Luis Buñuel, exiliado en México y Francia, fue admitido en el cine español de los años sesenta, suscitando con Viridiana (1961) un escándalo que el propio Franco consideraba un exceso de celo clerical. La censura del cine y los demás medios de comunicación de masas durante el franquismo produjo algunos extremos ridículos (escándalo de Gilda (1946), alteración del guion de Mogambo, de 1953). A pesar continuar hasta los años setenta, se mitigó mucho con el tiempo, permitiendo producciones de gran altura artística que incluían un componente crítico bastante evidente, como las de Carlos Saura, Luis García Berlanga o Juan Antonio Bardem. |

## Reinado de Juan Carlos I (1975-2014)

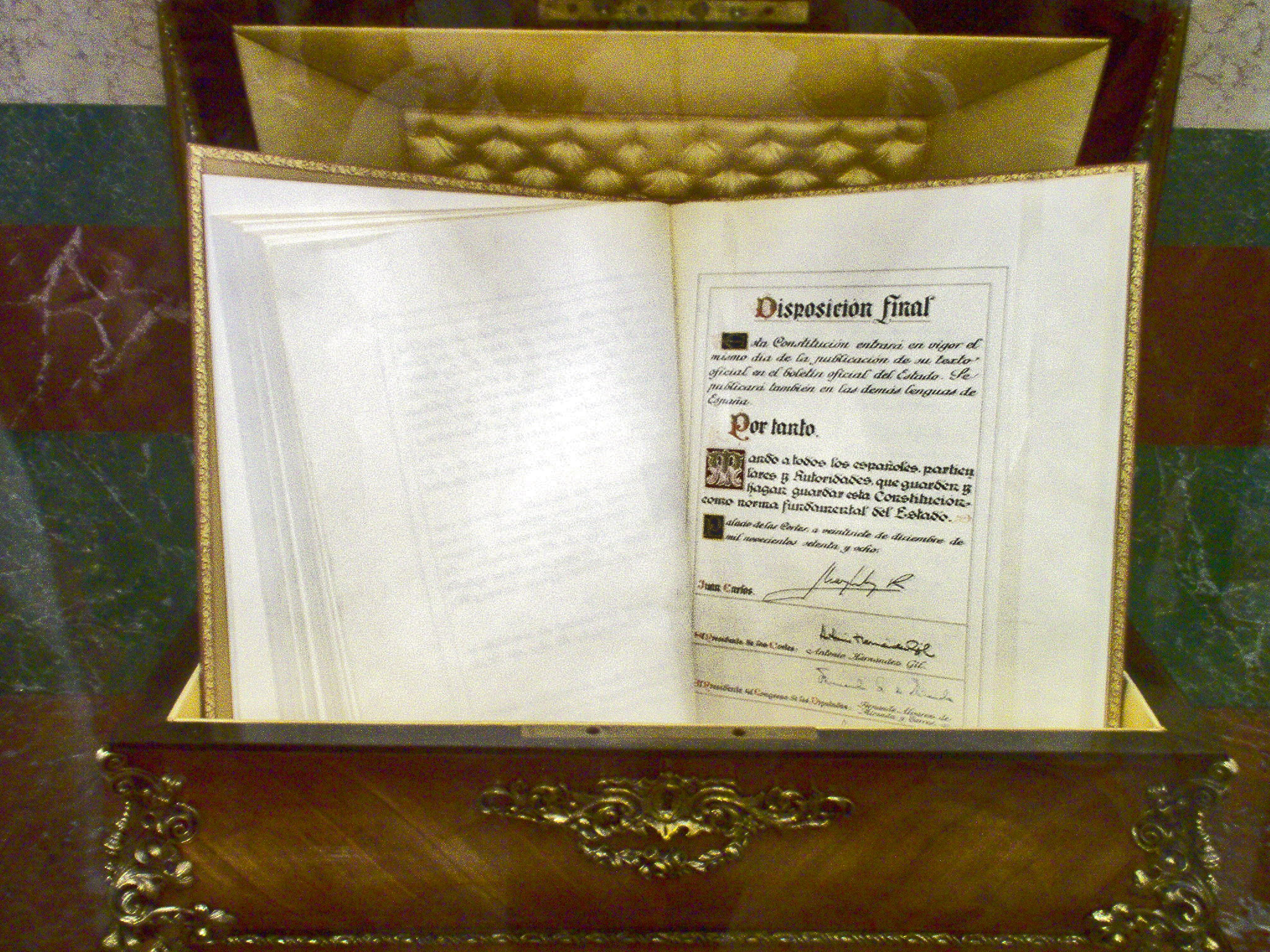
Constitución de 1978

### Transición Democrática (1975-1982)

#### Segundo gobierno de Carlos Arias Navarro (1975-1976)
Carlos Arias Navarro, que había sido el último presidente del gobierno de Franco, es confirmado en tal puesto por Juan Carlos I. Tras un discurso aperturista que fue denominado espíritu del 12 de febrero, se produce una clara involución en respuesta a las presiones del búnker (gironazo). En pocos meses queda clara la pérdida de confianza del rey en Arias Navarro, hasta que obtiene su dimisión. Junto con Torcuato Fernández Miranda, el rey obtiene de las instituciones encargadas de presentar la terna de candidatos a la presidencia del gobierno la introducción del nombre de Adolfo Suárez, un personaje relativamente oscuro procedente de la familia azul.

#### Gobiernos de Adolfo Suárez (1976-1981)

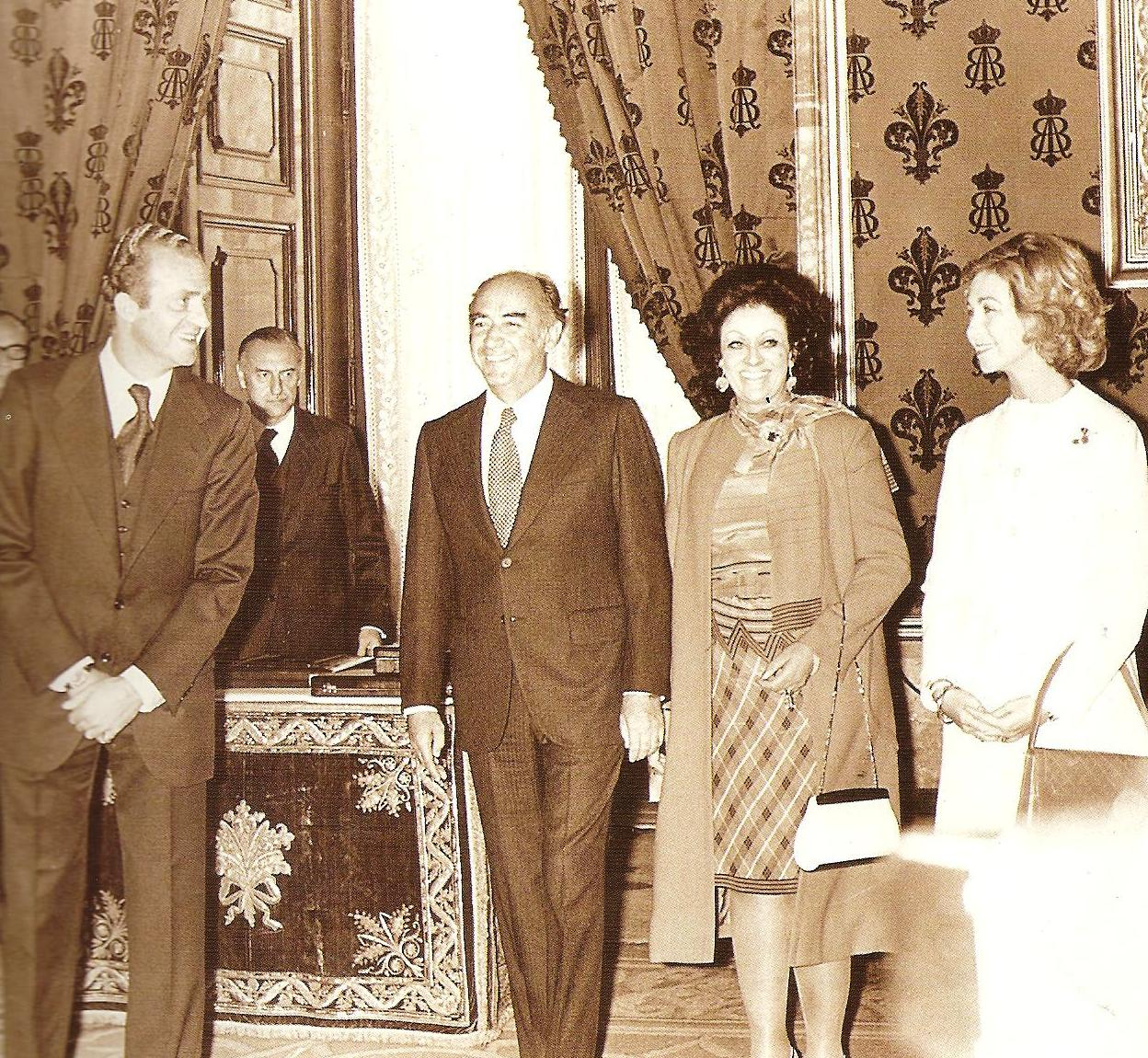
Los reyes de España reciben al presidente de México José López Portillo en octubre de 1977, tras la reanudación de las relaciones diplomáticas, interrumpidas desde 1939. México se había destacado como refugio del exilio republicano español.

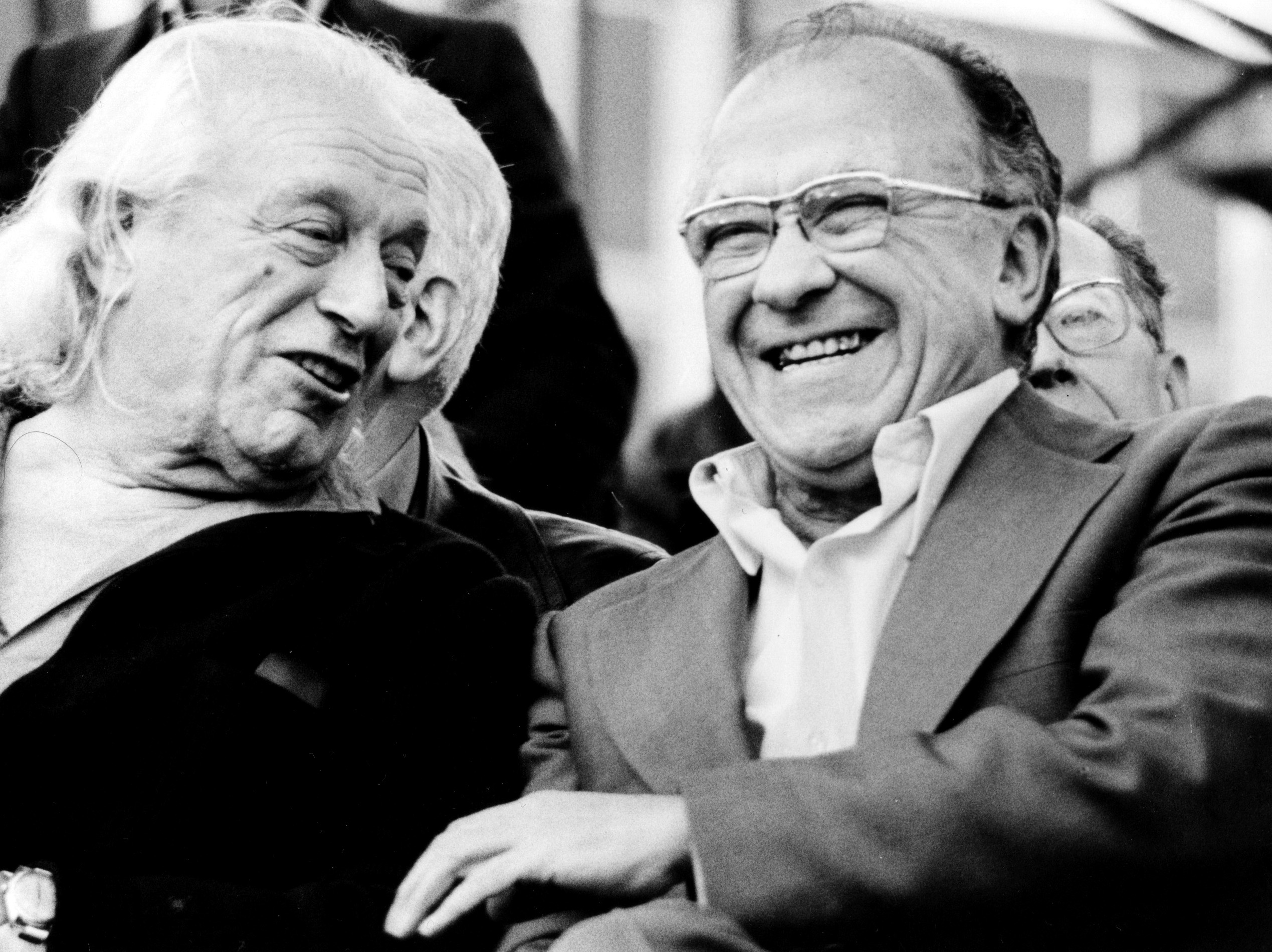
Rafael Alberti y Santiago Carrillo en 1978. El prestigioso poeta comunista ocupó junto a La Pasionaria la mesa de edad de las primeras cortes democráticas, a pesar de los decepcionantes resultados del PCE.

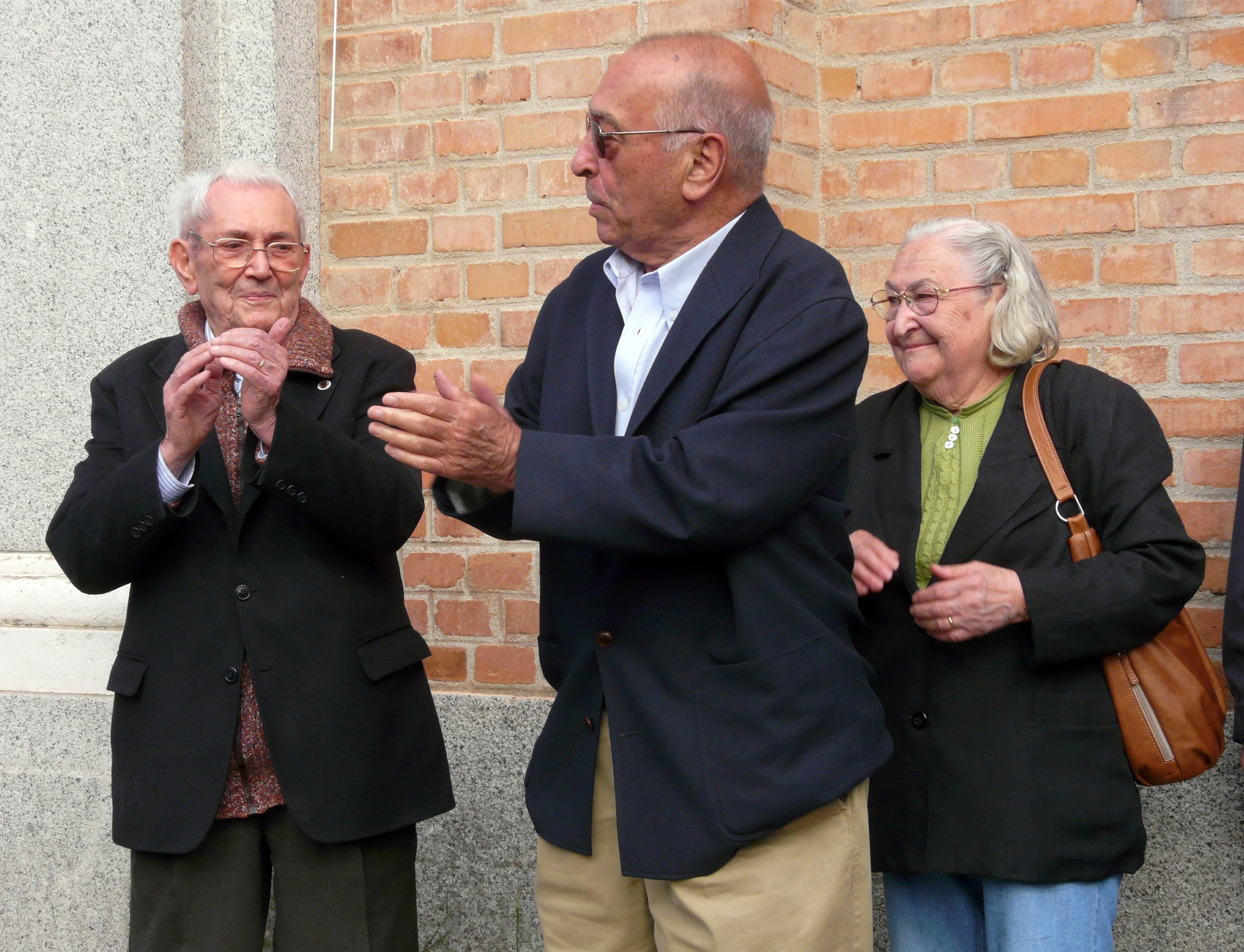
Marcelino Camacho y Nicolás Redondo, líderes sindicales de Comisiones Obreras y UGT y diputados por el PCE y el PSOE durante los años setenta y ochenta (la fotografía es de 2008).

Ante la sorpresa de franquistas y opositores, que no se esperaban tal nombramiento, inicia un rápido desmontaje del edificio insititucional franquista, que implicaba el denominado harakiri de las Cortes y la convocatoria de un referéndum para la aprobación de la Ley para la Reforma Política. El debate entre reforma y ruptura preside los movimientos políticos de grupos de todo el espectro político, desde los partidarios del mantenimiento del franquismo puro (el búnker) hasta los partidarios de la recuperación de la legitimidad republicana sin ningún tipo de concesiones; no obstante, fueron los grupos que demostraron mayor flexibilidad y moderación los que demostraron tener mayor apoyo social y capacidad política.
El problema del terrorismo se recrudecía; tanto el procedente de la oposición al franquismo (ETA —de ideología marxista-leninista y nacionalista vasca—, y los GRAPO —de ideología maoísta—) como el de extrema derecha, cuya práctica simultánea parecía obedecer a la denominada espiral acción-represión prevista por la teoría de los movimientos insurreccionales, de amplia difusión en la época, con el objetivo de provocar la involución política, en forma de un golpe de Estado militar. Especialmente violento fue el mes de enero de 1977, cuando coincidieron altercados callejeros entre manifestantes y contramanifestantes (con varios muertos) con secuestros de militares y altos cargos, asesinatos de policías y de abogados laboralistas (matanza de Atocha). Tras la manifestación de duelo, controlada por el Partido Comunista de España, en el entierro de los abogados, se incrementa el prestigio de Santiago Carrillo como interlocutor necesario para el gobierno. Tras unos meses de negociaciones clandestinas, en plenas vacaciones de Semana Santa se produce la legalización del PCE, lo que es visto como una traición por una parte importante del ejército, que a pesar de ello mantuvo mayoritariamente la disciplina (en buena parte como resultado del esfuerzo del vicepresidente Manuel Gutiérrez Mellado). Como contrapartida exigida por Suárez, Carrillo, en una multitudinaria rueda de prensa, comunicó que su partido renunciaba a la bandera republicana y aceptaba la monarquía parlamentaria y el concepto de unidad de España; se pretendía que los militares aceptaran que un partido homologado con los partidos comunistas de Europa Occidental (con los que había construido el concepto de eurocomunismo) no iba a implicarse en una aventura revolucionaria de carácter leninista en pos de la dictadura del proletariado y no representaría una amenaza a la que hubiera que responder violentamente.
Seguidamente se convocaron las elecciones generales de 1977, las primeras elecciones libres en cuarenta y dos años, que fueron ganadas por Unión de Centro Democrático, un partido improvisado en torno a la figura de Suárez, que dispuso de una cómoda mayoría relativa. Contra los pronósticos más extendidos, el principal partido de la oposición no fue el PCE, sino el PSOE, un partido socialdemócrata apoyado por la Internacional Socialista (y que posteriormente renunció al marxismo). La extrema derecha no obtuvo representación, reduciéndose el campo del franquismo al modesto resultado de la Alianza Popular de Manuel Fraga Iribarne, considerado el más aperturista dentro del régimen anterior. Ningún éxito tuvieron los líderes democristianos o liberales que meses antes parecían predestinados a ocupar el gobierno (José María de Areilza o Joaquín Ruiz-Giménez), eclipsados hábilmente por las maniobras de Suárez previas a las elecciones, y que contaban con el apoyo del equipo de confianza política formado en torno al rey.
En 1977 se firmaron, por la gran mayoría de los partidos con representación parlamentaria, los pactos de la Moncloa donde se acordaron reformas sociales y económicas para combatir la crisis, que estaba afectando de forma grave al empleo y la inflación, y que asentaron el modelo de economía social de mercado que sancionó la Constitución. Mediante consenso se redactó la Constitución de 1978 que sería aprobada ese mismo año en referéndum. España se definía como un Estado social y democrático de derecho, con vocación de homologarse con el estado del bienestar en su versión europea occidental; y reconocía el derecho a la autonomía de las nacionalidades y regiones que la integran, un concepto de suficiente ambigüedad como para permitir no frustrar el acuerdo de una amplísima mayoría política, social y territorial. La transición española se propuso internacionalmente como un modelo a seguir, que implicaba un amplio consenso, la garantía de las libertades públicas, la moderación en las reivindicaciones sociales, la renuncia a la satisfacción de agravios del pasado y una generosa amnistía (que en ese momento se planteó como garantía de la vuelta de los exiliados, y posteriormente serviría para garantizar la no persecución de los crímenes atribuibles a la represión del franquismo).

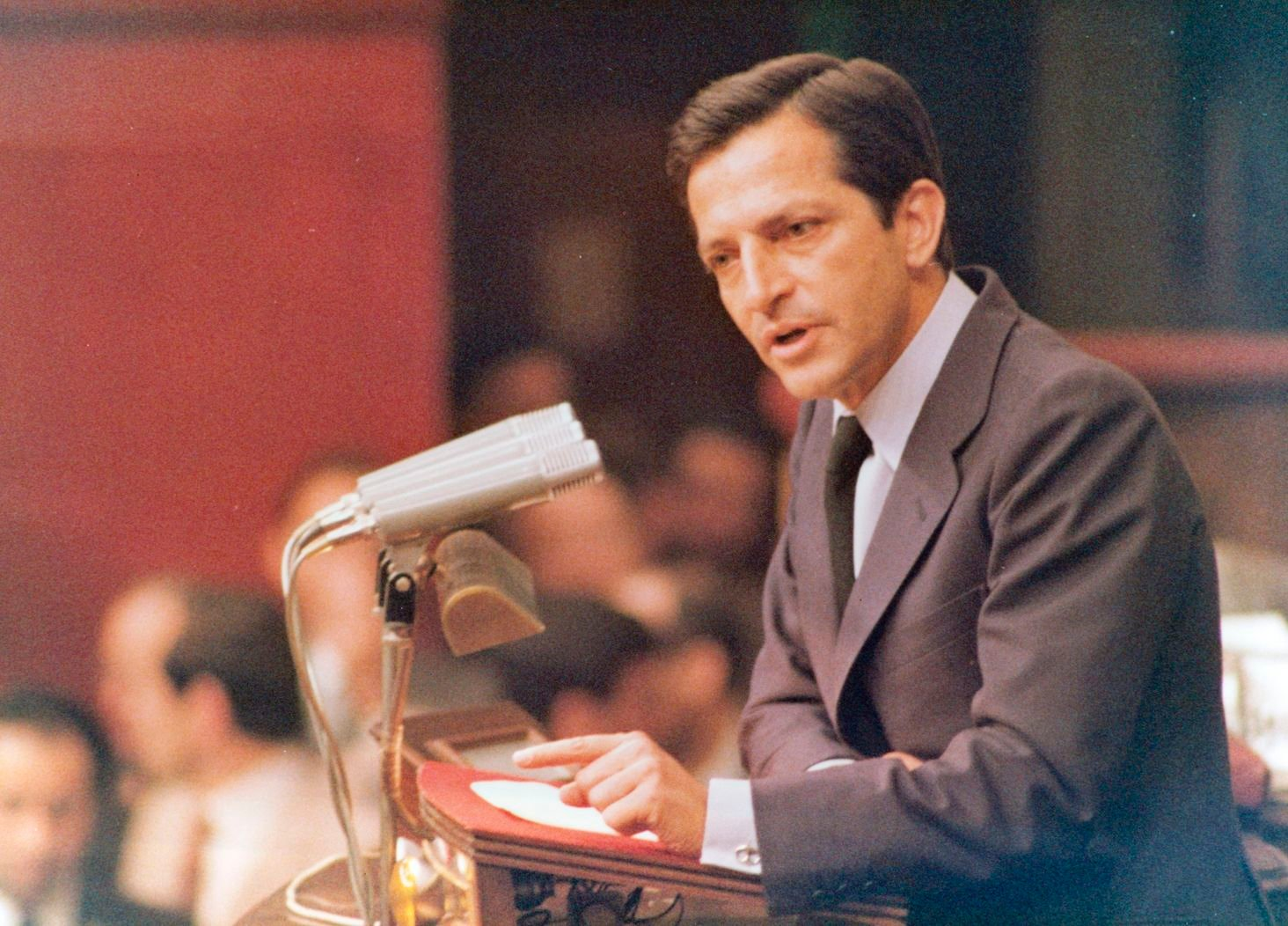
El primer presidente de la democracia española, Adolfo Suárez en la tribuna del Congreso de los Diputados en 1979.

Las elecciones de 1979 incrementaron el número de diputados de UCD, sin llegar a la mayoría absoluta, permitiendo la confirmación de Adolfo Suárez en la presidencia del gobierno. La normalización del sistema político implicaba continuar con el iniciado proceso preautonómico, que se sustanció en la aprobación de los estatutos de autonomía de las regiones a las que la Constitución reconocía, por razones que denominaba históricas (haber dispuesto de autonomía en la Segunda República o haber iniciado los trámites para ello), un procedimiento privativo para alcanzar el máximo techo competencial: Cataluña y Euskadi (ambos aprobados el 18 de diciembre de 1979), además del previsto para Galicia, que lo hizo posteriormente. En las elecciones a sus parlamentos autónomos, las candidaturas de UCD sufrieron una significativa derrota, en beneficio de los partidos nacionalistas periféricos (Convergència i Unió en las de Cataluña y PNV en las de Euskadi). El referéndum andaluz (28 de febrero de 1980), independientemente de su confuso resultado, implicó una derrota del gobierno y la evidencia de que no se podría impedir la generalización de las máximas competencias a las comunidades que así lo determinaran, dispusieran o no de algún tipo de hecho diferencial de naturaleza histórica o de cualquier otra (lo que el ministro Manuel Clavero Arévalo, dimitido por esta cuestión, denominó café para todos). Otras leyes importantes, aprobadas en medio de la contestación social, fueron el Estatuto de los trabajadores y el Estatuto de centros docentes. Las negociaciones para la entrada en la Comunidad Económica Europea se prolongaban ante las reticencias de algunos países (especialmente Francia), lo que, sumado al incremento del paro y de la inflación, en medio de la segunda crisis del petróleo, contribuyó a dibujar un sombrío panorama, en el que hay que resaltar los denominados «años de plomo», la banda terrorista ETA asesinó durante los años 1978 a 1980 a 240 personas, especialmente a miembros del ejército, la guardia civil y la policía. El año más sanguinario de los etarras fue 1980, fecha en el que asesinaron a 91 personas. La situación política era cada vez más insostenible. El PSOE presentó una moción de censura, que fue rechazada, pero evidenció la soledad del gobierno. Dentro del propio partido que lo apoyaba, la UCD, las diferentes familias (democristianos, liberales, socialdemócratas) comenzaron a exhibir sin disimulo diferencias de criterio cada vez mayores entre ellos y con el presidente. También el propio rey dejó que se divulgara su malestar por la situación política y su pérdida de confianza en Suárez, y de esa forma se interpretó su mensaje de Navidad de 1980, a pesar de que tal función no corresponde al rey en la Constitución. Para comienzos de 1981, Suárez entendió que no tenía otra salida que dimitir.

#### Golpe del 23 F y gobierno de Leopoldo Calvo-Sotelo (1981-1982)

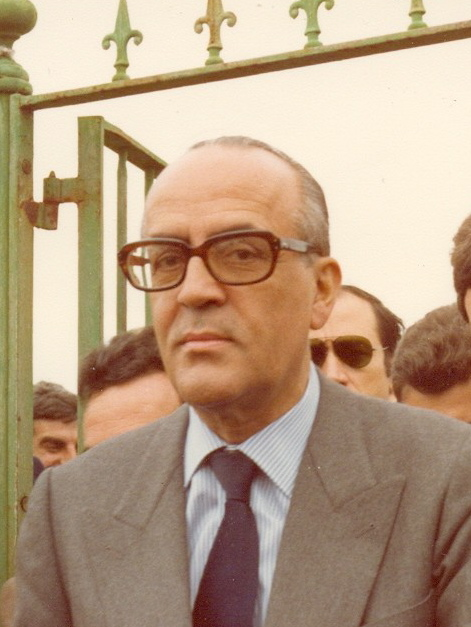
Leopoldo Calvo Sotelo fue el presidente de gobierno de mandato más breve de la democracia.

La dimisión de Adolfo Suárez, que había perdido la confianza de la mayor parte de los dirigentes de su propio partido, precipitó los preparativos previos para un golpe de Estado, y durante la sesión de investidura de su sustituto, Leopoldo Calvo-Sotelo (23 de febrero de 1981), un destacamento de guardias civiles dirigidos por Antonio Tejero ocupó el Congreso y secuestró a los diputados y al gobierno en pleno. Simultáneamente Jaime Milans del Bosch ocupó militarmente la ciudad de Valencia y Alfonso Armada, antiguo secretario de la casa real, intentaba obtener el apoyo del rey para formar un gobierno de concentración cívico-militar. La oposición del rey y la descoordinación y diferencia de objetivos entre los propios golpistas impidieron que la mayoría de las autoridades militares se les unieran, y al día siguiente se rindieron.
Entre los hechos más destacados del gobierno de Calvo Sotelo estuvo la integración de España en la OTAN (30 de mayo de 1982) y la aprobación de la ley del divorcio (22 de junio de 1981), impulsada por el ministro Francisco Fernández Ordóñez y que había suscitado una intensa oposición de la Conferencia Episcopal Española, convirtiéndose en una de las principales causas de discrepancia dentro del partido del gobierno. El proceso autonómico intentó armonizarse mediante la LOAPA (30 de junio de 1982), una ley restrictiva que posteriormente fue desmontada en aspectos esenciales por el Tribunal Constitucional (13 de agosto de 1983).

### Gobiernos de Felipe González (1982-1996)

#### Las Legislaturas con mayoría (1982-1993)
Artículos principales: II Legislatura de España, III Legislatura de España y IV Legislatura de España.
En las elecciones generales celebradas el 28 de octubre de 1982 el PSOE, liderado por Felipe González, obtuvo una mayoría absoluta (202 escaños) al lograr más de 10 millones de votos —un 48% de apoyo de los votantes—. Alianza Popular (AP) se constituyó con 106 escaños en la segunda fuerza política. Mientras el hundimiento de UCD y el PCE —que obtuvieron once y cuatro escaños, respectivamente— presidía la tendencia de bipartidismo que iba a presidir a partir de entonces la vida política española.
El nuevo gobierno tuvo que hacer frente a la crisis económica, al tiempo que implantaba medidas propias de un estado de bienestar de orientación socialdemócrata incrementando el gasto público en políticas sociales (universalización de la sanidad con la Ley General de Sanidad de 1986, incremento de las pensiones y de la cobertura del desempleo, LOGSE de 1990 (—que extendió la escolarización obligatoria hasta los 16 años—). Los efectos negativos en el empleo de la reconversión y reestructuración industrial, sumados a otras medidas liberalizadoras, como la flexibilización del mercado laboral o de los horarios comerciales, provocó la oposición radical de los sindicatos UGT y CCOO, que convocaron la huelga general del 14 de diciembre de 1988, que paralizó al país. El distanciamiento se había hecho evidente desde que el histórico líder de la UGT, Nicolás Redondo, dimitió como diputado del PSOE 1987 tras votar en contra de los presupuestos. En junio de 1992 y enero de 1994 se volvieron a repetir convocatorias sindicales de huelga general contra gobiernos socialistas.

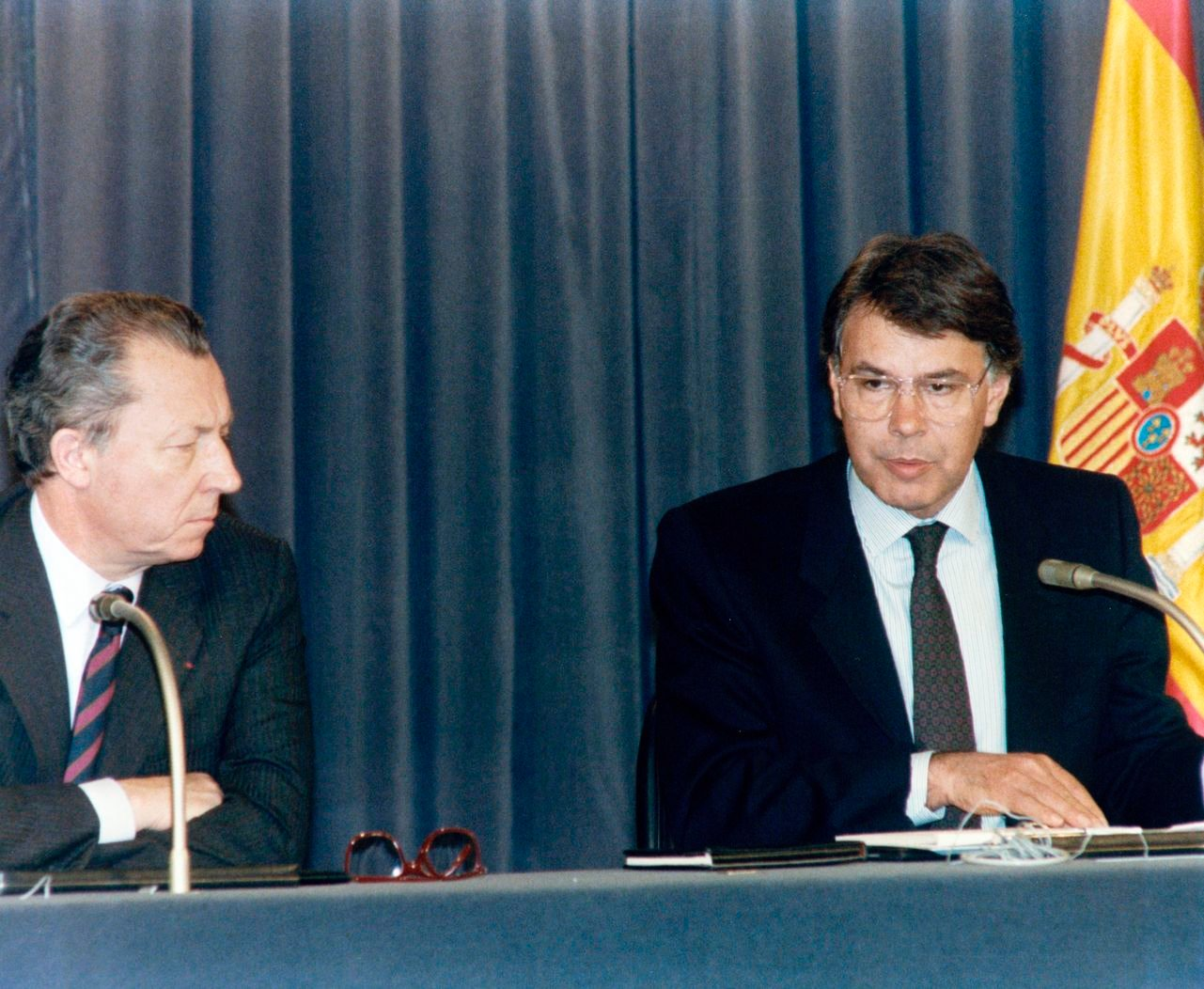
Felipe González con el presidente de la Comisión Europea, Jacques Delors, en 1989.

Se controló la inflación y se mejoró la política fiscal (creación de la Agencia Tributaria), reorganizando las cuentas públicas de modo que se facilitó el ingreso en la Comunidad Económica Europea, cuyo tratado de adhesión se firmó en junio de 1985 (entrada oficial el 1 de enero de 1986). El 12 de marzo de 1986 se garantizó la permanencia en la OTAN mediante un referéndum al que Felipe González se había comprometido cuando estaba aún en la oposición.
Se duplicó la renta per cápita al tiempo que aumentaba la población activa y la incorporación de la mujer al mundo laboral. El saldo migratorio, tradicionalmente negativo, pasó a ser positivo, convirtiéndose España en el mayor receptor de inmigrantes de Europa y uno de los mayores receptores del mundo. Se aprovecharon los fondos de cohesión que se habían obtenido de las instituciones comunitarias para mejorar las infraestructuras básicas. La fragilidad del crecimiento económico, en un periodo que se denominó del pelotazo, por lo fácilmente que se producía la especulación, conllevó desequilibrios financieros que obligaron a realizar varias devaluaciones en los años noventa.
El proceso autonómico se cerró con la configuración de diecisiete comunidades y dos ciudades autónomas, que comenzaron a dotarse de instituciones y legislación propia, y coordinarse con las estatales y municipales, mediante negociaciones de gran complejidad, especialmente las relativas a la financiación.
Seguía existiendo el problema del terrorismo de ETA, organización que perpetró en 1987 dos matanzas; en un centro comercial de Barcelona y en la Casa Cuartel de Zaragoza. Debido a ello, el gobierno socialista intentó todo tipo de soluciones: la presión política interna basada en el consenso entre los partidos democráticos (Acuerdo de Madrid sobre Terrorismo de 5 de noviembre de 1987 y Pacto de Ajuria Enea de 12 de enero de 1988), el intento de negociación (tregua de ETA de 1988 —8 de enero— o conversaciones de Argel —iniciadas anteriormente y mantenidas hasta el 4 de abril de 1988—), y la colaboración policial y judicial francesa (vinculada a la mejora de relaciones políticas y económicas). Como posteriormente se demostró (en un proceso judicial impulsado entre otros por El Mundo —un periódico de orientación derechista— y por el juez Garzón —reingresado en la carrera judicial tras un breve y conflictivo paso por la política como diputado del PSOE—), varios altos cargos de los primeros gobiernos socialistas (entre ellos el ministro José Barrionuevo y el secretario de seguridad Rafael Vera) habían impulsado entre 1982 y 1986 un terrorismo de Estado o guerra sucia mediante la actividad de los denominados Grupos Antiterroristas de Liberación (GAL), que realizaron varios atentados en territorio francés contra miembros de ETA.

#### La Legislatura en minoría (1993-1996)
«El 92» constituyó una conjunción de acontecimientos de tal envergadura, que tardará mucho tiempo en repetirse en España —Juegos Olímpicos de Barcelona y Exposición Universal de Sevilla—, que además supuso la realización de importantes infraestructuras viarias —como la primera línea de ferrocarril de alta velocidad (AVE) que unió Madrid con Sevilla—. Tras ese irrepetible año se inició un periodo de crisis que perduraría hasta 1997. A la crisis económica (—A finales de 1993 la tasa de desempleo alcanzó una tasa del 24%— y en menos de un año se llevaron a cabo tres devaluaciones sucesivas de la peseta) se le unió los excesivos gastos extraordinarios destinados por la Administración pública realizados para los «fastos del 92». 

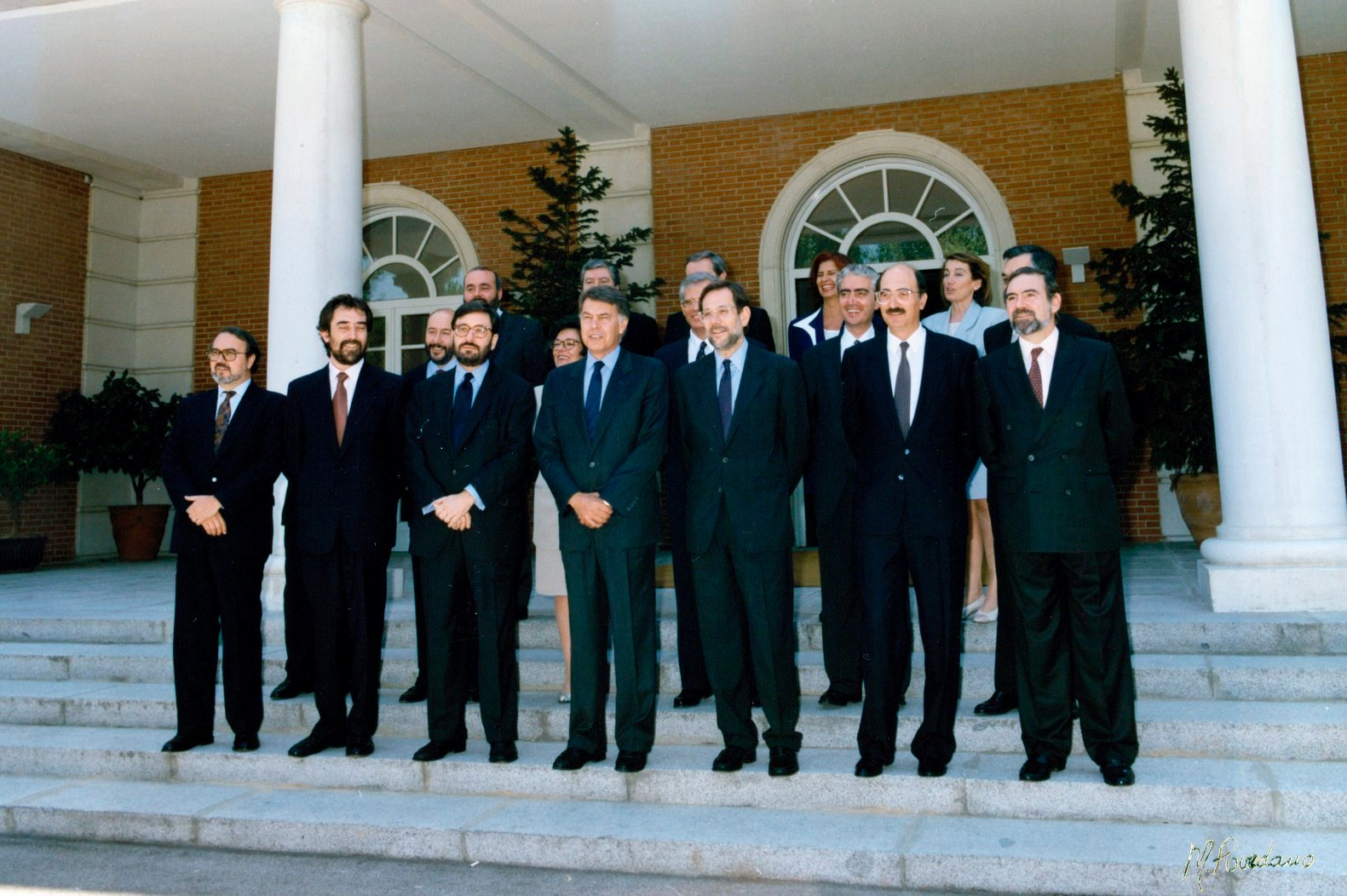
Foto en familia del gobierno socialista en la V Legislatura (14 de julio de 1993).

La V Legislatura estuvo marcada por un clima de crispación política generada por el conocimiento a la opinión pública de casos de corrupción que afectaban de forma directa al gobierno del Estado. Entre ellos, el del director de la Guardia Civil, Luis Roldán —malversación de fondos públicos— y posterior huida del país, y el del Gobernador del Banco de España, Mariano Rubio, que fue juzgado. Paralelamente, las denuncias de corrupción implicaron a altos cargos de la Administración y gobierno por sus responsabilidades políticas, y las investigaciones judiciales tuvieron continuidad con figuras de la empresa privada. Entre ellos, Mario Conde, después de la intervención del Banco de España a la entidad bancaria que presidía, Banesto; y Javier de la Rosa, financiero significado a partir de su intervención en la multinacional de Kuwait KIO.
En 1995, aparecieron nuevos escándalos asociados al gobierno: las nuevas declaraciones de los inculpados en el «caso GAL», José Amedo y Míchel Rodríguez, provocaron la reapertura del caso por parte del juez de la Audiencia Nacional, Baltasar Garzón. Este caso, alcanzó a José Barrionuevo y Rafael Vera, ministro y secretario de Estado, respectivamente, del Ministerio del Interior de la I Legislatura de González; ambos fueron juzgados por el Tribunal Supremo y condenados a penas de prisión por secuestro y malversación de fondos en 1998.
El 28 de mayo de 1995, se celebraron elecciones municipales, celebradas en todo el Estado y autonómicas celebradas ese mismo día en todas las Comunidades menos en Andalucía, Cataluña, Galicia y País Vasco, el Partido Popular logró la victoria en diez comunidades autónomas y ser el partido más votado en 42 capitales de provincia —por primera vez en su historia lograba vencer en unas elecciones de ámbito nacional—.
Ante la vorágine de los casos de corrupción, unidas al incumplimiento de los parámetros exigidos para la convergencia europea según los acuerdos de Maastricht, producen el distanciamiento entre CiU y el PSOE. Rechazada la ley de Presupuestos de Generales del Estado en el Congreso por la falta de apoyo de Convergència i Unió, Felipe González disolvió las Cortes y convocó elecciones generales anticipadas.

### Gobiernos de José María Aznar (1996-2004)
El 3 de marzo de 1996, el Partido Popular de José María Aznar vence en las elecciones generales aunque por una mayoría mínima. El PP obtuvo 156 escaños y el PSOE, 141. La diferencia de votos entre ambas formaciones se situó en torno a los 300 000 votos. Debido a ello, para su investidura como presidente del Gobierno tuvo que pactar con CiU (—con la que tuvo una ardua negociación que finalizó con los pactos del Majestic—), el PNV y Coalición Canaria (CC).
El nuevo gobierno del PP se propuso cumplir los criterios de convergencia del Tratado de Maastricht para que la economía española se incorporara al grupo de países que compartirían la nueva moneda europea: el euro. La recuperación económica se consolidó en la primera etapa popular. Una política antiinflacionista y de rigor presupuestario practicada por Rodrigo Rato, la privatización de empresas estatales y la excelente coyuntura internacional posibilitaron una etapa de crecimiento económico; descendiendo el paro y la inflación. En 1999, con los criterios cumplidos en su mayor parte, España fue aceptada como miembro de la eurozona, estableciéndose una cotización de 166.386 pesetas por euro. Las monedas y billetes de peseta dejaron de circular el 1 de marzo de 2002. 
El éxito policial que supuso la liberación del funcionario de prisiones José Antonio Ortega Lara que sufrió el secuestro más largo por parte de la banda terrorista ETA (532 días) y en condiciones infrahumanas el 1 de julio de 1997 se ensombreció inmediatamente transcurridos diez días después. El 10 de julio, ETA secuestró al concejal del PP en la localidad vizcaína de Ermua (País Vasco) Miguel Ángel Blanco. El chantaje impuesto por los terroristas resultó inaceptable para el Gobierno de Aznar —el traslado de más de 500 presos etarras a las cárceles del País Vasco en el plazo de dos días—. Tras 48 horas de angustiosa espera, en las que millones de españoles se movilizaron en multitudinarias manifestaciones —en Bilbao celebró hasta aquel momento la mayor manifestación de su historia— el 12 de julio los asesinos de ETA acabaron con su vida. La situación de la banda terrorista se había deteriorado incluso entre parte de sus bases sociales del País Vasco. Se planteó un cambio de estrategia que los partidos nacionalistas hacen público: el Pacto de Estella (12 de septiembre de 1998). Firmado por el PNV, EA, Herri Batasuna e IU-Ezquer Batúa —el pacto es un plan secesionista que se comprometía a dialogar sobre algunos postulados etarras—. Cuatro días después, el día 16 por primera vez en su historia la banda terrorista ETA declaraba una «tregua indefinida» lo que llevó al gobierno a aceptar el inicio de unas conversaciones (noviembre de ese mismo año) que no condujeron a ningún resultado positivo, y que posteriormente el ministro Mayor Oreja denominó tregua trampa (septiembre de 1999). El 28 de noviembre de 1999, la organización terrorista ETA rompió la tregua.
En las elecciones generales de 2000 el PP consiguió la mayoría absoluta, lo que le permitió llevar a cabo su política sin el condicionante de la búsqueda de apoyos en los partidos nacionalistas periféricos. El año 2000 acabó tras una brutal ofensiva etarra en la que fueron asesinadas 23 personas. La oposición sindical al nuevo decreto reforma laboral se sustanció en la huelga general del 20-J (2002). Se suprimió el servicio militar obligatorio y se impulsó el Plan Hidrológico Nacional.
En política exterior, Aznar se alineó claramente con los Estados Unidos, convirtiéndose en uno de sus principales aliados europeos (trío de las Azores) en los conflictos posteriores al ataque terrorista contra EE. UU. (11-S): la guerra de Afganistán y la guerra de Irak. El desastre ecológico provocado por el accidente del petrolero Prestige (2002-2004, posiblemente agravado por la confusa gestión política, que generó el movimiento de protesta Nunca Mais) se sumó al escándalo consiguiente al accidente del Yak-42 (avión que se estrelló en Turquía —26 de mayo de 2003— trasladando tropas españolas desde Afganistán hasta España, cuya precipitada e irregular identificación generó el descontento de los familiares y un proceso judicial) y a la gran oposición de la opinión pública al apoyo de Aznar a la Administración Bush en su invasión de Irak, sin el consentimiento de la ONU (movimiento de protesta No a la guerra), desprestigiando al gobierno y al Partido Popular, que no obstante consiguió mantener unos aceptables resultados en las elecciones autonómicas y municipales de 2003, ganadas en número de votos por el PSOE (7.999. 178 votos frente a 7.875.762 del PP).
Aznar se había comprometido a no presentarse a una tercera convocatoria electoral. Para sustituirle como candidato se barajaban tres nombres: Rodrigo Rato, Jaime Mayor Oreja y Mariano Rajoy, quien fue finalmente elegido por el propio presidente. 
Tres días antes de las elecciones generales de 2004, se produjeron los atentados del 11-M contra varios trenes de cercanías en Madrid, con el resultado de 191 muertos y 1858 heridos —el peor ataque terrorista de la historia de España y de Europa en tiempos de paz—. Los atentados conmocionaron al país y produjeron la confusión del propio gobierno, que en un primer momento los atribuyó a ETA. Tras una manifestación unitaria de repulsa celebrada el día siguiente, que sacó a la calle a más de 12 millones de personas en todo el país, y a medida que comenzaron a conocerse evidencias de que los atentados eran obra del terrorismo islámico (posteriormente discutidas por los medios de comunicación —especialmente el periódico El Mundo— que siguen sosteniendo teorías alternativas a la investigación judicial), el descontento y la idea de que se estaba ocultando información sobre la autoría comenzó a desplazarse contra el gobierno, y el mismo día de reflexión se convocaron manifestaciones ilegales frente a las sedes del Partido Popular. En las elecciones generales del 14 de marzo, el PSOE de Rodríguez Zapatero lograba un inesperado éxito electoral. La participación fue muy alta, superior al 77 % y en donde el PSOE obtuvo más de 10 900 000 votos y 164 escaños. El derrotado por este voto de castigo fue Mariano Rajoy, cabeza de lista del PP.

### Gobiernos de José Luis Rodríguez Zapatero (2004-2011)
José Luis Rodríguez Zapatero se significó en el segundo día de su mandato con una decisión de gran impacto internacional: la retirada de las tropas españolas de Irak, en cumplimento de su promesa electoral, aunque sorprendente por su inmediatez, comunicada antes incluso de la formación de su gobierno. En política interior, la subida del salario mínimo interprofesional (uno de los más bajos de Europa) abrió el camino de otras reformas sociales entre las que destacaba la autorización del matrimonio homosexual (30 de junio de 2005), muy protestado por la Iglesia Católica; y la ley de dependencia (30 de noviembre de 2006). Otras medidas sociales de gran impacto fueron la introducción del carnet por puntos para la sanción de infracciones de tráfico (2006) y las sucesivas ampliaciones de la prohibición de fumar (2006 y 2011), que se terminaron extendiendo a la práctica totalidad de los espacios públicos. Otras cuestiones se aplazaron para la siguiente legislatura, como la reforma de la ley del aborto (24 de febrero de 2010).
Ante la ONU, Zapatero propuso la Alianza de civilizaciones, una iniciativa de colaboración internacional que colideró con el presidente turco Erdogan. La aprobación en referéndum de la constitución europea el 20 de febrero de 2005 fue inoperante, dado el fracaso de mecanismos similares en Francia y los Países Bajos.
Varias comunidades iniciaron el procedimiento de reforma de sus estatutos de autonomía. El denominado Plan Ibarretxe, no planteado como una reforma estatutaria sino como una iniciativa soberanista para el País Vasco, fue rechazado por las Cortes (1 de febrero de 2005). La reforma del Estatuto catalán fue aún más polémica; a pesar de superar todos los trámites legislativos con distintas modificaciones y entrar en vigor tras el referéndum del 18 de junio de 2006, fue objeto de un recurso de inconstitucionalidad tramitado de forma accidentada por el Tribunal Constitucional, que no emitió su fallo hasta el 28 de junio de 2010, interpretando restrictivamente ciertas partes del texto e invalidando otras.
Durante casi todo el año 2006 se llevaron a cabo contactos del gobierno con ETA en un contexto de «alto el fuego permanente» declarada por el grupo terrorista y de protestas del Partido Popular, la Asociación de Víctimas del Terrorismo y los medios de comunicación de orientación conservadora; y que se demostraron infructuosos tras el atentado de la T4 del aeropuerto de Madrid-Barajas en el que murieron dos personas (30 de diciembre de 2006). Más eficacia demostró la presión policial, judicial e internacional, que consiguió la detención consecutiva de los equipos dirigentes que se sucedieron en la cúpula de la banda terrorista; y el impedimento, mediante reformas legislativas y decisiones judiciales, de que las agrupaciones políticas organizadas en torno a ETA obtuvieran representación política en ayuntamientos y parlamentos, al ser ilegalizadas parcial o totalmente en unas u otras convocatorias electorales (especialmente desde el Pacto Antiterrorista de 2000 y la Ley de Partidos de 2002, ambas con el consenso de PP y PSOE, que se mantuvo, con tensiones puntuales, con ambos partidos en posición de oposición o de gobierno).
Durante una cumbre iberoamericana se produjo un incidente verbal entre el rey y el presidente venezolano Hugo Chávez, que llegó a hacerse muy popular («¿Por qué no te callas?», 10 de noviembre de 2007); y que se utiliza como ejemplo de la complejidad de las relaciones entre España e Hispanoamérica. Estas relaciones, intensificadas tanto en lo económico como en lo político, son denunciadas como neocolonialistas por la corriente de opinión indigenista, mientras que la opinión conservadora dentro de España crítica por contraproducente e ingenuo el mantenimiento de relaciones relativamente amistosas con el gobierno de Cuba y otros de orientación próxima, calificados de populistas y contrarios a los intereses españoles.
Tras las elecciones generales del 9 de marzo de 2008 (cuyos actos finales de campaña tuvieron que ser suspendidos ante el asesinato por ETA de Isaías Carrasco), se repitió la mayoría relativa del PSOE y el segundo puesto del PP. Ambos partidos aumentaron en número de diputados. Los partidos nacionalistas e Izquierda Unida disminuyeron su representación, al tiempo que aparecía un nuevo partido de ámbito nacional: Unión Progreso y Democracia, por el que Rosa Díez consiguió un acta de diputado.
El debate en torno a la Ley de Memoria Histórica, que provenía de la legislatura anterior, alcanzó su nivel máximo como consecuencia de la decisión del juez Garzón de iniciar un procedimiento judicial contra los crímenes del franquismo (16 de octubre de 2008); y la reacción contra él, que, además de su apartamiento de la causa, que no tuvo continuidad, se sustanció en tres procedimientos judiciales simultáneos por diversos motivos, unos ligados a ese asunto y otros ajenos, pero también de repercusión política, que llevaron a su suspensión como juez de la Audiencia Nacional, en medio de un escándalo internacional (14 de mayo de 2010).

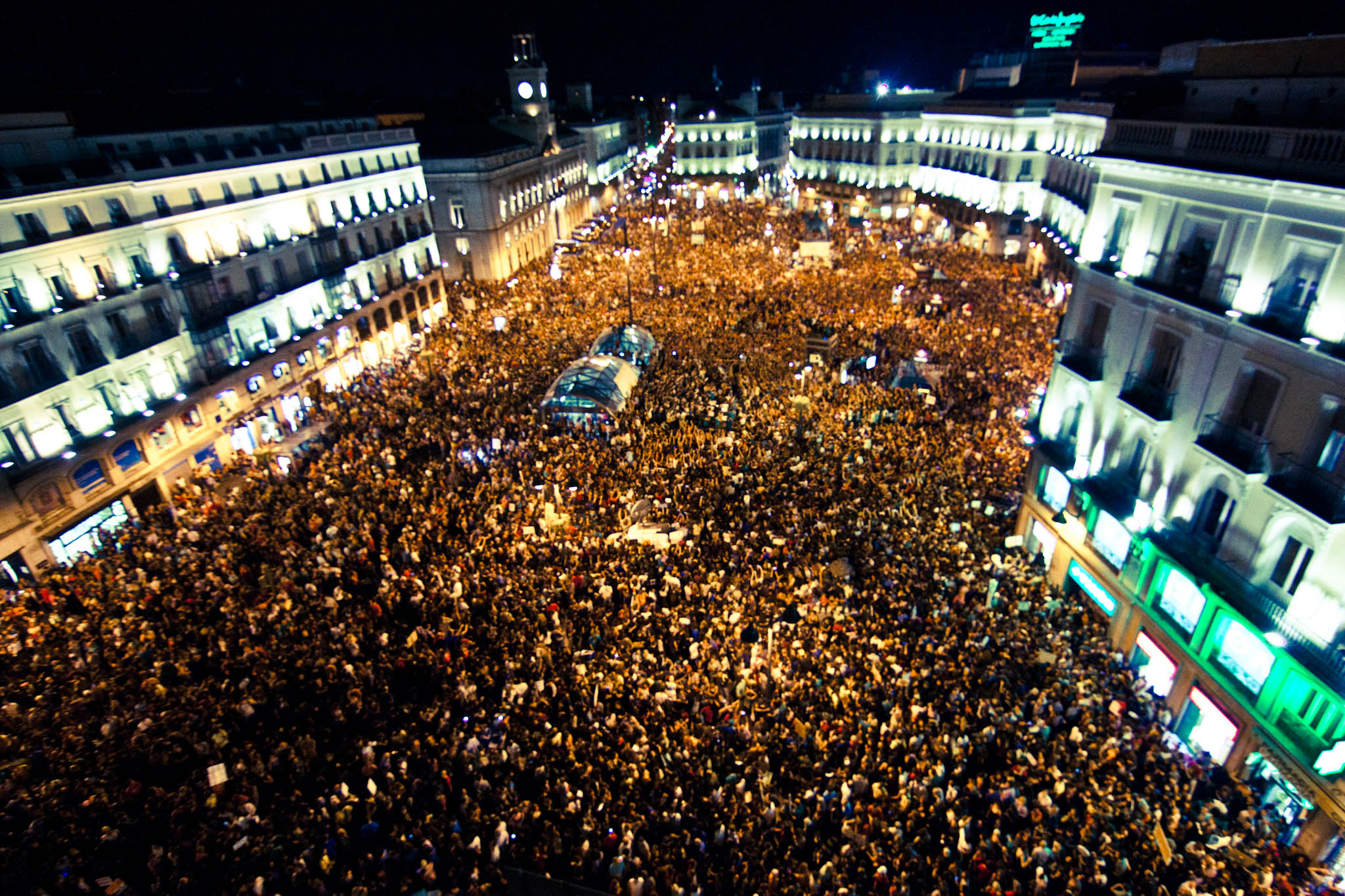
La Puerta del Sol de Madrid fue el punto central de las protestas del movimiento de los indignados.

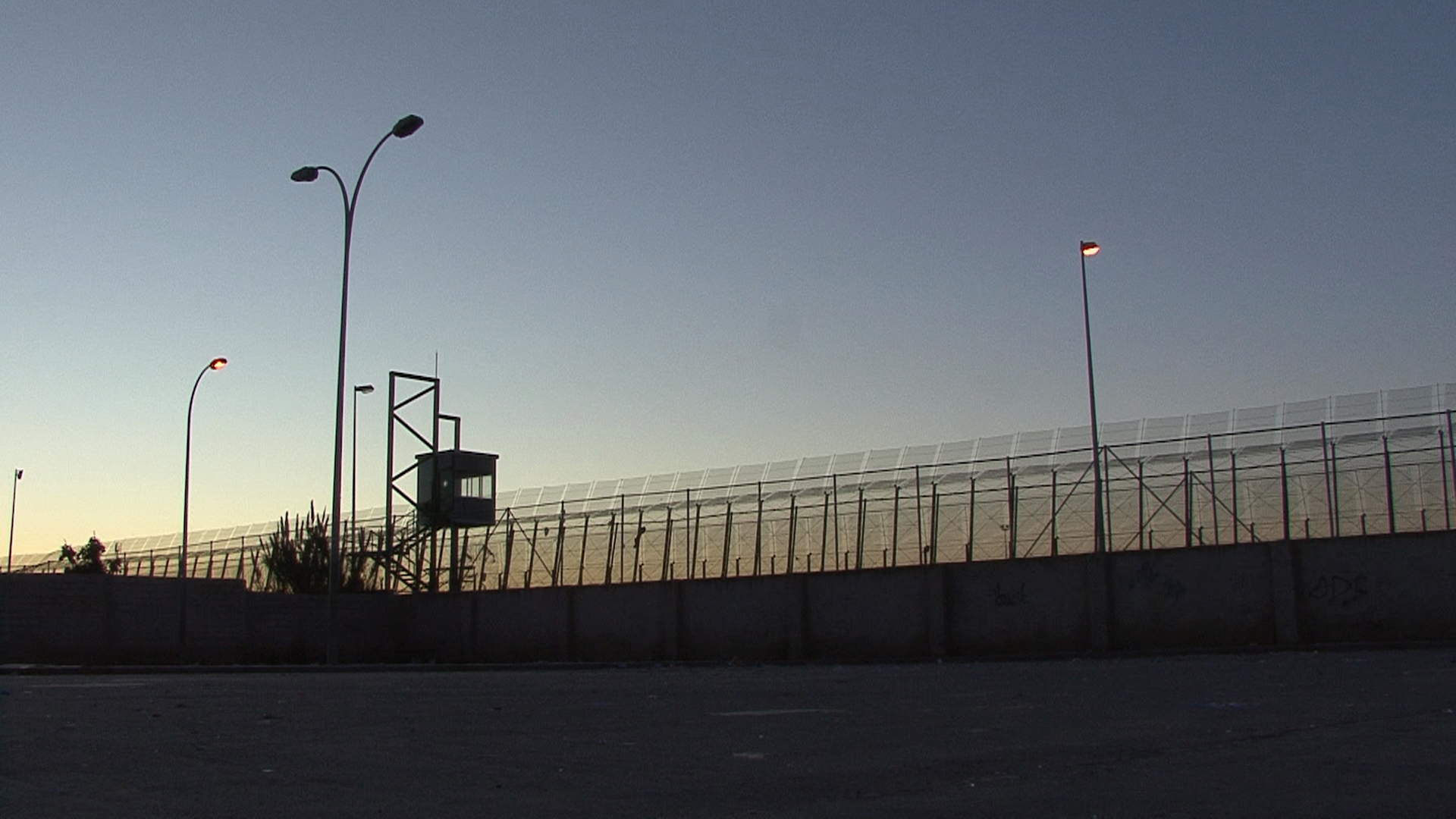
Valla de Melilla. Como frontera exterior de la Unión Europea, es uno de los puntos con mayor presión migratoria. Tras los años de auge económico (1997-2008) en que llegaron millones de inmigrantes hasta alcanzar más del 10 % de la población, la crisis económica volvió a convertir a España en un país de emigrantes. La mayor parte de estos eran inmigrantes que retornaban a sus países de origen; aunque un número considerable eran jóvenes españoles que buscaban mejores oportunidades en otros países. Las proyecciones plantean un futuro comprometido a la demografía española, en el que únicamente la emigración podría compensar el crecimiento vegetativo negativo y el envejecimiento.

La crisis económica-financiera mundial (iniciada en 2008) sumada a una crisis inmobiliaria nacional afectó de manera gravísima a la economía española, que tras experimentar el final de la denominada burbuja del ladrillo sufrió varios trimestres consecutivos de descenso del PIB y de incremento del paro, que llegó en el tercer trimestre de 2011 a la cifra histórica de cinco millones de desempleados (más del 20 % de la población activa); e incluso a la estructura demográfica, produciéndose por primera vez en décadas la inversión de los movimientos migratorios (mayor emigración que inmigración). La crisis de la deuda soberana en Grecia, convertida en una verdadera crisis de la eurozona, llevó a los gobiernos europeos, e incluso al presidente norteamericano Barack Obama, a exigir al español (que precisamente ocupaba durante ese semestre la presidencia rotativa de la UE) medidas drásticas de reducción del déficit público. La decisión de Zapatero (12 de mayo de 2010) de reducir el salario de los funcionarios y no incrementar las pensiones se calificó de una medida sin precedentes en la historia de la democracia española, cuestionándose el mantenimiento del modelo de estado del bienestar. La presión de los mercados de deuda sobre los países periféricos de la Unión Europea (denominados PIGS) y la actitud exigente de la canciller alemana Angela Merkel impusieron incluso una reforma constitucional que se realizó de forma urgente el 23 de agosto de 2011, por consenso de los dos principales partidos españoles (PP y PSOE), cuando el presidente Zapatero ya había comunicado su intención de disolver las Cortes y convocar anticipadamente elecciones generales.
En las elecciones autonómicas catalanas (28 de noviembre de 2010), Convergencia i Unió obtuvo una victoria sin mayoría absoluta, que fue suficiente para que Artur Mas fuera nombrado presidente de la Generalidad, desplazando al anterior gobierno tripartito de izquierdas.
Las siguientes convocatorias electorales dieron la victoria al Partido Popular, que consiguió acumular un poder inédito en el periodo democrático, con mayorías absolutas en la mayor parte de las comunidades autónomas y los ayuntamientos (22 de mayo de 2011), y en el Congreso y el Senado desde el 20 de noviembre de 2011 (en la convocatoria electoral anticipada a la que no se presentó por el PSOE Zapatero, sino Alfredo Pérez Rubalcaba —que obtuvo los peores resultados de su partido desde 1977—, mientras se incrementaba la representación de partidos minoritarios como Izquierda Unida y Unión Progreso y Democracia.
La presencia en las instituciones vascas de la izquierda abertzale, con la denominación Bildu, que logró la alcaldía de San Sebastián y la Diputación Foral de Guipúzcoa (elecciones municipales y a Juntas Generales, 22 de mayo de 2011), llevó a la convocatoria de una denominada Conferencia Internacional de Paz de San Sebastián (17 de octubre de 2011), acogida con distintos grados de escepticismo por los demás grupos políticos y con presencia de personalidades internacionales. La declaración final de esa conferencia fue aprovechada por la banda terrorista ETA para anunciar «que ha decidido el cese definitivo de su actividad armada» (20 de octubre de 2011). Tras 829 víctimas mortales, ETA puso fin a 43 años de muerte y terror.
El final de la barbarie etarra propició una notable representación electoral de la izquierda abertzale, con la denominación Amaiur, en las elecciones generales (20 de noviembre de 2011).
Desde el 15 de mayo de 2011, el «movimiento de los indignados» o del «15-M» ha protagonizado movilizaciones sociales de nuevo cuño, con características similares hasta cierto punto a otros movimientos de protesta simultáneos en otros países, como la Primavera Árabe o occupy Wall Street. Muy significativamente, el papel de las centrales sindicales mayoritarias en las protestas sociales se ha considerado como de bajo perfil, a pesar de la convocatoria de una huelga general contra las medidas de ajuste de mayo de 2010 o de las protestas contra los recortes en comunidades autónomas gobernadas por el PP desde mediados de 2011 (notablemente, contra las medidas tomadas por la Consejería de Educación de la Comunidad de Madrid para el comienzo del curso 2011-2012 —Marea Verde—). En cambio, fue mucho más notable (y negativo en la mayor parte de la opinión pública) el impacto social de huelgas salvajes como la del Metro de Madrid de junio de 2010 o la de los controladores aéreos de la Navidad de 2010, que motivó una iniciativa gubernamental inédita: la declaración del estado de emergencia.

### Primer gobierno de Mariano Rajoy (2011-2015)

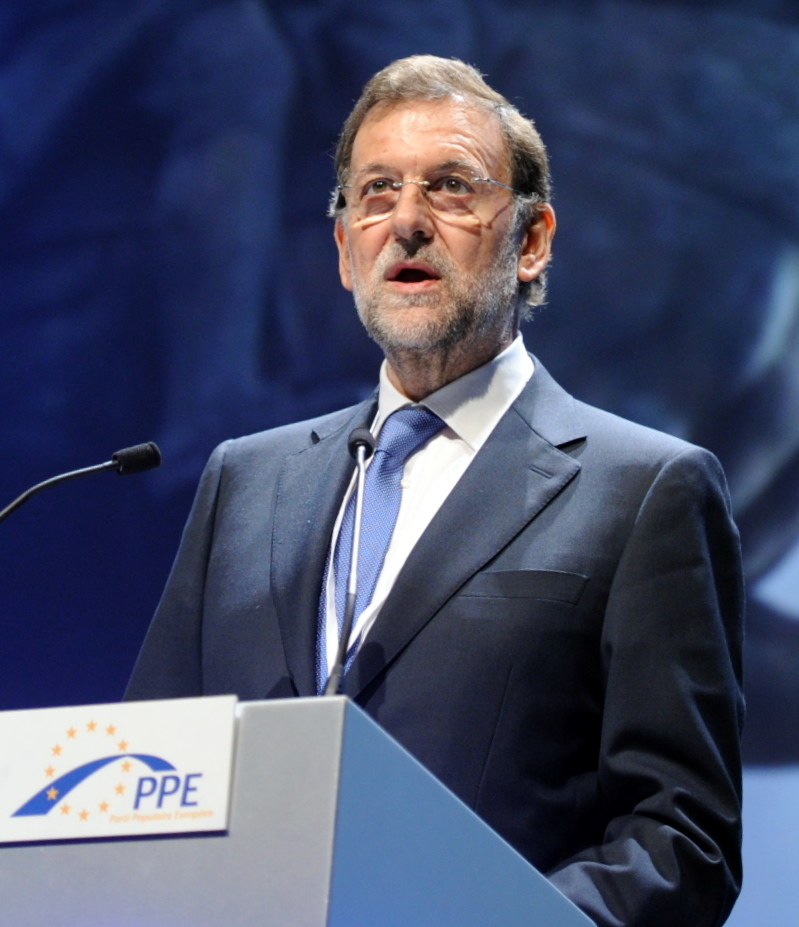
Mariano Rajoy se dirige a la convención del Partido Popular Europeo el 8 de diciembre de 2011, tras su victoria electoral y pocos días antes de ser investido presidente del gobierno.

El 21 de diciembre de 2011, Mariano Rajoy tomaba posesión como presidente del gobierno. Ante la gravedad de la situación económica (recesión y paro, que no dejaron de incrementarse) y la urgencia de controlar el déficit público (cuyas cifras se desviaban notablemente de las declaradas hasta entonces, llegando a superar el 8 % del PIB), el nuevo gobierno del Partido Popular decidió subir los impuestos (IVA e IRPF), incrementar los "recortes" (reducción del gasto público en todas las partidas del gasto, incluyendo dependencia, sanidad, educación, investigación y desarrollo, etc.) e impulsar las "reformas" (particularmente la del mercado laboral —reducción del coste del despido y de la aplicación de los convenios—).
La crisis financiera obligó a la nacionalización de varias entidades, entre ellas Bankia (donde se habían fusionado varias cajas de ahorros afectadas por la denominada "burbuja inmobiliaria"), y a la petición (9 de junio de 2012) de un "rescate parcial" de la Unión Europea (inicialmente por un máximo de 100 000 millones de euros, que se concretaron en 39 000 millones en diciembre, entre rumores sobre la oportunidad de solicitar un "rescate total" de la economía española, según oscilaba la prima de riesgo —el diferencial con el interés del bono alemán a diez años—).
La contestación social fue encauzada por los sindicatos en dos huelgas generales (29-M y 14-N) y en numerosas huelgas sectoriales, junto a masivas movilizaciones de muy diferente base social (marea verde, 25-S: rodea el Congreso, protestas del ámbito sanitario y judicial). La única que consiguió una reacción política positiva fue la movilización contra los desahucios, centrada en la reivindicación de la dación en pago para las hipotecas.
También se incrementó la contestación de base territorial. Tras una masiva manifestación proindependentista en la Diada (11 de septiembre de 2012), Artur Mas convocó anticipadamente elecciones autonómicas (25 de noviembre), comprometiéndose a convocar un referéndum encaminado a convertir Cataluña en "un nuevo Estado de la Unión Europea". A pesar de los malos resultados para su fuerza política (perdió 12 escaños), el avance de Esquerra Republicana de Cataluña le permitió volver a ser investido presidente al pactar con estos un programa "soberanista". Las elecciones autonómicas vascas (21 de octubre) hicieron recuperar el poder al PNV (Íñigo Urkullu), con un programa más moderado, mientras que Bildu se situó como segunda fuerza política. Simultáneamente se celebraron las elecciones autonómicas gallegas, que revalidaron la mayoría absoluta del Partido Popular. También en las elecciones autonómicas andaluzas (25 de marzo) había sido el PP el partido más votado, pero el gobierno andaluz siguió ejerciéndose por el PSOE, a partir de entonces coaligado con Izquierda Unida.

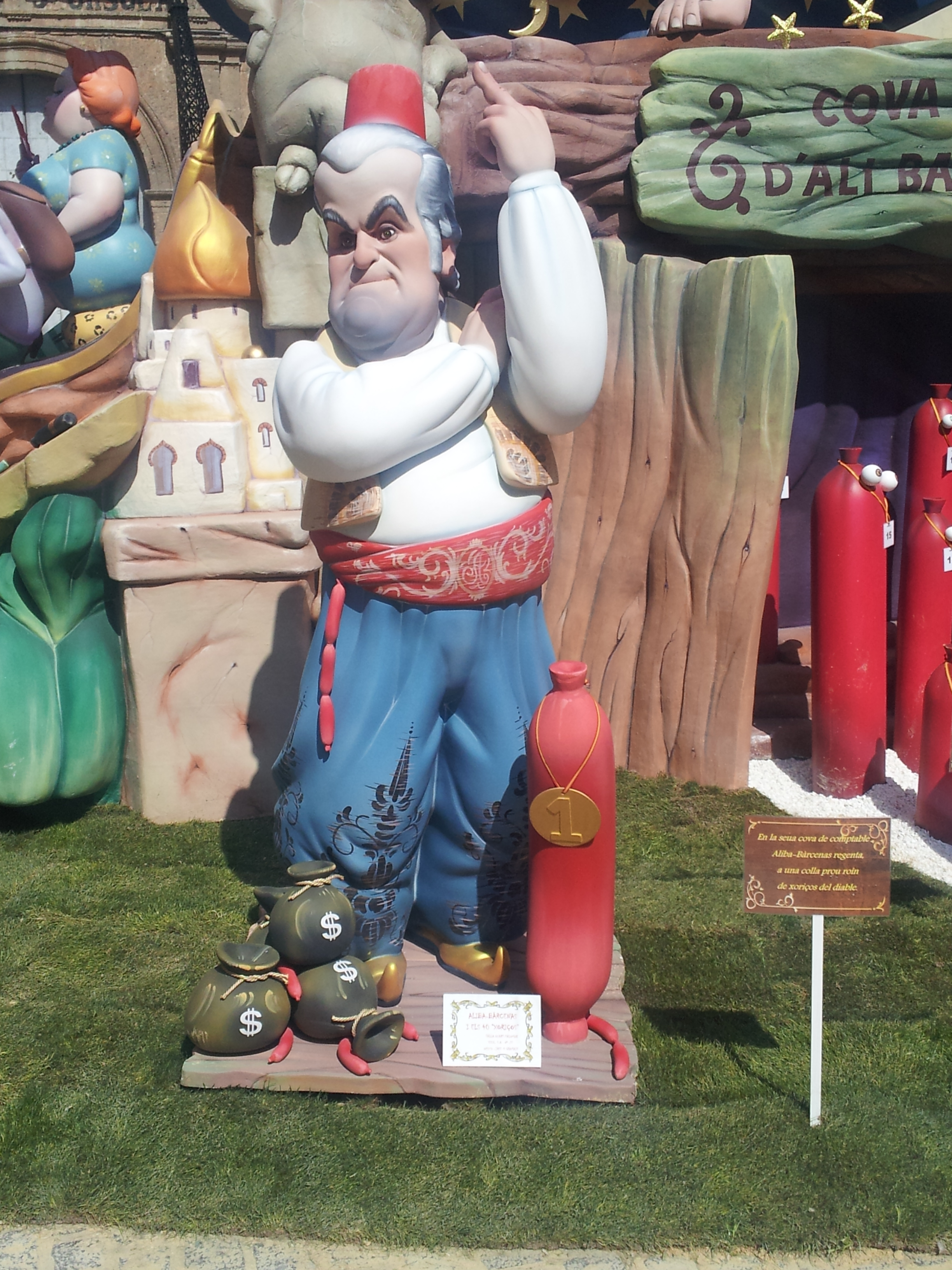
Ninot fallero que representa el escándalo Bárcenas. El gesto obsceno efectivamente fue realizado por Luis Bárcenas ante la prensa tras volver de unas vacaciones de esquí en Canadá, en febrero de 2013.

Los escándalos de corrupción, cuya repercusión mediática se prolongaba por la lenta tramitación jurídica (los casos, ya de por sí complejos, se complican por la condición de aforados de algunos implicados, y permanecen abiertos años), afectaban a prácticamente todas las instituciones políticas, económicas y sociales: caso Bárcenas (el tesorero del PP, que habría recaudado donaciones ilegales de particulares y empresas —interesados en la contratación pública o en decisiones políticas—, destinándolas a la financiación del partido, a sobresueldos de sus dirigentes o a su propio enriquecimiento), caso de los ERE en Andalucía (utilización indebida de subvenciones públicas, que afectaba a miembros del PSOE, incluso a los expresidentes Manuel Chaves y José Antonio Griñán), caso Nóos (empresa de Iñaki Urdangarín, yerno del rey, que afectaba a comunidades autónomas y ayuntamientos, en su mayoría gobernados por el PP —Jaume Matas, de Baleares—), caso Gürtel (que afectaba al PP de Madrid y Valencia), caso Pujol (que afectaba al antiguo presidente de la Generalidad de Cataluña y su familia), caso Bankia (que, a través del escándalo de las preferentes, la fraudulenta salida a bolsa y las "tarjetas black", implicaba a todos los partidos y sindicatos representados en el consejo de Administración de la antigua Caja Madrid), etc.
El presidente del gobierno autonómico catalán, Artur Mas, anunció a finales de 2013 un proyecto de referéndum de autodeterminación de Cataluña para el 9 de noviembre del año siguiente. El movimiento independentista había liderado durante la Diada del 11 de septiembre otra multitudinaria manifestación, que en esa ocasión tomó la forma de una cadena humana de 400 km.
Las elecciones al Parlamento Europeo celebradas el 25 de mayo de 2014 sigificaron un fuerte castigo para los dos principales partidos, PP y PSOE, que perdieron respectivamente 2,6 y 2,5 millones de votos; sin alcanzar entre los dos a sumar la mitad de los votos (en las anteriores elecciones europeas de 2009 habían sumado el 81 %). La otra mitad de los votos se distribuyó entre las distintas candidaturas nacionalistas, La Izquierda Plural (10,03 % de los votos, formada alrededor de Izquierda Unida y de los Verdes) y un grupo de fuerzas emergentes entre las que destacó la candidatura Podemos (7,98 % de los votos, liderada por el profesor universitario Pablo Iglesias, creada en enero de ese mismo año como una de las iniciativas surgidas a partir del movimiento de los «indignados» del 15-M), mientras que UPyD (6,5 % de los votos) disputaba su espacio político con Ciudadanos (3,16 % de los sufragios) —en los meses siguientes se planteó la posibilidad de colaboración entre ambas fuerzas, pero los contactos no fructificaron y comenzó una grave crisis interna en UPyD, mientras crecían las expectativas de Ciudadanos.
El prestigio de la familia real sufrió una notable erosión como resultado de varios escándalos: el protagonizado por la infanta Cristina (imputada, des-imputada y que finalmente declaró como imputada en el procesamiento de su marido Iñaki Urdangarín por delitos económicos) y los accidentes de uno de sus nietos (que, a pesar de ser menor, practicaba el tiro junto a su padre —divorciado de su madre, la infanta Elena—) y del propio rey Juan Carlos (durante una cacería de elefantes en Botsuana que no había sido comunicada al Gobierno).

## Reinado de Felipe VI (desde 2014)

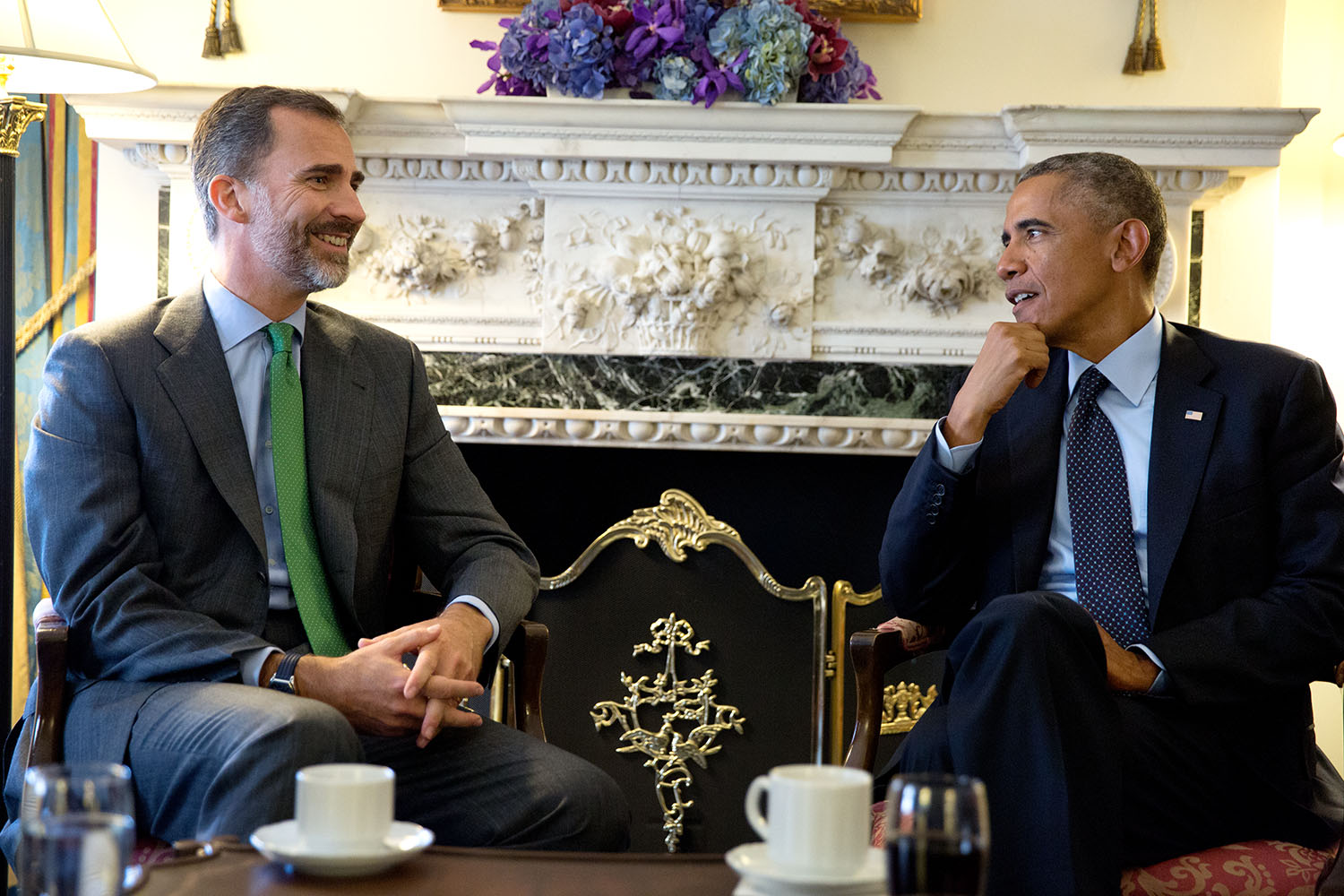
Reunión de Felipe VI con el presidente de Estados Unidos Barack Obama en 2014.

El 2 de junio de 2014 Juan Carlos I anunciaba su abdicación tras casi treinta y nueve años de reinado. La decisión la habría tomado cinco meses antes (coincidiendo con su 76 cumpleaños, durante la celebración de la Pascua militar, se evidenciaron sus dificultades para pronunciar un discurso) y fue comunicada al presidente del gobierno en un momento intermedio.
El jueves día 19 de ese mismo mes, el entonces príncipe de Asturias Felipe de Borbón juró la Constitución española ante las Cortes Generales y en ellas fue proclamado rey de España y reinará bajo el nombre de Felipe VI.
El 9 de noviembre de 2014 las autoridades autonómicas catalanas celebraron un referéndum independentista no aceptado por el Estado, de dispar interpretación en cuanto a su trascendencia y resultado (teniendo en cuenta que no había censo oficial, la participación se calcula en un 37 % de los posibles votantes, entre los que se incluían los extranjeros residentes y los jóvenes de más de 16 años —de los votos escrutados, el 80 % respondía "sí-sí" a las preguntas planteadas, sobre un posible Estado y su independencia—), y que tuvo consecuencias judiciales.

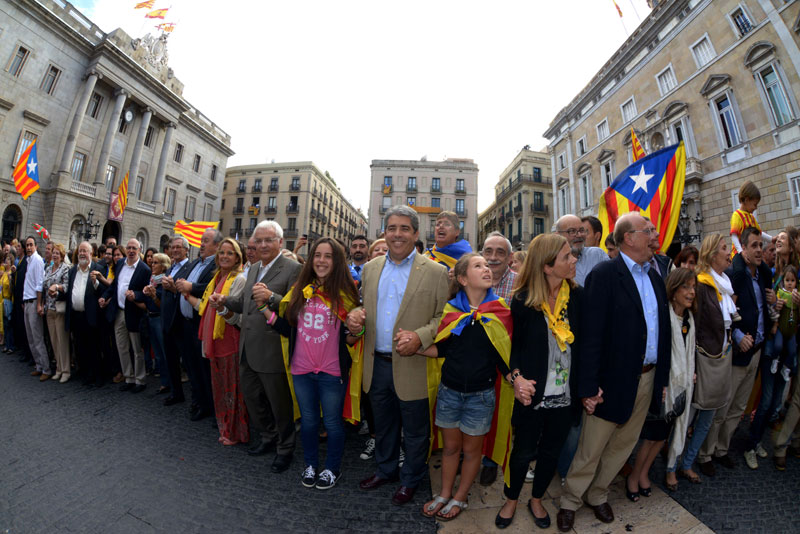
Manifestación independentista de la Diada del 11 de septiembre de 2013 en el tramo correspondiente a la plaza de Sant Jaume de Barcelona. Entre los asistentes, Francesc Homs, consejero de Presidencia, que al año siguiente estuvo entre los organizadores del referéndum independentista, por lo que fue imputado.

Las elecciones municipales y autonómicas del 24 de mayo de 2015 confirmaron la crisis de los dos partidos principales (PP y PSOE), que aunque continuaban siéndolo, sumaban entre ambos poco más de la mitad de los votos cuando cuatro años antes sumaban dos tercios (particularmente, los votos al PP fueron 2,4 millones menos). En las principales ciudades, el gobierno municipal pasó a ser ejercido por candidaturas con origen en el movimiento de los «indignados» en las que participaba Podemos, y que contaron con el apoyo posterior de los partidos tradicionales de la izquierda: el alcalde de Madrid, del Partido Popular desde 1991, pasó a ser la exjuez y activista por los Derechos Humanos, Manuela Carmena (de la lista Ahora Madrid); el de Barcelona, socialista desde 1979 a 2011 y desde entonces de CiU, pasó a ser la activista anti-desahucios Ada Colau (de la lista Barcelona en Comú). Varios gobiernos autonómicos pasaron al PSOE apoyado por Podemos (Aragón, Islas Baleares, Castilla-La Mancha y Comunidad Valenciana), mientras que otros se mantuvieron en el PP apoyado por Ciudadanos. En Andalucía, que celebró sus elecciones con anterioridad, debido además a que eran anticipadas —22 de marzo—, el pacto para investir a Susana Díaz fue entre el PSOE y Ciudadanos.
El 27 de septiembre de 2015 se celebraron elecciones autonómicas en Cataluña que el gobierno autonómico, declaradamente independentista, planteó como "plebiscitarias", en el sentido de que el voto a la candidatura unitaria llamada Junts pel Sí ("juntos por el sí") debería considerarse un voto por la independencia. Los partidos opuestos no aceptaron tal consideración y no se presentó ninguna candidatura conjunta; un total de seis fuerzas políticas obtuvieron representación. Junts pel Sí obtuvo un 39.59 % de los votos (por separado sus componentes habían obtenido 44.40 % en las elecciones anteriores) y un menor número de diputados (62), insuficiente para repetir la mayoría absoluta de que disponían (71), pero tras varios meses de incertidumbre consiguió formar gobierno con el apoyo parcial de las CUP (8.21 % de los votos), que exigieron para ello la sustitución del hasta entonces presidente (Artur Mas) por otro miembro de su mismo partido (Carles Puigdemont). Se rompió la coalición Convergència i Unió, que había dominado la vida política catalana desde 1980. Unió se presentó por separado, no obteniendo representación (2.51 % de los votos), mientras que Convergència (el partido de Pujol, Mas y Puigdemont) se presentó junto con Esquerra Republicana y otros partidarios de la independencia en Junts pel Sí. La segunda candidatura más votada fue Ciudadanos (17.90 %).

### Gobierno en funciones de Mariano Rajoy (2015-2016)

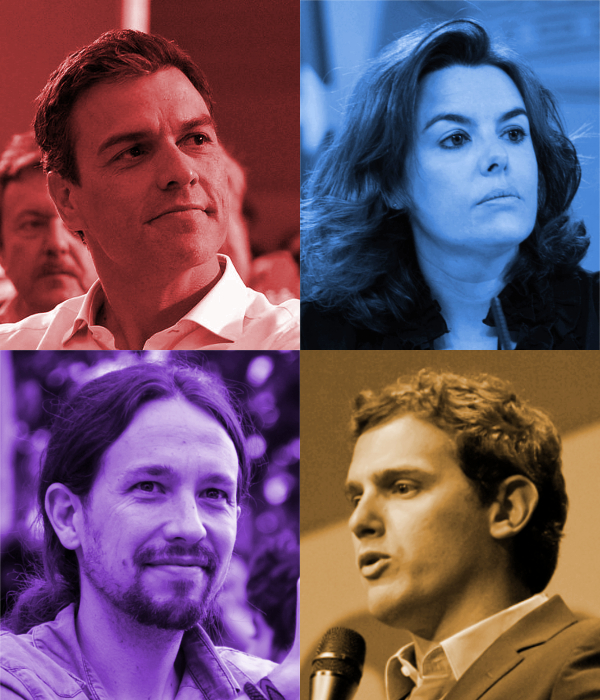
Participantes en el "debate a cuatro" anterior a las elecciones de diciembre de 2015. Además del tradicional debate entre los candidatos del partido del gobierno (Mariano Rajoy) y del principal partido de la oposición (Pedro Sánchez), y que tuvo lugar con el tradicional formato establecido por la Academia de Televisión; el interés que despertaba la existencia de dos partidos emergentes (Podemos —Pablo Iglesias— y Ciudadanos —Albert Rivera—) llevó a la realización de un debate al que Rajoy declinó asistir, siendo representado el PP por la vicepresidenta Soraya Sáenz de Santamaría.

Las elecciones generales celebradas el 20 de diciembre de 2015, dieron lugar a una situación inédita con una gran fragmentación del voto en la que los dos partidos que se venían sucediendo en el gobierno desde 1982 (PP y PSOE) no estuvieron en situación de volver a hacerlo. En la breve XI legislatura (duró únicamente 111 días) no fue posible la investidura de un nuevo presidente del Gobierno: Mariano Rajoy no aceptó la propuesta del rey de intentarlo (su partido, el PP, había obtenido el mayor número de escaños —123, 63 menos que en las anteriores elecciones en que tuvo mayoría absoluta—), mientras que sí lo hizo Pedro Sánchez (su partido, el PSOE, había obtenido el segundo mayor número de escaños —90, 20 menos que en las anteriores elecciones—), que únicamente consiguió el apoyo negociado con de Ciudadanos (40) y Coalición Canaria (1), lo que era insuficiente, dado el voto en contra de Podemos (69 en total —por suma de los escaños de las "confluencias" en distintos territorios—), el PP y de los partidos nacionalistas. Por primera vez en la España democrática, un candidato a la presidencia del Gobierno fracasaba y no lograba la confianza del Congreso, ni siquiera en la segunda votación.
El gobierno continuó "en funciones" durante todo el periodo, lo que limitaba seriamente la capacidad de llevar a cabo cualquier tipo de iniciativa tanto del ejecutivo como del legislativo, así como el control parlamentario al gobierno (tal circunstancia fue objeto de un conflicto que se elevó al Tribunal Constitucional). Incluso cuando algún ministro se veía forzado a dimitir (José Manuel Soria, afectado por el escándalo de los "papeles de Panamá") o era promovido a otro cargo (Ana Pastor, que pasó a ocupar la presidencia del Congreso tras las segundas elecciones), sus funciones debían ser asumidas por otro, al no poderse nombrar uno nuevo. Cumplidos los plazos previstos en la Constitución, hubo de aplicarse la convocatoria automática de elecciones generales. Paradójicamente, entre tanto, los indicadores económicos confirmaban los datos positivos iniciados en los últimos dos años, tanto en términos de crecimiento como de empleo, y que el gobierno atribuye a los resultados de sus reformas, además de al favorable contexto internacional.
El día 3 de mayo de 2016, el rey Felipe VI disolvió la XI Legislatura tras no haberse conseguido que ningún candidato a la presidencia del Gobierno tuviera el respaldo de la Cámara. A continuación firmó el decreto de disolución de las Cortes y la convocatoria de unas nuevas elecciones generales.

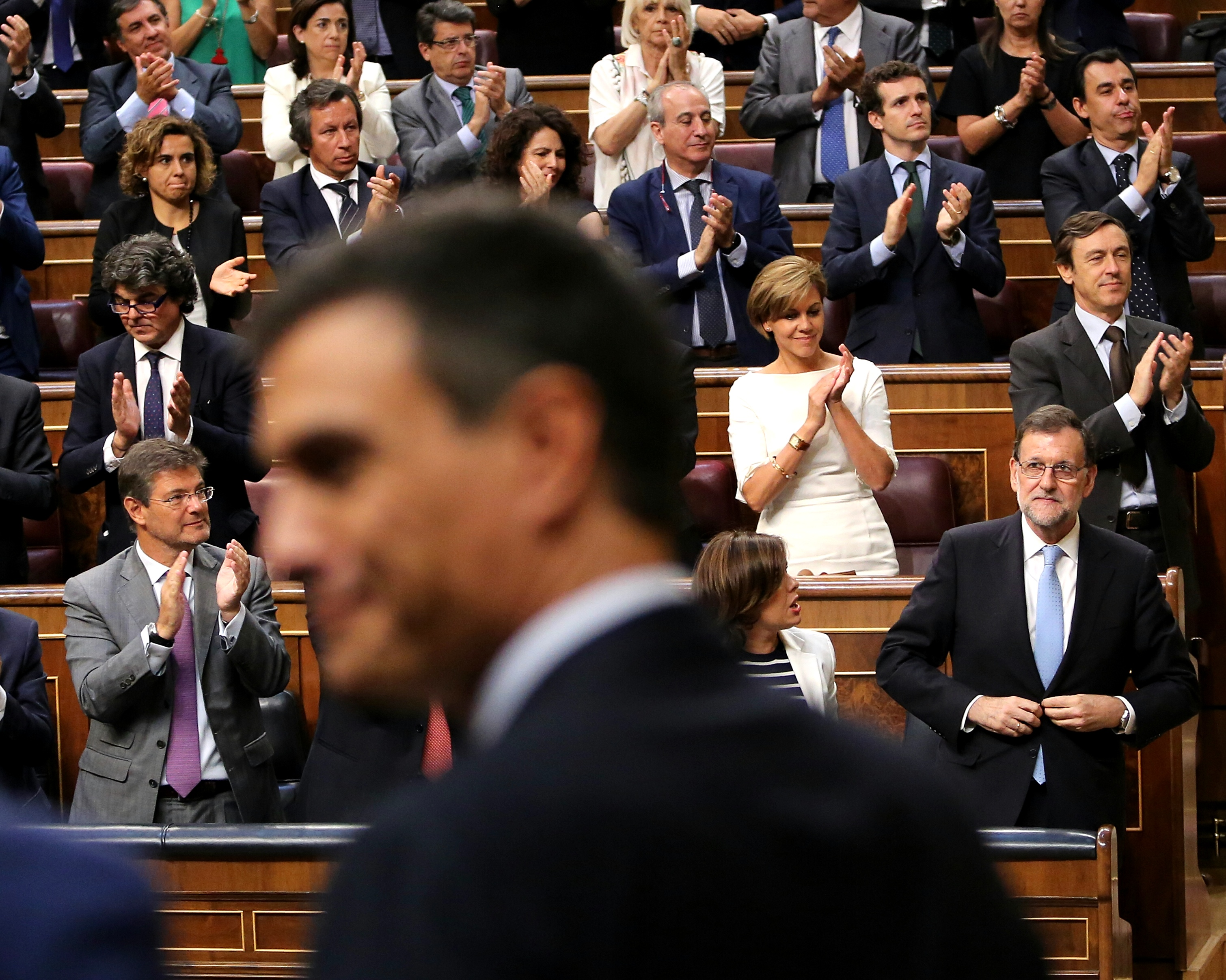
Pedro Sánchez de perfil y en el centro de la foto

Esta nueva cita con las urnas se celebró el 26 de junio de ese mismo año, el aumento en votos y diputados del Partido Popular (33% y 137) motivó a Mariano Rajoy a aceptar en esta ocasión el encargo real de intentar la investidura. El primer intento fue fallido, pues solo contó con el apoyo de los mismos partidos que habían apoyado anteriormente a Pedro Sánchez (Ciudadanos —32— y Coalición Canaria —1—). Tras varios meses de incertidumbre, en que se consideraba seriamente la posibilidad de que se volviera a cumplir el plazo previsto para una nueva repetición de elecciones, la situación política cambió drásticamente por la crisis interna del PSOE (Comité Federal de 1 de octubre de 2016), que sustituyó por una gestora al hasta entonces secretario general Pedro Sánchez (partidario de seguir votando "no" a la investidura de Rajoy y eventualmente explorar la posibilidad de un pacto con Podemos —que a pesar de presentarse junto con Izquierda Unida no había conseguido sus expectativas de sobrepasar al PSOE, perdiendo más de un millón de votos— y los nacionalistas); tras lo cual se volvió repetir la sesión de investidura de Rajoy. En la primera votación de la sesión de investidura (—en la que es necesaria la mayoría absoluta—) Rajoy consiguió 170 "síes" (PP, Ciudadanos y Coalición Canaria) y 180 "noes". Dos días después, en la segunda votación, logró 170 votos a favor, 111 en contra y la abstención de 68 de los diputados del PSOE (excepto 15 votos negativos, entre ellos los 7 pertenecientes al PSC —partido catalán federado al PSOE—), permitiendo la formación de gobierno sin necesidad de ningún tipo de concesión por parte del PP. Rajoy era investido presidente por mayoría simple tras 315 días y quedando dos días para que las Cortes se disolviesen automáticamente y los españoles fueran llamados otra vez a las urnas.

### Segundo gobierno de Mariano Rajoy (2016-2018)
El 17 de febrero de 2017, el Tribunal hizo pública la sentencia por el caso Nóos, Iñaki Urdangarin —yerno del rey emérito Juan Carlos I—, fue condenado a seis años y tres meses de cárcel por prevaricación, malversación, fraude, tráfico de influencia y dos delitos contra la hacienda pública. Su esposa, la infanta Cristina fue absuelta. Al año siguiente, el 3 de mayo de 2018, la banda terrorista ETA escenificó su disolución tras medio siglo de terror, secuestros, extorsión y más de 800 asesinatos.
El 19 de abril, la opinión pública conoció otro caso de corrupción —«caso Lezo»— que afectaba a un importante dirigente popular: el expresidente de la Comunidad de Madrid, Ignacio González fue detenido por la Guardia Civil por haberse enriquecido con el desvío de fondos públicos del Canal de Isabel II e ingresó en prisión.
Trece años y cinco meses después, España volvió a ser víctima de un atentado yihadista. Entre los días 17 y 18 de agosto de 2017, fueron asesinadas 16 personas por una célula terrorista del Estado Islámico en un doble ataque terrorista en Las Ramblas de Barcelona y en la madrugada del día siguiente en Cambrils.
2017 terminó como el año más convulso desde la instauración de la democracia por proceso independentista de Cataluña —la mayor crisis institucional vivida en España desde el 23-F—. El punto álgido del independentismo se vivió en los meses de septiembre y octubre. El día 6 de septiembre, el Parlamento de Cataluña, con el apoyo de Junts pel Sí y la CUP y en ausencia de Ciudadanos, el PSC y el PPC, aprueba la ley del referéndum. Fue suspendida por el Constitucional, que adoptó la misma decisión para la Ley de Transitoriedad aprobada el día siguiente. El domingo 1 de octubre, se celebró el referéndum de independencia —sin ningún tipo de garantía democrática ni judicial—. La Policía y la Guardia Civil intervinieron en algunos colegios para cumplir el mandato judicial de impedir la votación. Las fotografías de las cargas policiales dieron la vuelta al mundo (la CNN las calificó como «la vergüenza de Europa»). El día 3, se llevó a cabo una huelga general en Cataluña en protesta por el uso de la fuerza por Policía y Guardia Civil el 1-O. A las nueve de la noche, se emitió el mensaje institucional del rey Felipe VI, quien acusó de «deslealtad inadmisible» a la Generalitat y llamó a «asegurar el orden constitucional». El 10 de octubre, el presidente de la Generalitat, Carles Puigdemont compareció en el Parlament. Ahí asumió el «mandato del pueblo» para que «Cataluña se convierta en un Estado independiente en forma de república», pero seguidamente propone «suspender los efectos de la declaración» para abrir la puerta al diálogo con el gobierno de Rajoy. El sábado 21 de octubre, el Gobierno de España cumplió con lo anunciado y aprobó la aplicación del artículo 155 de la Constitución, con el objetivo de restaurar la legalidad. Eso suponía la destitución del Govern en pleno y la intervención de la autonomía. El viernes día 27, el Parlament semivacío y en voto secreto declara la independencia de Cataluña. El Senado respalda la petición del 155 por mayoría absoluta; Unidos Podemos, ERC, PNV y PDECat votan en contra. En esa tarde, el presidente del Gobierno, Mariano Rajoy convoca por sorpresa una cita con las urnas el 21 de diciembre, en las que por primera vez un partido constitucionalista, Ciudadanos encabezado por Inés Arrimadas ganó las elecciones autonómicas —que batieron un récord de participación al superar el 81 % del censo— con claridad en votos y escaños pero los independentistas revalidaron su mayoría absoluta. Junts per Catalunya terminó como la segunda fuerza política por delante de ERC. Su líder, el expresidente Puigdemont, junto con varios ex-consellers huyeron a Bruselas y permanecen allí —debido a que la Fiscalía había presentado una querella contra ellos por delitos de rebelión, sedición y malversación (solo para el primero afrontan penas de hasta 30 años de cárcel)— y también recalcar que la juez Carmen Lamela decretó prisión incondicional para el exvicepresidente de la Generalitat, Oriol Junqueras y siete exconsejeros, mientras que a Santi Vila le impuso fianza (2 de noviembre).
Tras la sentencia de la Audiencia Nacional sobre el caso Gürtel en la que condenó al Partido Popular por ser un «sistema de corrupción institucional», el secretario general del PSOE, Pedro Sánchez anunció que su grupo parlamentario llevaría a cabo la cuarta moción de censura de la etapa demócratica y la segunda contra Rajoy. El 1 de junio, esa moción de censura triunfó por los votos favorables del PSOE, Unidos Podemos, ERC, PDeCAT, Compromís, Nueva Canarias, EH Bildu y el PNV y Pedro Sánchez fue investido ese día como el séptimo presidente del Gobierno de la democracia española.

### Gobierno de Pedro Sánchez (desde 2018)
El 2 de junio, Sánchez prometió su cargo ante el Rey Felipe VI. Los 17 integrantes de su nuevo consejo de ministros tomaron posesión el día 7 de junio convirtiéndose en el gobierno con más ministras de la historia de la democracia —11— y en el que por primera vez, trascurridos 103 días de vida del ejecutivo había sufrido las dimisiones de dos de sus miembros.
El 2 de diciembre de 2018, se celebraron elecciones a la Junta de Andalucía en la que el PSOE volvió a ganar en la cita electoral pero no logró una mayoría absoluta parlamentaria —ni con el apoyo de Adelante Andalucía—, no obstante, la gran noticia de esa jornada electoral fue la irrupción de Vox (calificado por varios medios de comunicación como un partido de extrema derecha) con 12 escaños. El 16 de enero de 2019, el popular Juanma Moreno fue investido presidente de Andalucía tras un pacto, poniendo final a más de 36 años ininterrumpidos de gobiernos socialistas. El 13 de febrero de ese mismo año, los diputados independentistas de ERC y del PDeCAT fueron decisivos por su voto en contra del primer proyecto de Presupuestos del gobierno de Sánchez, lo que precipitó que dos días después, Pedro Sánchez convocara elecciones generales anticipadas para el 28 de abril. El ejecutivo de Sánchez fue el más breve de la historia de la democracia (260 días). 
En la decimocuarta cita con las urnas tras la instauración de la democracia, venció el PSOE con 123 escaños, mientras que el Partido Popular sufrió su peor debacle electoral al lograr únicamente 66 diputados, Ciudadanos logró 57 y se convirtió en la tercera fuerza política del país, condición que perdió Podemos, que se quedó con 42 diputados —perdiendo 29 escaños—. La noche electoral dejó a la historia la irrupción de Vox al Congreso con 24 diputados.
Entre los días 23 al 25 de julio de 2019 se llevó a cabo la sesión de investidura de Pedro Sánchez como candidato a presidente del Gobierno, que resultó fallida al contar el segunda sesión que solo requiere la mayoría simple el apoyo del PSOE y del Partido Regionalista de Cantabria.
En las cuartas elecciones generales desde 2015, volvió a vencer el PSOE. Al día siguiente, Albert Rivera, uno de los dos políticos protagonistas de la ruptura del bipartidismo, dimitía.
El 14 de octubre, el Tribunal Supremo. Protestas de Cataluña de 2019 Los disturbios en la capital catalana provocaron destrozos por valor de más de tres millones de euros en el mobiliario urbano. Se quemaron más de 1000 contenedores y unos 6400 metros cuadrados de pavimento quedaron afectados. El día 24 de ese mismo mes, Exhumación de Francisco Franco

#### Pandemia
España, como el resto del planeta, sufrió en 2020 la pandemia de COVID-19, debido a esa crisis sanitaria y social, el gobierno de Pedro Sánchez declaró por segunda vez en democracia el estado de alarma, decretando el confinamiento de toda la población (13 de marzo) tras un Consejo de Ministros extraordinario que duró más de 7 horas y media.
Tras la primera ola en la pandemia de coronavirus, con una economía en recesión y una sensación de incertidumbre generalizada, España (al igual que el resto de países europeos) doblegó la curva de contagios y puso en marcha un conjunto de desconfinamientos y vuelta la "nueva normalidad". Sin embargo, desde el fin del periodo estival, la nación española se adentró en una segunda ola de la pandemia, presagiada por los científicos, que ha llevado a nuevos confinamientos y medidas restrictivas, así como a la declaración, por tercera vez en la historia de la democracia de un nuevo estado de alarma. España ha sufrido la pérdida de miles de compatriotas, la infección de millones de ciudadanos y la pérdida de decenas de millares de puestos de empleo desde el comienzo de este convulso período de la historia contemporánea.

## La cultura española en la transición y la democracia
|  | Rafael Moneo y otros destacados arquitectos españoles, como Santiago Calatrava, han logrado una gran proyección internacional, que se ha sumado a la de los arquitectos de la generación anterior, como Ricardo Bofill, Miguel Fisac (fallecido en 2006), Sáenz de Oíza (fallecido en 2000), etc. |
|  | Eduardo Mendoza, representante de la más reciente narrativa española, que cuenta con nombres como Álvaro Pombo, Terenci Moix (fallecido en 2003), Vicente Molina Foix, José María Guelbenzu, Rosa Montero, Fernando Marías, Elvira Lindo, Antonio Muñoz Molina, Juan José Millás, Luis Landero, José Ángel Mañas, etc.; y con las últimas producciones de autores de generaciones anteriores, como Carmen Martín Gaite (fallecida en 2000), Miguel Delibes (fallecido en 2010), Ana María Matute (fallecida en 2014) o Juan Marsé. |
|  | Albert Boadella, con el grupo Els Joglars, lleva realizando un continuado trabajo teatral desde 1962. El teatro catalán ha sido muy prolífico en grupos de muy distinto tipo, todos ellos de gran originalidad, como Dagoll Dagom, Els Comediants, La Fura dels Baus, Tricicle, La Cubana, etc. El panorama escénico español de finales del siglo XX contó con los últimos textos de Antonio Buero Vallejo o Lauro Olmo y la presencia de nuevos autores como Fernando Arrabal, Alfonso Sastre, Francisco Nieva, José Sanchis Sinisterra o Antonio Gala y profesionales de todas las artes escénicas, como Mario Gas, Antonio Gades, Nuria Espert, José María Rodero o el polifacético Fernando Fernán Gómez. |
|  | Pedro Almodóvar. La movida madrileña de finales de los ochenta y principios de los noventa tuvo en la obra de este cineasta su principal herencia cultural. A la misma generación y entorno estético pertenecen artistas españoles de otras zonas de España, o del mundo del diseño y las artes pásticas, como Javier Mariscal y Miquel Barceló. |
|  | Un, dos, tres... responda otra vez, de Narciso Ibáñez Serrador, ha sido uno de los programas de televisión más influyentes de la historia de la televisión en España. El papel de la televisión fue trascendental en la modernización de la sociedad española en el tardofranquismo y la transición. La aparición de las televisiones privadas a partir de 1990 tuvo resultados ambivalentes: aumentó la oferta, pero introdujo la denominada telebasura y redujo a espacios marginales la programación de contenido cultural que había sido de máxima audiencia en los años setenta y ochenta (El hombre y la tierra, Estudio uno, La clave, etc.) |
|  | Joan Manuel Serrat, uno de los cantautores de la canción protesta que se popularizó entre la juventud del 68. La música de gran consumo incluía la llamada canción española o folclórica de las tonadilleras (Lola Flores, Rocío Jurado), la rumba (Los Chichos), la música ligera o melódica (Julio Iglesias), el rock (Miguel Ríos), o todo tipo de versiones, tendencias y combinaciones dentro de lo que se conoce como pop (desde Mocedades y Mecano hasta Alaska y los Pegamoides y los cantantes salidos de Operación Triunfo). La llamada música culta contó con compositores que ya habían renovado la escena musical en pleno franquismo, como Cristóbal Halffter, Luis de Pablo o Carmelo Bernaola; pero su mayor impacto fue gracias a la presencia internacional de cantantes de ópera de la talla de Jaume Aragall, Alfredo Kraus, Plácido Domingo, Josep Carreras o Montserrat Caballé. |
|  | Ferran Adrià, varias veces nombrado mejor cocinero del mundo, junto con otros representantes de la más reciente cocina española, han situado a esta en una posición de liderazgo internacional. |
|  | Lo mismo ha ocurrido con las nuevas generaciones de deporte español, especialmente tras los Juegos Olímpicos de Barcelona (1992), en disciplinas tan diversas como el ciclismo (Pedro Delgado, Miguel Induráin, Alberto Contador), el tenis (Rafael Nadal, Arancha Sánchez Vicario y la conquista de 6 Copas Davis —2000, 2004, 2008, 2009, 2011 y 2019—), el baloncesto (Pau Gasol como máximo estandarte de la «época dorada» de la selección española de baloncesto que ganaron el Mundial 2006, tres Eurobaskets —2009, 2011 y 2015— y tres platas olímpicas —2008, 2012 y 2016—), el automovilismo (Fernando Alonso) o el motociclismo (Jorge Lorenzo, Marc Márquez). El principal deporte es el fútbol, en el que Real Madrid y Fútbol Club Barcelona son de dimensión mundial; mientras que la selección española de fútbol, que durante mucho tiempo no había superado el nivel del "gol de Marcelino" de 1964, ganó el Mundial de Sudáfrica de 2010 y las Eurocopas anterior y posterior. El interés público por la actividad deportiva, rasgo destacado en el franquismo como factor de cohesión social (pan y fútbol), se había diversificado a otros deportes a partir de 1966 con la campaña Contamos contigo (Juan Antonio Samaranch, posteriormente presidente del Comité Olímpico Internacional).                                                |
|  | La excavación y estudio del yacimiento de Atapuerca ha representado, por sus características únicas, la aportación más importante de la ciencia española al conocimiento universal en los últimos años. En otros campos científicos no faltan individuos y equipos de trabajo de altísimo nivel, particularmente en las ciencias biológicas. |
|  | José Tomás ha protagonizado alguno de los momentos más destacados de la tauromaquia reciente. El activismo antitaurino, junto a factores políticos locales, condujeron al Parlamento de Cataluña en 2010 a la adopción de una medida legislativa que suspenderá las corridas de toros en esa comunidad. Anteriormente, una medida similar se adoptó en Canarias. |
|  | Una escena de la Romería de El Rocío. Aunque las encuestas sobre creencia religiosa muestran una mayoría de católicos no practicantes, y las prácticas sociales muestran un alto grado de secularización, la relgiosidad popular sigue siendo muy vital en determinadas manifestaciones festivas, y el liderazgo de la iglesia católica se demuestra periódicamente en convocatorias esporádicas como visitas papales (desde la de Juan Pablo II en 1992) o macromanifestaciones de carácter político-moral (contra el aborto o el matrimonio homosexual); y de un modo más constante en la presencia de la educación religiosa o los medios de comunicación católicos. La presencia de otras confesiones religiosas sigue siendo claramente minoritaria, aunque están muy altamente representadas en la inmigración. |
|  | Procesión de doctorandos en la Universidad Miguel Hernández de Elche. La universidad ha dejado de ser un reducto reservado a las élites. La multiplicación de universidades, extendidas por todas las comunidades autónomas y la mayoría de las provincias, es la cúspide de un sistema educativo cuya base ha presenciado la extensión de la educación obligatoria, tanto en el final del franquismo (hasta los 14 años con la Ley General de Educación de 1970) como en la democracia (hasta los 16 años con la LOGSE de 1990), y su verdaderas consecuencias son objeto de debate (informe PISA). |
|  | Centro comercial Parque Almenara en Lorca. El incremento del nivel de vida ha convertido a la denominada cultura del ocio y al consumismo en componentes esenciales de la vida española, tanto pública como privada. El radical cambio de costumbres ha alterado incluso la dieta tradicional con graves consecuencias (desórdenes alimentarios). La abundancia y amplio horario de establecimientos de hostelería y diversión son extraordinarios en comparación con la mayoría de los países del mundo. Fuertemente ligado a ello, el turismo en España continúa fundamentado en las playas masificadas, pues la creciente oferta de turismo cultural o turismo rural sigue siendo minoritaria en comparación. |
|  | Francisco Umbral, «Considerado una de las figuras más relevantes de la literatura española del siglo XX», en sus crónicas periodísticas supo describir la vida social, política y cultural de la época, desde el humor y la ironía. La presencia de los intelectuales en política, más allá de los procedentes del mundo del derecho (como los ponentes de la Constitución en 1978 o algunos destacados miembros del Tribunal Constitucional), ha pasado a ser marginal; pero su papel en los medios de comunicación continúa siendo muy activo en lo que se denomina la formación de la opinión pública. Entre estos hay tanto personalidades surgidas en el mundo del periodismo (columnistas como Francisco Umbral —muerto en 2007—, Eduardo Haro Tecglen —muerto en 2005—, Arcadi Espada, Raúl del Pozo, Isabel San Sebastián, Maruja Torres; directores de programas de radio, como Luis del Olmo o Iñaki Gabilondo; destacados directores de periódicos: Luis María Anson, Juan Luis Cebrián —elegidos simultáneamente académicos de la lengua en 1996— y Pedro J. Ramírez) como de fuera de él (José Luis Sampedro, Juan Velarde Fuertes, Francisco Rodríguez Adrados, Gregorio Salvador, Antonio Elorza, Fernando Savater, Ignacio Sotelo, Almudena Grandes, Manuel Rivas, Ian Gibson, Mario Vargas Llosa —estos dos últimos nacionalizados españoles—). |